# Městské autobusové linky v Praze (od roku 1952)
Denní městské autobusové linky v Praze byly označeny trojcifernými čísly na přelomu let 1951 a 1952 v souvislosti se zavedením jednotného tarifu MHD.

## Vývoj číslování
Číslování linek z roku 1952 zohledňovalo, na kterou tramvajovou linku autobusová linka navazuje. Například linka 101 navazovala ve Vršovicích na linku 1, linka 108 navazovala na linku 8 atd. U dalších zřizovaných linek se již na tuto zásadu nedbalo, nynější číslování linek vzniklo postupným vývojem a mnohé linky si i přes četné změny zachovaly souvislost s původní podobou. Mezi lety 1958–1968 první číslice vyjadřovala, kolikanásobek základního jízdného se na lince platí; v číselné řadě 200 se ocitly znovuzavedené noční linky, rychlíkové linky tzv. překryvné sítě a některé rekreační linky.
Od 9. května 1974 byla pro noční linky zavedena samostatná číselná řada 5xx, překryvná síť byla zrušena a běžné denní linky dostávaly čísla jak z řady 1xx, tak z řady 2xx. Účelové a rekreační linky, často se speciálním tarifem, měly nejprve nejednotná označení (dvojstovková čísla a označení označení XA, XB, XC, XD), v roce 1970 byly všechny rekreační linky přeznačeny na písmena z řady A až H, v roce 1974 na dvojciferná čísla z číselné řady 51 a výše, v roce 1983 zvýšená na 451 a výše a ještě později na 751 a výše. Školní linky měly od roku 1983 čísla z řady od 401, 4. září 2000 byly přečíslovány do řady od 551. Číselná řada 3xx byla se vznikem Pražské integrované dopravy vyhrazena pro příměstské linky PID, mimopražské linky PID byly dodatečně vyčleněny do číselné řady 4xx. Příměstské noční linky mají číslo ve tvaru 6xx. Číselná řada 700–750 je používána mj. pro různé účelové linky DPP, mimořádnou či náhradní autobusovou dopravu (např. náhradní denní linky 728 a 730, náhradní školní linky 731 a 732) apod. Například po dobu pětiměsíční výluky autobusů v úseku Roztocká – Roztoky byla 8. dubna 2006 zavedena autobusová linka 740 Dejvická – Nádraží Bubeneč s návazností na vlaky do Roztok.
V databázích a interním kódování má autobusová linka AE spojující Hlavní nádraží s  letištěm interní označení 790. Zvláštní linky pro tělesně postižené H1 a H2 měly interní označení 799 a 798 (v tomto pořadí, H2 dříve 797). Zoobus měl v době, kdy ho provozoval DPP, interní kód linky 783. Sezónní cyklobus na Mníšecku je označován číslem 690. Čísla z řady 8xx se interně používají pro náhradní autobusovou dopravu (např. linka X-22, náhrada za tramvajovou linku č. 22, má označení 822, X-C jako náhradní doprava za linku C) metra měla kód 861 apod.).). Anomálií bývala linka 100, pro kterou se interně používalo číslo 299, protože číslo 100 bylo v té době v software vyhrazeno pro speciální účely; z téhož důvodu byla linka v tištěných výstupech označována 1OO místo 100 (písmeno O místo číslice 0). Trojciferné kódy mají v databázích i linky metra (991–993).

## Linky 100–199[13][14]

### 100

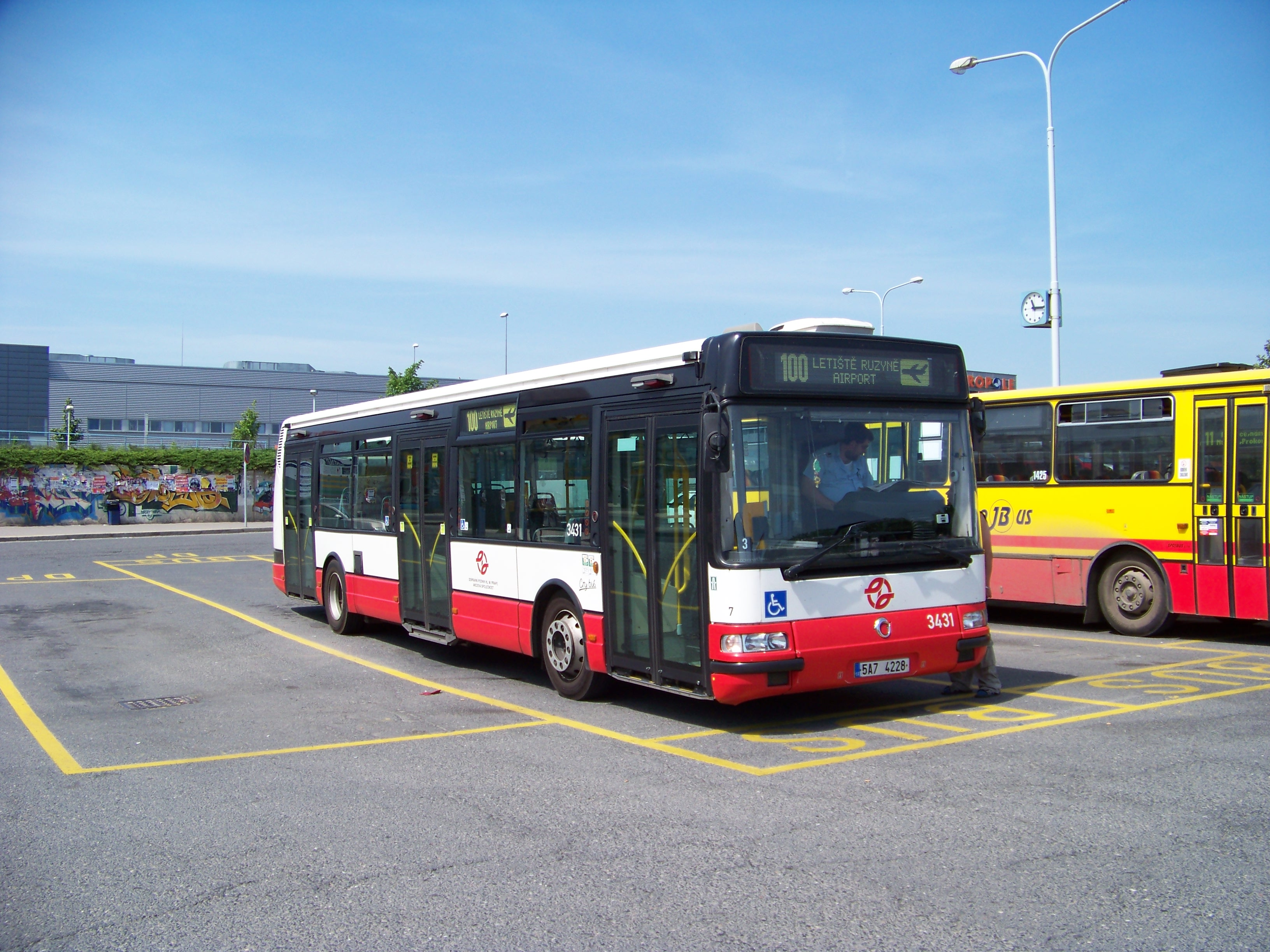
Citybus nasazený na linku 100 v roce 2009 v obratišti Zličín

- Zavedena 8. července 2002 v rychlíkové trase Zličín – Letiště Ruzyně.[1]
- 1. září 2004 byla zřízena zastávka U Hangáru.[15]
- K 17. lednu 2006 zastávka Letiště Ruzyně přejmenována na Terminál Sever 1 a zřízeny nové zastávky Terminál Sever 2 a Letiště Ruzyně.[16]
- 14. listopadu 2006 byla zřízena zastávka K Letišti.[17]
- 9. prosince 2007 byly zastávky Terminál Jih, Terminál Sever 1 a Terminál Sever 2 přejmenovány na Terminál 3, Terminál 1 a Terminál 2.[18]
- Od 6. března 2011 jsou na linku nasazovány kloubové autobusy[1]
- 5. října 2012 byla konečná zastávka Letiště Ruzyně (v obratišti u Schengenské ulice) přejmenována na Letiště, na vozidlech je na čelních transparentech značena jako Letiště Václava Havla (pro linky neintegrované do PID má název „Praha, Letiště Václava Havla“ zastávka u zastávek PID Terminál 1), nácestná zastávka Letiště Ruzyně byla přejmenována na Schengenská.[19]
- Od 16. 1. 2016 byla pro linku 119 zrušena zastávka Na Padesátníku a tamější obyvatelé byli odkázáni jen na linku 191, což se jim nelíbilo, a tak byla 15. 10. 2016 zastávka pro linku 100 opět zřízena, ale z bezpečnostních důvodů s výstupem a nástupem předními dveřmi. Tato změna však přetrvala jen do 26. 8. 2017, kdy s integrací Kladenska začaly v této zastávce zastavovat nové linky 322, 323 a 324.
- Během pandemie covidu-19 byly na linku nasazovány autobusy Crossway standardní délky (12–15 m), primárně určené pro linku AE, která byla toho času mimo provoz.
- Pro linku se zpočátku v databázích interně používalo číslo 299, protože číslo 100 bylo v té době v software vyhrazeno pro speciální účely; z téhož důvodu byla linka v tištěných výstupech označována 1OO místo 100.[11]

### 101

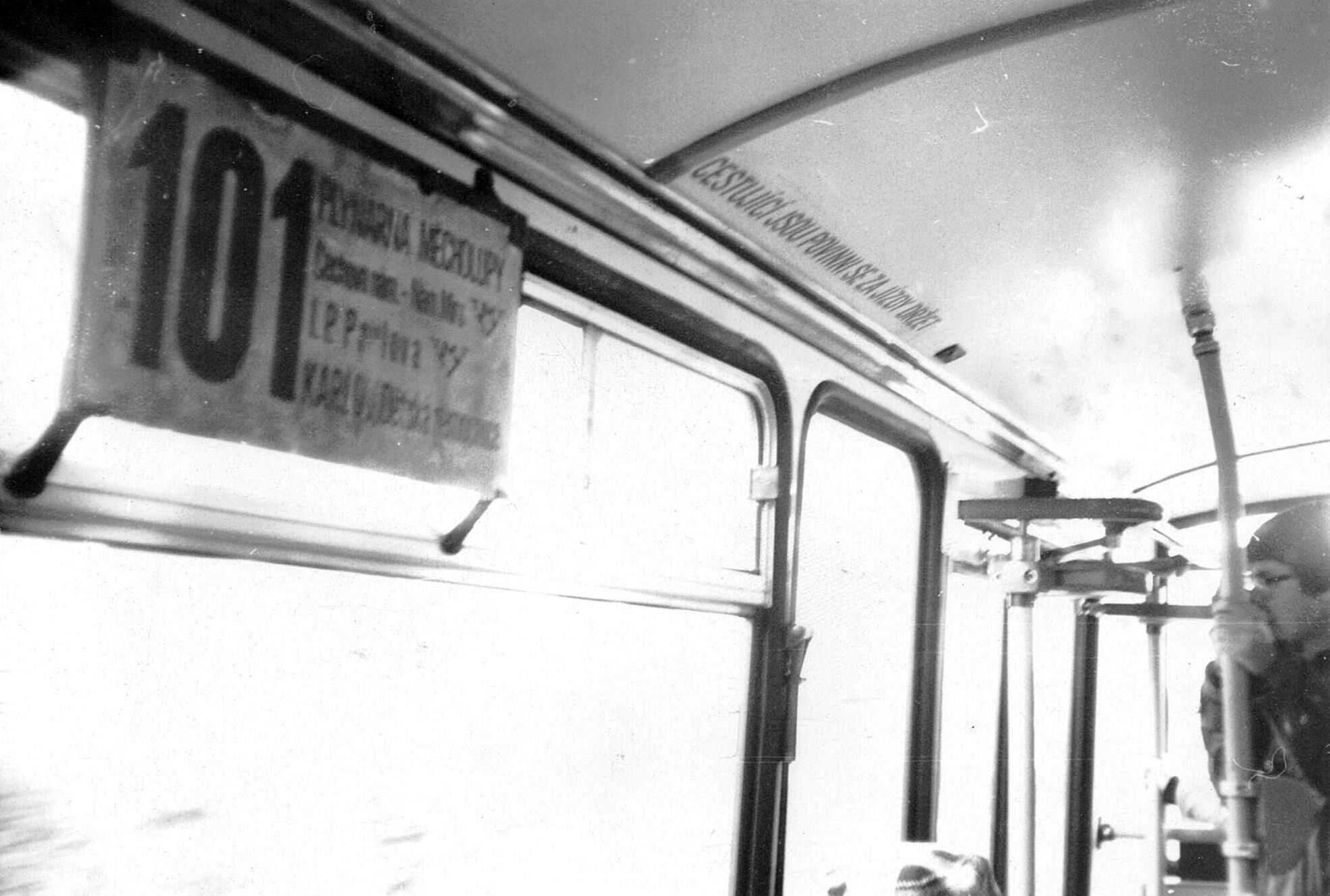
Interiér autobusu linky 101 s linkovým vedením v 80. letech

- Vznikla začátkem roku 1952 přečíslováním stávající linky A, která byla zavedena 21. června 1925 v trase Vršovice (Čechovo náměstí) – Záběhlice, obecní úřad (poblíž dnešní zastávky U Lípy).
- Od 2. ledna 1961 ukončena ve Vršovicích oblasti Koh-i-nooru.[13]
- V 60. letech došlo také ke zřízení nových zastávek např. U Lípy a V Korytech, kde byla i malá část spojů ukončena.
- Od 19. července 1973 vzniká na lince 101 ještě jedna větev: Koh-i-noor – V Korytech – Jabloňová (dnes Poliklinika Zahradní Město) – Záběhlická škola – Nádraží Hostivař označená jako X 101. Tuto větev projížděly spoje jen ve špičkách, a se zprovozněním metra C v roce 1974 byla 9. května 1974 tato větev zrušena a nahrazena novou linku 195, která dosud k Poliklinice Zahradní Město jezdí.
- V 70. letech Koh-i-noor – Bohdalec – Záběhlice – Práčská – Na Groši – Nádraží Hostivař (přímo u budovy nádraží), [zdroj?]
- Od 1. dubna 1976 vede „stojednička“ Švehlovou ulicí, namísto ulicemi Pražskou a Hostivařskou, kterýma jezdila už od roku 1948! I když toto byla malá změna, odehrála se v nadcházejícím roce změna většího rozsahu.
- Od 26. září 1977 v trase Čechovo náměstí – Bohdalec – Záběhlice – Práčská – Na Groši – Nádraží Hostivař – Dolní Měcholupy, plynárna[13].
- Od 13. srpna 1978 prodloužena do trasy Karlov, Dětská nemocnice – I. P. Pavlova – Náměstí Míru – Kodaňská – Koh-i-noor – Plynárna Měcholupy
- Od 3. listopadu 1985 v trase Strašnická – Nádraží Strašnice – Jesenická – U Lípy – Plynárna Měcholupy[13]
- Od roku 1998 v trase Strašnická – Centrum Zahradní Město – Plynárna Měcholupy.[20]
- Od 9. května 2008 vedena v trase Skalka – Na Padesátém – Zahradní Město – U Průseku – Sídliště Na Groši – Na Groši – Práčská – Topolová – Centrum Zahradní Město – Hlohová – Poliklinika Zahradní Město – Jesenická (Z) – V Korytech – Pod Vinicí – Záběhlice – Bohdalecká – Bohdalec – Vršovický hřbitov – Koh-i-noor (Z) – Čechovo náměstí (T) – Kodaňská (Z) – Slovinská (T) – Na Míčánkách (Z) – Bělocerkevská (Z) – Tolstého.[21]
- Od 30. srpna 2008 mezi zastávkami Práčská a V korytech napřímeno přes Záběhlickou ulici místo přes Jabloňovou.[22]
- Od 1. září 2009 vedena přes Kavkazskou, zrušena zastávka Čechovo náměstí.[23]
- Od 12. prosince 2010 byla zkrácena o úsek Na Groši – Skalka, v němž byla nahrazena linkou 296, a nově ukončena v zastávce Nádraží Hostivař.[24] V roce 2013 jezdila v trase Tolstého – Záběhlická škola – Nádraží Hostivař.[25]
- Od 1. září 2012 klasifikována jako midibusová linka.[26]
- Od 29. října 2012 byla zastávka Na Groši ve směru z centra nahrazena novou zastávkou Obchodní centrum Hostivař.[27]
- Trasa od 27. května do 29. května 2013: Tolstého – Bělocerkevská (T) – Na Míčánkách (T) – Kodaňská (T) – Slovinská (Z) – Čechovo náměstí (Z) – Koh-i-noor – Vršovický hřbitov – Bohdalec – Bohdalecká – Záběhlice – Pod Vinicí – V Korytech – U Lípy – Záběhlická škola – Práčská – Obchodní centrum Hostivař (T) – Na Groši (Z) – Na Groši – Hostivařská – Nádraží Hostivař (Z) – Nádraží Hostivař
- Od 29. června 2013 prodloužena ve vybraných obdobích pracovních dnů ze zastávky Nádraží Hostivař přes zastávky Sklářská – Kablo (Z) – Kovošrot – Zentiva – Kovošrot – Kablo – Barvy a laky – Radiová – Průmyslová – Na Homoli – Malešická továrna do zastávky Depo Hostivař.[28]
- Trasa od 29. června 2013 do 16. června 2013: Tolstého – Bělocerkevská (T) – Na Míčánkách (T) – Kodaňská (T) – Slovinská (Z) – Čechovo náměstí (Z) – Koh-i-noor – Vršovický hřbitov – Bohdalec – Bohdalecká – Záběhlice – Pod Vinicí – V Korytech – U Lípy – Záběhlická škola – Práčská – Obchodní centrum Hostivař (T) – Na Groši (Z) – Na Groši – Hostivařská – Nádraží Hostivař (Z) – Nádraží Hostivař (– Nádraží Hostivař – Sklářská – Kablo – Kablo (Z) – Kovošrot – Zentiva – Kovošrot – Kablo – Barvy a laky – Radiová – Průmyslová – Na Homoli – Malešická továrna – Depo Hostivař).
- Trasa od 17. června 2013: Tolstého – Bělocerkevská (T) – Na Míčánkách (T) – Kodaňská (T) – Slovinská (Z) – Kavkazská – Koh-i-noor – Vršovický hřbitov – Bohdalec – Bohdalecká – Záběhlice – Pod Vinicí – V Korytech – U Lípy – Záběhlická škola – Práčská – Obchodní centrum Hostivař (T) – Na Groši (Z) – Na Groši – Hostivařská – Nádraží Hostivař (Z) – Nádraží Hostivař (– Nádraží Hostivař – Sklářská – Kablo – Kablo (Z) – Kovošrot – Zentiva – Kovošrot – Kablo – Barvy a laky – Radiová – Průmyslová – Na Homoli – Malešická továrna – Depo Hostivař).
- Od 13. září 2014 byla zastávka Na Groši ve směru do centra nahrazena novou zastávkou Obchodní centrum Hostivař.[29]
- Změna trasy od 15. října 2016: TOLSTÉHO – Bělocerkevská (T) – Na Míčánkách (T) – Kodaňská (T) – Slovinská (Z) – Kavkazská – Koh-i-noor – Vršovický hřbitov – Bohdalec – Bohdalecká – Záběhlice – Pod Vinicí – V Korytech – U Lípy – Záběhlická škola – Topolová – Centrum Zahradní Město – Zahradní Město – Na Padesátém – SKALKA – MICHELANGELOVA – Rembrandtova – Královická – SÍDLIŠTĚ SKALKA
  - Důvodem změny je snaha posílit spojení Záběhlická škola – Skalka, kde linka 138 sama kapacitně nedostačuje, a zrychlení spojení od Zentivy k metru A.[30][31]
- Změna trasy od 3. září 2017: TOLSTÉHO – Bělocerkevská (T) – Na Míčánkách (T) – Kodaňská (T) – Slovinská (Z) – Kavkazská – Koh-i-noor – Vršovický hřbitov – Bohdalec – Bohdalecká – Záběhlice – Pod Vinicí – V Korytech – U Lípy – Záběhlická škola – Topolová – Centrum Zahradní Město – Zahradní Město – Na Padesátém – SKALKA – MICHELANGELOVA – Plošná – Mokřanská – Myšlínská – Kablo – Kovošrot – ZENTIVA
- Od roku 2021 je linka obsluhována autobusy délkové kategorie Md+ (10,5 m)
- Změna trasy od 2. prosince 2021: VIKTORIA ŽIŽKOV (dříve Husinecká) – Náměstí Winstona Churchilla (T) – Park Rajská zahrada – U Prdlavky – Jiřího z Poděbrad – Vinohradská vodárna (Z) – Perunova (T) – Slovinská – Kavkazská – Koh-i-noor – Vršovický hřbitov – Bohdalec – Bohdalecká – Záběhlice – Pod Vinicí – V Korytech – U Lípy – Záběhlická škola – Topolová – Centrum Zahradní Město – Zahradní Město – Na Padesátém – SKALKA – MICHELANGELOVA – Plošná – Mokřanská – Myšlínská – Kablo – Kovošrot – ZENTIVA
- Od 1. února 2022 je zřízena zastávka Perunova i ve směru na Žižkov

### 102

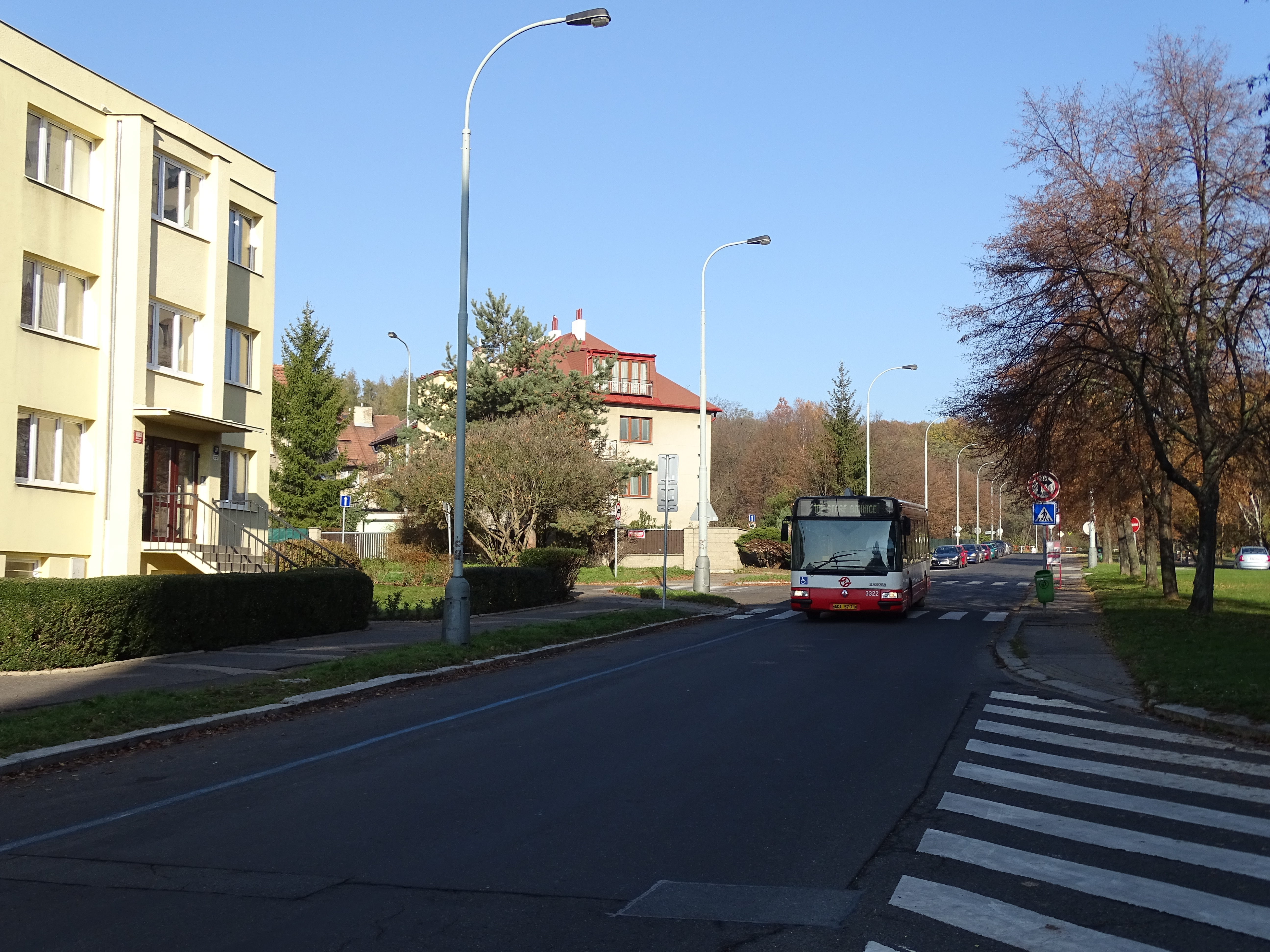
Linka 102 v Kobylisích

- Linka vznikla začátkem roku 1952 přečíslováním stávající linky C, která byla zřízena 10. srpna 1926 (nebo 11. července 1926[32]) v trase Kobylisy (Čimická) – Kolonie – Bohnice.[33][34]
- 29. 4. 1928 byla na kobyliské straně prodloužena do Ďáblic k Novému pražskému hřbitovu.[34]
- 29. 3. 1931 opět zkrácena do Kobylis.[13]
- 23. 8. 1943 zkrácena do trasy Kobylisy – Kolonie
- 18.3.1946 prodloužena opět do Bohnic
- 1. 1. 1961 zřízena varianta linky do Čimic (sloučení s linkou 106).
- 2. 1. 1973 varianta do Bohnic vyčleněna do samostatné linky 152.[13]
- 10. 4. 1975 noční spoje převedeny na novou noční linku 505.
- 30. 8. 1982 vedena přes jižní část bohnického sídliště (Dunajecká, Krakov).
- 4. 11. 1984 prodloužena do trasy Fučíkova – Vychovatelna – Ke Stírce – Bohnice.[13]
- 4. října 1997 se mění název zastávky Bohnice na Staré Bohnice a Visla na Sídliště Bohnice[35]
- 28. 1. 2001 byla sloučena s linkou 236.[1] a jezdila v trase Nádraží Holešovice – Staré Bohnice – Zámky.[20]
- 15. června 2003 trvale zřízena zastávka U Drahaně ve směru Zámky, současně původní zastávka U Drahaně přejmenována na Bohnické údolí[36]
- 14. prosince 2003 byla zrušena zastávka U Drahaně.[37]
- 29. února 2004 byla zrušena zastávka Staré Bohnice ve směru z centra,[38] 9. června 2004 byla opět obnovena[39]
- Od 1. září 2005 byla přejmenována zastávka Pískovna na Čimický háj
- 29. dubna 2006 je zřízena zastávka Na Pazderce ve směru z centra
- Od 9. května 2008 byla přeložena linka přes Slovanku, tj. vedena v trase Nádraží Holešovice – Vychovatelna – Bulovka (T) – Bulovka (T) – Vinopalnická – Na Slovance – Ládví – Kobylisy – Sídliště Bohnice – Staré Bohnice – Zámky (v úsecích Nádraží Holešovice – Kobylisy, Sídliště Bohnice – Staré Bohnice a Staré Bohnice – Zámky jela jen část spojů).[21]
- K 1. dubnu 2009 byla zkrácena do Starých Bohnic.[40]
- Od 1. září 2012 klasifikována jako metrobus.[26]
- Trasa od 30. 6. 2012: Kobylisy – Služská – Písečná – Čimický háj – Dunajecká – Na Pazderce – Krakov – Zhořelecká – Sídliště Bohnice (– Staré Bohnice).[14]
- Od 15. října 2016 prodloužena do trasy: STARÉ BOHNICE – SÍDLIŠTĚ BOHNICE – … – KOBYLISY – Poliklinika Čumpelíkova – Kobyliská střelnice – Bojasova – Šimůnkova (T) – ŠIMŮNKOVA

Důvodem změny je obnova spojení okolí Šimůnkovy s metrem Kobylisy a zajištění spojení z Bohnic k Poliklinice Čumpelíkova.
- Od 2. března 2020 zkrácena do zastávky Sídliště Bohnice. (ŠIMŮNKOVA –…– KOBYLISY –…– Čimický háj –…– Na Pazderce – Krakov – Zhořelecká – SÍDLIŠTĚ BOHNICE)[41]
- 30. října-13. listopadu 2023 v rámci výluky z důvodu opravy vozovky na křižovatce ulic Čimická x K Pazderkám zřízena zastávka Podhájská pole a na spoje vedené v trase Sídliště Bohnice — Kobylisy jsou v pracovní dny nasazeny kloubové vozy.[42]

### 103

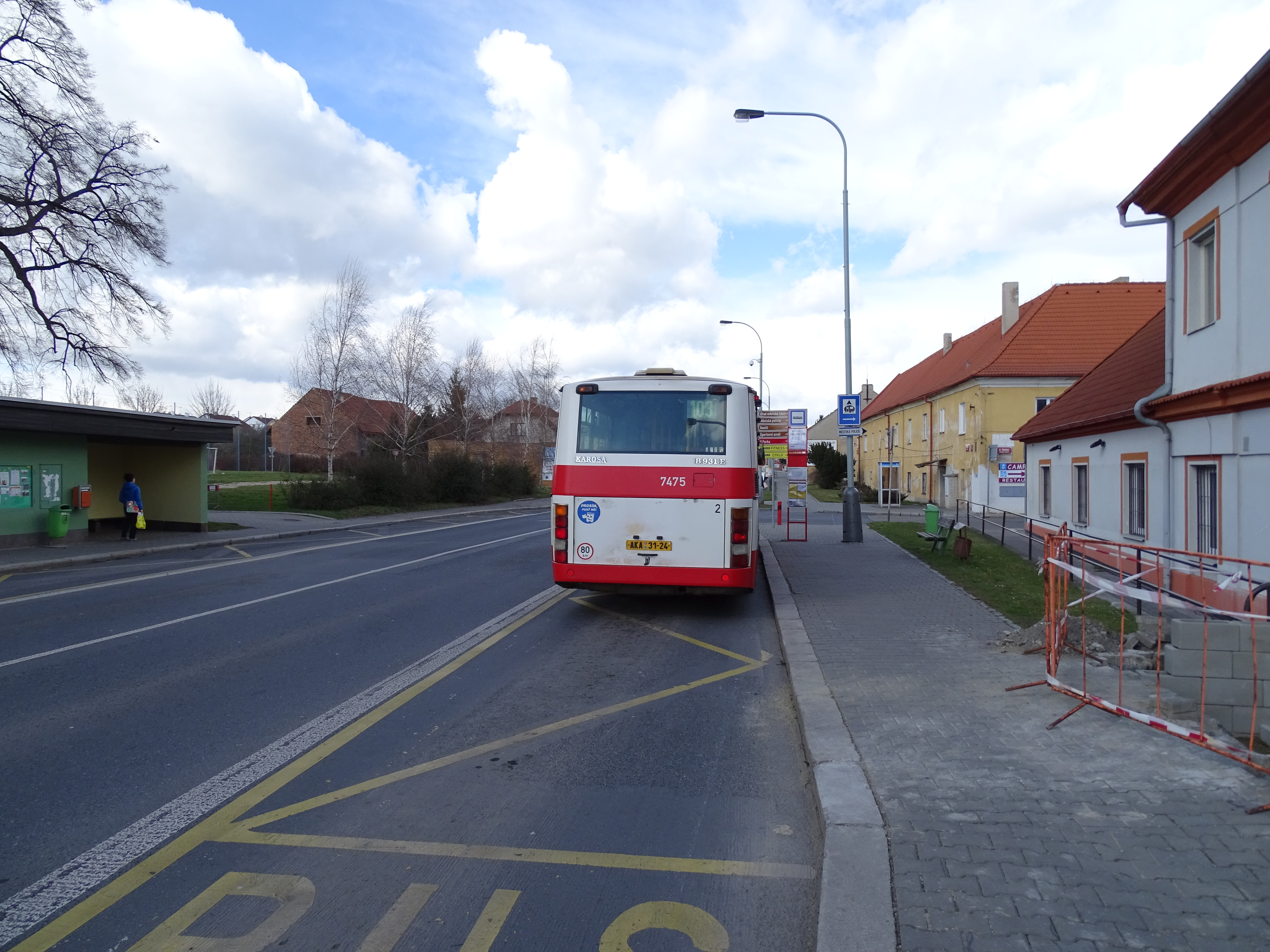
Linka 103 roku 2015 na konečné zastávce Březiněves

- Vznikla začátkem roku 1952 přečíslováním stávající linky E, která byla zřízena 29. března 1931 v trase Kobylisy – Střelnice (Bojasova) – Nový pražský hřbitov (Ďáblický hřbitov) – Ďáblice,[32]
- 17. 7. 1932 byla prodloužena přes zastávku Na Slovance do Libně (zastávka Na Korábě), od 12. 7. 1936 Vychovatelna.
- Od 11. 1. 1937 vedena v trase Na Stráži – Ďáblice, obec
- 27. 9. 1943 zkrácena do trasy Bulovka – Ďáblický hřbitov
- 7. 9. 1944 zkrácena o úsek Střelničná – Ďáblický hřbitov
- 30. 6. 1946 opět prodloužena do Ďáblic
- 19. 11. 1946 prodloužena vybranými spoji do Čakovic (dnes Za Avií)
- 2. 6. 1947 prodloužena k Avii Čakovice (u severní brány podniku, křižovatka Za Avií x K Avii)[32]
- 11. 11. 1968 prodloužena opět na Bulovku přes Slovanku
- 3. 1. 1971 linka zkrácena do trasy Avia Čakovice – Sídliště Ďáblice.[13]
- Od 4. 2. 1980 vedena přes zastávky Květnová a Kokořínská
- 31. 10. 1997 upravena do trasy Palmovka – Prosecká – Sídliště Ďáblice – Květnová – Kostelecká (dnes Ďáblice), v oblasti sídliště Prosek staví jen v zastávce Prosecká.[14]
- 28. ledna 2001 do ní byla sloučena linka 258, v souvislosti s tím byla linka prodloužena do Březiněvsi.[1]
- Od 1. května 2003 zastavuje v zastávce Liberecká[43]
- 26. června 2004 zkrácena o úsek Sídliště Ďáblice – Palmovka a odkloněna do zastávky Ládví; nově v trase LÁDVÍ – Štěpničná – Třebenická (Z) – Sídliště Ďáblice – … – BŘEZINĚVES[44]
- Od 1. září 2012 klasifikována jako standardní linka.[26]
- Trasa v roce 2013: LÁDVÍ – Štěpničná – Třebenická (Z) – Sídliště Ďáblice – Ďáblický hřbitov – Květnová – Liběchovská – U Spojů – Na Štamberku – Kokořínská – ĎÁBLICE – Skládka Ďáblice – BŘEZINĚVES
- Od 30. 8. 2014 jsou „krátké“ spoje (v trase Ládví – Ďáblice) jsou ve směru z centra ukončeny polookružně v trase: … – Na Štamberku – Ďáblice – Kokořínská – Na Štamberku – … [45]
- Od 15. října 2016 o víkendu nově midibus.[30]
- 4. ledna 2021 převzala provoz na lince společnost ČSAD Střední Čechy.
- [46]V roce 2021 nově zřízena zastávka Na Fabiánce (Mezi Skládka Ďáblice a Březiněves) a od roku 2024 nově linka jezdí o víkendu po 15 minutách, a je tak klasifikována jako standardní linka.

### 104

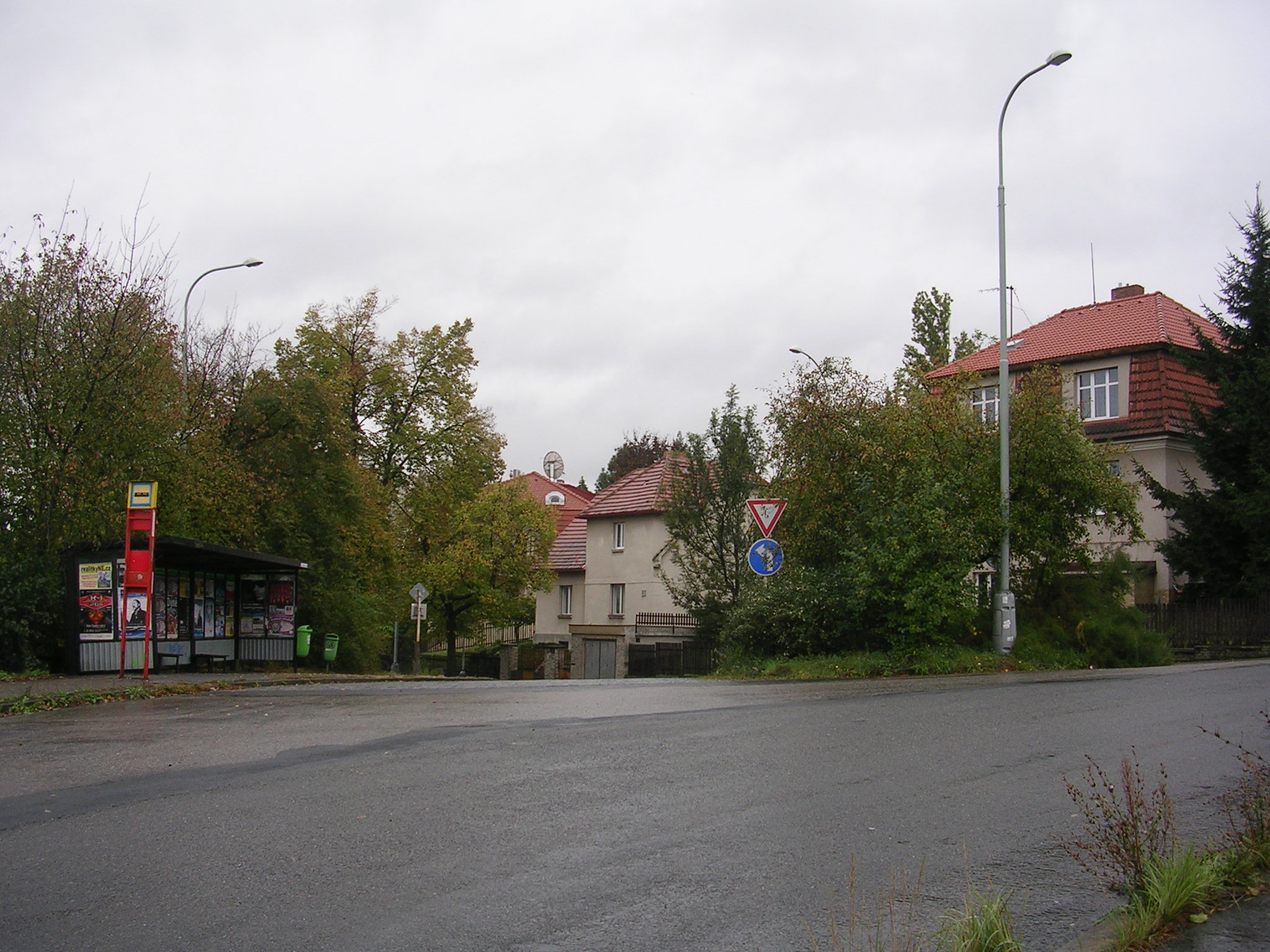
Obratiště Slivenecká, kde linka končila

- Vznikla se začátkem roku 1952 přečíslováním stávající linky H, která byla zřízena 3. září 1951 v trase Zlíchov – Hlubočepy (dnes Nádraží Hlubočepy).[32]
- 2. 7. 1962 prodloužena do zastávky Slivenecká silnice a na druhém konci zkrácena do dnešního obratiště Perkutova (dnes Hlubočepy).
- 26. 5. 1965 prodloužena do Klukovic.[13]
- 5. 11. 1982 rozdělena na dvě varianty, linku 104 Hlubočepy – Filmové ateliéry – Hlubočepská a X104 Zdravotní středisko – Hlubočepy – Filmové ateliéry – Klukovice.
- Od 4. 1. 1983 linka X104 vedena závlekem přes Nový Slivenec
- 4. 2. 1984 od linka 104 a od 11. 5. 1984 i X104 prodlouženy k Lihovaru.
- 11. 7. 1984 byla linka X104 zrušena a linka 104 vedena v trase Lihovar – Hlubočepy – Hlubočepská – Klukovice.
- 3. 11. 1985 linka prodloužena na Smíchovské nádraží a zároveň na druhém konci zkrácena do zastávky Slivenecká.
- 14. 4. 1987 ze Zlíchova odkloněna ke stanici metra Moskevská (Na Knížecí).[13]
- Ve stejné trase se udržela až do 1. září 2012, kdy byla zrušena a nahrazena linkou 120.[26]
- 16. 12. 2023 obnovena v trase Klukovice – Poliklinika Barrandov – Stará Holyně – Škola Slivenec – Velká Chuchle – Novochuchelská – Na Hvězdárně

### 105
Vznikla se začátkem roku 1952 přečíslováním stávající linky S, která byla zřízena 31. března 1933 v trase Václavské náměstí – Karlovo náměstí – Diezenhofferovy sady – Smíchovské nádraží – Zlíchov – Terasy – Barrandov, filmové ateliéry;
24. 9. 1938 byla zrušena, 26. 1. 1939 byla obnovena ve zkrácené trase Hlubočepy – Barrandov.
Mezi 5.7.1944 až 18.2.1946 a 7.4.1947 až 11.10.1948 provoz přerušen
Od 1. 6. 1959 jezdily prodloužené spoje linky 105 do Klukovic jako školní spoje, později byl tento úsek zařazen jako součást linky.
26. 5. 1965 úsek do Klukovic nahrazen linkou 104. Kolem roku 1953 se počítalo s prodloužením linky do Slivence.
4. 2. 1984 linka prodloužena k Lihovaru
11.7. 1984 úprava trasy Lihovar – Hlubočepy – Slivenecká – Filmové ateliéry – Barrandovská
4.6.1985 zkrácena o úsek Lihovar – Hlubočepy
3. 11. 1985 prodloužena k metru na Smíchovské nádraží. Trasa upravena Smíchovské nádraží – Lihovar – Hlubočepy – Terasy – Filmové ateliéry
1. září 1999 v trase na Barrandov zrušena. Provoz obnoven po dobu výstavby tramvajové trati na sídliště Barrandov v září 2002.
29. listopadu 2003 linka v trase Smíchovské nádraží – Filmové ateliéry – Smíchovské nádraží zrušena; částečně nahrazena linkami 192, 246 a 248.
K 1. září 2012 byla zřízena v polookružní trase Smíchovské nádraží – Filmové ateliéry – Smíchovské nádraží.
Od 1. září 2012 klasifikována jako standardní linka.
1. září 2013 byla zřízena druhá zastávka Filmové ateliéry.
Od 7. dubna 2015 jsou o sobotách a nedělích nasazovány midibusy.
Polookružní trasa v roce 2013: Smíchovské nádraží – Lihovar – Serpentina – Barrandovská – Horní cesta – Filmové ateliéry – Slavínského – Geologická – Terasy – Lihovar – Smíchovské nádraží. [zdroj?]

### 106
Vznikla se začátkem roku 1952 přečíslováním stávající linky Č, která byla zřízena 9. ledna 1950 v trase Čimická – Čimice, zpočátku jako větev linky C.
30.6. 1952 Jedinou změnou je posun konečné zastávky Čimice z prostoru dnešní křižovatky Čimická x Ládví do oblasti dnešní zastávky Čimice 
1. 1. 1961 je linka zrušena 
Od 9. 10. 1961 vedena v nové trase Novodvorská – Klánova – Nádraží Braník.
1. 2. 1962 prodloužena o úsek Kačerov – Novodvorská.
21. 1. 1966 prodloužena o úsek Nádraží Braník – Baba III.
26. 6. 1966 prodloužena o úsek Kloboučnická – Kačerov.
19. 10. 1970 odkloněna přes Budějovické náměstí.
5. 4. 1971 zkrácena o úsek Nádraží Braník – Baba III.
9. 5. 1974 prodloužena o úsek Čechovo náměstí – Kloboučnická a vedena kolem stanice metra Kačerov. 
V období 16. 3. 1977 – 15. 12. 1983 prodloužena na Babu III.
11.1.1986 zkrácena o úsek Oblouková – Čechovo náměstí, 
23. 11. 1990 zkrácena o úsek Čechovo náměstí – Kloboučnická, od 28.6.1986 prodloužena opět na Čechovo náměstí
27. května 1995 prodloužena na Kavkazskou.
V roce 2005 jezdila v trase Kavkazská – Nádraží Braník.
Od 1. září 2012 jezdí v trase Roztyly – Sídliště Spořilov – Spořilov – Roztylské náměstí – Kačerov – Nádraží Braník.
Od 1. září 2012 klasifikována jako metrobus.
Od 29. června 2013 zkrácena o úsek Roztyly – Kačerov. Změněna trasa mezi zastávkami Nádraží Braník a Psohlavců, linka je nově vedena přes Hodkovičky. Zastávka Michelský les byla přejmenována na U Labutě.
Trasa od 29. června 2013: Kačerov – U Labutě – Nemocnice Krč – Zálesí – Sulická – Novodvorská – Sídliště Novodvorská – Jílovská – Zatáčka – Psohlavců – Jitřní – Na Lysinách – V Mokřinách – Černý kůň – Nádraží Braník (Z) – Nádraží Braník.

### 107
Vznikla se začátkem roku 1952 přečíslováním stávající linky R, která byla zřízena 5. března 1932 v trase Dejvice (Podbabská tř.) – Suchdol. 22.3. 1932–24.3. 1935 byla prodloužena o úsek Letná, u vodárny (Letenské náměstí) – Dejvice, Podbabská tř. Od 5. 2. 1933 byla zkrácena na Budovec, avšak v 24. 3. 1935 – 12. 9. 1937 a 1. 5. 1938 – 12. 12. 1939 jezdila až do Suchdola.
5. 5. 1940 byl provoz zkrácen k hranicím Prahy (potravní dani). Opět na Budovec byla linka prodloužena po skončení války v červnu 1945.
Od 4. 11. 1951 je prodloužena do Suchdola.
3. 2. 1958 byla zavedena též větev pro obsluhu Výhledů. Ta byla od 3. 10. 1966 vyčleněna do linky 147.
6. 3. 1976 byla upravena trasa linky v oblasti Suchdola (jezdí kolem Zemědělské univerzity).
13. 8. 1978 prodloužena ke stanici metra Leninova (Dejvická).
V roce 2005 i 2013 jezdila v trase Dejvická – Suchdol.
Od 1. září 2012 klasifikována jako standardní linka.

Trasa v roce 2013: Dejvická – Lotyšská – Čínská – Podbaba – Hydrologický ústav – V Podbabě – Roztocká – V Sedlci – Kamýcká – Zemědělská univerzita – Internacionální – Suchdol.[zdroj?]
Od 30. srpna 2014 zastávka Podbaba přejmenována na Nádraží Podbaba.
Od 7. května 2015 klasifikována jako metrobus.

### 108
Vznikla se začátkem roku 1952 obnovením a zároveň přečíslováním předválečné linky I, která byla původně zřízena 16. července 1938 v trase Vozovna Vokovice – Letiště (Terminál 3). Jezdila jen o víkendech za příznivého počasí
24. 9. 1938 byla zrušena
18. 12. 1939 obnovena ve zkrácené trase Vozovna Vokovice – Kasárny Ruzyně (Ciolkovského).
Od 22. 1. 1940 byla prodloužena opět k letišti, nicméně v 18.6.1942 byla zkrácena ke Slánské silnici. Na letiště byla opět prodloužena v období 14. 9. 1942 – 22. 1. 1943, po skončení války mezi 26. 6. 1945 – 3. 12. 1945, poté natrvalo až 15. 10. 1952. Od 20. 7. 1947 je linka výchozí z Divoké Šárky.
11. 7. 1960 prodloužena o úsek Bílá Hora – Staré náměstí – Ruzyňská – Divoká Šárka,
6. 3. 1967 prodloužena o úsek Sídliště Petřiny – Bílá Hora.
4. 7. 1968 prodloužena k novému letišti.
30. 4. 1972 je zkrácena do trasy Bílá Hora – Staré náměstí – Ruzyňská – Divoká Šárka – Správa letišť (Terminál 3).
28. 8. 1978 prodloužena o úsek Petřiny – Bílá Hora
13. 8. 1978 vedena v trase Hradčanská – Bílá Hora – Divoká Šárka – Správa letišť.
19. 3. 1979 prodloužena na Špejchar
3. 3. 1980 opět prodloužena k novému letišti.
Od 15. 5. 1989 je linka vedena přes sídliště Na Dědině.
28. února 1998 byla zkrácena o úsek Sídliště Na Dědině – Letiště.
1. července 2004 byla prodloužena ze zastávky Sídliště na Dědině do zastávky Ciolkovského.
V roce 2005 jezdila v trase Špejchar – Ciolkovského.
K 11. prosinci 2011 byla zkrácena do trasy Bílá Hora – Divoká Šárka – Ciolkovského a provoz byl omezen na pracovní dny přibližně do 20 hodin.
Od 9. prosince 2012 prodloužena o úsek Ciolkovského – Brodecká – Nádraží Veleslavín – Nové Vokovice do trasy Bílá Hora – Nové Vokovice jako náhrada za linku číslo 218. V úseku Nádraží Veleslavín – Nové Vokovice jede pouze část spojů ve špičkách pracovních dnů, v úseku Bílá Hora – Sídliště Na Dědině je v provozu pouze v pracovní dny přibližně do 20.00 hodin.
Od 1. září 2012 klasifikována jako standardní linka.
Trasa v roce 2013: (Bílá Hora – Bílá Hora (Z) – Ruzyňský hřbitov – Jiviny – Staré náměstí – Ruzyňská škola – Ruzyňská – Divoká Šárka – Vlastina –) Sídliště Na Dědině – Sídliště Na Dědině (T) – Ciolkovského – Nádraží Ruzyně – Ruzyňský velkoobchod – U Prioru – Brodecká – Divoká Šárka – Nad Džbánem (T) – Nádraží Veleslavín (– Na Pastvinách (T) – Nové Vokovice).[zdroj?]
Od 7. dubna 2015 v trase: Bílá Hora – Bílá Hora (Z) – Ruzyňský hřbitov – Jiviny – Staré náměstí – Nádraží Ruzyně – Ciolkovského – Sídliště Na Dědině – Vlastina – Divoká Šárka – Divoká Šárka (Z) – Brodecká – U Prioru – Ruzyňský velkobchod – Nádraží Ruzyně (T) – Staré náměstí – Ruzyňská škola – Ruzyňská – Litovický potok – Libocká – Sídliště Petřiny – Petřiny – Větrník – Poliklinika Petřiny.
Od 31. října 2015 v trase Sídliště Na Dědině – Vlastina – Divoká Šárka – Divoká Šárka (Z) – Brodecká – U Prioru – Ruzyňský velkobchod – Nádraží Ruzyně (T) – Staré náměstí – Ruzyňská škola – Ruzyňská – Litovický potok – Libocká – Sídliště Petřiny – Petřiny – Větrník – Poliklinika Petřiny- Vojenská nemocnice – U Vojenské nemocnice – Tallichova – Náměstí Před Bateriemi – Norbertov – Sibeliova – Vozovna Střešovice – Macharovo náměstí – Pod Vyhlídkou – Starodejvická – Bořislavka.
Od 30. 6. 2018 upravena trasa Sídliště Na Dědině – Vlastina – Divoká Šárka – Divoká Šárka (Z) – Brodecká – U Prioru – Ruzyňský velkobchod – Nádraží Ruzyně (T) – Staré náměstí – Ruzyňská škola – Ruzyňská – Litovický potok – Libocká – Sídliště Petřiny – Petřiny – Větrník – Poliklinika Petřiny- Vojenská nemocnice – U Vojenské nemocnice – Tallichova – Náměstí Před Bateriemi – Norbertov – Sibeliova – Vozovna Střešovice – Dělostřelecká – Thákurova – Národní technická knihovna – Studentský dům – Zelená – Nemocnice Bubeneč – Goetheho (Z) – Sibiřské náměstí – Radnice Prahy 6 – Dejvická.
Od 1. září 2019 namísto přes Sibiřské náměstí odkloněna přes Rooseveltovu.

### 109
Vznikla se začátkem roku 1952 přečíslováním stávající linky D která byla zřízena 11. července 1926 v trase Žižkovská vozovna – Hrdlořezy – Malešice, 1.5.1927 – 30.9.1929 vedla až do Strašnic, od 20. 9. 1931 v trase Kolbenka – Vysočanská silnice – Malešice,náměstí.
Od 16. 10. 1932 v trase Vysočanská silnice – Masarykova kolonie – Potravní daň.
V letech 1943–1945 byla linka mimo provoz.
Po válce jezdila od 4. 6. 1945 v trase Hrdlořezy – Českobrodská silnice, v roce 1948 byla prodloužena na Jahodnici, v roce 1951 prodloužena do Dolních Počernic.
1. 9. 1961 prodloužena o úsek Harfa – Hrdlořezy, od 1. 7. 1963 prodloužena o úsek Vysočany – Harfa, od 16. 3. 1970 prodloužena o úsek Nový Hloubětín – Vysočany.
V 90. letech byl její provoz postupně omezován, ke konci provozu ve stávající trase do Nového Hloubětína jezdila jen v ranní špičce jednosměrně.
3. dubna 1991 je pro zefektivnění oběhů vozidel její provoz zjednosměrněn, v ranní špičce jede s cestujícími pouze ve směru Nový Hloubětín, odpoledne jen zpět.
9. listopadu 1998 v celodenním a celotýdenním provozu v trase Českomoravská – Harfa – Spojovací – Pod Táborem – Kolonie – Laktos – Jahodnice – Dolní Počernice – Nádraží Běchovice – Běchovice – VÚ Běchovice12 – Běchovice – Újezd nad Lesy – Sudějovická – Rohožnická – Sídliště Rohožník
14. prosince 1998 zavedení jednosměrných vložených spojů během ranní špičky pracovních dnů, jedoucích v úseku a směru Dolní Počernice – Jahodnice – Spojovací – Harfa – Českomoravská
Od 10. dubna 1999 do 10. prosince 2011 jezdila v trase Palmovka – Sídliště Rohožník.[zdroj?]
10. června 2001 se mění název zastávky Laktos na Sídliště Jahodnice
K 11. prosinci 2011 byla zkrácena do trasy Palmovka – Dolní Počernice – VÚ Běchovice (v úseku Dolní Počernice – VÚ Běchovice pouze vybrané spoje ve špičkách pracovních dnů); ve zrušeném úseku nahrazena posílením linky číslo 163 a vlakovými linkami S1 a S7.
V roce 2012 i 2013 jezdila v trase Palmovka – Dolní Počernice – Výzkumné ústavy Běchovice.
Od 1. září 2012 klasifikována jako standardní linka.
Trasa v roce 2013: Palmovka – Balabenka – Novovysočanská – Balkán – Spojovací – Pod Táborem – Kolonie – Za Horou – Spolská – Sídliště Jahodnice – Jahodnice – Lomnická – Nádraží Dolní Počernice – Dolní Počernice (– Nádraží Běchovice – Běchovice – Výzkumné ústavy Běchovice).[zdroj?]
14. prosince 2014 byl provoz v úseku Dolní Počernice – VÚ Běchovice rozšířen i na dopolední sedlo pracovního dne (zároveň je omezeno zajíždění linky 261).

### 110

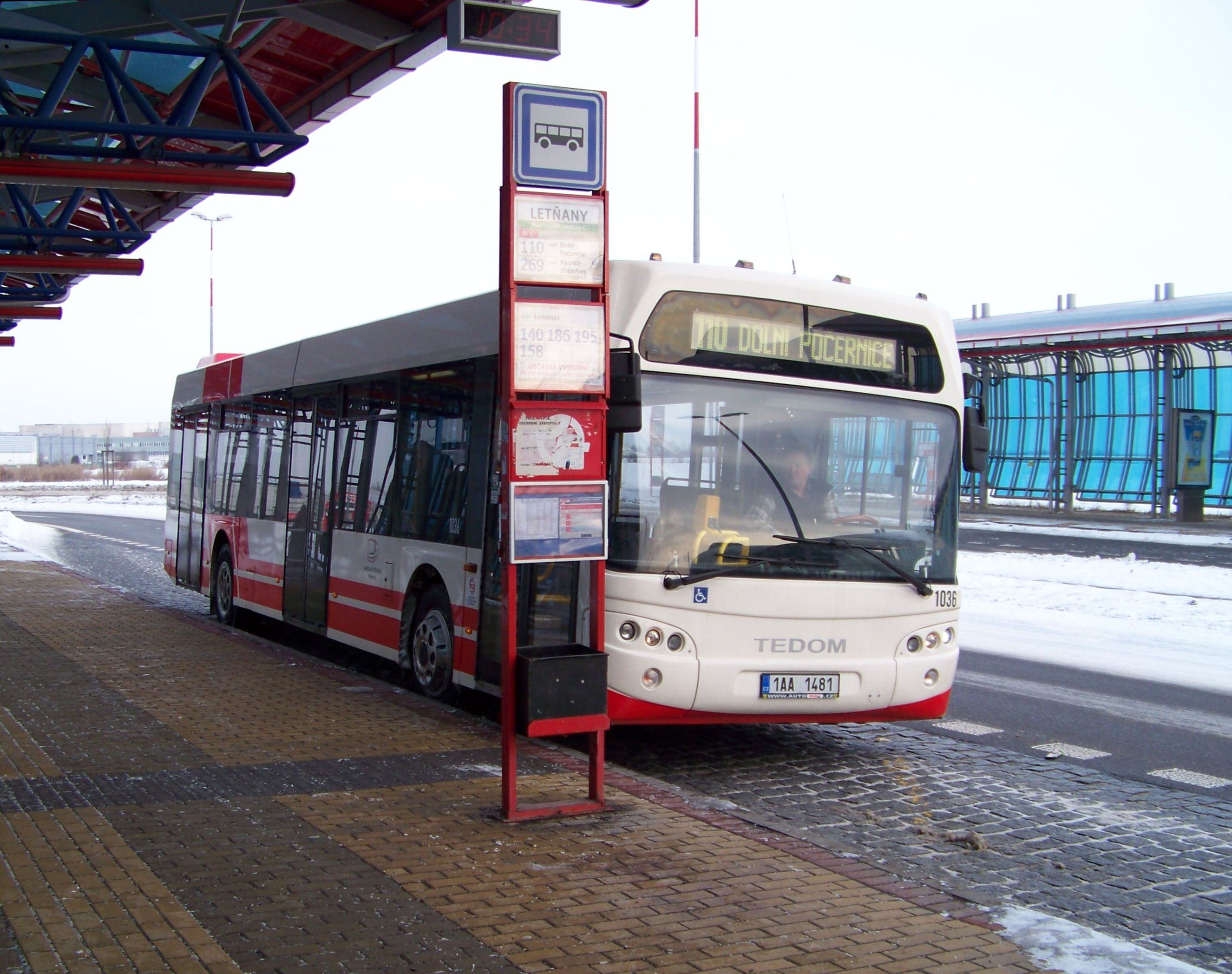
Autobus linky 110 u stanice metra Letňany

Zavedena v letech 1952 pro obsluhu Kyjí. v trase Hloubětín – Černý Most, od 6. 1. 1955 Hloubětín – Černý Most – Kyje.
1. 9. 1959 prodloužena o úsek Hloubětín – Nový Hloubětín.
25. září 1961 bylo zavedeno tzv. samoobslužné odbavování, kdy cestující vhodil peníze do pokladničky a sám si pod dozorem řidiče utrhl jízdenku.
1995 v průběhu roku získal na tuto linku licenci dopravce Jaroslav Štěpánek.
20. 9. 1965 prodloužena do trasy Kbely, letecké opravny – Nový Hloubětín – Kyje – Jahodnice.
9. 6. 1969 byla prodloužena o úsek Čakovice – Letňany – Letecké opravny.
26. 2. 1973 prodloužena do Hostavic.
1. 9. 1983 zřízeny zastávky Jahodnice II pro školní spoje.
Od roku 1988 jezdila linka v oblasti Letňan v trase Avia sever – Masokombinát Čakovice – Avia Letňany a dále po stávající trase.
24. září 2000 v úseku Hloubětín – Avia-sever v provozu již jen ve špičkách a byla prodloužena do Dolních Počernic.
V roce 2005 jezdila v trase Za Avií – Hloubětínská – Dolní Počernice.
Od 9. května 2008 vedena v trase Avia Letňany – Staré Letňany – Letňany – Hloubětín – Lomnická (Z) – Hostavice – Lomnická (T) – U Váhy – Dolní Počernice.
K 30. srpnu 2008 byly zrušeny krátké spoje v trase Letňany – Avia Letňany (nahrazeny linkou 134).
1. července 2009 zastávka U Váhy přejmenována na Nádraží Dolní Počernice.
Od 29. listopadu 2009 vedena v trase Obchodní centrum Čakovice – Trutnovská – Fryčovická – Tupolevova – Dobratická – Výstaviště Letňany – Letňany – (…) – Lomnická (Z) – Hostavice – Lomnická (T) – Nádraží Dolní Počernice – Dolní Počernice.
Od 1. září 2010 prodloužena ze zastávky Obchodní centrum Čakovice přes zastávky Nádraží Čakovice, Čakovický zámek, Čakovice, U Bílého mlýnku, Králova, Třeboradice, K Teplárně, Za Tratí do zastávky Teplárna Třeboradice (v úseku Teplárna Třeboradice – Třeboradice jezdí jen vybrané spoje).
K 11. prosinci 2011 byla zkrácena o úsek Hostavice – Dolní Počernice, v němž byla nahrazena posílením linky 109.
V roce 2012 jezdila v trase Teplárna Třeboradice – Hostavice. V roce 2013 jezdila v trase Králova – Hostavice.
Od 1. září 2012 klasifikována jako standardní linka. Dopravcem je Jaroslav Štěpánek.
Trasa v roce 2013: Hostavice – Lomnická (T) – Jahodnice – Sídliště Jahodnice – Kyjský hřbitov – Kyje –Vajgarská – Hejtmanská – Žárská – Sídliště Lehovec – Sídliště Hloubětín – Hloubětín – Kbelská – Nový Hloubětín – Čakovická – Letňany – Výstaviště Letňany – Dobratická – Tupolevova – Fryčovická – Trutnovská – Obchodní centrum Čakovice (– Nádraží Čakovice – Čakovický zámek – Čakovice – Čakovice (T) – U Bílého mlýnku (Z) – Králova – Třeboradice (– K Teplárně – Za Tratí – Teplárna Třeboradice)).[zdroj?]
Změna trasy od 15. října 2016:
Sled zastávek ve směru Třeboradice: … – OBCHODNÍ CENTRUM ČAKOVICE – Teplárna Třeboradice – Za Tratí – K Teplárně – TŘEBORADICE
Sled zastávek ve směru Dolní Počernice: TŘEBORADICE – Králova – Třeboradice – K Teplárně – Za Tratí – Teplárna Třeboradice – OBCHODNÍ CENTRUM ČAKOVICE – …
Prodloužení v oblasti Dolních Počernic: TŘEBORADICE – Králova – Třeboradice – K Teplárně – Za Tratí– Teplárna Třeboradice – OBCHODNÍ CENTRUM ČAKOVICE – Trutnovská –   Fryčovická – …  – Lomnická (Z) – Hostavice – Lomnická (T) – Nádraží Dolní Počernice – DOLNÍ POČERNICE.
Většina spojů linky je nově ukončena v zastávce OC Čakovice. Vybrané spoje zajíždějící k Teplárně Třeboradice jsou vedeny přímo k Teplárně bez objezdu Třeboradicemi a následně ukončeny v Třeboradicích. V Třeboradicích jsou spoje linky 110 nahrazeny prodlouženou linkou 158. Tato úprava na druhé straně linky umožnila prodloužení linky 110 o úsek Hostavice – Dolní Počernice.
Od 21. srpna 2023 zřízena zastávka Prebslova v oblasti Třeboradic. 
Od září 2023 se mění název zastávky Králova. Zastávka v Schoellerově ulici nese nově název Třeboradický hřbitov a ta v Bělomlýnské Hamplova.
Od 4. 9. 2023 trasa prodloužena o úsek Třeboradice – Třeboradický hřbitov, kvůli nedostatku manipulačních stání. Linka má tak zde vlastní. 

### 111
Vznikla se začátkem roku 1952 přečíslováním stávající linky G, která byla zřízena 15. února 1943 v trase Nové Strašnice – Hostivař, U Továren. Provoz byl ukončen 5. 5. 1945.
11. 3. 1946 provoz obnoven ve výše uvedené trase. 9. 9. 1946 obsluhuje navíc oblast kolem dnešní zastávky Zentiva, prodloužena do Dolních Měcholup. Od 24. 7. 1952 výchozí z tramvajové smyčky Černokostelecká.
3. 10. 1960 linka zrušena. 
16. 1. 1963 linka obnovena v trase Černokostelecká – Nádraží Hostivař – U Továren – Dolní Měcholupy.
2. 5. 1963 prodloužena o úsek Náměstí Kubánské revoluce – Černokostelecká, mezi 17. 6. 1963 a 24. 8. 1968 zajíždí i do zastávky Dolní Měcholupy, závod (Zentiva).
3. 1. 1966 zkrácena o úsek Náměstí Kubánské revoluce – Průběžná (Strašnická).
14. 1. 1969 rozdělena na dvě větve: 111A Průběžná – Černokostelecká – Štěrboholská – Léčiva (Zentiva) – Dolní Měcholupy – Autorenova (U Továren); 111B Průběžná – Černokostelecká – Štěrboholská – Nádraží Hostivař.
3. 8. 1970 111B prodloužena do o úsek Nádraží Hostivař – Autorenova.
28. 6. 1971 111A zkrácena o úsek Dolní Měcholupy – Autorenova.
18. 12. 1971 obě varianty linky sloučeny do jedné v trase Průběžná – Černokostelecká – Štěrboholská – Autorenova – Dolní Měcholupy.
4. 4. 1972 rozdělena na dvě varianty, 111 Nádraží Strašnice – Skalka – Černokostelecká – Štěrboholská – Autorenova – Dolní Měcholupy, 111A Sídliště Rybníčky (V Rybníčkách) – Černokostelecká – Štěrboholská – Autorenova.
30. 6. 1973 111 Skalka, Hájecká (Sídliště Skalka) – Štěchovická – Černokostelecká – Štěrboholská – Autorenova – Dolní Měcholupy, 111A Sídliště Rybníčky (V Rybníčkách) – Černokostelecká – Štěrboholská – Autorenova.
7. 1. 1974 varianta 111A zrušena.
20. 12. 1980 odkoloněna z Černokostelecké ke stanici metra Želivského.
7. 11. 1983 zajíždí k Léčivům.
22. 1. 1985 úprava trasy v souvislosti s otevřením silničního okruhu v ulici Průmyslová.
5. 7. 1990 Zahradní Město, Cíl – Skalka – Mokřanská – Radiová – Léčiva – U Továren – Dolní Měcholupy.
3. 4. 1995 prodloužena o úsek Dolní Měcholupy – Sídliště Petrovice.
4. 10. 1997 se mění název zastávky TOS Hostivař na Továrny Hostivař
3. 9. 2007 Skalka – Mokřanská – Továrny Hostivař – Dolnoměcholupská (Dolní Měcholupy) – Dubeček – Dubeč
28. ledna 2001 s ní byla sloučena linka 220. prodloužena o úsek Sídliště Petrovice – Křeslice – Pitkovice
V roce 2005 jezdila v trase Skalka – Sídliště Petrovice – Pitkovice.
K 1. prosinci 2005 byla v souvislosti se zavedením linky 240 zkrácena o úsek Dolní Měcholupy – Pitkovice, tedy do trasy Skalka – Dolní Měcholupy. též byla zřízena zastávka Michelangelova.
Od 1. září 2007 vedena v trase Skalka – (…) – U Střediska – Na Návsi – K Dubečku – Dubeček – Lázeňka – Za Pavilonem (T) – Škola Dubeč – Dubeč, zrušena zastávka Dolní Měcholupy.
K 14. prosinci 2008 prodloužena část spojů z Dubče do Kolodějí (sloučení s rušenou linkou 229). Od té doby jezdí v trase Skalka – Dubeč – Koloděje.
Od 1. září 2012 klasifikována jako standardní linka.
Trasa v roce 2013: Skalka – Michelangelova – Plošná – Mokřanská – Myšlínská – Kablo (T) – V Chotejně – V Nových domcích – U Továren – Továrny Hostivař – Za Nadjezdem – U Střediska – Dolní Měcholupy – K Dubečku – Dubeček – Lázeňka – Za Pavilonem (T) – Škola Dubeč – Dubeč (– Kolodějská obora – Pod Oborou – Kvasinská – Koloděje.[zdroj?]
Od 2. března 2014 je zastávka Za Pavilonem obousměrná.

### 112
Vznikla se začátkem roku 1952 přečíslováním stávající linky J, která byla zřízena 11. března 1928 v trase Malvazinka – Anděl – Harrachovo náměstí (Újezd) – Národní divadlo – Staroměstské náměstí – Těšnov, 13. 8. 1928 zkrácena o úsek Staroměstské nám. – Těšnov.
15. 9. 1929 prodloužena Staroměstské náměstí – Těšnov – Pelc-Tyrolka
14. 12. 1930 prodloužena o úsek Malvazinky – Walterova továrna – Jinonice
16.11.1931 prodloužena o úsek Pelc-Tyrolka – Rokoska
9.10.1932 v severní části rozdělena na dvě větve Pelc-Tyrolka – Rokoska a Pelc-Tyrolka – ZOO
15.2.1934 prodloužena o úsek Butovice – Jinonice
17.1.1936 zrušena větev Pelc-Tyrolka – Rokoska. V roce 1937 jezdila v trase Zoo-Troja – Butovice.
1.10.1939 zkrácena do trasy Pelc-Tyrolka – ZOO, v období 6.9.1943 – 26.11.1945 linka zrušena
Od 3.1. 1955 jezdily prodloužené spoje linky 112 do Podhoří jako školní spoje, později od roku 1959 byl tento úsek zařazen jako součást linky. Do 4. dubna 1971 byla linka 112 poslední autobusovou linkou s dvouslužným provozem, průvodčí kromě prodeje jízdenek zajišťoval též bezpečnost couvání na konečné v Podhoří.
6.9.1971 školní spoje prodloužené o úsek Dimitrovo náměstí (Ortenovo náměstí) – Pelc Tyrolka
1.7.1974 linka prodloužena o úsek Holešovice, Plynární – Pelc-Tyrolka, se zachováním školních spojů na Dimitrovo náměstí
15.1.1975 Holešovice, Osadní – Pelc Tyrolka – ZOO – Podhoří
15.8.1979 prodloužena o úsek Mladé Gardy (Tusarova) – Osadní
4.11.1984 Fučíkova – Pelc-Tyrolka – ZOO – Podhoří, do 15.6.1985 v provozu školní spoj na Dimitrovo náměstí
1. června 2004 přejmenování zastávky Pod Hrachovkou na Botanická zahrada Troja
V roce 2005 i 2013 jezdila v trase Nádraží Holešovice – Zoologická zahrada – Podhoří.
Od 1. září 2012 klasifikována jako metrobus.
Trasa v roce 2013: Nádraží Holešovice – Jankovcova – Pelc Tyrolka – Povltavská (T) – Trojská – Kazanka – Čechova škola – Kovárna – Zoologická zahrada (– Botanická zahrada Troja – Podhoří).[zdroj?]
2. listopadu 2013 byla zrušena zastávka Jankovcova ve směru z centra.
Od 6. října 2014 je linka ve směru do Holešovice vedena po Trojském mostě, v tomto směru byly zrušeny zastávky Pelc-Tyrolka a Jankovcova.
1. listopadu 2016 zřízena zastávka Sklenářka
Od 1. června 2020 je linka 112 vedena po Trojský most i ve směru Zoologická zahrada (Podhoří).
28. září 2022 se mění název zastávky Zoologická zahrada na ZOO Praha-Troja
28. září 2022 zkrácena do trasy Nádraží Holešovice – Povltavská (T) – Trojská – Kazanka – Čechova škola – Kovárna – ZOO Praha-Troja
Od 22. listopadu do 14. prosince 2023 vedena v odklonové polookružní trase z důvodu výluky z důvodu opravy části vozovky v ulici Trojské Nádraží Holešovice – Nádraží Holešovice (T) – Povltavská (T) – Trojská – Kazanka – Čechova škola – Kovárna – ZOO Praha-Troja – Botanická zahrada Troja – Na Pazderce – Kobylisy – Okrouhlická – Kuchyňka – Nádraží Holešovice v době výluky na všechny spoje nasazeny standardní vozy

### 113
Vznikla se začátkem roku 1952 přečíslováním stávající linky B, která byla zavedena 4. října 1925 v trase Pankrác – Krč,nádraží – Zelené domky – Kunratice, Libuš (U Tří svatých).
29. 5.1930 konečná převedena z Pankráce na Kačerov
21.12.1931 prodloužena o úsek Michle – Kačerov
9.10.1932 zkrácena o úsek Michle – Kačerov, zřízena větev z Masarykových domů (Nemocnice Krč) na Lhotku
16.2.1933 zřízena třetí větev z Masarykových domů do Libuše
22.4.1934 větev na Lhotku převedena na samostatnou linku L, 22.8.1935 tato linka zrušena, znovu obnovena 27.10.1935 – 8.11.1936
3.5.1935 trasa do Kunratic značena jako U, linka B zůstává v trase Kačerov – Masarykovy domy – Libuš,potravní daň (Jalodvorská)
1.8.1936 prodloužena o úsek Libuš, potravní daň – Libuš, sokolovna
27.9.1943 zkrácena o úsek Tempo – Libuš, sokolovna
5.6.1944 linka zrušena
28.5.1945 linka obnovena v trase Kačerov (tramvajová zastávka) – Libuš, Jalodvorská
1.10.1948 prodloužena o úsek Jalodvorská – Libuš,sokolovna
2.9.1951 prodloužena o úsek Libuš,sokolovna – Písnice
19.10.1970 linka výchozí z Budějovického náměstí
9. 5.1974 linka výchozí od stanice metra Kačerov
23. ledna 1999 se mění název zastávky Masokombinát Písnice na Sídliště Písnice
V roce 2005 i 2013 jezdila v trase Kačerov – Písnice.
1. září 2009 byla zrušena zastávka Michelský les.
Od 1. září 2012 klasifikována jako standardní linka.
Trasa v roce 2013: Kačerov – Nemocnice Krč – Zálesí – Sídliště Krč – Tempo – Jalodvorská – U Zvoničky – Libuš – U Libušské sokolovny – Sídliště Písnice – Lipovická – Ke Březině – Písnice.[zdroj?]
Od 15. října 2016 se vybrané spoje prodlužují do Točné přes Cholupické náměstí a poté po trase 341, resp. zrušené 173. Trasa: Kačerov – … – PÍSNICE – Cholupické náměstí – Cholupice – Hrazanská – TOČNÁ.[zdroj?]
Od 3. dubna 2018 byla linka dočasně výlukově linka do trasy Kačerov – Písnice

### 114
Vznikla se začátkem roku 1952 přečíslováním stávající linky U, která byla zřízena 3. května 1935 v trase Kačerov – Masarykovy domy – Zelené domky – Kunratice.
1.4.1942 zkrácena o úsek Zelené domky – Kunratice
5.6.1944 zrušena
22.5.1945 obnovena v trase Kačerov – Zelené domky
30.9.1946 prodloužena o úsek Zelené domky – Kunratice
8.6.1947 prodloužena o úsek Kunratice – Kunratice,koupaliště (Šeberák)
19.10.1970 linka výchozí z Ryšánky
9. 5.1974 linka výchozí od stanice metra Kačerov
Mezi 18.5.1981- 1.10.1982 linka namísto z Kačerova vedena z Budějovické
V roce 2005 jezdila v trase Kačerov – Šeberák.
K 9. prosinci 2007 prodloužena od Šeberáku do zastávek Na Proutcích – Volha – U Kunratického lesa – Petýrkova – Chodov.
1. září 2009 byla zkrácena k Šeberáku. Ve zrušeném úseku Šeberák – Chodov ji nahradila linka 197.
Od 1. září 2012 zkrácena do trasy Kačerov – Ústavy Akademie věd; v úseku IKEM – Šeberák byla nahrazena linkou 193.
Od 1. září 2012 klasifikována jako standardní linka. V provozu pouze v pracovní dny.
Od 29. června 2013 byla zastávka Michelský les přejmenována na U Labutě.
Polokružní trasa v roce 2013: Kačerov – U Labutě – Nemocnice Krč – Klárův ústav – Ústav mateřství – IKEM – V Lískách (Z) – Ústavy Akademie věd (průjezdná).
3.9.2017 linka zrušena a v celé trase nahrazena prodlouženou 138.

### 115
Od 9. prosince 1949 zavedl pražský Dopravní podnik autobusovou linku označenou písmenem P v trase: Vysočany, Kolbenka – Harfa – Hrdlořezy – Malešice – Nové Strašnice. V důsledku reorganizace linkového vedení pražské městské dopravy, provedené k 31. prosinci 1951, získala autobusová linka P nové číselné označení 115. K 24. červenci 1952 nastalo zkrácení trasy na Černokosteleckou.
Od 3. října 1960 nahradila dočasně zrušenou linku číslo 111 a měla upravenou trasu: Vysočany – Vysočanské nám. – Černokostelecká – Štěrboholská – Autorenova – Dolní Měcholupy. Od 2. prosince 1963 měla autobusová linka číslo 115 trasu: Vysočany – Vysočanské nám. – Černokostelecká – Autorenova.
Dne 11. prosince 1964 nastalo prodloužení trasy do obratiště Nový Hloubětín.
Po 4. červenci 1966 začala jezdit z Vysočanského nám. přes Ohradu na Černokosteleckou, odkud pokračovala dál k Autorenově. K témuž dni byla zavedena autobusová linka X 115 v trase: Černokostelecká – Malešické nám.
Počínaje 10. prosincem 1967 jsme mohli znát autobusovou linku číslo 115 v trase: Nový Hloubětín – Černokostelecká – Kabelovna – Závod Kablo, ještě týž den přišlo zrušení linky X 115. V Malešicích nastala od 4. dubna 1972 drobná úprava trasy, kdy z Malešického nám. vedlo několik spojů přes Sídliště Malešice.
Dne 16. října 1972, byla vedena v trase: Nový Hloubětín – Malešické nám. – Sídliště Malešice – Černokostelecká – Kablo. K 25. březnu 1973 nastalo prodloužení trasy ze stávající konečné Kablo do obratiště Léčiva. Po 22. lednu 1986 začala obsluhovat zastávky Na Homoli a Průmyslová (nyní Rádiová).
K 9. červenci 1990 přišlo zrušení autobusové linky číslo 115, ale ještě týž den nastalo její znovuzavedení, ovšem v trase: Chodov – Benkova – Donovalská – Háje – Newtonova – Sídliště Petrovice. K 27. květnu 1995 došlo k úpravě trasy do podoby: Chodov – Benkova – Donovalská – Litochlebské nám. – Opatov – Metodějova – Háje.
Další změna trasy vstoupila v platnost 18. listopadu 1995, a tak měla podobu: Chodov – Chodovec – Blažimská – Hotel Košík (později Keblovská).
Dne 21. října 2006 upravena do polookružní trasy Chodov – Pod Chodovem – Knovízská (nová) – Městský archiv (bývalá Keblovská) – Blažimská – Chodovec – Pod Chodovem – Chodov.
Od 1. září 2012 klasifikována jako standardní linka.
Od 29. června 2013 změna dopravce z Dopravního podniku hl. m. Prahy, a. s. na ČSAD Polkost spol. s r. o.

### 116
Vznikla se začátkem roku 1952 přečíslováním stávající linky K, která byla zřízena 17. září 1951 v trase Nové Strašnice – Hostivař,U Továren. Od 24.7.1952 byla zkrácena k Černokostelecké, od 15.9.1952 zrušena.
Podle záměru z roku 1953 měla vzniknout do roku 1960 převzetím linky ČSAD v trase Podbaba – Dolní Šárka. V případě této linky byl plán skutečně realizován. Roku 1952 byla tato linka pro obsluhu Šáreckého údolí zavedena.
Od 3.11.1952 v trase Jugoslávských partyzánů (Dejvická) – Na Mlýnku, do 9.11.1953 jezdily vybrané spoje v režimu dle potřeby dále do zastávky Restaurace Šárka (Jenerálka)
25. září 1961 bylo zavedeno tzv. samoobslužné odbavování, kdy cestující vhodil peníze do pokladničky a sám si pod dozorem řidiče utrhl jízdenku.
26.11.1972 upravena do trasy Hotel International (Nádraží Podbaba) – Na Mlýnku – Jenerálka
1.4.1974 z Jenerálky prodloužena na Bořislavku
13.8.1978 prodloužena o úsek Leninova (Dejvická) – Hotel International
30. srpna 1997 se mění název zastávky Mateřská škola na Dolní Šárka
V roce 2005 jezdila v trase Dejvická – Dolní Šárka – Bořislavka.
Od 2. ledna 2006 byla zkrácena o úsek Jenerálka – Horoměřická – Bořislavka a ze zastávky Jenerálka byla odkloněna do zastávek Nad Habrovkou – Průhonský háj – Na Parcelách – Škola Nebušice – K Noskovně – Nebušice, tedy do trasy Dejvická – Dolní Šárka – Nebušice.
Od 1. září 2012 klasifikována jako midibusová linka.
Od 30. srpna 2014 zastávka Podbaba přejmenována na Nádraží Podbaba.

### 117
Vznikla se začátkem roku 1952 přečíslováním stávající linky X, která byla zřízena 1. června 1936 v trase Ledárny – Modřany, Jiřího z Poděbrad (K Vystrkovu).
1.4.1942 zkrácena do zastávky Modřany,radnice
23.8.1943 zkrácena do zastávky Modřany, Tylovo náměstí (Obchodní náměstí)
1.12.1947 prodloužena k cukrovaru Modřany
Od 8.5.1950 byla prodloužena do Komořan.
29.9. 1958 byla zavedena též větev pro obsluhu Baby III.
21.1.1966 větev na Babu III zrušena trasa Nádraží Braník – Tylovo náměstí (Obchodní náměstí) – Modřany – Komořany
9. 5. 1974 zřízeny noční spoje do 1:30 hodin převedené z linky 317.
26.9.1995 linka zrušena
1. července 1996 linka zřízena v trase Kačerov – Nové Dvory – Sídliště Libuš – Poliklinika Modřany.
14. prosince 2003 zřízena nástupní zastávka Čechova čtvrť .
V roce 2005 jezdila v trase Kačerov – Poliklinika Modřany – Čechova čtvrť.
Od 1. září 2009 upravena do trasy …Zálesí – Sulická – Novodvorská – Čechtická – Nové dvory…
K 1. září 2012 byla zrušena, nahrazena linkami 165 a 215.
Od 15. října 2016 nová midibusová linka v trase: POLIKLINIKA BUDĚJOVICKÁ – Lísek – Rosečská – Nad Rybníky – Nádraží Krč – Nad Havlem – Nemocnice Krč – Zálesí – Sulická – Novodvorská – Čechtická – Nové dvory – Cílkova – Lhotecký les – Sídliště Lhotka – Sídliště Lhotka – Hasova – Labe – Ke Schodům (T) – Družná (Z) – Na Cikorce (Z) – Tyršova čtvrť – Darwinova – Lehárova – Modřanská škola – Obchodní náměstí – Na Havránce – Poliklinika Modřany – ČECHOVA ČTVRŤ
Linka vzniká rozdělením současné linky 173 v oblasti Modřan, je určena pro místní obsluhu Prahy 12, obnovu přímého spojení Prahy 12 k Poliklinice Budějovická a pro zpřehlednění obsluhy okolí zastávek Nad Havlem a Nad Rybníky, kde nahrazuje linku 293.
V roce 2020 byla linka prodloužena z Čechovy čtvrtě přes Cukrovar Modřany, Komořany a novou zastávku Do Koutů do nově vzniklého obratiště Nové Komořany.

### 118
Vznikla se začátkem roku 1952 přečíslováním stávající linky M, která byla zřízena 9. září 1946 v trase Zahradní Město – U továren.
Od 1.11. 1946 zkrácena do trasy Zahradní Město – Nádraží Hostivař.
3.1.1954 linka zrušena (nahrazena prodloužením tramvajové trati).
Podle záměru z roku 1953 měla vzniknout do roku 1960 v trase Bořislavka – Nebušice. Tento záměr však nebyl uskutečněn.
1.10. 1956 byla zavedena pro obsluhu Jeremenkovy ulice. v trase Dvorecké náměstí – Na Strži – Zelená liška.
3.10.1960 prodloužena o úsek Zelená liška – Michelské náměstí (Michelská)
2.5.1961 prodloužena o úsek Michelské náměstí – Kloboučnická
V roce 1964 odkloněna do trasy Dvorecké náměstí – Budějovická – Baarova – Michelské náměstí – Kloboučnická
19.10.1970 změna trasy Dvorecké náměstí – Budějovické náměstí – Na Rolích – Hadovitá – Michelské náměstí – Kloboučnická
9. 5.1974 změna trasy Dvorecké náměstí – Budějovická – Na Rolích – Starý Spořilov – Roztylské náměstí – Lešanská – Sídliště Spořilov
12.7.1987 změna trasy Dvorce – Budějovická – Starý Spořilov – Roztylské náměstí – Lešanská – Spořilov – Sídliště Spořilov – Hlavní – Na pahorku (Nad Pahorkem) – Primátora Vacka (Roztyly)
3.4. 1989 prodloužena o úsek Primátora Vacka – Budovatelů (Chodov) – Koleje Jižní Město
V roce 2005 jezdila v trase Dvorce – Roztyly – Koleje Jižní Město.
10. listopadu 2005 byla zkrácena o úsek Roztyly – Koleje Jižní Město, tedy o zastávky Koleje Jižní Město – Na Jelenách – Jarníkova – Chodov – Dědinova, a byla nahrazena prodlouženou linkou 136.
K 1. září 2012 byla v pracovní dny přibližně do 20.00 hodin prodloužena o úsek Dvorce – Smíchovské nádraží. Ve směru z Budějovické byla odkloněna ze zastávky Depo Kačerov přes Severozápadní na Sídliště Spořilov; v oblasti Spořilova a Roztyl byla nahrazena linkou 106.
V roce 2013 jezdila v trase Sídliště Spořilov – Dvorce – Smíchovské nádraží.
Od 29. června 2013 provozována v celém úseku Sídliště Spořilov – Smíchovské nádraží celodenně a celotýdenně.
15. července 2013 byla obousměrně zřízena zastávka Za Skalkou.
Od 12. května 2014 byly přidány v pracovních dnech mezi 8 a 10 hod. v trase Smíchovské nádraží – Depo Kačerov uvedeném směru vložené posilové spoje.
Od 1. září 2012 klasifikována jako metrobus.

### 119
Vznikla se začátkem roku 1952 přečíslováním stávající linky F, která byla zřízena 24. ledna 1927 v trase Vysočany (Vysočanská) – Vysočanská serpentina – Kbely,letiště především kvůli obsluze kbelského civilního letiště, 1. leteckého pluku a Vojenské telegrafní dílny.
16.11.1927 zkrácena o úseku Čára potravní daně (U Vodojemu) – Kbely,letiště
1.5.1932 prodloužena o úsek Čára potravní daně (U Vodojemu) – Kbely,obec (Bakovská)
6.3.1933 zkrácena o úsek Kbely,křižovatka (Kbely) – Kbely,obec (Bakovská)
4.5.1942 odkloněna do trasy Krocínka – Kbely
1.6.1942 základní trasa Krocínka – Kbely, vybrané spoje ve variantní trase Vysočany – Vysočanská serpentina – Kbely
14.9.1943 zkrácení linky do jedné varianty v trase Krocínka – Továrna Ostmark (Huntířovská)
1.12.1943 zavedeny vybran spoje ve variantní trase Vysočany – Továrna Ostmark
5.6.1944 provoz linky přerušen
5.3.1946 obnoven provoz v trase Vysočany – Nový Hloubětín – Kbely, křižovatka
27.10.1948 zkrácení trasy o úsek Vysočany – Nový Hloubětín
1.10.1951 prodloužena o úsek Kbely, křižovatka – Kbely (Bakovská)
20.9.1965 linka zrušena (nahrazena linkou 110)
3.1.1966 znovu zavedena přečíslováním linky 225 v trase Náměstí Republiky – Náměstí Říjnové revoluce (Dejvická) – Ruzyně,letiště (Terminál 3)
4.7.1968 prodloužena o úsek Staré Letiště (Terminál 3) – Nové Letiště (Terminál 1)
1.2.1971 přečíslována na 219
1. února 1971 v souvislosti se zvýšením jízdného na překryvných linkách z 1 Kčs na 2 Kčs byla linka 119 přečíslována na 219.
9. 5.1974 obnovena pod číslem 119
6.3.1972 zkrácena o úsek Revoluční (Dlouhá třída) – Náměstí Republiky
3.5.1983 zkrácena o úsek Leninova (Dejvická) – Revoluční
V roce 2005 i 2013 jezdila v trase Dejvická – Letiště Ruzyně. K 17. lednu 2006 zastávka Letiště Ruzyně přejmenována na Terminál Sever 1 a zřízeny nové zastávky Terminál Sever 2 a Letiště Ruzyně. 9. prosince 2007 byly zastávky Terminál Jih, Terminál Sever 1 a Terminál Sever 2 přejmenovány na Terminál 3, Terminál 1 a Terminál 2. 5. října 2012 byla konečná zastávka přejmenována z Letiště Ruzyně na Letiště a nácestná zastávka Letiště Ruzyně na Schengenská.
Od 7. dubna 2015 zkrácena do zastávky Nádraží Veleslavín, následující zastávka je Divoká Šárka a dále po dosavadní trase.
Od 1. září 2012 klasifikována jako metrobus.
Od 6. března 2024 zrušena a nahrazena ve stejné trase trolejbusovou linkou 59.

### 120
Vznikla se začátkem roku 1952 přečíslováním stávající linky O, která byla zřízena 23. února 1931 v trase Libeň, Prosecká silnice (Kundratka) – Prosecká kolonie (Nový Prosek).
Mezi 27.9.1943 – 25.6.1945 linka z důvodu ekonomických válečných úspor mimo provoz
7.4. 1947 prodloužena z Proseka do Letňan k závodu Letov (Rychnovská), od 2.5. téhož roku až k závodu Avia v Čakovicích (Za Avií).
24.8.1952 linka zrušena (nahrazena trolejbusovou linou 58)
Podle záměru z roku 1953 měla vzniknout do roku 1960 převzetím linky ČSAD v trase Spořilov – Chodovec – Chodov. V případě této linky byl plán skutečně realizován. 3.1.1954 byla linka zavedena. 25. září 1961 bylo zavedeno tzv. samoobslužné odbavování, kdy cestující vhodil peníze do pokladničky a sám si pod dozorem řidiče utrhl jízdenku.
15.7.1963 linka zrušena (nahrazena linkou 121)
5.10.1964 – 4.7.1966 znovu obnovena v trase Chodovská – Spořilov – Chodovec – Chodov (po dobu výluky tramvají v úseku Chodovská – Spořilov)
7.11.1967 v nové trase Petřiny – Motol – Anděl – Šumavská – Nákladové nádraží Žižkov – Jarov
1. ledna 1971 v souvislosti se zvýšením jízdného na překryvných linkách z 1 Kčs na 2 Kčs byla linka 120 přečíslována na 220.
9. 5.1974 přečíslována zpět na 120, v centru vedena přes zastávky Karlovo náměstí a I.P.Pavlova
14.4.1978 prodloužena o úsek Jarov – Spojovací
20.12.1980 zkrácena o úsek Náměstí Míru – Spojovací
1.8.1984 namísto přes Anděl vedena přes S.M.Kirova (Arbesovo náměstí)
3.11.1985 v nové trase Smíchovské nádraží – Sídliště Barrandov – Klukovice
11.1.1992 Smíchovské nádraží – Hlubočepy – Slivenecká – Sídliště Barrandov – Klukovice
1.9.1994 odkloněna do trasy Na Knížecí – Hlubočepy – Slivenecká – Sídliště Barrandov – Klukovice
4.10. 1997 se mění název zastávky TOS Hostivař na Továrny Hostivař
V roce 2005 jezdila v trase Na Knížecí – Klukovice.
K 1. září 2012 byla ze zastávky Poliklinika Barrandov prodloužena po trase linky číslo 246 přes Slivenec a Lochkov na Nádraží Radotín (v úseku Pod Lochkovem – Nádraží Radotín jede jen část spojů). V obsluze Klukovic byla nahrazena linkou 230.
Od 1. září 2012 klasifikována jako standardní linka.
V roce 2013 jezdila v trase Na Knížecí – Nádraží Radotín.
Od 1. září 2013 jezdily na lince 8,5metrové vozy.
Od 1. ledna 2014 jezdí na lince 12metrové vozy.

### 121
Vznikla se začátkem roku 1952 přečíslováním stávající linky L, která byla zřízena 8. listopadu 1936 v trase Lhotka,u koupadel – Korandova – Vinutá (Psohlavců) – Ledárny (Pobřežní cesta). a jíž předcházela linka L jezdící v letech 1932–1936 v trase Kačerov – Lhotka, do roku 1934 jako větev linky B.
27.9.1943 – 17.6.1946 zrušena
Podle záměru z roku 1953 měla do roku 1960 být prodloužena o úsek Lhotka – Kačerov – Michle – Vršovice – Židovské hřbitovy. Tento záměr však nebyl uskutečněn.
29.11.1954 prodloužena o úsek Lhotka – Nemocnice Krč – Kačerov
9.10.1961 variantně část spojů v prac. dny vedena namísto přes Lhotku přes Výzkumný ústav A.S.Popova (Jílovská)
1.2.1962 varianta přes VÚ A.S.Popova zrušena
15.7.1963 prodloužena o úsek Kačerov – U Mostu (Depo Kačerov) – Hlavní – Spořilov – Spořilov – Hlavní – Na pahorku – Chodovec – Chodov
24.2.1964 v úseku Spořilov – Chodov mimo zastávku Hlavní
5.10.1964 zkrácena o úsek Spořilov – Chodov
4.7.1966 prodloužena o úsek Spořilov – Chodov
5.10.1970 odkloněna do trasy Nádraží Braník – Černý kůň – Na Lysinách – Korandova – Lhotka – Nemocnice Krč – Kačerov – Spořilov – Hlavní – Na pahorku – Chodovec – Chodov
19.10.1972 odkloněna do trasy Nádraží Braník – Černý kůň – Na Lysinách – Korandova – Lhotka – Nemocnice Krč – Budějovické náměstí – Na Rolích – V Zápolí – Spořilov – Hlavní – Na pahorku – Chodovec – Chodov
9. 5.1974 vedena přes terminál metra Kačerov namísto přes Budějovické nám.
22.5.1978 prodloužena o úsek Chodov – Majorova (Metodějova) – Sídliště Jižní Město (Jižní Město)
8.11.1980 zkrácena o úsek Kačerov – Sídliště Jižní Město
27.10.1982 v úseku Kačerov – Zálesí odkloněna přes zastávku Nad Havlem
27.5.1995 změna trasy Nádraží Braník – Na Lysinách – Korandova – Lhotka – Zálesí – Višňová – Nádraží Krč – Na Strži – Budějovická – Na rolích – Severozápadní – Spořilov – Hlavní (T) – Sídliště Spořilov – Hlavní – Lešanská (T) – Na pahorku – Roztyly
V roce 2002 jezdila v trase Nádraží Braník – Na Lysinách – Korandova – Lhotka – Zálesí – Višňová – Nádraží Krč – Na Strži – Budějovická – Na rolích – Severozápadní – Spořilov – Hlavní (T) – Sídliště Spořilov (T) – Hlavní – Lešanská (T) – Na pahorku – Roztyly.
29. června 2002 zřízena zastávka Brumlovka ve směru Nádraží Braník
29. dubna zřízena zastávka Brumlovka ve směru Roztyly
10. listopadu 2005 byla zkrácena o úsek Sídliště Spořilov – Roztyly, tedy o zastávky Roztyly – Na pahorku – Lešanská (T).
K 1. září 2009 prodloužena z Nádraží Braník po trase Pobřežní cesta – Lihovar – Pod Děvínem – Pod Konvářkou (Z) – Správa sociálního zabezpečení – Křížová – Na Knížecí.
K 1. září 2012 byla zkrácena o úsek Nádraží Braník – Na Knížecí; na druhém konci byla ze zastávky Nádraží Krč odkloněna přes Rosečskou na Budějovickou; v úseku Budějovická – Sídliště Spořilov byla nahrazena linkou 118.
Od 1. září 2012 klasifikována jako standardní linka.
V roce 2013 jezdila v trase Nádraží Braník – Budějovická.
Od 29. června 2013 odkloněna ze zastávky Nádraží Krč přes zastávky Na Staré cestě – Ryšánka (T) – Antala Staška – Poliklinika Budějovická – Budějovická a prodloužena ze zastávky Budějovická přes zastávky Zelená liška – Pankrác – Sídliště Pankrác – Milevská (Z) – Kavčí hory – Na Hřebenech – Děkanka – Pražského povstání – Klikovka – Doliny – Podolská vodárna. Ve směru od Nádraží Braník přidána druhá zastávka Nádraží Braník. Celotýdenně a celodenně jsou vloženy spoje v úseku Podolská vodárna – Kavčí hory.
Od 4. května 2015 byla ve směru na Zelenou lišku přidána druhá zastávka Pankrác.
Od 15. října 2016 je linka zkrácena do trasy Nádraží Braník – Poliklinika Budějovická. V úseku Poliklinika Budějovická – Zelená liška – Kavčí Hory – Pražského povstání – Podolská vodárna je linka nahrazena novou linkou 134. Ve směru Braník linka 121 odjíždí od Polikliniky Budějovická trasou přes Budějovickou a zastávku Krčská. Nová trasa v okolí Budějovické: POLIKLINIKA BUDĚJOVICKÁ – Budějovická (T) – Krčská (T) – Na Strži (T) – Antala Staška (Z) – Ryšánka (Z) – Na Staré cestě – … – NÁDRAŽÍ BRANÍK

### 122
Podle záměru z roku 1953 měla vzniknout do roku 1960 převzetím linky ČSAD v trase Chodov – Hostivař Kablo. V případě této linky byl plán skutečně realizován. 3.1.1954 byla linka zavedena v trase Chodov – U Křížku (Selská) – Nádraží Hostivař – Závod Kablo (Kablo). 25. září 1961 bylo zavedeno tzv. samoobslužné odbavování, kdy cestující vhodil peníze do pokladničky a sám si pod dozorem řidiče utrhl jízdenku.
Od roku 1968 prodloužena o úsek Spořilov – Chodov.
24.9.1973 v oblasti Hostivaře vedena přes Náměstí J.Marata (Hostivařská)
9. 5.1974 prodloužena o úsek Budějovická- Spořilov.
26.3.1975 prodloužena o úsek Závod Kablo – Léčiva (Zentiva)
6.12.1976 upravena do trasy Ryšánka – Budějovická – Spořilov – Chodov – Náměstí J.Marata – Nádraží Hostivař – V Chotejně – Kablo – Léčiva
8.11.1980 upravena do trasy Budovatelů (Chodov) – Benkova – Náměstí J.Marata – Nádraží Hostivař – V Chotejně – Kablo – Léčiva
27.11.1982 upravena do trasy Družby (Opatov) – Náměstí J.Marata – Nádraží Hostivař – V Chotejně – Kablo – Léčiva
23.2.1983 prodloužena o úsek Družby – Koleje Jižní Město
17.6.1985 odkloněna do trasy Budovatelů (Chodov) – Volha – Družby – Léčiva
V roce 2005 jezdila v trase Chodov – Nádraží Hostivař – Léčiva. 1. září 2004 byl zrušen nedělní provoz.
K 1. září 2009 zrušeny zastávky V Chotejně a Myšlínská. Od Zentivy linka prodloužena přes zastávku Průmyslová do zastávky Depo Hostivař. Ze zastávky Opatov vedena po trase Ke Kateřinkám – Metodějova – Háje – Horčičkova – Jižní Město.
K 1. září 2012 byla zkrácena o úsek Opatov – Jižní Město, v němž byla nahrazena linkou 136. V roce 2013 jezdila v trase Depo Hostivař – Opatov.
Od 1. září 2012 klasifikována jako standardní linka. V provozu pouze v pracovní dny.
Od 29. června 2013 byla linka zrušena a nahrazena linkou 101 v úseku Na Groši – Depo Hostivař a linkou 181 v úseku Opatov – Barvy a laky.
Mezi 1.4.2019 až 31.8.2019 byla v provozu linka X122 sloužící jako náhradní linka v trase Opatov – K Sukovu po dobu opravy mostu mezi Průhonicemi a Újezdem.
Od 2. března 2020 zřízena linka 122 na trase OPATOV – Ke Kateřinkám – Zdiměřická – Kateřinky – Ke Smrčině – Na Formance – Ve Vilkách – Formanská – K SUKOVU (dnes Újezd u Průhonic).

### 123
Podle záměru z roku 1953 měla vzniknout do roku 1960 v trase Braník (Jezerka) – Branická – Kačerov. Tento záměr však nebyl uskutečněn.
3.5. 1959 byla zavedena v Košířích v trase Košíře, U Kavalírky (Kavalírka) – Vidoulská (Průchova).
20.7.1961 prodloužena o úsek Vidoulská – Šmukýřka
25. září 1961 bylo zavedeno tzv. samoobslužné odbavování, kdy cestující vhodil peníze do pokladničky a sám si pod dozorem řidiče utrhl jízdenku.
27.8.1973 prodloužena o úsek Kavalírka – Demartinka (Jinonická)
15.11.1974 zkrácena o úsek Vrchlického (mezi Kavalírkou a Klamovkou) – Demartinka
12.5.1975 prodloužena o úsek Vrchlického – Anděl
20.6.1980 zkrácena o úsek Jinonická – Anděl
3.11.1985 prodloužena o úsek Jinonická – Moskevská (Na Knížecí)
V roce 2005 jezdila v trase Na Knížecí – Šmukýřka.
K 1. září 2012 byla zkrácena o úsek Kavalírka – Na Knížecí, v němž ji nahrazují tramvajové linky. V roce 2013 jezdila v trase Kavalírka – Šmukýřka.
Od 1. září 2012 klasifikována jako standardní linka.
Od 15.8.2015 prodloužena opět o úsek Kavalírka – Na Knížecí (zpočátku po dobu výluky tramvajové trati v Plzeňské ulici celotýdenně, poté jen v pracovní dny)

### 124

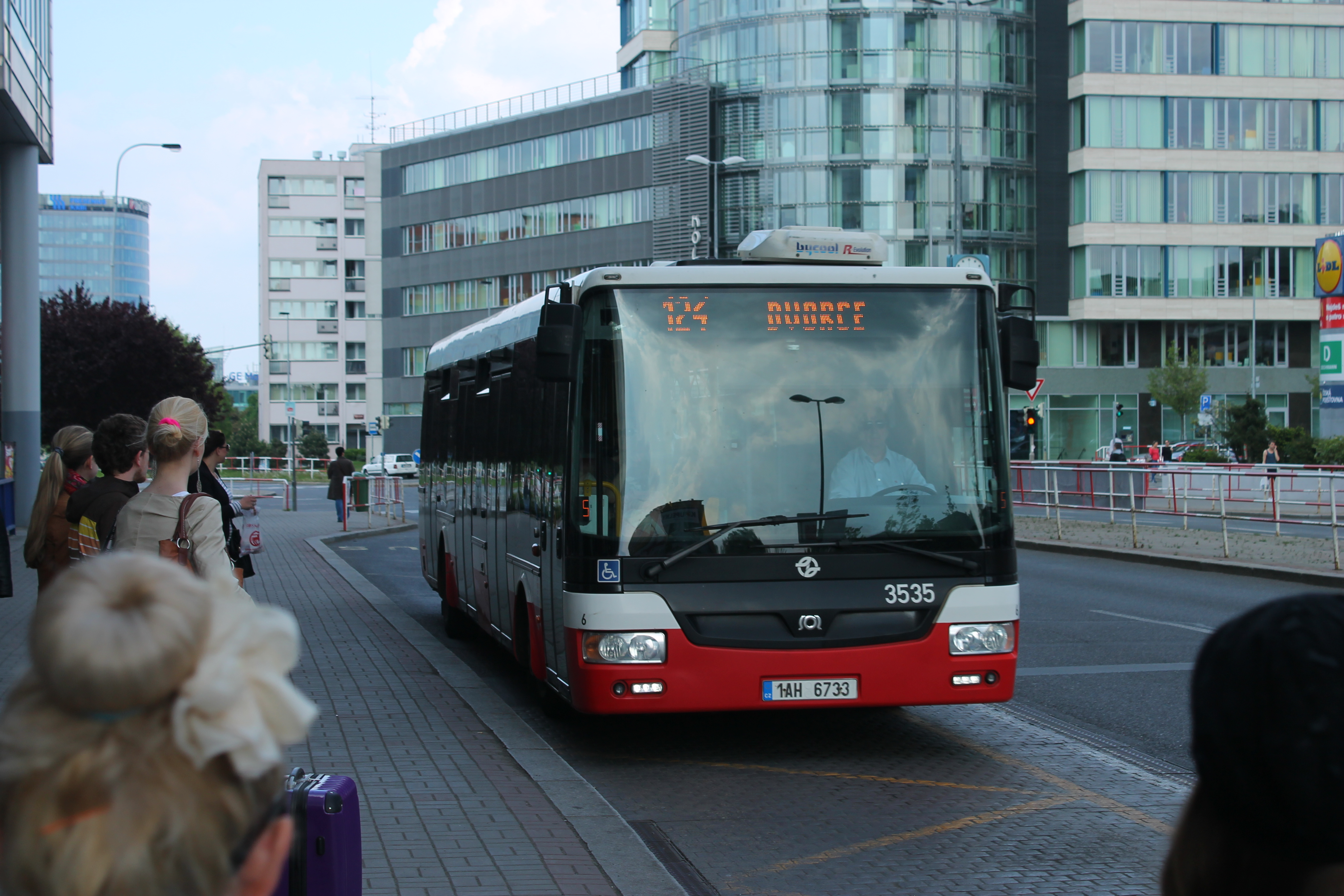
Autobus linky 124

Podle záměru z roku 1953 měla vzniknout do roku 1960 v trase Letiště – Ruzyně – Bílá Hora. Tento záměr však nebyl uskutečněn.
1.9.1959 zavedena v trase Dvorecké náměstí (Dvorce) – U školy – Na Dobešce (Dobeška, pouze ve směru tam) – Na Zemance (Zemanka) – Ryšánka
1.12.1959 přes zastávku Na Dobešce oběma směry
3.10.1960 prodloužena o úsek Ryšánka – Zelená liška – Hadovitá – Michelské náměstí (Michelská)
2.5.1961 prodloužena o úsek Michelské náměstí – Kloboučnická
19.10.1970 v úseku Ryšánka – Hadovitá vedena přes Na Strži – Budějovické náměstí (Budějovická) a Na Rolích
16.10.1972 v úseku Ryšánka – Budějovické náměstí vedena přes Sídliště Antala Staška (Antala Staška)
22.12.1974 v úseku Ryšánka – Budějovická vedena přes Krčskou
23.11.1990 prodloužena o úsek Kloboučnická – Kodaňská – Želivského
27.5.1995 mezi Ryšánkou a Budějovickou vedena přes Antala Staška
červen 1996 ve směru do Michle přes Antala Staška, zpět přes Krčskou
18.1.1997 zkrácena o úsek Kavkazská – Želivského
V roce 2005 jezdila v trase Dvorce – Kavkazská. 2. září 2006 prodloužena o úsek Kavkazská – Želivského se zastávkami Kodaňská (Z) – Na Míčánkách – Bělocerkevská – Želivského (Z) – Želivského; zrušena je nástupní a výstupní zastávka Kavkazská. 9. prosince 2007 byla zastávka U Statku přejmenována na název Na Planině.
K 1. září 2009 polovina spojů ze zastávky Želivského prodloužená do zastávky Habrová po bývalé trase linky 234.
Od 1. září 2012 je vedena obousměrně přes zastávky Budějovická a Krčská a nově byla zřízena zastávka Pod Jezerkou.
V roce 2013 jezdila v trase Želivského – Bělocerkevská  – Na Míčánkách – Kodaňská – Kavkazská (Z) – Čechovo náměstí (T) – Koh-i-noor (Z) – Kloboučnická – Pod Jezerkou – Michelská – Hadovitá – Jemnická – Vyskočilova (T) – Brumlovka – Budějovická – Krčská – Na Strži (T) – Ryšánka – Na Planině – Zelený pruh (Z) – U dobešky  –  Dobeška – U háje – U školy – Dvorce. Od 18. února 2013 zřízeny v pracovní den mezi 12. a 15. hodinou posilové spoje v trasách Michelská – Dvorce, Dvorce – Želivského a Želivského – Dvorce.
Od 1. září 2012 klasifikována jako metrobus.
S cílem zajistit společný nástup ve směru Zelený pruh v zastávkách Budějovická a Poliklinika Budějovická je od 15. října 2016 nově linka pouze ve směru Dvorce vedena přes zastávku Poliklinika Budějovická. Sled zastávek ve směru Dvorce: Habrová – Mezi Hřbitovy – Želivského – Bělocerkevská  – Na Míčánkách – Kodaňská – Kavkazská (Z) – Čechovo náměstí (T) – Koh-i-noor (Z) – Kloboučnická – Pod Jezerkou – Michelská – Hadovitá – Jemnická – Vyskočilova (T) – Brumlovka – Budějovická – Poliklinika Budějovická (T) – Krčská (Z) – Antala Staška (T) – Ryšánka – Na Planině – Zelený pruh (Z) – U dobešky  –  Dobeška – U háje – U školy – Dvorce
Od 1. září 2018 je linka v úseku Zelený Pruh – Dvorce nahrazena prodlouženou linkou 134 a v úseku Habrová – Želivského posílenou linkou 155. Důvodem bylo nasazení kloubových autobusů, které by měly problémy s průjezdností ve zmíněných úsecích.

### 125
Podle záměru z roku 1953 měla vzniknout do roku 1960 v trase Bílá Hora – Řepy – Motol. Tento záměr však nebyl uskutečněn.
30. června 1959 byla zrušena trolejbusová linka 51 v trase Bořislavka – U Matěje, čímž započalo postupné rušení trolejbusové dopravy v Praze. Od 1. července do 31. srpna 1959 byla pod číslem 51 provozována autobusy.
Dne 1. září 1959 byla náhradou za ni zavedena nová linka číslo 125 (Bořislavka–Revoluční) přes zastávky Bořislavka (Na Pískách), Hanspaulka, Dyrinka, Špitálka, U Matěje, Juliska, Na Santince, Zelená, Ždanova (v Terronské ulici), Pohraniční stráže (Radnice Praha 6),Revoluční (mezi Dlouhá třída a Řásnovka)
15. prosince 1960 byla přeložena trasa v oblasti Bubenče; místo přes zastávku Pohraniční stráže (v ulici Československé armády) byla linka vedena přes zastávky J. M. Sverdlova (Rooseveltova), Sibiřské náměstí a Wolkerova (ve Wolkerově ulici poblíž křižovatky s K Starému Bubenči). 17. června 1963 byla souběžně s linkou 125 zavedena posilová linka 131 v trase U Matěje – Revoluční, od 1. října 1967 však byla linka 131 ze Sibiřského náměstí odkloněna na Špejchar. Zároveň byla 1. října 1967 linka 125 zařazena do sítě překryvných linek, což na ní znamenalo zvýšení jízdného na 1 Kčs.
Na lince 125 (později 225) byla od 20. listopadu 1967 část spojů v ranní špičce pracovního dne vedena pouze v trase Revoluční – Na Santince, zkrácené spoje z jízdního řádu vymizely až od 26. srpna 1974.
Od 1. února 1971 do 9. května 1974 byla dosavadní linka 125 zařazena do systému překryvných linek a přečíslována na 225, se zahájením provozu první trasy metra 9. 5.1974 však bylo toto rozlišení zrušeno a linka dostala zpět původní číslo 125.
Od 16. února 1976 byla k lince 125 zřízena dočasně ještě posilová linka X-125, která jezdila v přepravních špičkách pracovního dne (v roce 1977 pravděpodobně jen v ranní špičce) jen v úseku Revoluční – Na Santince; tato posilová linka byla zrušena 13. srpna 1978.
Od 13. srpna 1978 byla na lince 125 obousměrně zavedena zastávka Nádraží Bubeneč. Od 15. února 1986 se linka 125 vrátila v této oblasti do původní stopy a kolem nádraží Bubeneč byla místo ní vedena linka 131.
V roce 1990 dostala zastávka Revoluční nový název Řásnovka a zastávka J. M. Sverdlova název Rooseveltova. O letních prázdninách 1992 byl provoz linky omezen na období v pracovních dnech do 20 hodin.
26. února 1993 jezdila linka naposledy, byla zcela zrušena z důvodu optimalizace a kvůli dopravním zácpám v oblasti Korunovační ulice a Letenského tunelu, a náhradou byla posílena linka 131. Linku provozovaly Dopravní podniky hl. m. Prahy, v letech 1989 až 1991 vypomáhal jako subdodavatel ČSAD KNV Praha 107 – závod Slaný.
Od 1. října 2010 začala jezdit nová linka 125 v trase Smíchovské nádraží – Chodovec – Bachova – Háje – Jižní Město jako první linka pravidelně využívající Jižní spojku. Propagační a zkušební jednodenní provoz proběhl již v úterý 21. září 2010 v rámci Evropského týdne mobility.
Od 19. října 2011 jsou na linku nasazovány kloubové autobusy.
Od 1. září 2012 byla linka 125 prodloužena o úsek Horčičkova–Skalka, jako náhrada za zrušenou autobusovou linku 271.
Od 1. září 2012 klasifikována jako metrobus.
Od 5. ledna 2015 byla zrušena nástupní zastávka Skalka v obratišti, nástupní zastávkou se stala dosavadní nácestná v ulici Na Padesátém.

### 126
Podle záměru z roku 1953 měla vzniknout do roku 1960 v trase Vypich – Kotlářka. Tento záměr však nebyl uskutečněn.
Vznikla 3. října 1960 jako jedna z trojice prvních tzv. překryvných linek, a to v trase Vysočany, Zákostelní (v ulici Nemocniční u křižovatky s ul. Zákostelní) – Vysočanská radnice(Z) – (Vysočanská) – Harfa (Nádraží Libeň) – Nákladové nádraží Žižkov – Čechovo náměstí. Byl zde zaveden jednoslužný provoz s nepřestupným tarifem a placením do pokladničky bez výdeje jízdenek.
K odklonu trasy ze zastávky Vysočanská radnice do konečné Nový Hloubětín došlo 16. března 1970.
Prodloužení trasy do podoby: Prosek, Lovosická (Poliklinika Prosek) – Prosek – Vysočanská radnice (Vysočanská) – Harfa – Nákladové nádraží Žižkov – Čechovo nám. – Kloboučnická přišlo 3. ledna 1971.
1. února 1971 v souvislosti se zvýšením jízdného na překryvných linkách z 1 Kčs na 2 Kčs byla linka 126 přečíslována na 226.
K dalšímu prodloužení trasy na severní straně došlo 26. dubna 1971 a znamenalo zajíždění ke konečné tramvaje Sídliště Ďáblice.
Od 19. listopadu 1973 začala linka obsluhovat zastávku K Žižkovu a pak se přes Koněvovu ulici dostala na Ohradu, odkud pokračovala po své trase na Kloboučnickou. První zrušení autobusové linky číslo 126 přišlo 23. listopadu 1990.
Dne 9. května 1974 přišlo zrušení překryvné sítě a tak námi popisovaná linka získala původní číselné označení, tedy 126.
Od roku 1990 v souvislosti s otevřením metra B na Českomoravskou vyjela autobusová linka číslo 126 naposledy, byla zrušena.
Ke znovuzavedení autobusové linky číslo 126 došlo 1. září 1994, tentokrát v trase: Smíchovské nádraží – Lihovar – Geologická – Högerova – Chaplinovo nám. – Sídliště Barrandov – Štěpařská – Záhorského – Pražská čtvrť.
Linka v trase Smíchovské nádraží – Pražská čtvrť byla zrušena 28. listopadu 2003; nahrazena tramvajemi a linkou 192.
V roce 2023 byla obnovena a zavedena do trasy Koleje Jižní Město - Nádraží Uhříněves
a nahradila úsek linky 154 Háje - Koleje Jižní Město a také úsek linky 213 Jižní Město - Nádraží Uhříněves.

### 127
Podle záměru z roku 1953 měla vzniknout do roku 1960 v trase Malostranské náměstí – Dlouhá třída – Těšnov. Tento záměr však nebyl uskutečněn.
Vznikla 3. října 1960 jako jedna z trojice prvních tzv. překryvných linek, a to v trase Vysočany, Zákostelní (v ulici Nemocniční u křižovatky s ul. Zákostelní) – Vysočanská radnice (Z) (Vysočanská) – Harfa (Nádraží Libeň) – Nákladové nádraží Žižkov – Čechovo náměstí – Nusle, Kloboučnická. Byl zde zaveden jednoslužný provoz s nepřestupným tarifem a placením do pokladničky bez výdeje jízdenek.
Ke dni 16. března 1970 došlo k odklonu trasy ze zastávky Vysočanská radnice (Vysočanská) do konečné Nový Hloubětín.
1. ledna 1971 v souvislosti se zvýšením jízdného na překryvných linkách z 1 Kčs na 2 Kčs byla linka 127 přečíslována na 227.
K 19. listopadu 1973 nastal odklon trasy linky číslo 227, kdy z Vysočan nově vedla přes zastávku K Žižkovu, pokračovala Koněvovou ulicí na Ohradu a Nákladové nádraží Žižkov a dále jela po své pravidelné trase až na Kloboučnickou. Při zprovoznění prvního úseku pražského metra I. C (Kačerov – Sokolovská, nyní Florenc).
Dne 9. května 1974, přišlo zrušení překryvné sítě a tak námi popisovaná linka získala původní číselné označení, tedy 127.
20. prosince 1980 došlo k úpravě trasy v oblasti Vršovic, díky které nově jela úsekem: Kodaňská – Čechovo náměstí (obsluhovaná pouze v uvedeném směru) – Koh-i-noor (obsluhovaná pouze v opačném směru) – Ukrajinská – Kloboučnická.
Od 23. listopadu 1990 v souvislosti s otevřením metra B na Českomoravskou vyjela autobusová linka číslo 127 v trase: Bohnice, Nisa (nyní Poliklinika Mazurská) – Krakov – Zhořelcká – Odra – Katovická – Podhajská pole – Střelničná(Kobylisy) – Prosek – Špitálská – Nový Hloubětín.
Od 3.4.1991 byla trasa prodloužena po Kolbenově ulici do zastávky Hejtmanská, odkud dál obsloužila zastávky Generála Janouška, Doležalova, Kapitána Stránského a konečnou Sídliště Černý Most II (Poliklinika Černý Most)
V říjnu 1997 došlo k úpravě trasy na Sídlišti Bohnice, kde nově linka obsluhovala zastávky Sídliště Bohnice, Zhořelecká, Krakov, Na Pazderce, Dunajecká.
Při prodloužení trasy metra B na Černý Most (8. listopadu 1998) nastalo k 9. listopadu 1998 zkrácení trasy do Nového Hloubětína.
10.6.2001 z Proseka odkloněna přes Vysočanskou na Českomoravskou.
V roce 2003 jezdila v trase Sídliště Bohnice – Zhořelecká – Krakov – Na Pazderce (T) – Dunajecká – Pískovna – Písečná – Služská – Střelničná – Ládví – Štěpničná – Liberecká – Sídliště Prosek – Prosek – Vysočanská – Českomoravská, jezdila jen ve špičkách pracovních dnů.
14. prosince 2003 zřízena zastávka Třebenická ve směru Českomoravská.
Dne 26. června 2004 byla linka zrušena a částečně nahrazena prodloužením linky 145.

### 128
Podle záměru z roku 1953 měla vzniknout do roku 1960 převzetím linky ČSAD v trase Vysočany – Klíčov – Letňany – Čakovice. Tento záměr však nebyl uskutečněn.
4.4.1961 vznikla jako jedna z trojice prvních tzv. překryvných linek, a to v trase Kobyliské náměstí (Služská) – Nový Střížkov – Prosek – Moravina (Poliklinika Vysočany). Mezi 29.11.1965 – 21.8.1967 byla linka mimo provoz (nahrazena linkami 151 a 152).
26.8.1968 byla zrušena definitivně.
31.3. 1969 vznikla v trase Průběžná – Náměstí Míru – Karlovo náměstí – Knížecí – Motorlet (U Waltrovky) – Jinonice (Butovická) jako náhrada zrušených trolejbusových linek.
26.1.1970 prodloužena o úsek Sídliště Rybníčky (křižovatka Slapská x Štěchovická) – Štěchovická – Průběžná
Až do roku 1985 diametrální linka ve směru Vršovice – Smíchov.
2.5.1972 zřízeny posilové spoje značené jako X-128 v trase Sídliště Rybníčky (křižovatka Slapská x Štěchovická) – Štěchovická – Pod Rapidem – Orionka – Šumavská – Náměstí Míru – Karlovo náměstí
Od 2.10.1972 v trase Skalka,Hájecká (Sídliště Skalka) – V Rybníčkách – Pod Rapidem – Murmaňská – Bělocerkevská – Orionka – nám. Míru – Anděl – Motorlet – Jinonice
16.10.1972 zkrácena o úsek Motorlet – Jinonice, posilové spoje X-128 převedeny na linku 180
26.3.1973 prodloužena o úsek Motorlet – Jinonice
9. 5.1974 v centrální části města vedena přes zastávku I.P,Pavlova
20.12.1980 zkrácena do trasy Náměstí Míru – Jinonice
4.11.1984 část spojů prodloužena o úsek Jinonice – ZPA Jinonice (Stará Stodůlecká)
3.11.1985 zkrácena do trasy Moskevská (Na Knížecí) – Jinonice – ZPA Jinonice
31.8.1987 zkrácena o úsek Jinonice – ZPA Jinonice
1.4.1988 zrušena
4.3.1989 zavedena v trase Smíchovské nádraží – Geologická – Chaplinovo náměstí, v roce 1991 prodloužena do zastávky Sídliště Barrandov (Poliklinika Barrandov)
Linka zrušena 29. listopadu 2003; nahrazena tramvajemi.
1. září 2005 zřízena jako polookružní midibusová linka (druhá midibusová linka v Praze) v trase Hlubočepy – Zlíchov – Nad Zlíchovem – Prosluněná – Žvahov – Pod Žvahovem – V Násypu – Nad Zlíchovem – Hlubočepy.
Od 1. září 2012 klasifikována jako midibusová linka.

### 129
Podle záměru z roku 1953 měla vzniknout do roku 1960 v trase Křížová – Konvářka. Tento záměr však nebyl uskutečněn.
Od 3.1.1960 byla zrušená trolejbusová linka 59 nahrazena krátkou autobusovou linkou v trase Zlíchov, Lihovar – Velká Chuchle (Dostihová) která 1.1.1962 dostala číslo 129.
1. července 1968 byla prodloužena do Lahovic.
29. prosince 1979 prodloužena do Zbraslavi do zastávky Baně.
3.11.1985 prodloužena o úsek Lihovar – Smíchovské nádraží
V roce 2005 i 2013 jezdila v trase Smíchovské nádraží – Baně.
Od 1. září 2012 klasifikována jako standardní linka.

### 130
3.7.1961 – 22.9. 1961 v provozu pod číslem 130 v trase Košíře (Klamovka) – Motorlet (U Waltrovky) – Jinonice (Butovická), předtím v této trase bez označení mezi 23.7.-23.9.1951, v provozu jako náhrada za výluku trolejbusu
9.7.1962–23.7.1962 v totožné trase
Od 16.3.1964 zavedena trvale v trase Demartinka (Klamovka) – Motorlet – Jinonice
4.10.1965 prodloužena do trasy Anděl – Demartinka – Motorlet – Jinonice – Jinonice,ZPA (Stará Stodůlecká)
1.9.1983 zaveden školní spoj pokračující ze zastávky Anděl přes Karlovo náměstí na Náměstí Míru
5.11.1984 zrušen prodloužený školní spoj
3.11.1985 prodloužení do trasy Moskevská, Na Knížecí (Na Knížecí) – Moskevská (Anděl) – Jinonická – Motorlet – Jinonice – ZPA Jinonice – Malá Ohrada (Archeologická) – Řeporyjské náměstí
21.4.1986 v oblasti Jinonic vedena přes zastávku Karlštejnská
27.10.1988 změna trasy Moskevská – Jinonická – Motorlet – Švermova (Jinonice) – Sídliště Jinonice – Karlštejnská – Dukelská (Nové Butovice) – Cvetkovova (Nárožní) – Mládí – Stodůlky (Sídliště Stodůlky)
16.12.1989 v oblasti Stodůlek vedena navíc přes zastávku Nová kolonie
12.11.1994 zkrácena o úsek Nové Butovice – Sídliště Stodůlky
1.7.1995 opět prodloužena o úsek Nové Butovice – Sídliště Stodůlky
V roce 2003 i 2005 jezdila v trase Na Knížecí – Sídliště Stodůlky.
K 1. září 2012 byla zrušena, nahrazena linkami 137 a 176.
28.8.2016 zavedena v trase Chaplinovo náměstí – Slivenec – Řeporyjské náměstí – Hlávkova – Stodůlky- Obchodní centrum Sárská (pouze ve směru zpět, obousměrně od roku 2019) – Zličín
V prosinci roku 2023 prodloužena o úsek ZLIČÍN -…- Chaplinovo náměstí - Högerova - Slavínského - FILMOVÉ ATELIÉRY BARRANDOV

### 131
17.6.1963 zavedena v trase Revoluční (Dlouhá třída) – Sibiřské náměstí – Zelená – U Matěje (posila linky 125 v přepravních špičkách)
1.10.1967 změna trasy Špejchar – Sibiřské náměstí – J.M.Sverdlova (v Rooseveltově ulici) – Zelená – U Matěje – Bořislavka (Na Pískách) (celodenní provoz)
12.7.1971 v Bubenči zřízena větev přes zastávku Nádraží Bubeneč (ve špičkách), v ostatních obdobích přes J.M.Sverdlova
18.10.1971 všechny spoje přes Nádraží Bubeneč
17.1.1972 závlek do zastávky Hotel International (Čínská)
23.5.1977 zrušen závlek do zastávky Hotel International
13.8.1978 namísto přes Nádraží Bubeneč vedena přes J.M.Sverdlova
15.2.1986 namísto přes J.M.Sverdlova vedena přes Nádraží Bubeneč
26.2.1993 namísto ze Špejcharu vedena ze zastávky Hradčanská
V roce 2005 i 2013 jezdila v trase Hradčanská – Bořislavka.
Od 7. dubna 2015 odkloněna ze stávající otočky Bořislavka k nové zastávce Bořislavka u stanice metra. Zastávky: Bořislavka – Sušická (Z) – Hanspaulka a dále dle dosavadní trasy.
Od 1. září 2012 klasifikována jako metrobus.
Od 30. srpna 2014 zastávka Nádraží Bubeneč přejmenována na Goetheho.

### 132
Dne 10.2.1964 vznikla v trase Bořislavka (Na Pískách) – Náměstí Na Ořechovce (Macharovo náměstí) – Malovanka – Stadion Jih (Stadion Strahov) Klamovka – Anděl/Motorlet (U Waltrovky), do zastávky Motorlet jen část spojů, jako větev linky, ostatní na Anděl v rámci první série tzv. překryvných linek.
18.12.1967 prodloužena o úsek Anděl – Karlovo náměstí – Výtoň – Na Strži – Sídliště Pankrác I (Sídliště Pankrác)
1. února 1971 v souvislosti se zvýšením jízdného na překryvných linkách z 1 Kčs na 2 Kčs byla přečíslována na 232.
9. 5.1974 přečíslována opět na 132, zkrácena do trasy Bořislavka – Anděl
24.11.1976 vedena navíc přes zastávku Pod Královkou
13.8.1978 zrušeno vedení přes zastávku Pod Královkou
8.1.1979 vedena navíc přes zastávku Pod Královkou
3.11.1985 prodloužena o úsek Moskevská (Anděl) – Moskevská, Na Knížecí (Na Knížecí)
20. května 2000 zrušena v trase Na Knížecí – Bořislavka, místo ní byly posíleny linky 216 a 217.
V roce 2005 i 2013 nebyla v provozu.

### 133
13.4.1964 vznikla v trase Nádraží Těšnov (Florenc) – Prokopovo náměstí – Ostromečská (v Jeseniově ulici) – Nákladové nádraží Žižkov – Židovské hřbitovy (Želivského) – Černokostelecká v rámci první série tzv. překryvných linek. Od 4. ledna 1965 do 20. února 1966 DP obsluhoval linku pronajatými vozidly závodů ČSAD ze Středočeského kraje.
3.1.1966 upravena trasa Nádraží Těšnov – Prokopovo náměstí – Ostromečská – Nákladové nádraží Žižkov – Židovské hřbitovy (Želivského) – Hollarovo náměstí – Solidarita (jen ve směru tam) – Na Palouku (jen ve směru zpět) – Limuzská
29.8.1966 Nádraží Těšnov – Prokopovo náměstí – Ostromečská – Želivského (Biskupcova) – Třebešín – Na Palouku – Malešice, Počernická (Plaňanská)
13.1.1969 prodloužena do trasy Náměstí Krasnoarmějců (Staroměstská) – Nádraží Těšnov – Prokopovo náměstí – Ostromečská – Želivského (Biskupcova) – Třebešín – Na Palouku- Počernická – Sídliště Malešice
1. února 1971 v souvislosti se zvýšením jízdného na překryvných linkách z 1 Kčs na 2 Kčs byla přečíslována na 233. Od 9. května 1974 přečíslována zpět na 133
20.12.1980 v oblasti Žižkova vedena přes zastávky U Památníku, Tachovské náměstí a Černínova
12.7.1987 zkrácena o úsek Sokolovská (Florenc) – Náměstí Krasnoarmějců (Staroměstská)
14. prosince 2003 byla zřízena zastávka Ohrada ve směru na Florenc.
1. října 2005 byla prodloužena o zastávky Staroměstská – Právnická fakulta – Řásnovka místo linky 207.
V roce 2005 jezdila v trase Florenc – Sídliště Malešice.
Od 9. května 2008 nově vedena mezi Florencí a Řásnovkou přes zastávky Dlouhá třída, Náměstí Republiky a Bílá labuť a prodloužena o úsek Sídliště Malešice – Depo Hostivař.
Od 1. října 2011 byla opět zkrácena do trasy Florenc – Sídliště Malešice, ve zrušených úsecích je nahrazena linkami 207 a 155.
Od 1. září 2012 klasifikována jako metrobus.

### 134
5.10.1964 vznikla v trase Petřiny (Sídliště Petřiny) – Vypich – Letenské náměstí – Náměstí Krasnoarmějců (Staroměstská) – Národní divadlo – Ostrčilovo náměstí – Náměstí Hrdinů (Pražského povstání) – Budějovické náměstí (Budějovická) – Krč, sídl. A. Staška (Antala Staška) v rámci první série tzv. překryvných linek.
9.11.1964 vedena navíc přes zastávku Na Františku (Nemocnice Na Františku)
1.11.1965 zřízena větev Budějovické náměstí – Zelené domky (jen část spojů v ranní špičce)
6.12.1965 variantní spoje prodlouženy o úsek Zelené domky – Mikrobiologický ústav (Ústavy Akademie věd)
30.9.1968 variantní spoje k Mikrobiologickému ústavu zrušeny
7.12.1970 prodloužena o úsek Sídliště Antala Staška – Ryšánka
1. února 1971 v souvislosti se zvýšením jízdného na překryvných linkách z 1 Kčs na 2 Kčs byla přečíslována na 234.
9. 5.1974 přečíslována zpět na 134. Z Budějovické odkloněna přes Nemocnici Krč do zastávky Tempo
13.8.1978 zkrácena do trasy Jiráskovo náměstí – Palackého náměstí – Výtoň – Tempo
1.8.1984 odkloněna do trasy Podolí (Podolská vodárna) – Pražského povstání – Tempo
1. září 1997 zrušena (v trase přes Zelenou lišku).
3. října 2006 zavedena kvůli dostupnosti Justičního paláce nová linka v trase FLORENC – Nám. W. Churchilla – Na Smetance – Římská – Náměstí Míru – Slovinská – Kodaňská (Z) – Na Míčánkách – Bělocerkevská – Želivského – Ohrada – Krejcárek – Odlehlá – Skloněná – K Žižkovu – Nádraží Libeň – Vysočanská – Prosek – Nový Prosek – Letňanská (Z) – Českolipská – Poliklinika Prosek – Liberecká (T) – Třebenická (Z) – Štěpničná – LÁDVÍ. ROPID v historickém přehledu PID uvádí zavedení linky k datu 3. října 2006.
Od 4. června 2007 změněna trasa, ve směru od Ládví a Želivského linka ukončena na Kavkazské.
Od 9. května 2008 vedena v trase SÍDLIŠTĚ ĎÁBLICE – Třebenická (T) – Třebenická – Střížkov – Poliklinika Prosek – Českolipská – Letňanská – Garáže Klíčov – Klíčovská – Krocínka – Nad Jetelkou – Vysočanská – ČESKOMORAVSKÁ / Nádraží Libeň – K Žižkovu – Novovysočanská – Skloněná – Odlehlá – Krejcárek – Ohrada – Želivského – Bělocerkevská – Na Míčánkách – Kodaňská (T) – KAVKAZSKÁ (v úseku Vysočanská – Kavkazská jely jen vybrané spoje), tj. byla odkloněna z Třebenická přes nově otevřenou stanici metra Střížkov (C, bývalá Liberecká) na Sídliště Ďáblice a vedena kolem garáží Klíčov.
K 30. srpnu 2008 upravena do trasy MIŠKOVICE – Radonická – Čakovice – Náměstí Jiřího Berana – Ke Stadionu – Cukrovar Čakovice – Nádraží Čakovice – Obchodní centrum Čakovice – Trutnovská – Krausova – Avia Letňany – Staré Letňany – Rychnovská – Boletická – Výstaviště Letňany – Letňany – Letňany (T) – Garáže Klíčov – Klíčovská – Krocínka – Nad Jetelkou – Vysočanská – ČESKOMORAVSKÁ / Nádraží Libeň – K Žižkovu – Novovysočanská – Skloněná – Odlehlá – Krejcárek – Ohrada – Želivského – Bělocerkevská – Na Míčánkách – Kodaňská (T) – KAVKAZSKÁ.
K 29. listopadu 2009 zrušena.
Od 15. října 2016 nová linka (v pracovní dny standardní, o víkendu midibus) v trase: PODOLSKÁ VODÁRNA – Doliny – Klikovka – Pražského povstání – Děkanka – Na Hřebenech – Kavčí hory – Milevská (T) – Sídliště Pankrác – Pankrác – Pankrác (T) – Zelená liška – Budějovická – Poliklinika Budějovická – Antala Staška – Ryšánka – Na Planině – ZELENÝ PRUH. Linka je zřízena pro posílení vnitroobvodové obsluhy MČ Praha 4, v úseku Zelený pruh – Poliklinika Budějovická plně nahrazuje zrušenou linku 205, v úseku Poliklinika Budějovická – Zelená liška – Pankrác – Kavčí Hory – Pražského povstání – Podolská vodárna linka plně nahrazuje provoz linky 121.
Od změny linkového vedení v roce 2018 jezdila v trase PODOLSKÁ VODÁRNA – Pražského povstání – Kavčí hory – Sídliště Pankrác – Pankrác – Zelená liška – Poliklinika Budějovická – Zelený pruh – U Školy – DVORCE.

### 135
2.11.1964 vznikla v trase Nádraží Veleslavín – Náměstí Říjnové revoluce (Dejvická) – Letenské náměstí – Veletržní palác – Dopravní podnik (Vltavská) – Florenc – Rajská zahrada (Náměstí Winstona Churchilla) – Náměstí Míru – Kodaňská – Stadion dr. Vacka (Slavia) – Bohdalec – Spořilov v rámci první série tzv. překryvných linek. Slavnostní zahájení provozu proběhlo již 31.10.1964. Od 4. ledna 1965 do 20. února 1966 DP obsluhoval linku pronajatými vozidly závodů ČSAD ze Středočeského kraje.
25.11.1968 prodloužena o úsek Spořilov – Sídliště Spořilov II (Sídliště Spořilov)
1. ledna 1971 v souvislosti se zvýšením jízdného na překryvných linkách z 1 Kčs na 2 Kčs byla přečíslována na 235.
4.10.1971 prodloužena o úsek Aritma Vokovice (Nové Vokovice) – Nádraží Veleslavín
9. 5.1974 přečíslována zpět na 135
13.8.1978 zkrácena do trasy Sokolovská (Florenc) – Sídliště Spořilov
7.1.1986 mezi Kodaňskou a Bohdalcem vedena přes Koh-i-noor a Svahovou (Vršovický hřbitov)
12.7.1987 změna trasy Staroměstská – Sokolovská – Ústřední rada odborů (Náměstí Winstona Churchilla) – Náměstí Míru – Tolstého (jen ve směru tam) – Kodaňská (jen ve směru zpět) – Bělocerkevská
3. 3. 1990  se mění název zastávky Ústřední rada odborů na Rajská Zahrada
27.2.1993 zkrácena do trasy Florenc – Bělocerkevská – Florenc (polookružně)
18.1.1997 se mění název zastávky Rajská Zahrada na Náměstí Winstona Churchilla
18.1.1997 v trase Florenc – Náměstí Winstona Churchilla – Náměstí Míru – Bělocerkevská – Želivského
V roce 2005 jezdila v trase FLORENC – Nám. W. Churchilla – Na Smetance – Římská – Náměstí Míru – Slovinská – Kodaňská (Z) – Na Míčánkách – Bělocerkevská – ŽELIVSKÉHO.
Od 1. září 2009 zřízena zastávka Jana Masaryka mezi zastávkami Slovinská a Náměstí Míru a za zastávkou Bělocerkevská linka místo na Želivského pokračuje po trase Slavia – Bohdalec – Chodovská – Teplárna Michle (Z) – Spořilov – Hlavní (Z) – Lešanská (T) – Na Pahorku – Chodovec – Chodovská tvrz – Litochlebské náměstí – Opatov – Ke Kateřinkám – Metodějova – Háje – Horčičkova – JIŽNÍ MĚSTO.
K 1. září 2012 byla odkloněna ze Spořilova přes Roztyly a Chodov na Koleje Jižní Město, ve směru z centra zajíždí do zastávky Sídliště Spořilov. V úseku Spořilov – Jižní Město byla nahrazena linkou 136. V roce 2013 jezdila v trase: FLORENC – Pernerova – Nám. W. Churchilla – Na Smetance – Římská – Náměstí Míru – Jana Masaryka – Krymská – Slovinská – Kodaňská (Z) – Na Míčánkách – Bělocerkevská – Bohdalec – Chodovská – Teplárna Michle – Spořilov – Hlavní (T) – Sídliště Spořilov (T) – Hlavní – Lešanská (T) – Nad Pahorkem (T) – Choceradská (Z) – Roztyly – Dědinova – Chodov – Jarníkova – Na Jelenách – KOLEJE JIŽNÍ MĚSTO.
Od 1. září 2012 klasifikována jako metrobus.
Od 29. června 2013 zkrácena do trasy Florenc – Chodov.
1. září 2013 byla zřízena zastávka Teplárna Michle ve směru na Spořilov.
1. listopadu 2013 byla obousměrně zřízena zastávka Krymská.

### 136

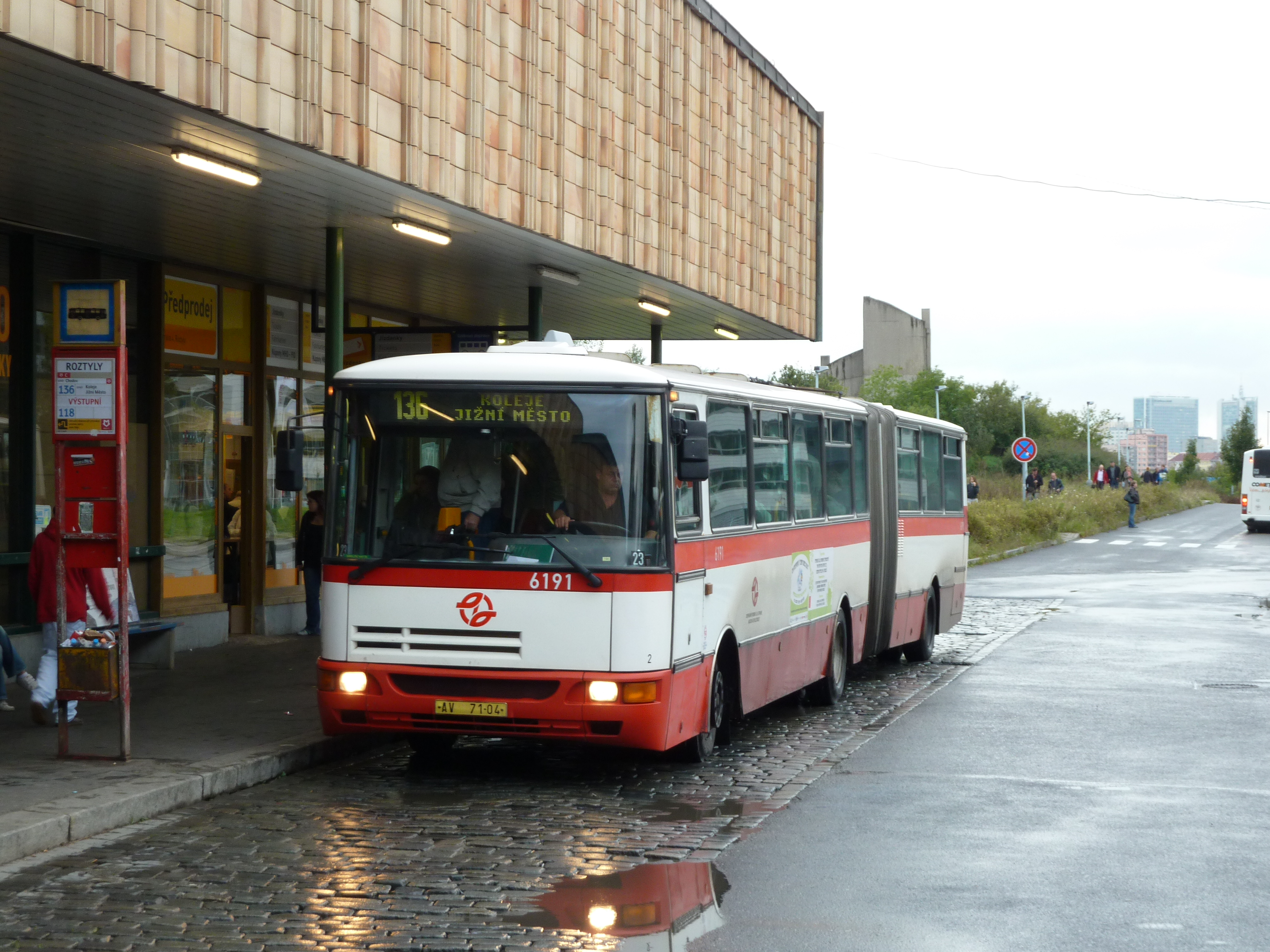
Autobus linky 136 u stanice metra Roztyly před změnou trasy

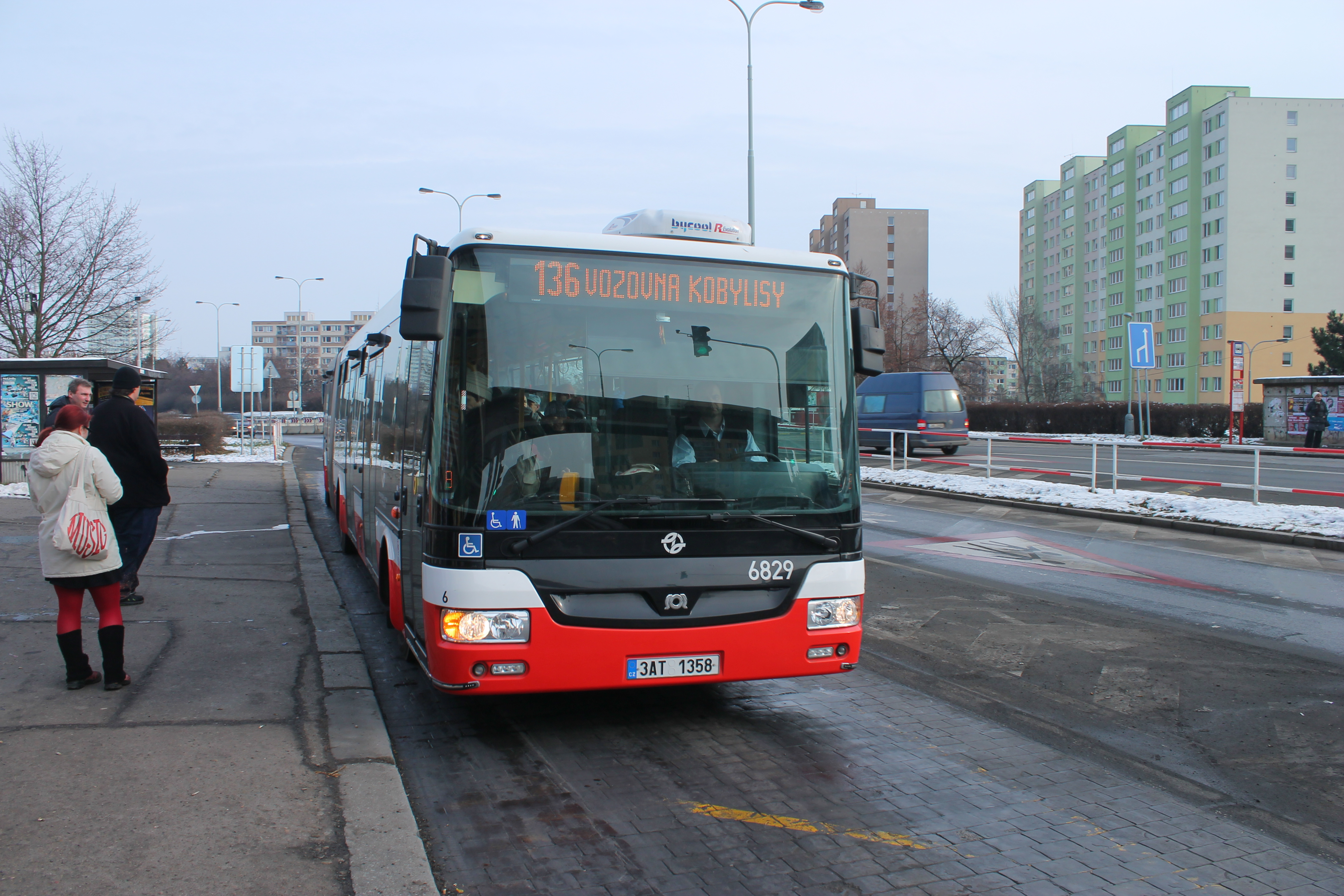
Autobus linky 136 na zastávce Metodějova, po změně trasy v roce 2012

19.7.1965 vznikla v trase Kobylisy (Vozovna Kobylisy) – Kobyliské náměstí (Kobylisy) – Vychovatelna – Dělnická (Argentinská) – Florenc – Prokopovo náměstí – Orionka – Murmanská – Nádraží Strašnice – Zahradní Město – Hostivař, nám. J. Marata (Hostivařská) v rámci první série tzv. překryvných linek. Od 4. ledna 1965 do 20. února 1966 DP obsluhoval linku pronajatými vozidly závodů ČSAD ze Středočeského kraje.
1. ledna 1971 v souvislosti se zvýšením jízdného na překryvných linkách z 1 Kčs na 2 Kčs byla přečíslována na 236.
9. 5.1974 přečíslována zpět na 136, prodloužena o úsek Náměstí J.Marata – Sídliště Hornoměcholupská (Řepčická)
6.5.1977 prodloužena o úsek Vozovna Kobylisy – Sídliště Ďáblice, Burešova (Šimůnkova)
20.12.1980 ve směru z centra vedena přes zastávku Hornoměcholupská (K Lesoparku)
4.11.1984 změna trasy Lovosická (Poliklinika Prosek) – Prosek – Náměstí Lidových milicí (Vysočanská) – Harfa (Nádraží Libeň) – Krejcárek – Ohrada – Bezovka (Rokycanova) – Olšanské náměstí – Orionka – Murmanská – Nádraží Strašnice -Náměstí J.Marata – Sídliuště Hornoměcholupská – Sídliště Horní Měcholupy (Boloňská)
17.9.1985 v oblasti Žižkova vedena přes Prokopovo náměstí
12.7.1987 odkloněna do trasy Lovosická – Prosek – Náměstí Lidových milicí – Harfa – Krejcárek – Ohrada – Prokopovo náměstí – Olšanské náměstí – Orionka – Bělocerkevská – Koh-i-noor – Bohdalec – Spořilov – Sídliště Spořilov
14.3.1989 v úseku Harfa – Ohrada vedena přes Pražačku (Koněvovou ulicí)
4.5.1989 ve Vršovicích vedena přes zastávku Slavia namísto přes Koh-i-noor
3.5.1990 na Žižkově vedena přes Krejcárek namísto Koněvovou ulicí
30.6.1990 na Žižkově vedena přes Rokycanovu namísto přes Prokopovo náměstí
23.11.1990 namísto z Lovosické výchozí ze Sídliště Ďáblice
V roce 2005 jezdila v trase Sídliště Ďáblice – Sídliště Spořilov. 10. listopadu 2005 v souvislosti s otevřením obchodní centra Chodov byla prodloužena o úsek Sídliště Spořilov – Koleje Jižní Město, a to o zastávky Hlavní (T) – Lešanská (T) – Na pahorku – Roztyly – Dědinova – Jarníkova – Na Jelenách – Koleje Jižní Město; zrušena byla zastávka Sídliště Spořilov ve směru Sídliště Ďáblice.
Od 9. května 2008 byla ze zastávky Sídliště Ďáblice prodloužena přes zastávku Šimůnkova do zastávky Vozovna Kobylisy.
K 1. září 2012 byla odkloněna ze Spořilova přes Chodovec, Opatov a Háje na Jižní Město, přestala zajíždět do zastávky Sídliště Spořilov. V úseku Spořilov – Koleje Jižní Město byla nahrazena linkou 135.
Od 1. září 2012 klasifikována jako metrobus.
V roce 2013 jezdila v trase Vozovna Kobylisy – Jižní Město.
1. září 2013 byla zřízena zastávka Teplárna Michle ve směru na Spořilov.
Od 15. října 2016 změněna trasa v severní části Prahy: SÍDLIŠTĚ ČAKOVICE – Krystalová – Čakovický zámek – Nádraží Čakovice – Obchodní centrum Čakovice – Trutnovská – Fryčovická – Tupolevova – Dobratická – Výstaviště Letňany – Letňany – Letňanská – Nový Prosek – Prosek – … – JIŽNÍ MĚSTO
Důvodem změny je nízké využití linky v úseku Střížkov – Vozovna Kobylisy a nutnost posílit oblast Letňan o další linku provozovanou s kloubovými autobusy.

### 137
3. března 1969 vznikla linka 137 v trase Průběžná – Orionka – Náměstí Míru – Karlovo náměstí – Knížecí (Na Knížecí) – Motorlet (U Waltrovky) jako náhrada zrušené trolejbusové linky W.
3.11.1969 prodloužena do trasy Sídliště Zahradní Město-západ (Jesenická) – Nádraží Strašnice – Pod Rapidem – Murmaňská – Bělocerkevská – Orionka – Náměstí Míru – Karlovo náměstí – Anděl – Malvazinky – Jinonice, Motorlet.[zdroj?] Až do roku 1985 diametrální linka ve směru Vršovice – Smíchov.
20.12. 1980, kdy byla linka metra A prodloužena na Želivského, byla rozdělena na linku 137 v trase Náměstí Míru – Jinonice, Motorlet a novou linku 206 Želivského – Sídliště Zahradní město-západ.[zdroj?]
3.11.1985 zkrácena do trasy Moskevská, Na Knížecí – Motorlet
21.4.1986 prodloužena o úsek Motorlet – Jinonice (Butovická)
21.5.1990 zkrácena do trasy Na Knížecí – Motorlet
V roce 2005 jezdila v trase Na Knížecí – U Waltrovky.
K 1. září 2012 byly vybrané spoje ve špičkách pracovních dnů prodlouženy o úsek U Waltrovky – Sídliště Stodůlky po trase linky 130. V roce 2013 jezdila v trase Na Knížecí – U Waltrovky – Sídliště Stodůlky.
Od 1. září 2012 klasifikována jako metrobus.
Od 29. června 2013 v úseku U Waltrovky – Sídliště Stodůlky jedou vybrané spoje celodenně a celotýdenně.
Od 7. dubna 2015 odkloněna do trasy Na Knížecí – Bavorská (ze zastávky Bucharova do zastávek K Fialce – K Hájům – Mototechna – Bavorská). V úseku U Waltrovky – Bavorská v provozu jen vybrané spoje celodenně a celotýdenně. V úseku Nové Butovice – Bavorská vložené spoje v pracovní den ráno a odpoledne.
Od 1. května 2016 v trase Na Knížecí – U Waltrovky – Nové Butovice – Bucharova – Mládí – Luka – Velká Ohrada (v úseku U Watrovky – Velká Ohrada jen vybrané spoje)
Od 7. ledna 2017 je linka vedena přes zastávky U Trezorky a Hutmanka (v ul. U Trezorky; dnešní Nádraží Jinonice)
Od 1. ledna 2018 některé spoje v pracovní dny jezdí v úseku Na Knížecí – Malá Ohrada
K datu 28. června 2025 zkrácena do úseku Jinonice - Na Knížecí 

### 138
9.1.1967 zavedena v trase Václavské náměstí – Větrov – Podolí (Podolská vodárna) – Náměstí Hrdinů (Pražského povstání) – Závody 9. května (Zelená liška), od 11.12.1967 Sídliště Pankrác I (Sídliště Pankrác) byla linkou s historicky vůbec nejkratším intervalem, v odpolední špičce 1,5 minuty. Pro velkou vytíženost byla linka přezdívaná „bagr“.
Do roku 1974 spojovala Pankrác s Václavským náměstím, v roce 1974 byla zkrácena na napájecí linku.
Od 9. 5.1974. letech trasa Podolí – Pražského povstání – Sídliště Pankrác I.[zdroj?]
1.8.1984 zrušena
2.9.1985 zavedena v trase Náměstí Míru – Kodaňská – Bohdalec – Chodovská – Záběhlice – Záběhlická škola – Topolová
12.7.1987 odkloněna do trasy Želivského – Kodaňská – Svahová – Bohdalec – Chodovská – Záběhlice – Záběhlická škola – Topolová.
5.7.1990 upravena do trasy Kodaňská – Svahová – Bohdalec – Chodovská – Záběhlice – Záběhlická škola – Topolová – Cíl (Centrum Zahradní Město) – Skalka
Od 18.1.1997 Tolstého – Koh-i-noor – Bohdalec – Záběhlice – Práčská – Topolová – Skalka.[zdroj?]
V roce 2005 jezdila v trase Tolstého – Skalka, dopravcem byl Dopravní podnik hl. m. Prahy. 28. května 2006 zřízena zastávka Na Padesátém.
Od 9. května 2008 byla zrušena a nahrazena linkou 101 a 224.
K 1. září 2012 byla zřízena v polookružní trase Sídliště Skalka – Královická – Rembrandtova – Michelangelova – Skalka – Na Padesátém – Centrum Zahradní Město – Záběhlická škola – Sídliště Spořilov – Hlavní – Spořilov – Spořilov – Měchenická – Záběhlická škola – Topolová – Centrum Zahradní Město – Zahradní Město – Na Padesátém – Skalka – Michelangelova – Rembrandtova – Královická – Sídliště Skalka, která zčásti nahradila linku 224 a poprvé spojila Spořilov přímo se Záběhlicemi. Dopravcem je About Me s. r. o.
Od 1. září 2012 klasifikována jako midibusová linka.
Od 29. června 2013 jede v úseku Skalka – Sídliště Skalka celodenně a celotýdenně pouze každý druhý spoj. V úseku Záběhlická škola – Skalka byly zavedeny vložené spoje v pracovní dny ráno ve směru tam a odpoledne ve směru zpět. Byla zřízena obousměrně zastávka U Lípy v ulici U záběhlického zámku. Dopravcem se místo About Me spol. s r.o. stal opět Dopravní podnik hl. m. Prahy.
Od 15. prosince 2013 byla zkrácena do zastávky Sídliště Spořilov a byl zrušen polookružní charakter linky. Zrušeny byly zastávky Hlavní, Spořilov (obě) a Měchenická.
Změna trasy od 15. října 2016 (prodloužení v oblasti Spořilova, zkrácení v oblasti Skalky): NEMOCNICE KRČ – Nemocnice Krč (Z) – U Labutě – Kačerov – Pod Dálnicí (Z) – V Zápolí – Depo Kačerov – Starý Spořilov – Roztylské náměstí – Lešanská – Spořilov (T) – Spořilov – Měchenická – SÍDLIŠTĚ SPOŘILOV – U Lípy – Záběhlická škola – Topolová – Centrum Zahradní Město– Zahradní Město – Na Padesátém – SKALKA – MICHELANGELOVA – Plošná – Mokřanská – Myšlínská – Kablo – Kovošrot – ZENTIVA
Linka je ve směru ze Sídliště Skalka a Skalky od Záběhlické školy nadále vedena na Sídliště Spořilov, odkud je prodloužena přes zastávky Měchenická, Roztylské náměstí a Kačerov k Nemocnici Krč. V prodlouženém úseku linka 138 nahrazuje zrušenou linku 293.
3. září 2017 prodloužena z Nemocnice Krč k Ústavům Akademie věd: Ústavy Akademie Věd – V Lískách– IKEM – Ústav mateřství – Klárův ústav – Nemocnice Krč (Z) – U Labutě – Kačerov – Pod Dálnicí (Z) – V Zápolí – Depo Kačerov – Starý Spořilov – Roztylské náměstí – Lešanská – Spořilov (T) – Spořilov – Měchenická – Sídliště Spořilov – U Lípy – Záběhlická škola – Topolová – Centrum Zahradní Město– Zahradní Město – Na Padesátém – SKALKA – MICHELANGELOVA – Rembrandtova – Královická – SÍDLIŠTĚ SKALKA V prodlouženém úseku linka 138 nahrazuje zrušenou linku 114. Současně došlo k opětovnému odklonu na Sídliště Skalka.

### 139
Zavedena 28.3.1966 v trase Ohrada – Krejcárek – Harfa – Vysočany (Vysočanská), jako náhrada trolejbusové linky 56.
16.3.1970 prodloužena o úsek Vysočany – Nový Hloubětín
23.6.1980 linka zrušena
6.4.1981 zavedena v trase Náměstí Míru – Kodaňská – Slavia – Bohdalec – Sídliště Spořilov
7.1.1986 namísto přes zastávku Slavia vedena přes Koh-i-noor a Svahovou (Vršovický hřbitov)
1.7.1987 linka zrušena
23.11.1990 zavedena v trase Želivského – Kodaňská – Kloboučnická – Na Rolích – Kačerov – Novodvorská – Vavřenova
27.5.1995 z Novodvorské odkloněna do trasy Sídliště Lhotka – Poliklinika Mořany – Na Beránku
V roce 2005 jezdila v trase Želivského – Bělocerkevská  – Na Míčánkách – Kodaňská – Kavkazská (Z) – Čechovo náměstí (T) – Koh-i-noor (Z) – Kloboučnická – Na Rolích – Kačerov – Nemocnice Krč – Novodvorská – Lhotka – Sídliště Lhotka – Družná – Tylova čtvrť – Poliklinika Mořany – Pavelkova – Na Beránku.
K 1. září 2012 byla odkloněna z Tylovy čtvrti přes Nádraží Modřany do Komořan; v úseku Tylova čtvrť – Na Beránku byla nahrazena linkou 150; nově byla zřízena zastávka Pod Jezerkou. V roce 2013 jezdila v trase Želivského – Komořany.
Od 1. září 2012 klasifikována jako metrobus.
Trasa od 17. června 2013: Želivského – Bělocerkevská  – Na Míčánkách – Kodaňská – Kavkazská (Z) – Čechovo náměstí (T) – Koh-i-noor (Z) – Kloboučnická – Pod Jezerkou – Jemnická – Kačerov – Nemocnice Krč – Novodvorská – Lhotka – Sídliště Lhotka – Družná – Tylova čtvrť – Na Havránce – Obchodní náměstí – Nádraží Modřany – Komořany
Na jaře roku 2023 byla prodloužena do úseku Želivského - Komořany - Sídliště Zbraslav a nahradila úsek stávající linky 165.

### 140
Od 28.3.1966 jezdila v trase Náměstí Míru – Slavíkova (Šumavská) – Bezovka (Rokycanova) – Ohrada – Krejcárek – Harfa (Nádraží Vysočany) – Vysočany (Vysočanská), tehdy na ni bylo vypravováno 31 vozů a špičkový interval byl 2 minuty, přestože byla v částečném souběhu s linkami 139 a 142.
16.3.1970 prodloužena o úsek Vysočany – Nový Hloubětín
20.12.1980 odkloněna do trasy Jiřího z Poděbrad – Bořivojova (v Ondříčkově ulici) – Bezovka – Ohrada – Krejcárek – Harfa – Vysočany – Nový Hloubětín
17.9.1985 v oblasti Žižkova vedena přes Olšanské náměstí (zastávka jen ve směru Vysočany) a Prokopovo náměstí a Koněvovou ulicí
30.6.1990 v oblasti Žižkova vedena přes Rokycanovu
23.11.1990 upravena trasa Jiřího z Poděbrad – Bořivojova – Rokycanova – Ohrada – Krejcárek – Skloněná – Palmovka
1. února 1998 zrušena v trase Palmovka – Jiřího z Poděbrad.
1. října 2001 zavedena v trase Českomoravská – Vysočanská – Prosek – Tupolevova – Nádraží Čakovice (Za Avií) – U Pošty (Čakovický zámek) – Čakovice
od 20. května 2003 je zastávka Na Hranici zrušena – linka je vedena nově vybudovanými prodlouženími ul. Prosecká a Tupolevova. Náhradou za zrušenou zastávku je zřízena zastávka Výstaviště Letňany.
Od 30. srpna 2003 v nové trase: Palmovka – U kříže – Kelerka – Prosecká – Prosek – Nový Prosek – Letňanská – Výstaviště Letňany – Dobratická – Tupolevova – Fryčovická – Trutnovská – Červený Mlýn – Nádraží Čakovice – Cukrovar Čakovice – Ke stadionu – Náměstí J. Berana – Čakovice. V roce 2005 i 2013 jezdila v trase Palmovka – Čakovice.
Od 9. května 2008 byla nově vedena přes terminál Letňany, byla zřízena zastávka Oderská a zrušena zastávka Náměstí Jiřího Berana.
Od 1. září 2012 klasifikována jako metrobus.
Od 15. října 2016 linka prodloužena: PALMOVKA – Kundratka – Kelerka – Prosecká – Prosek – Nový Prosek – Letňanská – Letňany – Výstaviště Letňany – Dobratická – Tupolevova – Fryčovická – Trutnovská – Obchodní cemtrum Čakovice – Nádraží Čakovice – Cukrovar Čakovice – Ke stadionu – Oderská – ČAKOVICE – Radonická – MIŠKOVICE
Od 1. února 2024 zrušena a nahrazena trolejbusovou linkou 58.

### 141
29.11.1965 vznikla v trase Bulovka – Davídkova (Na Slovance) – Ďáblice – Čakovická silnice (Za Avií) – Závody J.Dimitrova (křižovatka Za Avií x K Avii) – Letňanské strojírny (Rychnovská)
21.8.1967 změna trasy U Kříže (Kundratka) – Prosek – Letňany (Staré Letňany) – Čakovice (Za Avií)
4.3.1968 prodloužena o úsek Čakovice – Čakovice, ZPA (Čakovice)
26.8.1968 zkrácena o úsek Čakovice – Čakovice,ZPA
1.2.1988 linka zrušena
23.11.1990 zavedena v trase Českomoravská – Harfa (Nádraží Libeň) – Kbelská – Lehovec – Kapitána Stránského – Poliklinika Černý Most (Breitcetlova) – Sídliště Černý Most II (Poliklinika Černý Most)
9.11.1998 Černý Most – Breitcetlova – Kapitána Stránského – Doležalova – Hejtmanská – Rajská zahrada – Ronešova – Poliklinika Černý Most – Černý Most (polookružně v obou směrech)
9.11.1998 přejmenovány zastávky Sídliště Černý most II na Poliklinika Černý Most a Poliklinika Černý Most na Breicetlova
V roce 2005 jezdila obousměrně v trase Černý Most – Generála Janouška – Černý Most.
1. prosince 2005 byly zrušeny všechny spoje v polookruhu Černý most – Doležalova – Rajská zahrada – Černý Most a zachován byl pouze opačný směr.
K 12. prosinci 2010 byla zrušena, nahrazena linkami 181 a 223.
Od 15. října 2016 označení pro bývalou linku 273. Trasa se nemění: Hloubětínská – (Bazén Hlobětín) – Hloubětín – Sídliště Lehovec – Kapitána Stránského – Černý Most – Nádraží Horní Počernice – Komárovská – Ve Žlíbku
Tato změna vychází ze snahy postupně připravit řadu čísel linek mezi 270 a 299 pro použití pro
školní linky.

### 142
28.3.1966 v trase Slavíkova (Vinohradská tržnice) – Bezovka (v Ondříčkově ulici) – Ohrada – Harfa (Nádraží Libeň) – Vysočany (Vysočanská)
16.3.1970 prodloužena o úsek Vysočanská radnice (Vysočanská) – Nový Hloubětín
Od 29.9. 1975 trasa Náměstí Míru – Slavíkova – Bořivojova (v Ondříčkově ulici) – Ohrada – Harfa – Náměstí Lidových milicí (Vysočanská) – Prosek – Lovosická (Poliklinika Prosek) (posila ke 140 v dopravní špičce všedního dne).
20.12.1980 upravena trasa Sídliště Hornoměcholupská (Řepčická) – Zahradní Město – Pod Rapidem – Flora – Bezovka – Ohrada – Harfa – Náměstí Lidových milicí – Prosek – Lovosická
6.4.1981 upravena trasa Jiřího z Poděbrad – Bezovka – Ohrada – Harfa – Náměstí Lidových milicí – Prosek – Lovosická
4.11.1984 zrušena
25.1.1986 zavedena v trase Moskevská (Na Knížecí) – ZPA Jinonice (Stará Stodůlecká) – Kovářova – Luka – Lužiny
9.12.1986 v trase Moskevská (Na Knížecí) – ZPA Jinonice (Stará Stodůlecká) – Ovčí Hájek – Malá Ohrada (Archeologická) – Píškova – Lužiny
12.5.1987 prodloužena o úsek Moskevská (Na Knížecí) – ZPA Jinonice (Stará Stodůlecká) – Ovčí Hájek – Malá Ohrada (Archeologická) – Píškova – Luka – Stodůlky (Sídliště Stodůlky)
27.10.1988 Dukelská (Nové Butovice) – Ovčí Hájek – Malá Ohrada (Archeologická) – Píškova – Favorského (Amforová) – Luka – Stodůlky (Sídliště Stodůlky)
12.11.1994 Nové Butovice – Ovčí Hájek – Malá Ohrada (Archeologická) – Píškova – Nad Malou Ohradou (Malá Ohrada)
V roce 2005 jezdila v trase Nové Butovice – Ovčí Hájek – Malá Ohrada – Píškova – Nad Malou Ohradou.
K 11. prosinci 2011 byla zrušena a nahrazena linkami 214 a 225.
Od 7. dubna 2015 zavedena jako nová metrobusová linka v trase: Nové Butovice – Ovčí Hájek – Malá Ohrada – Píškova – Bašteckého – Nad Malou Ohradou – Červeňanského – Ohradské náměstí (T) – Velká Ohrada – Ohradské náměstí (Z) – Červeňanského – Píškova – Amforová – Luka – Vackova – Stodůlky – Lýskova – Bavorská – Bílý Beránek – Slánská – Bazovského – Za Slánskou silnicí – Řepský hřbitov – Reinerova – Jiviny – Staré náměstí – Nádraží Ruzyně – Ciolkovského – Sídliště Na Dědině – Vlastina – Divoká Šárka – Nad Džbánem (T) – Nádraží Veleslavín (– Nádraží Veleslavín (Z) – Na Pastvinách (T) – Nové Vokovice). V úseku Nádraží Veleslavín – Nové Vokovice je v provozu pouze v pracovní dny ráno a odpoledne
1. července 2017 zkrácena do trasy Nové Butovice – Ovčí Hájek – Archeologická – Píškova – Bašteckého – Malá Ohrada – Červeňanského – Ohradské náměstí (T) – Velká Ohrada (ve zbývající trase nahrazena linkou 225)

### 143
Zavedena 4.10.1965 v trase Dejvice, Zikova (později Dejvice, Vysoké koleje, poblíž křižovatky Zikova x Thákurova) – Náměstí Říjnové revoluce (Dejvická) – Malovanka – Stadion Jih (Stadion Strahov)
6.6.1966 ve směru Stadion Jih vedena přes zastávku Hládkov (Myslbekovou ulicí), ve směru Dejvice přes zastávku Pod Královkou (ulicí Pionýrů, dnes Patočkova)
1.11.1967 obousměrně bez zastavení ulicí Myslbekova, namísto zastávky Hládkov obousměrně zastávka Vozovna Střešovice
17.6.1968 vedena přes zastávku Pod Královkou (ulicí Pionýrů, dnes Patočkova)
24.11.1976 vedena bez zastávky ulicí Myslbekova
5.5.1985 převedena do trasy Leninova (Dejvická) – Vozovna Střešovice – Malovanka – Stadion Jih (Stadion Strahov)
Od 1. května 2003 zastavuje v zastávce Kafkova.
V roce 2005 i 2013 jezdila v trase Dejvická – Stadion Strahov.
1. prosince 2005 byla zrušena zastávka Hládkov.
1. listopadu 2013 byla zřízena zastávka Prašný most.
Od 1. září 2012 klasifikována jako standardní linka.
Od 29. června 2013 je klasifikována jako metrobus.[zdroj?]
Od 15. září 2014 byly celodenně a celotýdenně vybrané spoje linky prodlouženy na Nové Butovice po trase: Dejvická – … – Stadion Strahov – Diskařská – Spiritka – Podbělohorská – Pod Lipkami (Z) – Nad Klamovkou – Klamovka – Klamovka (Z) – U Měchurky – Pod Šmukýřkou – U Waltrovky – Hutmanka – Vidoule – Jinonice – Sídliště Jinonice – Butovická (Z) – Karlštejnská – Nové Butovice.
Od 31. října 2015 byly všechny spoje zkráceny do trasy Dejvická – Stadion Strahov.
15.1.2018 třízena trvale zastávka Hládkov (předtím výlukově)

### 144
Zavedena 7. listopadu 1966 v trase Václavské náměstí – Výtoň – Novodvorská.
1. ledna 1971 v souvislosti se zvýšením jízdného na překryvných linkách z 1 Kčs na 2 Kčs byla přečíslována na 244.
9. 5.1974 pod číslem 144 zavedena v trase Nádraží Braník – Novodvorská – Tempo
1.7.1975 zrušena
Od 5.7.1976 zavedena v trase Náměstí Krasnoarmějců (Staroměstská) – Dopravní podniky (Vltavská) – Podhajská pole – Odra – Sídliště Bohnice, jih (Poliklinika Mazurská)
4.11.1984 zkrácena do trasy Fučíkova (Nádraží Holešovice). – Ke Stírce – Dunajecká – Nisa (Poliklinika Mazurská)
V druhé polovině 80 let probíhalo na lince testování řízení provozu počítačem.
4. října 1997 se mění název zastávky Nisa na Poliklinika Mazurská
26. června 2004 byla linka zkrácena o úsek Písečná – Nádraží Holešovice a odkloněna do konečné zastávky Kobylisy, do trasy Kobylisy – Poliklinika Mazurská.
1. září 2005 se mění název zastávky Pískovna na Čimický háj
29. dubna 2006 je zřízena zastávka Na Pazderce ve směru z centra
Od 1. září 2012 klasifikována jako metrobus.
Od 29. června 2013 v pracovní dny večer, v sobotu a v neděli celodenně pokračují vybrané spoje ze zastávky Poliklinika Mazurská jako linka 202 ve směru Černý Most bez nutnosti přestupu.
Od 15. října 2016 je zrušeno přímé propojení vybraných spojů s linkou 202. V pracovní dny výhradně kloubové autobusy.

### 145
Vznikla 30. května 1966 v rámci sítě překryvných linek, jako u první u ní byl uplatněný zvýšený tarif, a to 1 Kčs místo 0,60 Kčs. Zavedena v trase Vysočany, Zákostelní (v ulici Nemocniční u křižovatky s ul. Zákostelní)- Vysočanská radnice (Z) (Vysočanská) – Harfa (Nádraží Libeň) – Nákladové nádraží Žižkov – Skalka – Zahradní Město – Hostivař, přehrada (v úseku Zahradní Město – Hostivař, přehrada jen o víkendech)
19.9.1966 zkrácena o úsek Zahradní Město – Hostivař, přehrada
2.1.1967 prodloužena o úsek Nový Hloubětín – Vysočanská radnice
18.12.1967 odkloněna do trasy Nový Hloubětín – Vysočanská radnice (Vysočanská) – Harfa (Nádraží Libeň) – Spojovací – Limuzská – Skalka (Na Padesátém) – Zahradní Město
1. února 1971 v souvislosti se zvýšením jízdného na překryvných linkách z 1 Kčs na 2 Kčs byla přečíslována na 245.
13.11.1972 prodloužena o úsek Zahradní Město – Cíl (Centrum Zahradní Město)
9. 5.1974 přečíslována na 145
3.4.1978 odkloněna do trasy Nový Hloubětín – … – Zahradní Město – Náměstí J.Marata (Hostivařská) – Sídliště Hornoměcholupská (Řepčická)
4.11.1984 odkloněna do trasy Nový Hloubětín – ...- Zahradní Město – Na Košíku – Družby (Opatov) – Koleje Jižní Město (Obratiště v ulici Technologická dnes už neexistuje.)
17.6.1985 odkloněna do trasy Nový Hloubětín – ...- Družby (Opatov) – Jarníkova – Budovatelů (Chodov)
9.1.1986 úprava trasy Nový Hloubětín – Vysočanská radnice (Vysočanská) – Harfa (Nádraží Libeň) – Spojovací – Limuzská – Sídliště Skalka – Skalka (Na Padesátém) – Zahradní Město – Náměstí J.Marata (Hostivařská) – Na Košíku – Družby (Opatov) – Jarníkova – Budovatelů (Chodov) ( v oblasti Skalky přes zast. Sídl. Skalka)
1.4.1988 úprava trasy Nový Hloubětín – Vysočanská radnice (Vysočanská) – Harfa (Nádraží Libeň) – Spojovací – Limuzská – Sídliště Skalka – Skalka (Na Padesátém) – Zahradní Město – Náměstí J.Marata (Hostivařská) – Na Košíku – Družby (Opatov) – Volha – Budovatelů (Chodov) (změna trasy v oblasti Chodova)
Na lince v druhé polovině 80 let probíhalo testování hlášení stanic. K tomuto účelu byl použit 1 vůz garáže Kačerov vybavený zařízením který byl osazen do tramvají, záznam byl přehráván z kazet. Záznam měl jednu chybu nepočítal s tím, že autobus odpoledne končí v zastávce Na Groši odkud pokračoval do garáže Kačerov. Nahrávka byla amatérsky doplněná o hlášení "tento vůz končí v zastávce na Groši" autorem této věty po domluvě s řidičem busu který měl vůz i linku tzv. na stálo.
5.7.1990 úprava trasy Nový Hloubětín – Vysočanská radnice (Vysočanská) – Harfa (Nádraží Libeň) – Spojovací – Limuzská – Skalka – Zahradní Město – Hostivařská – Na Košíku – Opatov – Volha – Chodov
18.11.1995 zkrácena o úsek Opatov – Chodov
4.10.1997 odkloněna do trasy Nový Hloubětín – … – Zahradní Město – Cíl (Centrum Zahradní Město) – Jesenická
9.11.1998 odkloněna do trasy Lovosická (Poliklinika Prosek) – Vysočanská – Harfa (Nádraží Libeň) – Spojovací – Limuzská – Skalka – Zahradní Město – Centrum Zahradní Město – Jesenická
26. června 2004 byla linka prodloužena o úsek Liberecká – Ládví do trasy Ládví – Jesenická; zrušena byla zastávka Poliklinika Prosek. 1. prosince 2005 byly zrušeny zastávky Liberecká a Sídliště Prosek a nahrazeny zastávkami Poliklinika Prosek – Českolipská – Letňanská – Nový Prosek. Od 9. května 2008 byla zrušena a v úseku Jesenická – Prosek nahrazena linkou 195.
Od 15. října 2016 nová linka v trase KOBYLISY – Kobylisy (Z) – Sídliště Kobylisy – Mirovická – Vozovna Kobylisy – Za Čimickým hájem – Přívorská – Okořská (Z) – Libeňská – Čimice – Sídliště Čimice (T) – SÍDLIŠTĚ ČIMICE
Nová linka 145 nahrazuje provoz stávající linky 183 v úseku Kobylisy – Sídliště Čimice. Vzhledem k rozšíření provozu linky 152 na celý týden a zajištění základní obsluhy Sídliště Čimice touto linkou, jsou provozní parametry linky 145 v sobotu, neděli a večer přizpůsobeny poptávce samostatného úseku linky 145 v okolí zastávky Přívorská.

### 146
3.1.1966 zavedena v trase Vysočany, Zákostelní (v ulici Nemocniční u křižovatky s ul. Zákostelní) – Vysočanská radnice (Z) (Vysočanská) – Harfa (Nádraží Libeň) – Spojovací – Malešice, Hostýnská
16.3.1970 prodloužena o úsek Vysočanská radnice – Nový Hloubětín
20.12.1980 prodloužena o úsek Hostýnská – Želivského
4. října 1997 zrušena, současně posílena souběžná linka 177.
29. července 2001 zavedena v trase Černý Most – Rajská zahrada – Lehovec – Hutě – Satalická obora – Kbely – Avia Letňany – Tupolevova – Prosek – Poliklinika Prosek, v provozu mimo špičky pracovních dnů.
26. června 2004 byla linka v trase Černý Most – Poliklinika Prosek zrušena a spoje převedeny na linku 186.
28. května 2006 v souvislosti s otevřením stanice metra Depo Hostivař byla zřízena v trase Depo Hostivař – Depo Hostivař – Černokostelecká – Limuzská – Sídliště Malešice – Malešické náměstí – Pod Táborem – Spojovací – Balkán – K Žižkovu – Nádraží Libeň – Českomoravská.
Od 9. května 2008 byla v trase Českomoravská – Depo Hostivař zrušena a částečně nahrazena prodloužením linky 133.
Od 1. listopadu 2015 obnovena linka 146, nyní ze SPOJOVACÍ – Mezitraťová – SPOJOVACÍ. V intervalech 20 minut od 6 rána do 20 hodin večera. Midibusová linka byla založena ve spolupráci s Prahou 9.
1.12.2019 spojením stávající linky 146 a spojů linky 155 ukončených v zastávce Habrová převedena do trasy Želivského – Třebešín – Habrová – Spojovací – Mezitraťová (v úseku Habrová – Mezitraťová jen část spojů v pracovní dny)

### 147
3.10.1966 zavedena v trase Hotel International (Čínská) – V Podbabě – Kamýcká – Vysoká škola zemědělská (Zemědělská univerzita) – Výhledy
6.3.1976 odkloněna mezi Kamýckou a Vysokou školou zemědělskou přes Budovec
13.8.1978 prodloužena o úsek Hotel International (Čínská) – Leninova (Dejvická)
V roce 2005 i 2013 jezdila v trase Dejvická – Výhledy.
Od 1. září 2012 klasifikována jako standardní linka.
Od 30. srpna 2014 zastávka Podbaba přejmenována na Nádraží Podbaba.

### 148
Vznikla 9.1.1967 v trase Václavské náměstí – Větrov – Výtoň – Podolská vodárna – Děkanka (Pražského povstání). Do roku 1974 spojovala Pankrác s Václavským náměstím, v roce 1974 byla zkrácena na napájecí linku.
17.10.1968 mírné prodloužení o úsek Děkanka – Náměstí Hrdinů (mezi Pražského povstání a Vozovna Pankrác v prostoru magistrály)
9. 5.1974 upravena do trasy Podolská vodárna – Pražského povstání – Klaudiánka (u křižovatky ulic Doudova x Na Lysině)
6.9.1982 prodloužena do trasy Bělocerkevská – Kodaňská (Z) – Náměstí Míru – I.P.Pavlova – Větrov – Výtoň – Podolská vodárna – Pražského povstání – Klaudiánka
1.8.1984 z Pražského povstání odkloněna do zastávky Československá televize (Kavčí Hory)
13.7.1987 zkrácena o úsek Bělocerkevská – Náměstí Míru
27.2.1993 zkrácena o úsek Náměstí Míru – Podolská vodárna
30.8.1997 prodloužena o úsek Kavčí Hory – Ryšánka – Antala Staška – Budějovická
V roce 2005 jezdila v trase Podolská vodárna – Kavčí hory – Budějovická.
K 1. září 2012 byla zkrácena o úsek Kavčí hory – Budějovická, v němž je nahrazena linkami 188 a 193. V roce 2013 jezdila v trase Podolská vodárna – Kavčí hory.
Od 1. září 2012 klasifikována jako standardní linka.
Od 29. června 2013 byla linka zrušena a nahrazena v celé délce linkou 121.
Od 15. října 2016 označení pro bývalou linku 291. Trasa se nemění: I.P.Pavlova – Apolinářská – Karlovo Náměstí – Apolinářská – I.P.Pavlova
Tato změna vychází ze snahy postupně připravit řadu čísel linek mezi 270 a 299 pro použití pro školní linky.

### 149
Zavedena 18.12.1967 v trase Náměstí Říjnové revoluce (Dejvická) – Vozovna Střešovice – Malovanka – Stadion Jih (Stadion Strahov) – Klamovka – Jinonice, Motorlet (U Waltrovky)
25.5.1970 prodloužena o úsek Motorlet – Vidoule – Jinonice, ZPA (Stará Stodůlecká)
1. února 1971 v souvislosti se zvýšením jízdného na překryvných linkách z 1 Kčs na 2 Kčs byla přečíslována na 249.
9. 5.1974 přečíslována opět na 149
24.11.1976 v úseku Vozovna Střešovice – Malovanka odkloněna přes zastávku Pod Královkou
13.8.1978 v úseku Vozovna Střešovice – Malovanka odkloněna Myslbekovou ulicí (mimo zastávku Pod Královkou)
3.9.1979 prodloužena o úsek Vysoké Školy (křižovatka Zikova x Thákurova) – Leninova (Dejvická)
5.5.1985 zkrácena o úsek Vysoké školy – Leninova
27.10.1988 odkloněna do trasy Leninova – … – Motorlet – Švermova (Jinonice) – Sídliště Jinonice – ZPA Jinonice (Stará Stodůlecká) – Dukelská (Nové Butovice)
V roce 2005 jezdila v trase Dejvická – Nové Butovice.
1. prosince 2005 byla zrušena zastávka Hládkov.
K 1. září 2012 byla zrušena, nahrazena linkami 143 a 176.
Od 31. října 2015 jezdí v trase Dejvická – Stadion Strahov – Klamovka – U Waltrovky – Jinonice – Nové Butovice.
Od 1. května 2016 prodloužena až na Bavorskou místo linky 137. Dejvická – Stadion Strahov – Klamovka – U Waltrovky – Jinonice – Nové Butovice – Bavorská.

### 150
20.1.1969 zavedena v trase Nádraží Braník – Jiráskovo náměstí (Modřanská škola) – Šárkova (Darwinova) – Tyršova čtvrť
30.8.1982 prodloužena o úsek Tyršova čtvrť – Sídliště Modřany (dnes Poliklinika Modřany)
1.9.1983 prodloužena o úsek Sídliště Modřany (dnes Poliklinika Modřany) – U otočky (dnes Sídliště Modřany)
1.9.1986 odkloněna do trasy Nádraží Braník – … – Tyršova čtvrť – Ke Schodům – Labe
14.1.1989 odkloněna do trasy Nádraží Braník – … – Tyršova čtvrť – Ke Schdům – Družná – Sídliště Modřany (dnes Poliklinika Modřany) – U Otočky (dnes Sídliště Modřany) – Sídliště Libuš
17.10.1989 odkloněna do trasy Nádraží Braník – … – Sídliště Modřany (dnes Poliklinika Modřany) – Násirovo náměstí
20.12.1990 přes zastávku Družná jen ve směru Nádr. Braník, v opačném směru přes zast. Na Cikorce
27.5.1995 odkloněna do trasy Kačerov – Nemocnice Krč – Sídliště Lhotka – Labe – Zátišská – Nádraží Braník
31.8.2002 odkloněna do trasy Kloboučnická – Michelská – Kačerov – Sídliště Lhotka – Poliklinika Modřany
14.12.2003 prodloužena o úsek Poliklinika Modřany – Čechova čtvrť (jen nástupní)
V roce 2005 jezdila v trase Kloboučnická – Poliklinika Modřany – Čechova čtvrť. Nástupní zastávka Čechova čtvrť byla zřízena 14. prosince 2003.
Od 1. září 2009 ve směru od Modřan z Michelské pokračuje přes Plynárnu Michle, Bohdalec a Slavii na Želivského.
K 1. září 2012 byla z Polikliniky Modřany prodloužena do zastávky Na Beránku, zastávka Čechova čtvrť byla zrušena. V roce 2013 jezdila v trase Želivského – Na Beránku.
Od 1. září 2012 klasifikována jako metrobus.
Od 29. června 2013 je v úseku Želivského – Kačerov v provozu celodenně a celotýdenně pouze do cca 21 hodin.
15. října 2016 všechny spoje vedeny v celé trase celotýdenně a celodenně, zřízeny zastávky Zálesí a Novodvorská.

### 151
29.11.1965 zavedena v trase U Kříže (Kundratka) – Prosek (křižovatka Na Vyhlídce x Na Proseku) – Nový Střížkov – Bulovka
1.3.1967 zkrácena do trasy Náměstí Na Proseku (křižovatka Na Vyhlídce x Na Proseku) – Nový Střížkov – Bulovka
21.8.1967 prodloužena o úsek Náměstí Na Proseku – Prosek (Prosecká) – Krocínka – Klíčov – Vysočany, ÚNZ (Poliklinika Vysočany)
8.1.1968 prodloužena o úsek Bulovka – Slovanka (Na Slovance)
23.11.1990 odkloněna do trasy Českomoravská – Vysočanská radnice (Vysočanská) – Klíčov – Krocínka – Prosek (Prosecká) – Náměstí Na Proseku – Nový Střížkov – Bulovka – Slovanka
26.2.1993 odkloněna do trasy Českomoravská – … – Nový Střížkov – Madlina – Lovosická (Poliklinika Prosek)
listopad 1994 v oblasti Proseka vedena přes zastávku Prosek (ve Vysočanské ulici) a Starý Prosek – namísto přes zastávku Náměstí Na Proseku
V roce 2005 jezdila v trase Českomoravská – Poliklinika Prosek.
K 9. květnu 2008 přibyly zastávky Prosek (druhá) a Střížkov.
K 30. srpnu 2008 za Poliklinikou Prosek prodloužena po trase Českolipská – Letňanská – Letňany (Z) – Letňany – Výstaviště Letňany – Dobratická – Tupolevova – Fryčovická – Trutnovská – Obchodní centrum Čakovice – Nádraží Čakovice – Cukrovar Čakovice – Ke Stadionu – Náměstí Jiřího Berana – Čakovice.
K 29. listopadu 2009 v úseku Letňanská – Trutnovská odkloněna přes Staré Letňany a za náměstím Jiřího Berana vedena po trase Čakovice – U Bílého mlýnku (Z) – Králova – Třeboradice – K Teplárně – Za Tratí – Teplárna Třeboradice (v úseku Třeboradice – Teplárna Třeboradice jen vybrané spoje).
Od 13. prosince 2009 bylo zrušeno zajíždění do zastávek K Teplárně; Za Tratí a Teplárna Třeboradice.
10. října 2010 byla zkrácena do trasy Českomoravská – Poliklinika Prosek a ve zrušeném úseku nahrazena linkou 295.
Od 1. října 2011 jede přes zastávku Poliklinika Vysočany a je prodloužena od Polikliniky Prosek do zastávek Terezínská a Novoborská.
V roce 2012 i 2013 jezdila v trase Českomoravská – Novoborská.
Od 1. září 2012 klasifikována jako midibusová linka.

### 152
29.11.1965 Vznikla v trase Vysočany, ÚNZ (Poliklinika Vysočany) – Klíčov – Krocínka – Nový Prosek – Letňany (Staré Letňany) – Čakovice (Za Avií) – Čakovice,ZPA (Čakovice)
21.9.1966 zrušeno zajíždění přes zastávku Krocínka
1.3.1967 zkrácena o úsek Čakovice (Za Avií) – Čakovice, ZPA
21.8.1967 zrušena
Obnovena 2. ledna 1973 z rozdělení rozvětvené linky 102 v trase Kobylisy, Čimická (dnes Kobyliské náměstí) – Ubikace (dnes poblíž zast. Řepínská) – Čimice – Dolní Chabry, MNV (na dnešním Hrušovanském náměstí). Úsek z Čimic do Chaber zajišťovaly jen vybrané spoje.
Ke konci roku, 3. prosince 1973, byly všechny spoje prodlouženy přes Kosteleckou (dnes Ďáblice) až do Čakovic k závodu J. Dimitrova, který se nacházel u křižovatky ulic Za Avií × K Avii. Z Chaber do Čakovic jezdila 152 pouze ve špičkách. V Kobylisích linka byla výchozí ze zastávky Ke Stírce. Po roce a půl bylo 5. února 1975 přistoupeno k jejímu zkrácení zpět do Dolních Chaber k MNV a toto zkrácení nahrazeno zřízením nové linky 202.
26. března 1983 byla zkrácena od Kobylis do Čimic a s tím byl omezen i rozsah provozu – provozována byla pouze ve špičkách.
S otevřením třetího úseku metra C z Florence na Fučíkovu (dnes Nádraží Holešovice) 4. listopadu 1984 bylo přistoupeno k prodloužení do trasy Fučíkova (Nádraží Holešovice) – Vychovatelna – Ke Stírce – Písečná – Pískovna – Podhajská pole – Řepínská –  Libeňská (T) – Fořtova (Z) – Čimice – Sídliště Čimice a provoz byl obnoven opět na celotýdenní.
26. června 2004 linka zkrácena o úsek Písečná – Nádraží Holešovice a odkloněna do konečné zastávky Kobylisy do trasy Kobylisy – Sídliště Čimice.
Od  21. srpna 2004 do 2. září 2006 jezdila v trase Sídliště Ďáblice – Ládví – Kobylisy – Písečná – Pískovna – Podhajská pole – Řepínská –  Libeňská (T) – Fořtova (Z) – Čimice – Sídliště Čimice (v úseku Kobylisy – Sídliště Ďáblice po dobu dlouhodobé výluky nahrazovala tramvaje).
1. září 2005 se mění název zastávky Pískovna na Čimický háj
9. května 2008 se mění název zastávky Fořtova na Libeňská
V roce 2013 jezdila v trase Kobylisy – Písečná – Čimický háj – Podhajská pole – Řepínská –  Libeňská – Čimice – Sídliště Čimice.
Od 1. září 2012 klasifikována jako standardní linka. Od 1. září 2012 je v provozu pouze v pracovní dny, večer a o víkendech ji nahrazují linky 183 a 202.
Od 15. října 2016 trasa prodloužena: ČESKOMORAVSKÁ – Vysočanská – Prosek – Sídliště Prosek – Střížkov – Třebenická – Štěpničná – Ládví – Kobylisy – Služská – Písečná – Čimický háj – Podhajská pole – Řepínská –  Libeňská – Čimice –  SÍDLIŠTĚ ČIMICE
Linka je náhradou za linku 183 prodloužena ze zastávky Kobylisy přes Ládví, Střížkov, Prosek a Vysočanskou do zastávky Českomoravská. V úseku Českomoravská – Prosek nahrazuje linka 152 také současnou linku 158. Rozšíření provozu linky 152 na celý týden zajistí posílení provozu na Sídliště Čimice a možnost zrušení víkendového propojení spojů linek 144 a 202 v zastávce Poliklinika Mazurská.

### 153
21.2.1966 vznikla v trase Vysočany, ÚNZ (Poliklinika Vysočany) – Klíčov – Nový Prosek – Letňany (Avia Letňany) – Čakovice (Za Avií) jako posila linky 152
1.3.1967 prodloužena o úsek Čakovice (Za Avií) – Čakovice, ZPA (Čakovice)
21.8.1967 zrušena
K 31. březnu 1969 vznikla v trase Anděl – Malvazinky – Motorlet (U Waltrovky) jako náhrada zrušených trolejbusových linek.
16.10.1972 prodloužena o úsek Motorlet (U Waltrovky) – Jinonice (Butovická)
26.3.1973 zkrácena o úsek Motorlet (U Waltrovky) – Jinonice (Butovická)
5.4.1976 prodloužena o úsek S.M.Kirova (Arbesovo náměstí) – Anděl
2.5.1978 prodloužena o úsek Motorlet (U Waltrovky) – Jinonice (Butovická)
15.3.1983 zkrácena o úsek S.M.Kirova (Arbesovo náměstí) – Anděl
3.11.1985 zrušena
1.9.1986 zavedena v trase Smíchovské nádraží – Nádraží Braník – Družná – Sídliště Modřany (Poliklinika Modřany) – U Otočky (Levského)
26.5.1995 linka zrušena v souvislosti s otevřením tramvajové tratě do Modřan
V 80. letech 20. století z oblasti Modřan ke Smíchovskému nádraží.
V roce 2005 nebyla v provozu.
Od 1. září 2009 zkušebně zavedena v trase: U Libušského potoka – Modřanská rokle – Sídliště Modřany – Levského – Observatoř Libuš – Sídliště Libuš – Jirčanská – U Libušské sokolovny – Sídliště Písnice. Dopravce: Veolia Transport Praha.
Od 7. března 2010 dopravce se z kapacitních důvodů vzdává linky, DPP ji odmítá provozovat, linka není nadále v provozu.
Od 7. ledna 2017 při uzavření stanice metra Jinonice zavedena jako linka výluková s intervalem 30 minut a v provozu pouze v pracovních dnech v trase: Vidoule – Jinonice – U Trezorky x – Hutmanka x – U Waltrovky x – U Waltrovky – Farkáň – Urbanova – Malvazinky – Václavka – Santoška – Ženské domovy x (T) – Na Knížecí (B)
Od 23. srpna 2017 linka není v provozu
Od 1. prosince 2019 je linka zavedena v polookružní trase U Zvonu x – U Blaženky x (T) – Černý vrch x – Mrázovka x – Malvazinky x – Smíchovský hřbitov x – Štorkánova x – Nad Laurovou x – Laurová x – Škola Radlice x – Radlická x (B) – Kutvirtova x – Dívčí hrady x – Nad Dívčími hrady x – Nad Konvářkou x a zpět.
Linku provozuje dopravce About Me
.

### 154
15. 4. 1967 zavedena v trase Vysočany, ÚNZ (Poliklinika Vysočany) – Letňany (Avia Letňany) – Čakovice (Za Avií) – Čakovice, ZPA (Čakovice) 
28. 10. 1967 prodloužena o úsek Florenc – Vysočany, ÚNZ (v novém úseku jen o víkendech) 
24. 1. 1968 vedena v trase Florenc – Vysočany, ÚNZ (Poliklinika Vysočany) – Prosek – Průjezdní (Letňanská) – Letňany (Avia Letňany) – Čakovice, ZPA (Čakovice), z Vysočan na Prosek vedena po nově otevřené Vysočanské estakádě
26. 8. 1968 zrušena
Zavedena 30. září 1968 v trase Spořilov – Hlavní – Na pahorku – Chodov (Chodovská tvrz) – Háje, MNV (Háje) – Petrovice, MNV (křižovatka Edisonova x Hertzova) – Dieslova (Edisonova x Turínská) – Horní Měcholupy (Milánská x Lochotínská) – Nám. J. Marata (Hostivařská) 
9. 5. 1974 prodloužena o úsek Budějovická – Severozápadní – Spořilov
3. 1. 1977 prodloužena o úsek Ryšánka – Budějovická
16. 7. 1979 zkrácena o úsek Ryšánka – Budějovická, ve špičkách prodloužena o úsek Náměstí J. Marata (Hostivařská) – Léčiva (Zentiva) 
8. 11. 1980 upravena do trasy Budovatelů (Chodov) – Benkova – Ke Stáčírně (v ulici Mírové hnutí poblíž křižovatky s ulicí Ke Stáčírně) – Prašná – Kosmonautů (Háje) – Petrovice, MNV (křižovatka Edisonova x Hertzova) – Horní Měcholupy (Na Vartě) – Řepčická – Náměstí J. Marata (Hostivařská) – Nádraží Hostivař
20. 12. 1980 vedena v trase Budovatelů – … – Řepčická – Sídliště Hornoměcholupská (T) (Gercenova) – Nádraží Hostivař (T) – Náměstí J. Marata (Hostivařská) 
6. 7. 1981 prodloužena o úsek Koleje Jižní město – Budovatelů (Chodov) 
7. 9. 1982 odkloněna do trasy Koleje Jižní Město – … – Řepčická – Sídliště Hornoměcholupská (Gercenova) – Nádraží Hostivař
27. 11. 1982 odkloněna do trasy Koleje Jižní Město – Budovatelů (Chodov) – Benkova – Brodského – Donovalská – Brechtova – Prašná – … – Nádraží Hostivař
23. 2. 1983 odkloněna do trasy Koleje Jižní Město – Volha – Budovatelů (Chodov) – … – Nádraží Hostivař
6. 1. 1984 v oblasti Horních Měcholup vedena přes zastávku Sídliště Horní Měcholupy (Boloňská) 
7. 5. 1984 v oblasti Chodova namísto přes Volhu přes Jarníkovu
10. 6. 1986 odkloněna do trasy Koleje Jižní Město – Budovatelů (Chodov) – … – Kosmonautů (Háje) – Newtonova – Sídliště Petrovice – Mikojanova (Janovská) – Na Vartě – Sídliště Horní Měcholupy (Boloňská) -.- Nádraží Hostivař
5. 7. 1990 upravena do trasy Koleje Jižní Město – … – Janovská – Na Křečku – Sídliště Horní Měcholupy (Boloňská) – Sídliště Hornoměcholupská (Gercenova) – Nádraží Hostivař – Zahradní Město – Skalka
V roce 2005 jezdila v trase Koleje Jižní Město – Skalka.
Od 4. října 2008 byla zkrácena na Chodov.
Od 1. září 2009 opět prodloužena (pouze v pracovních dnech do 20 hodin) z Chodova na Koleje Jižní Město.
Od 1. září 2012 byla zkrácena do trasy Chodov – Jižní Město, ve zrušených úsecích byla nahrazena linkami 125, 135, 183, 240 a tramvajovými linkami.
Od 1. září 2012 klasifikována jako metrobus.
Od 29. června 2013 byla zrušena a nahrazena linkou 170 v úseku Benkova – Jižní Město a linkou 197 v úseku Chodov – Háje.
Od 15. října 2016 nová linka v trase: STRAŠNICKÁ – Strašnická (Z) – Na Hroudě – Nádraží Strašnice – Korytná – Želivecká – Jesenická – U Lípy – Záběhlická škola – Práčská – Obchodní centrum Hostivař – Na Groši – Hostivařská – Nádraží Hostivař (v Průmyslové ul.) – Nádraží Hostivař (v obratišti/ul. Plukovníka Mráze) – Gercenova – Řepčická – Boloňská – Nádraží Horní Měcholupy – Na Křečku – Janovská – Sídliště Petrovice (Z) – Sídliště Petrovice – Morseova – Newtonova – Horčičkova – Háje – Modrá škola – Prašná (Z) – Brechtova – Šperlova – Donovalská – Brodského – Benkova – Pod Chodovem – Chodov – Jarníkova – Na Jelenách – KOLEJE JIŽNÍ MĚSTO
Nová linka 154 nahrazuje provoz stávající linky 196 v úseku Strašnická – Jesenická, polovinu spojů linky 183 v úseku Nádraží Hostivař – Háje a vložené spoje na lince 197 v úseku Háje – Na Jelenách. Posiluje též provoz od Záběhlické školy k lince metra A.
V roce 2023 po úseku linky Háje - Koleje Jižní Město jezdí linka 126 a linka 154 jezdí z Hájů přes Opatov, Šeberov a Kunratice do zastávky Sídliště Libuš a nahrazuje linku 165.

### 155
30. 9. 1968 zavedena v trase Krč, Mikrobiologické ústavy (Ústavy Akademie věd) – Nemocnice Krč – Budějovické náměstí (Budějovická) – Náměstí Hrdinů (Pražského povstání) – Botanická zahrada – Náměstí Míru – Flora – Židovské hřbitovy (Želivského) – Sídliště Malešice
7. 12. 1970 zavedena posilová linka X155 Židovské hřbitovy (Želivského) – Sídliště Malešice
1. ledna 1971 v souvislosti se zvýšením jízdného na překryvných linkách z 1 Kčs na 2 Kčs byla přečíslována na 255.
5. 4. 1971 zrušena linka X155 (přečíslována na 168) 
16. 10. 1972 v úseku Mikrobiologické ústavy (Ústavy akademie věd) – Nemocnice Krč odkloněna přes zastávky Tempo a Sídliště Krč
9. 5. 1974 označena opět 155, změna trasy Petřiny (Sídliště Petřiny) – Letenské náměstí – Revoluční – Náměstí Krasnoarmějců (Staroměstská) – Národní divadlo – Karlovo náměstí – I. P. Pavlova – Náměstí Míru – Orionka – Flora – Židovské hřbitovy – Sídliště Malešice
13. 8. 1978 zkrácena o úsek Petřiny – Karlovo náměstí
20. 12. 1980 odkloněna do trasy Skalka, Hájecká (Sídliště Skalka) – Skalka (Na Padesátém) – Pod Rapidem – Želivského – Hostýnská – Sídliště Malešice
12. 7. 1987 zkrácena do trasy Želivského – Sídliště Malešice
V roce 2005 jezdila v trase Želivského – Sídliště Malešice.
Od 9. května 2008 byla část spojů bude prodloužena o úsek Sídliště Malešice–Rektorská (náhradou za zrušenou linku 239).
Od 30. srpna 2008 byly spoje do zastávky Rektorská prodlouženy až do zastávky Habrová.
10. října 2010 byla linka zkrácena do zastávky Sídliště Malešice, ve zrušeném úseku nahrazena linkou 297.
Od 1. října 2011 byla ze zastávky Sídliště Malešice odkloněna a prodloužena do zastávky Depo Hostivař (místo linky 133, která byla v tomto úseku zrušena).
K 1. září 2012 byla linka v trase Želivského – Depo Hostivař zcela zrušena, nahrazena linkou 163.
Od 15. října 2016 označení pro bývalou linku 297. Trasa se nemění: Poliklinika Malešice – Sídliště Malešice – Malešické náměstí – Rektorká – Malešické náměstí (T) – Habrová – Třebešín – Želivského – Nemocnice Vinohrady

### 156
22. 6. 1970 linka zavedena v trase Revoluční (mezi Dlouhá třída a Nemocnice na Františku) -Dopravní podnik (Vltavská) – Vychovatelna – Prosek
1. února 1971 v souvislosti se zvýšením jízdného na překryvných linkách z 1 Kčs na 2 Kčs byla přečíslována na 256. Na lince 256 v letech 1973–1976 vypomáhaly vozy ČSAD.
5. 3. 1973 část spojů prodloužena o úsek Prosek – DP Klíčov
9. 5. 1974 zkrácena o úsek Prosek – DP Klíčov, přečíslována zpět na 156
30. 9. 1974 opět prodlouženo část spojů o úsek Prosek – DP Klíčov, od 27. 9. 1975 všechny spoje
30. 8. 1976 pravena trasa Náměstí Krasnoarmějsců (Staroměstská) – Revoluční – Revoluční (mezi Dlouhá třída a Nemocnice na Františku) -Dopravní podnik (Vltavská) – Vychovatelna – Prosek – Průjezdní (Letňanská) – DP Klíčov (v úseku Průjezdní – DP Klíčov jen část spojů) 
6. 4. 1981 odkloněna do trasy Náměstí Krasnoarmějců (Staroměstská) – … – Průjezdní (Letňanská) – Letňany (Staré Letňany) – Čakovice, ZJD (křižovatka Za Avií x K Avii). V roce 1984 zkrácena ke stanici Fučíkova.
23. 11. 1984 odkloněna do trasy Fučíkova (Nádraží Holešovice) – Vychovatelna – Prosek – Průjezdní (Letňanská) – Letňany (Staré Letňany) – ZJD Čakovice (křižovatka Za Avií x K Avii) 
1. 2. 1988 zkrácena o úsek Avia Letňany – ZJD Čakovice
23. 11. 1990 upravena do trasy Nádraží Holešovice – Vychovatelna – Prosek – Průjezdní (Letňanská) – Letov (Rychnovská, ránojen ve směru tam, odpoledne jen ve směru zpět) – Tupolevova (ráno jen ve směru zpět, odpoledne jen ve směru tam) – Avia Letňany
1993 zavedena polookružní trasa Nádraží Holešovice – Vychovatelna – Prosek – Průjezdní – Letov – Avia Letňany – Tupolevova – Průjezdní (Letňanská) – Prosek – Vychovatelna – Nádraží Holešovice, ráno jen v uvedeném směru, odpoledne jen v opačném
26. června 2004 byla z polookružní trasy Nádraží Holešovice – Avia Letňany – Nádraží Holešovice zkrácena o úsek Liberecká – Nádraží Holešovice a odkloněna přes zastávky Třebenická (pouze směr Letňany) a Štěpničná do zastávky Ládví, tedy do polookružní trasy Ládví – Avia Letňany – Ládví.
21. září 2004 byla linka svedena přes zastávky Českolipská a Poliklinika Prosek a opustila zastávky Nový Prosek – Prosek – Sídliště Prosek – Liberecká. 
Od 9. května 2008 byla zrušena.
Nově zřízena k 1. září 2011 v trase Nádraží Holešovice – Přístav Holešovice – Maniny – Argentinská – Vltavská – Strossmayerovo náměstí.
K 10. červnu 2012 byly zřízeny zastávky U Vody a Poliklinika Vltavská.
Od 1. září 2012 klasifikována jako midibusová linka. V provozu pouze v pracovní dny.
V roce 2012 i 2013 jezdila v polookružní trase Nádraží Holešovice – Přístav Holešovice – Vltavská – Řezáčovo náměstí – Vltavská – Přístav Holešovice – Nádraží Holešovice.
21. 11. 2019 zřízena zastávka OC Stromovka

### 157
Zavedena 10. 4. 1969 v trase Vysočany, ÚNZ (Poliklinika Vysočany) – Prosek – Liberecká (Střížkov) Vychovatelna
27. 4. 1970 zavedeny posilové spoje X157 v trase Vysočany, ÚNZ (Poliklinika Vysočany) – Prosek – Liberecká (Střížkov) 
3. 1. 1971 posilové spoje X157 prodlouženy o úsek Liberecká (Střížkov) – Lovosická (Poliklinika Prosek) 
5. 4. 1971 posilové spoje X157 zrušeny, resp. označeny jako linka 169
27. 9. 1975 odkloněna do trasy Vysočany, ÚNZ (Poliklinika Vysočany) – Prosek – Lovosická (Poliklinika Prosek) 
1. 9. 1980 zrušena
27. 4. 1981 Budějovická – Nemocnice Krč – Sídliště Lhotka – Tyršova čtvrť
30. 8. 1982 odkloněna do trasy Budějovická – Nemocnice Krč – Sídliště Lhotka – Sídliště Modřany (Poliklinika Modřany) 
17. 10. 1989 prodloužena o úsek Sídliště Modřany (Poliklinika Modřany) – Na Beránku
26. 5. 1995 vedena v jednosměrné trase Tylova čvrť – Sídliště Modřany – Nemocnice Krč – Budějovická
1. 7. 1996 prodloužena o úsek Poliklinika Modřany – Tylova čtvrť
18. 10. 1999 nová trasa jednosměrně Na Beránku – Poliklinika Modřany – Sídliště Lhotka – Nemocnice Krč – Kačerov
V roce 2005 jezdila v trase Kačerov – Na Beránku.
K 1. září 2012 byla zobousměrněna a zkrácena o úsek Poliklinika Modřany – Na Beránku, kde ji nahradila linka 150; ve směru Kačerov vyjíždí ze zastávky Čechova čtvrť. Jezdila v trase Kačerov – Sídliště Lhotka – Poliklinika Modřany – Čechova čtvrť (jen nástupní).
Od 1. září 2012 klasifikována jako standardní linka. V provozu pouze v pracovní dny.
Od 15. října 2016 změna trasy v oblasti Modřan: KAČEROV – … – Poliklinika Modřany – Písková – NÁSIROVO NÁMĚSTÍ
Linka je ve směru od Kačerova z Polikliniky Modřany vedena ve špičkách pracovních dnů na Násirovo náměstí, nikoli na Čechovu čtvrť. Cílem úpravy je v delší části trasy pomoci lince 150 a snížit tlak na její přetěžování. V úseku Poliklinika Modřany – Čechova čtvrť (úřad MČ P12) bude v provozu nová midibusová linka 117.

### 158
V trase do Miškovic zavedena 26. srpna 1968 v trase Vysočany, ÚNZ (Poliklinika Prosek) – Prosek – Letňany (Staré Letňany) – Čakovice, ZJD (křižovatka Za Avií) x K Avii – Čakovice, ZPA (Čakovice) – Miškovice
23. 1. 1978 v oblasti Letňan vedena přes Tupolevovu namísto přes staré Letňany
3. 5. 1978 opět vedena přes oblast starých Letňan
26. 2. 1979 zavedeny posilové spoje značené X158 v trase Průjezdní (Letňanská) – Letňanské strojírny (Rychnovská). Zrušeny 6. 4. 1981
1. 2. 1988 v úseku Avia Letňany – Nádraží Čakovice vedena odklonem přes Masokombinát Čakovice (OC Čakovice) 
23. 11. 1990 odkloněna do trasy Českomoravská – Vysočanská radnice (Vysočanská) – Prosek – Avia Letňany – Masokombinát Čakovice (OC Čakovice) – ZPA Čakovice (Čakovice) – Miškovice
V roce 2005 jezdila v trase Českomoravská – Miškovice.
Od 9. května 2008 byla zrušena a nahrazena linkou 210, 166 a 110.
K 29. listopadu 2009 linka znovu zavedena, a to v trase Českomoravská – Vysočanská – Nad Jetelkou – Prosek – Nový Prosek – Letňanská – Letňany – Výstaviště Letňany – Boletická – Rychnovská – Staré Letňany – Avia Letňany – Krausova – Trutnovská – Obchodní centrum Čakovice – Nádraží Čakovice – Cukrovar Čakovice – Ke Stadionu – Náměstí Jiřího Berana – Čakovice – Radonická – Miškovice. V úseku Obchodní centrum Čakovice – Miškovice jezdí jen zhruba polovina spojů. V roce 2013 jezdila v trase Českomoravská – Obchodní centrum Čakovice – Miškovice.
Od 1. září 2012 klasifikována jako metrobus.
Od 15. října 2016 změna trasy: LETŇANY – Výstaviště Letňany – … – ČAKOVICE – U Bílého mlýnku – Králova – TŘEBORADICE
Linka je v jižní části trasy zkrácena o úsek Českomoravská – Letňany a nahrazena kapacitnějšími linkami. V úseku Českomoravská – Vysočanská linkou 152, v úseku Vysočanská – Staré Letňany linkou 195. Dále z Čakovic je linka 158 přesměrována do Třeboradic pro posílení kapacity náhradou za linku 110 a pro zlepšení spojení k ÚMČ Praha 18. V úseku do Miškovic je linka 158 nahrazena vybranými kloubovými spoji linky 140.
Od 2. listopadu 2024 je linka zkrácena z Třeboradic do zastávky Sídliště Letňany a nahrazena linkou 185 přes Kbely. Po této změně jsou na linku nasazovány už jen kloubové spoje a je také posílen provoz o víkendu a o pracovních dnech ve večerních hodinách.

### 159
Zavedena 26. 8. 1968 v trase Vysočany, ÚNZ (Poliklinika Vysočany) – Prosek – Letňany (Staré Letňany) – Čakovice (Za Avií) 
3. 5. 1978 odkloněna do trasy Vysočany, ÚNZ (Poliklinika Vysočany) – Prosek – Tupolevova – Nádraží Čakovice (Za Avií) – Čakovice, ZPA (Čakovice) 
31. 8. 1981 v úseku Nádraží Čakovice (Za Avií) – ZPA Čakovice (Čakovice) odkloněna přes zastávku Ke Stadionu
23. 11. 1990 odkloněna do trasy Českomoravská – Vysočanská radnice (Vysočanská) – Prosek – … – ZPA Čakovice (Čakovice) 
Zrušena 30. září 2001 v rámci optimalizace dopravy v oblasti Letňan.
V roce 2005 i 2013 nebyla v provozu.
Znovu byla zavedena 14. prosinec 2015 s úkolem propojit Čakovice, Miškovice a Kbely, tj. v trase Nádraží Kbely – Bakovská – Sovenická – Zamašská – Kbelský hřbitov – Miškovice – Radonická – Čakovice – Oderská – Náměstí Jiřího Berana. Jako první linka v historii, 159 zavítala přímo ke kbelskému nádraží, které bylo dosud přibližně půl kilometru vzdálené od nejbližší zastávky – Bakovská.
Trasa: NÁDRAŽÍ KBELY – Bakovská – Sovenická – Zamašská – Kbelský hřbitov – Miškovice – Radonická – Čakovice – Oderská (T) – NÁMĚSTÍ JIŘÍHO BERANA.
Od 15. října 2016 je linka zrušena a nahrazena linkou 202.
4. ledna 2021 zavedena v trase Letňany – Valcha – Bakovská – Jilemnická –  Ctěnický zámek – Vinoř

### 160
V trase Hotel International (Čínská) – Lysolaje, V Zátiší (Lysolaje) zavedena 29. září 1968.
13. 8. 1978 prodloužena o úsek Leninova (Dejvická) – Hotel International (Čínská) 
V období 22. 9. 1980 – 1. 10. 1984, 8. 12. 1986 – 9. 9. 1989, 19. 7. 1994 – 2. 5. 1995, 17. 3. 1998 – 31. 8. 1999, 31. 1. 2006 – 9. 7. 2007, 19. 8. 2010 – 28. 2. 2011 vedena z důvodu opravy komunikací v oblasti Lysolají odklonem přes Suchodol s trasou Dejvická – Kamýcká – Lysolaje – Žákovská
V roce 2005 i 2013 jezdila v trase Dejvická – Lysolaje.
Od 1. září 2012 klasifikována jako standardní linka.
Od 2. března 2014 v pracovních dnech od 7 do 19 hodin (odpoledne jen polovina spojů) prodloužena na Výhledy: Dejvická – … – Žákovská – Lysolaje (– Štěpnice (Z) – Sídlištní – Kamýcká – Budovec – K Drsnici – Suchdol – Internacionální – Zemědělská univerzita – Výhledské náměstí – K Horoměřicům – Výhledy. Na linku jsou nasazeny nízkopodlažní midibusy.
Od 30. srpna 2014 zastávka Podbaba přejmenována na Nádraží Podbaba.
V roce 2023 jezdí po úseku DEJVICKÁ  -…- LYSOLAJE - K Housličkám - Horní Lysolaje - Sídlištní -…- VÝHLEDY.

### 161
V trase Bořislavka (Na Pískách) – Jenerálka – Nebušice zavedena 13. ledna 1969.
13. 8. 1978 prodloužena Leninova (Dejvická) – Horoměřická (Bořislavka) – Jenerálka – Nebušice.
K 1. září 2012 byla prodloužena o úsek Nebušice – Přední Kopanina – K Tuchoměřicům (ve směru zpět je nástupní zastávka Přední Kopanina) sloučením s rušenou linkou 254.
7. dubna 2015 byla zkrácena do zastávky Horoměřická, která je zároveň přejmenována na Bořislavku.
Od 1. září 2012 klasifikována jako standardní linka.

### 162
V trase Vozovna Kobylisy – Dolní Chabry, mateřská škola (Bílenecké náměstí) zavedena 2. června 1969.
20. 12. 1990 prodloužena do trasy Ke Stírce – Vozovna Kobylisy – Dolní Chabry (Bílenecké náměstí) 
28. 8. 1993 prodloužena o úsek Bílenecké náměstí – Dolní Chabry
V roce 2005 jezdila v trase Ke Stírce – Dolní Chabry. 1. května 2005 zřízena zastávka Mirovická ve směru Dolní Chabry. 
15. října 2005 přeložena ze zastávky Ke Stírce do zastávky Kobylisy, tedy do trasy Kobylisy – Dolní Chabry.
Od 1. září 2012 klasifikována jako standardní linka.

### 163
V trase Černokostelecká – Štěrboholská (Ústřední) – Štěrboholy (Novoštěrboholská) zavedena 16. června 1969.
20. 12. 1980 prodloužena o úsek Želivského – Černokostelecká
11. 3. 1991 odkloněna do trasy Skalka – Černokostelecká – Štěrboholy (Novoštěrboholská) 
30. 5. 1995 prodloužena o úsek Štěrboholy (Novoštěrboholská) – Dolní Počernice – Bezděkovská
1. 9. 2003 zřízena zastávka Obchodní centrum Štěrboholy
V roce 2005 jezdila v trase Skalka – Štěrboholy (Novoštěrboholská) – Bezděkovská.
28. května 2006 zkrácena do trasy Depo Hostivař – Štěrboholy (Novoštěrboholská) – Bezděkovská.
Od 1. května 2009 byly krátké spoje v trase Depo Hostivař – Obchodní centrum Štěrboholy převedeny na novou linku 263.
K 12. prosinci 2010 byla ze zastávky Dolní Počernice vedena nově přes Běchovice a Újezd nad Lesy do zastávky Sídliště Rohožník (v úseku Dolní Počernice – Sídliště Rohožník pouze ve špičkách pracovních dnů); v úseku Dolní Počernice – Bezděkovská byla nahrazena linkou 263. K 11. prosinci 2011 byl celodenní a celotýdenní provoz rozšířen i na úsek Dolní Počernice – Sídliště Rohožník; ve směru Depo Hostivař zřízena zastávka Svatoňovická.
K 1. září 2012 byla prodloužena o úsek Depo Hostivař – Černokostelecká – Sídliště Malešice – Želivského. Od 1. září 2012 klasifikována jako standardní linka. V roce 2013 jezdila v trase Želivského – Sídliště Rohožník.
3. března 2013 byla zřízena druhý výstupní zastávka Želivského v obratišti. 1. září 2013 byly v pracovní den ráno zavedeny vložené posilové spoje v trase Želivského – Sídliště Malešice.
1. 9. 2018 zkrácena o úsek Želivského – Depo Hostivař (nahrazena linkami 199 a 228). Dopravu zajišťuje dopravce Arriva City.

### 164
V trase na Řepy zavedena 30. června 1969, včetně obsluhy obce Zličín v okrese Praha-západ, v trase Bílá Hora – Řepy, závod (Strojírenská) – Zličín, křižovatka (Halenkovská) – Bílý Beránek – Motol.
14. 1. 1974 prodloužena o úsek Motol – Kotlářka
5. 9. 1977 prodloužena o úsek Kotlářka – Klamovka – Anděl
8. 1. 1979 zkrácena o úsek Kotlářka – Anděl
27. 10. 1988 upravena trasa Bílá Hora – Nevanova – Slánská – Sídliště Řepy – Škola Řepy- Stavební stroje (Strojírenská) – Sídliště Zličín – Bílý Beránek – Konstruktiva (Bavorská) – Mototechna – Dukelská (Nové Butovice) 
12. 11. 1994 odkloněna do trasy Bílá Hora – … – Slánská – Ke Kaménce – Škola Řepy – Sídliště Řepy – Sídliště Zličín – Zličín – Depo Zličín
1. 7. 1995 odkloněna do trasy Bílá Hora – … – Zličín – Bílý Beránek – Konstruktiva (Bavorská) – Mototechna – Nové Butovice
9. listopadu 1998 se mění název zastávky Konstruktiva na Bavorská
V roce 2005 jezdila v trase Bílá Hora – Nové Butovice.
12. května 2009 zřízena nová zastávka Na Slánské silnici
K 11. prosinci 2011 byla zkrácena o úsek Bílá Hora – Zličín do trasy Nové Butovice – Bavorská – Zličín, ve zrušeném úseku byla nahrazena linkami 180 a 264; v úseku Nové Butovice – Bavorská jsou ve špičkách pracovního dne v provozu vložené spoje. V roce 2013 jezdila v trase Nové Butovice – Zličín.
Od 1. září 2012 klasifikována jako standardní linka.
Od 7. dubna 2015 je linka zrušena.
30. 10. 2015 linka zavedena přečíslováním stávající linky 264, jezdí v trase Zličín – Sídliště Zličín – Strojírenská – Sídliště Řepy – Škola Řepy – Ke Kaménce – Slánská – Nevanova – Šedivého – Bílá Hora – Vypich – Sídliště Petřiny – Petřiny – Poliklinika Petřiny, dopravce Arriva Střední Čechy
17.9.2022 prodloužena z Polikliniky Petřiny přes zastávky Radimova a Pod Královkou do zastávky Malovanka
3. 9. 2017 odkloněna do trasy Sobín – Strojírenská – … – Poliklinika Petřiny, dopravce Arriva Střední Čechy, od 1. 12. 2019  ABOUT ME

### 165
V tangenciální trase Šeberák – U třech svatých (U Tří svatých) – U Pošty (Libuš) – Modřany, samota (Levského) Modřany, obecní domy (severní část ulice Jordana Jovkova) – Modřany, Tylovo náměstí (Obchodní náměstí) zavedena 1. června 1970.
7. 1. 1974 prodloužena o úsek Modřany (Obchodní náměstí) – Komořany
1. 2. 1978 prodloužena o úsek Sídliště Jižní Město (Jižní Město) – Betonárka (Háje) – Majorova (Metodějova) – Šeberov – Šeberák – Observatoř Libuš – Obecní domy (severní část ulice Jordana Jovkova) – Modřany Obchodní náměstí) – Cukrovar (Cukrovar Modřany) – Komořany
26. 7. 1979 v úseku Obecní domy (severní část ulice Jordana Jovkova) – Cukrovar (Cukrovar Modřany) vedena přes zastávku K Vystrkovu namísto přes zastávku Modřany (Obchodní náměstí) 
8. 11. 1980 upravena trasa Jižní Město – K jezeru (křižovatka Výstavní x K jezeru) – Prašná – Protivova (Hněvkovského) – Družby (Opatov) – Hrnčířský hřbitov – Šeberov – Šeberák – Observatoř Libuš – Levského –  … – Komořany
27. 11. 1982 upravena trasa  – Horčičkova – Kosmonautů (Háje) – Protivova (Hněvkovského) – Družby (Opatov) – Hrnčířský hřbitov – Šeberov – Šeberák – Observatoř Libuš – Levského – … – Komořany
27. 1. 1983 upravena trasa Jižní Město – Kosmonautů (Háje) – Protivova (Hněvkovského) – Družby (Opatov) – Hrnčířský hřbitov – Šeberov – Šeberák – Observatoř Libuš – Levského – Samota – Obecní domy (severní část ulice Jordana Jovkova) – Na Havránce – Modřany (Obchodní náměstí) – Cukrovar (Cukrovar Modřany) – Komořany
6. 4. 1983 upravena trasa Jižní Město – Kosmonautů (Háje) – Protivova (Hněvkovského) – Družby (Opatov) – Hrnčířský hřbitov – Šeberov – Šeberák – Observatoř Libuš – Levského – U Otočky (Sídliště Modřany) – Sídliště Modřany (Poliklinika Modřany) – Na Havránce – Modřany (Obchodní náměstí) – Cukrovar (Cukrovar Modřany) – Komořany
4. 11. 1984 prodloužena o úsek Komořany – Nádraží Zbraslav – Zbraslavské náměstí – Lahovice – Prefa Radotín (Přeštínská, jen ve směru tam) – Technometra (Vrážská, jen ve směru tam) – Benátky (v ulici Výpadová u křižovatky s Věštínská, jen ve směru zpět) – Nádraží Radotín
1. 10. 1986 vedena obousměrně přes zastávky Prefa Radotín (Přeštínská) a Technometra (Vrážská) 
22. 2. 1990 se mění název zastávek Družby na Opatov, Kosmonautů na Háje 
1995 se mění název zastávky Protivova na Hněvkovského 
15. 7. 1995 prodloužena vybranými spoji o úsek Nádraží Radotín – Cementárna Radotín
V průběhu roku 1995 získal na tuto linku licenci dopravce ČSAD Praha Vršovice a. s.
1. srpna 1997 zřízena zastávka Bachova
1. listopadu 2003 zřízena nová zastávka Nádraží Modřany a stávající přejmenována na Obchodní náměstí.
V roce 2005 jezdila v trase Jižní Město – Hněvkovského – Opatov – Hrnčířský hřbitov – Šeberov – Šeberák – Observatoř Libuš – Levského – Sídliště Modřany – Poliklinika Modřany – Na Havránce – Obchodní náměstí – Cukrovar Modřany – Komořany – Nádraží Radotín – Cementárna Radotín.
K 1. září 2012 byla zkrácena o úsek Zbraslavské náměstí – Cementárna Radotín (v úseku Zbraslavské náměstí – Nádraží Radotín byla nahrazena linkou 255), ze Zbraslavského náměstí byla odkloněna do zastávky Sídliště Zbraslav.
V roce 2013 jezdila v trase Sídliště Zbraslav – Jižní Město.
Od 1. září 2012 klasifikována jako standardní linka. Dopravcem je Veolia Transport Praha s. r. o. , později přejmenovaná na Arriva Praha s. r. o. a Arriva City.
Od 6. ledna 2014 zřízena ve směru na Jižní Město zastávka Mílová. Současně byly zrušeny v pracovní den od 20:30 do 23:30 hod. vložené spoje v trase Obchodní náměstí – Šeberák.
15. 10. 2016 zkrácena o úsek Jižní Město – Háje. 
Od 1. 9. 2018 dopravce Dopravní podnik hl. m. Prahy (výměnou za linku 163).
Na jaře roku 2023 zrušena a nahrazena linkami 17,139,154 a 246.

### 166
V trase U Kříže (Kundratka) – Prosek – Letňany (Staré Letňany) – Čakovice, ZJD (křižovatka Za Avií x K Avii) – Čakovice (Za Avií) – Třeboradice zavedena 19. května 1969.
2. 4. 1973 vybrané spoje prodlouženy o úsek Třeboradice – Teplárna Třeboradice (Za Tratí, v l. 1976–1982 jezdily k teplárně všechny spoje) 
3. 9. 1984 mezi zastávkami Třeboradice a U Pošty (Čakovický zámek) vedena jen ve směru U Kříže přes ZPA Čakovice (Čakovice) 
15. 12. 1987 prodloužena o úsek Tryskovická (Za Tratí) – Teplárna Třeboradice
1. 2. 1988 v úseku Avia Letňany – Nádraží Čakovice (Za Avií) odkloněna přes Masokombinát Čakovice (Obchodní centrum Čakovice) 
23. 11. 1990 odkloněna do trasy Českomoravská – Vysočanská – Prosek – … – Teplárna Třeboradice
V roce 2005 jezdila v trase Českomoravská – Třeboradice – Teplárna Třeboradice.
Od 9. května 2008 byla z Proseku odkloněna na Palmovku a navíc začala zajíždět do terminálu Letňany, tedy byla vedena v trase Palmovka – Prosek – Letňany – Staré Letňany – Avia Letňany – OC Čakovice – Čakovice (Z) – Třeboradice – Teplárna Třeboradice (v úsecích OC Čakovice – Třeboradice a Třeboradice – Teplárna Třeboradice jela jen část spojů). K 30. srpnu 2008 byly spoje končící u OC Čakovice zkráceny do zastávky Avia Letňany.
K 29. listopadu 2009 byla linka zrušena, v oblasti Třeboradic nahrazena linkou 151.
Od 15. října 2016 označení pro bývalou linku 295. Trasa se nemění: Domov Seniorů Ďáblice – Šimůnkova – Kobyliská střelnice – Ládví – Bulovka – Nemonice Bulovka – Bulovka – Madlina – Starý Prosek – Prosek – Střížkov – Letňanská – Výstaviště Letňany – Poliklinika Frýdecká – OC Čakovice – Nádraží Čakovice (Za Avií) – Ke Stadionu – Čakovice – Třeboradice. Tato změna vychází ze snahy postupně připravit řadu čísel linek mezi 270 a 299 pro použití pro školní linky.
Na podzim 2023 byla linka prodloužena do zastávky Sídliště Čakovice.
Od 1. dubna 2025 změna trasy v Letňanech. Linka je nově vedena přes zastávky: ...- TRUTNOVSKÁ - SÍDLIŠTĚ LETŇANY - IVANČICKÁ (pouze ve směru Domov seniorů Ďáblice) - AVIA LETŇANY - NOVÉ LETŇANY - STARÉ LETŇANY - RYCHNOVSKÁ - BOLETICKÁ - PŘÍBORSKÁ - TŘINECKÁ - ŠUMPERSKÁ - POLIKLINIKA FRÝDECKÁ - TUPOLEVOVA - DOBRATICKÁ - VÝSTAVIŠTĚ LETŇANY -... Tato změna vychází ze snahy zlepšit dopravní obslužnost zastávky Nové Letňany kvůli nové bytové zástavbě a obnovit přímé spojení Starých Letňan a Čakovic. 

### 167
Zavedena 3. 1. 1971 v trase Motol – Pod Motolskou nemocnici (cca Hotel Golf) – Nemocnice Motol (Kudrnova) 
29. 8. 1971 upravena trasa Kotlářka – Pod Motolskou nemocnici (cca Hotel Golf) – Nemocnice Motol (Kudrnova) 
23. 2. 1976 upravena trasa do jednosměrné polookružní Kotlářka – Pod Motolskou nemocnicí (cca Hotel Golf) – Nemocnice Motol (Kudrnova) – Sídliště Homolka – Kotlářka
5. 9. 1977 upravena trasa Anděl – Kavalírka – Kotlářka – Sídliště Homolka – Nemocnice Motol (Kudrnova) – Kudrnova (křižovatka Pod Homolkou x Kudrnova) 
8. 11. 1979 zkrácena o úsek Anděl – Kotlářka
3. 11. 1985 prodloužena do trasy Moskevská (Na Knížecí) – Moskevská (Anděl) – Kotlářka – Sídliště Homolka – Nemocnice Motol (Kudrnova) – Kukulova (Nemocnice Motol) – Šafránecká
16. 1. 1993 prodloužena o úsek Dětská nemocnice (Nemocnice Motol) – Na Šafránce – Nemocnice Na Homolce
30. srpna 2003 zřízena zastávka Kavalírka ve směru Na Knížecí. V roce 2005 i 2013 jezdila v trase Na Knížecí – Nemocnice Na Homolce.
Od 1. září 2012 klasifikována jako metrobus.
Od 1. září 2013 na lince jezdí pouze 18metrové vozy.

### 168
Zavedena 5. 4. 1971 přečíslováním linky X155 v trase Židovské hřbitovy – Nad Vodovodem (Pod Třebešínem, jen ve směru tam) Hollarovo náměstí (vstřícně Hollarova náměstí na Vinohradské, jen ve směru zpět) – Sídliště Malešice
11. 10. 1971 v úseku Židovské hřbitovy – Na Palouku ve směru tam vedena přes Nákladové nádraží Žižkov a Třebešín, ve směru zpět přes Nad Vodovodem (Pod Třebešínem) 
3. 7. 1972 vedena v trase Biskupcova – Malešická – Třebešín – Nákladové nádraží Žižkov – Židovské hřbitovy (Želivského, jen ve směru zpět) – Hollarovo náměstí (na Vinohradské vstřícně Hollarovu náměstí, jen ve směru tam) – Na Palouku – Sídliště Malešice – Malešické náměstí
16. 10. 1972 zkrácena o úsek Sídliště Malešice – Malešické náměstí
19. 12. 1972 odkloněna do trasy Jeseniova (v ulici Jeseniova u křižovatky s Jana Želivského) – Malešická – … – Sídliště Malešice
9. 5. 1974 zavedeny posilové spoje X168 v trase Jeseniova (v ulici Jeseniova u křižovatky s Jana Želivského) – Třebešín (jen ve směru tam) – Nákladové nádraží Žižkov
26. 8. 1974 zrušeny posilové spoje X168
15. 11. 1975 linka zrušena
8. 12. 1975 znovu zavedena v jednosměrné polookružní trase Nákladové nádraží Žižkov – Třebešín – Nákladové nádraží Žižkov
19. 11. 1977 změněna trasa Hlavní nádraží (v Opletalově) – U Památníku – Černínova – Nákladové nádraží Žižkov – Třebešín – Vackov
17. 4. 1978 prodloužena o úsek Vackov – Habrová
20. 12. 1980 zkrácena do trasy Hlavní nádraží (jednosměrným objezdem Wilsonova – Politických vězňů – Opletalova – Hybernská) – Černínova – Ohrada
4. 11. 1984 prodloužena o úsek Černínova – Pražačka (v Koněvově mezi Ohradou a Vozovnou Žižkov) – Jarov (Chmelnice) – Spojovací – Pod Šancemi
14. 4. 1986 prodloužena o úsek Smetanovo divadlo (u křižovatky Politických vězňů x Washingtonova) – Hlavní nádraží
23. 11. 1990 zkrácena o úsek Spojovací – Pod Šancemi
3. 4. 1991 prodloužena o úsek Spojovací – Pod Šancemi
26. 2. 1993 zrušena
1. 9. 1995 zavedena přečíslováním linky 451 v trase Palmovka – Novovysočanská – Pod Šancemi – Spojovací – Pod Táborem – Spolská – Jahodnice – Dolní Počernice – Běchovice – Výzkumné ústavy Běchovice – Běchovice – Újezd nad Lesy – Sídliště Rohožník
9. 11. 1998 zkrácena o úsek Pod Šancemi – Sídliště Rohožník
Do 9. dubna 1999 byla vedena v trase Palmovka – Pod Šancemi, [zdroj?] dopravcem byl Dopravní podnik hl. m. Prahy.
Od 10. dubna 1999[zdroj?] do 8. května 2008 jezdila v trase Palmovka – Novovysočanská – Spojovací – Spolská – Jahodnice – Dolní Počernice.
Od 9. května 2008 byla zrušena a nahrazena linkou 109.
K 11. prosinci 2011 byla zavedena v trase Nové Butovice – Hůrka – Kodymova – K Fialce – Nemocnice Motol – Nemocnice Na Homolce.
Původním dopravcem byla About Me s. r. o., od 1. září 2012 je dopravcem Dopravní podnik hl. m. Prahy.
Od 1. září 2012 klasifikována jako midibusová linka. V provozu pouze v pracovní dny.
Od 29. června 2013 byla mezi zastávkami Kodymova a K Fialce zřízena zastávka Nárožní.
Od 7. dubna 2015 byla linka od Nemocnice Na Homolce prodloužena: Nové Butovice – … – Nemocnice Na Homolce – Na Šafránce – Kukulova (Z) – Vypich – Sídliště Petřiny – Petřiny – Větrník – Poliklinika Petřiny – Vojenská nemocnice – U Vojenské nemocnice – Talichova – Náměstí Před Bateriemi – Norbertov – Sibeliova – Vozovna Střešovice – Macharovo náměstí – Pod vyhlídkou – Starodejvická – Bořislavka. V úseku Nové Butovice – Poliklinika Petřiny je v provozu pouze v pracovní dny od cca 5 do cca 21 hodin.
Zároveň byly od 7. dubna 2015 jako částečná náhrada za zrušenou linku H2 na lince 168 zřízeny zkrácené vložené spoje s odlišnými zastávkami, v pracovních dnech v intervalu 90 minut, a to zastavující pouze v zastávkách Kodymova – Nárožní – K Fialce – Motol – Nemocnice Motol – Kukulova (Z) – Vypich (T). Zatímco linka 168 zůstává midibusová, tyto vložené spoje jsou obsluhovány standardním nízkopodlažním autobusem Iveco Crossway s rozšířenou možností přepravy osob s omezenou schopností pohybu (ze zrušené linky H2).
Od 4. května 2015 byla v Bucharově ulici zřízena ve směru k Poliklinice Lípa druhá zastávka Nové Butovice.
Od 31.10.2015 odkloněna do trasy Nové Butovice – … – Vypich – Petřiny – Sídliště Petřiny – Libocká – Ruzyňská – Jiviny – Bílá Hora, zrušeny vložné spoje Kodymova – Vypich

### 169
Zavedena 5.4.1971 přečíslováním posilových spojů značených X157 v trase Lovosická (Poliklinika Prosek) – Prosek – Vysočany, ÚNZ (Poliklinika Vysočany)
16.10.1972 prodloužena do trasy Lovosická (Poliklinika Prosek) – Prosek – Vysočanská radnice (Vysočanská) – Harfa (Nádraží Libeň) – Spojovací – Malešické náměstí – Černokostelecká
3.9.1984 v úseku Malešické náměstí – Černokostelecká vedena jen v tomto směru přes zastávku Sídliště Malešice
5.7.1990 vedena obousměrně přes zastávku Sídliště Malešice
12.3.1991 prodloužena do trasy Lovosická (Poliklinika Prosek) – … – Sídliště Malešice – Skalka – Zahradní Město – Cíl (Centrum Zahradní Město)
17.11.1995 zkrácena o úsek Lovosická (Poliklinika Prosek) – Skalka
4. října 1997 zrušena, současně posílena souběžná linka 177.
26. února 2006 zřízena v trase Kobylisy – Sídliště Kobylisy – Mirovická – Vozovna Kobylisy – Počeradská – Prunéřovská – Osecká – Spořická – Sídliště Čimice. V provozu v rozšířených špičkách pracovního dne.
Od 1. září 2012 klasifikována jako standardní linka. V provozu pouze v pracovní dny.
Od 15. října 2016 rozšíření rozsahu provozu i na večery a víkendy.

### 170
Zavedena 5.4.1971 v trase Nádraží Braník – Modřany (Obchodní náměstí) – K Vystrkovu – Baba III (Násirovo náměstí)
29.9.1975 prodloužena o úsek Kloboučnická – Kačerov – Nemocnice Krč – Novodvorská – Výzkumný ústav A.S.Popova (Jílovská) – Nádraží Braník
16.3.1977 zkrácena o úsek Nádraží Braník – Baba III (Násirovo náměstí), tj. do trasy Kloboučnická – Nádraží Braník
15.12.1983 upravena trasa Kačerov – Nemocnice Krč- Novodvorská – Výzkumný ústav A.S.Popova (Jílovská) – Nádraží Braník – Obchodní náměstí – K Vystrkovu – Baba III (Násirovo náměstí)
14.11.1985 v úseku K Vystrkovu – Násirovo náměstí vedena přes Sídliště Modřany (Poliklinika Modřany)
3.6.1986 v úseku Obchodní náměstí – Sídliště Modřany namísto přes K Vystrkovu vedena přes zastávku Čechova čtvrť
31.8.1987 odkloněna do trasy Kačerov – … – Sídliště Modřany – Na Beránku
23.11.1990 prodloužena do trasy Jižní Město – Háje – Brechtova – Mokrá – Na sádce – Chodovec – Na pahorku – Lešanská (Z) – Hlavní (T) – Spořilov – Severozápadní – Kačerov – … – Sídliště Modřany – Na Beránku
V listopadu 1993 jezdila v trase Jižní Město – Na Beránku
27.5.1995 zkrácena o úsek Nádraží Braník – Na Beránku
29.11.1997 zkrácena do trasy Jižní Město -..- Jílovská – Vavřenova (bývalé obratiště v ulici Vavřenova u křižovatky s ulicí Na Výspě)
10. června 2001 se mění název zastávky Na sádce na Chodovská tvrz
V roce 2005 jezdila v trase Jižní Město – Vavřenova.
K 1. září 2012 byla ve směru od Jižního Města ze zastávky V Zápolí odkloněna přes Budějovickou, Ryšánku, Branické náměstí, Přístaviště a Chaplinovo náměstí do zastávky Pražská čtvrť, kde nahradila linku 192; v úseku Budějovická – Pražská čtvrť jede o víkendu pouze každý druhý spoj. Ve zrušeném úseku byla nahrazena linkou 106, zastávka Vavřenova byla zrušena.
V roce 2013 jezdila v trase Jižní Město – Budějovická – Pražská čtvrť.
Od 1. září 2012 klasifikována jako metrobus.
Od 29. června 2013 odkloněna mezi zastávkami Chodovec a Šperlova přes zastávky Benkova – Brodského – Donovalská. V úseku Chodovec – Chodovská tvrz – Mokrá – Šperlova nahrazena linkou 293.

### 171
Zavedena 9. 5.1974 v trase Sídliště Spořilov – Severozápadní – Kačerov – Nemocnice Krč – Novodvorská – Výzkumný ústav A. S. Popova (Jílovská)
8.11. 1980 prodloužena o úsek Primátora Vacka (Roztyly) – Sídliště Spořilov
6.4.1981 zkrácena do trasy Kačerov – Výzkumný ústav A. S. Popova (Jílovská)
20.3.1984 odkloněna do trasy Kačerov – Nemocnice Krč – Tempo
6.1.1987 prodloužena o úsek Tempo – Libuš – Masokombinát Písnice (Sídliště Písnice)
23. ledna 1999 se mění název zastávky Masokombinát Písnice na Sídliště Písnice
V roce 2005 jezdila v trase Kačerov – Sídliště Písnice.
K 1. září 2009 byla zrušena, nahrazena posílením linky 113.
1.12.2019 zavedena v trase Depo Hostivař – Teplárna Malešice – Perlit – Za Horou – Kyje – Vajgarská – Kapitána Stránského – Černý Most – Chvaly – Nádraží Horní Počernice – Komárovská – Ve Žlíbku, dopravcem Arriva Střední Čechy. s r.o.: náhrada za úsek Černý Most - Depo Hostivař linky 223

### 172
30.8. 1971 zavedena v trase Lihovar – Malá Chuchle – Dostihová – Lahovičky (jen vybrané sezónní spoje jen ve směru Lihovar) – Velká Chuchle, náměstí Omladiny (Velká Chuchle)
28.11.1974 přes zastávku Lahovičky vedeny všechny spoje ve směru Lihovar
2.7.1979 upravena trasa Lihovar – Malá Chuchle – Dostihová – Lahovičky (jen ve směru zpět) – Zahradnictví (jen ve směru zpět) – Náměstí Omladiny (Velká Chuchle)
3.11.1985 prodloužena o úsek Smíchovské nádraží – Lihovar
1.10.1986 převedena do jednosměrné polookružní trasy Smíchovské nádraží – Lihovar – Malá Chuchle – Dostihová – Náměstí Omladiny (Velká Chuchle) – Zahradnictví – Prefa Radotín (Přeštínská) – Lahovičky – Dostihová – Malá Chuchle – Lihovar – Smíchovské nádraží
V roce 2005 jezdila v trase Smíchovské nádraží – Velká Chuchle.
Od 1. září 2007 zrušen polookružní provoz. Trasa: Smíchovské nádraží – Lihovar – Malá Chuchle – Starolázeňská – Kazínská (T) – Starochuchelská (Z) – Velká Chuchle. Od 9. prosince 2007 ve směru k Velké Chuchli staví v zastávce Dostihová místo v zastávce Starolázeňská.
Od 8. března 2009 trasa změněna na okružní: Smíchovské nádraží – Lihovar – Malá Chuchle – Dostihová – Lahovičky – Přístav Radotín – Přeštínská – Zahradnictví – Závodiště Chuchle – Radotínská – Kazínská – Velká Chuchle – Starochuchelská – Starolázeňská – Malá Chuchle – Lihovar – Smíchovské nádraží.
Od 1. května 2009 byla linka upravena do trasy Smíchovské nádraží – Lihovar – Malá Chuchle – Starolázeňská – Starochuchelská (Z) – Kazínská (T) – Velká Chuchle – Starochuchelská (T) – Kazínská (Z) – Radotínská – Závodiště Chuchle – Zahradnictví – Vrážská – U Jankovky – Nádraží Radotín – Otínská – Na Viničkách (T) – Sídliště Radotín. Přestala obsluhovat zastávky Dostihová, Lahovičky, Přístav Radotín, Přeštínská. K 11. prosinci 2011 byla zrušena a nahrazena spoji linky 244 vedenými přes Velkou Chuchli.
Od 3. března 2013 zřízena jako midibusová linka v trase Závodiště Chuchle – Radotínská – Kazínská (T) – Starochuchelská (Z) – Škola Velká Chuchle – Velká Chuchle – Starochuchelská (T) – Kazínská (Z) – Novochuchelská – Mrkosova – Na Hvězdárně. Dopravcem je Dopravní podnik hl. m. Prahy, linka jezdila pouze v pracovní dny od 5 do 21 hodin. Od 29. června 2013 je linka v provozu i v sobotu a neděli cca od 6:30 do 20:30 hodin.
1.5.2016 prodloužena do trasy Smíchovské nádraží – Lihovar – Malá Chuchle – Starolázeňská – Starochuchelská (Z) – Kazínská (T) – Škola Velká Chuchle (T) – Velká Chuchle – Škola Velká Chuchle (Z) – Kazínská (Z) – Starochuchelská (T) – Novochuchelská – Mrkosova – Na Hvězdárně

### 173
3.5.1971 zavedena v trase Nádraží Braník – Modřany (Obchodní náměstí) – Přemyslova (K Vystrkovu) – Beránek (Na Beránku) – Cholupický vrch – Cholupice (Cholupické náměstí)
26.11.1971 vybrané spoje mezi zastávkami Cholupický vrch a Cholupice vedeny přes zastávku Točná (jen v tomto směru)
26.8.1974 upravena do trasy Nádraží Braník – … – Cholupický vrch – Cholupice, rozcestí (Cholupice) – Točná
27.5.1975 prodloužena do trasy Násirovo náměstí – Poliklinika Modřany – Ke Schodům (T) – Na Cikorce (Z) – Tyršova čtvrť – Darwinova – Nádraží Modřany – K Vystrkovu – Na Beránku – Cholupice – Točná
V průběhu roku 1995 získal na tuto linku licenci dopravce ČSAD Praha západ s. p. Linku provozoval do 31.5.2002, poté se dopravcem stalo ČSAD Praha Vršovice a jeho nástupnické organizace.
1. listopadu 2003 zřízena nová zastávka Nádraží Modřany v původní zastávce linka nestaví.
V roce 2005 i 2013 jezdila v trase Násirovo náměstí – Tyršova čtvrť – Točná.
K 11. prosinci 2011 byla zřízena zastávka Obchodní náměstí.
Od 1. září 2012 klasifikována jako standardní linka. V provozu celotýdenně s večerním omezením. Dopravcem byla Veolia Transport Praha s. r. o., přejmenovaná na Arriva Praha s. r. o.
K 1. 12. 2012 bylo zavedeno omezení provozu v úseku Obchodní náměstí – Násirovo náměstí.
Od 29. června 2013 přidány v pracovní den odpoledne vložené posilové spoje v úseku Na Beránku – Točná.
Od 15. října 2016 je linka zkrácena do trasy OBCHODNÍ NÁMĚSTÍ – Nádraží Modřany – … – TOČNÁ. Druhá část její původní trasy přes Tyršovu čtvrť je zaintegrována do nové linky 117, která kromě místní obsluhy oblasti Prahy 12 zajistí i obnovu přímého spojení z této oblasti k Poliklinice Budějovická.
Od 11.12.2016 linka zrušena (nahrazena posílením linky 341)
Linka opět vznikla v roce 2022 v trase Depo Hostivař - Kardausova

### 174
9. 5.1974 vznikla přečíslováním linky 274 a úpravou její trasy Náměstí Říjnové revoluce (Dejvická) – Dopravní podniky (Vltavská) – Florenc – Rajská zahrada (Náměstí Winstona Churchilla) – Náměstí Míru – Kodaňská – Čechovo náměstí
13.8.1978 změna trasy Hradčanská – Břevnovská – Vypich – Motol
19.3.1979 prodloužena o úsek Špejchar – Hradčanská
17.6.1985 prodloužena o úsek Motol – K Vidouli (Šafránkova) – Cvetkovova (Nárožní) – Náměstí Na Lužinách (Mládí) – Kovářova – Stodůlky (Sídliště Stodůlky)
27.10.1988 prodloužena o úsek Kovářova – Luka – Píškova – Malá Ohrada – Dukelská (Nové Butovice)
16.12.1989 mezi zastávkami Cvetkovova (Nárožní) a Mládí vedena přes zastávku Nová Kolonie
11.11.1994 odkloněna do trasy Špejchar – … – Píškova – Velká Ohrada
V roce 2005 jezdila v trase Špejchar – Velká Ohrada, v roce 2012 i 2013 v trase Hradčanská – Velká Ohrada. Od 6. ledna 2014 je zrušení zastávky Špejchar, dosud uskutečněné v rámci dlouhodobé výluky, prohlášeno za trvalý stav.
1. listopadu 2013 byla zřízena zastávka Prašný most, pro linku 174 pouze ve směru z centra.
Od 7. dubna 2015 byla ve směru od Velké Ohrady zkrácena na Vypich (výstupní zastávka Vypich, nástupní Kukulova). Zastávka Kovářova byla k témuž datu přejmenována na Kovářova-Kulturní dům Mlejn.
30.8.2015 trasa Nové Butovice – Bucharova – Mládí – Luka – Píškova – Velká Ohrada
1.5.2016 trasa Vypich/ Kukulova – Nemocnice Motol – Mládí – Luka – Náměstí U Lva – Řeporyjské náměstí – Třebonice (v úseku Řeporyjské náměstí – Třebonice jen část spojů, část spojů vedena jen v trase Vypich/Kukulova – Luka odkud dále pokračují jako linka 301 nebo 352)
Od 1. září 2012 klasifikována jako metrobus.

### 175
Linka 175 vznikla 9. 5.1974 přečíslováním linky 275 v trase Vozovna Kobylisy – Kobyliské náměstí (Kobylisy) – Vychovatelna – Dělnická (Argentinská) – Sokolovská (Florenc) – Prokopovo náměstí – Orionka – Murmanská – Nádraží Strašnice – Zahradní Město – Zahradní Město, Cíl (Centrum Zahradní Město).
20.12.1980 upravena do trasy Burešova (Šimůnkova) – Vozovna Kobylisy – … – Sokolovská (Florenc)
6.4.1981 prodloužena o úsek Sokolovská – Prokopovovo náměstí – Flora – Orionka – Nádraží Strašnice – Zahradní Město, Cíl (Centrum Zahradní Město)
4.11.1984 zkrácena do trasy Fučíkova (Nádraží Holešovice) – Vychovatelna – Ke Stírce – Vozovna Kobylisy – Šimůnkova
Linka se ustálila a po dlouhá léta operovala v Kobylisích na trase Šimůnkova (dříve Burešova) – Nádraží Holešovice (dříve Fučíkova).[zdroj?]
26. června 2004 byla linka v pracovní dny zkrácena o úsek Ke Stírce – Nádraží Holešovice, tedy do trasy Ke Stírce – Šimůnkova.
15. října 2005 byla přeložena ze zastávky Ke Stírce do zastávky Kobylisy, tedy do trasy Kobylisy – Šimůnkova.
Od 9. května 2008 byla v trase Kobylisy – Šimůnkova zrušena a nahrazena linkami 136 a 183.
30. srpna 2008 byla linka nově zřízena v trase Florenc – U Památníku – Tachovské náměstí – Rokycanova – Olšanské náměstí – Flora – Orionka – Vlašimská – Bělocerkevská – Murmanská – Pod Rapidem – Strašnická – Štěchovická – V Rybníčkách – Skalka.
K 1. září 2009 byla ze stávající trasy Florenc – Skalka prodloužena ve špičkách pracovního dne souběžně s linkou 177 na Opatov.
K 12. prosinci 2010 byly zavedeny vložené posilové spoje v úseku Florenc – Skalka. V roce 2012 jezdila v trase Florenc – Skalka – Opatov.
Od 20. listopadu 2012 je ze zastávky Zahradního Města vedena přes zastávky U Průseku, Sídliště Na Groši, Na Groši, Na Groši, Hostivařská, K Lesoparku, Řepčická, Boloňská, Na Vartě, Holoubkovská, Na Křečku, Janovská, Sídliště Petrovice. V části trasy nahrazuje odkloněnou linku 296.
Od 1. září 2012 klasifikována jako standardní linka.
Od 15. října 2016 je linka prodloužena o úsek Sídliště Petrovice – Jakobiho – Horčičkova – HÁJE.
Důvodem prodloužení je posila spojení z oblasti Hornoměcholupské ulice k metru C Háje.

### 176
Zavedena 16.10.1972 jako náhrada zrušené trolejbusové linky 51 v trase Průběžná – Pod Rapidem – Orionka – Šumavská – Náměstí Míru – Karlovo náměstí – Jiráskovo náměstí – Arbesovo náměstí – Hřebenka – Stadion Jih (Stadion Strahov). Až do roku 1985 diametrální linka ve směru Vršovice – Smíchov.
Mezi 27.3. – 1.12.1973 zavedeny posilové spoje značené jako X176 v trase Náměstí Sovětských tankistů (Švandovo divadlo) – Hřebenka
9. 5.1974 mezi Náměstím Míru a Karlovým náměstím vedena přes I.P.Pavlova
30.8.1976 prodloužena do trasy Sídliště Rybníčky (křižovatka Slapská x Štěchovická) – Strašnická škola (Strašnická) – Pod Rapidem – Bělocerkevská – Náměstí míru – Karlovo náměstí – Jiráskovo náměstí – Arbesovo náměstí – Hřebenka – Stadion Jih (Stadion Strahov)
20.12.1980 zkrácena do trasy Náměstí Míru – Karlovo náměstí – Jiráskovo náměstí – Arbesovo náměstí – Hřebenka – Stadion Jih (Stadion Strahov)
3.11.1985 zkrácena do trasy Karlovo náměstí – Jiráskovo náměstí – Arbesovo náměstí – Hřebenka – Stadion Strahov
1.6.1987 odkloněna do trasy Moskevská (Na Knížecí) – Arbesovo náměstí – Hřebenka – Stadion Strahov
1.9.1988 odkloněna do trasy Karlovo náměstí – Jiráskovo náměstí – Arbesovo náměstí – Hřebenka – Stadion Strahov
V roce 2005 jezdila v trase Karlovo náměstí – Jiráskovo náměstí – Arbesovo náměstí – Hřebenka – Stadion Strahov.
23.10.2007 mezi Karlovým náměstím a Jiráskovým náměstím jen v uvedeném směru vedena přes zastávku Palackého náměstí
K 1. září 2012 byly vybrané spoje prodlouženy o úsek Stadion Strahov – Spiritka – Klamovka – Jinonice – Nové Butovice. V roce 2013 jezdila v trase Karlovo náměstí – Jiráskovo náměstí – Arbesovo náměstí – Hřebenka – Stadion Strahov – Nové Butovice.
Od 1. září 2012 klasifikována jako metrobus.
Od 30. srpna 2014 zřízena obousměrně zastávka Diskařská.
Od 15. září 2014 byla linka opět zkrácena do trasy Karlovo náměstí – Jiráskovo náměstí – Arbesovo náměstí – Hřebenka – Stadion Strahov, místo jejích prodloužených spojů byly nově prodlouženy vybrané spoje linky 143.

### 177

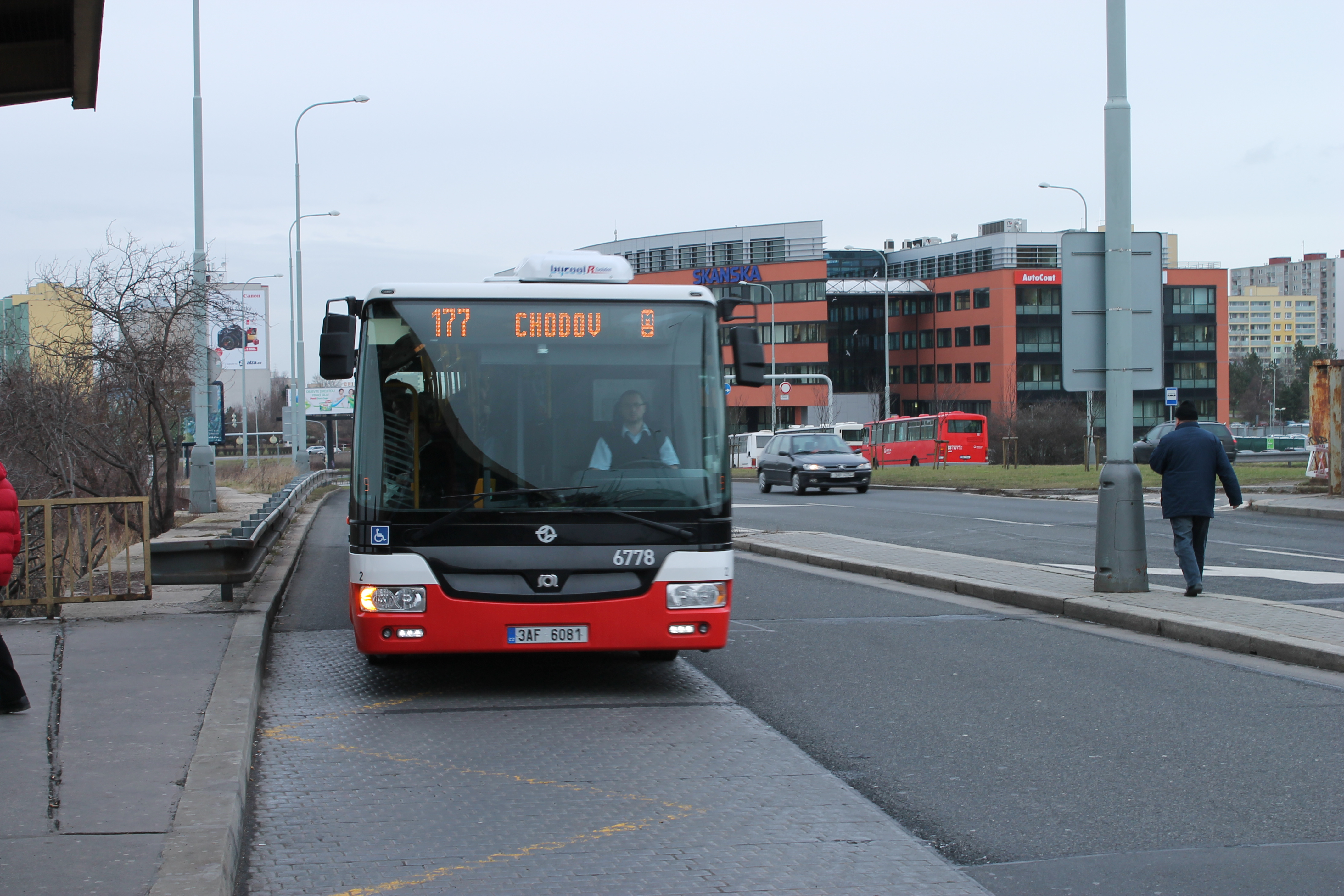
Autobus linky 177 u stanice metra Opatov

Linka 177 byla poprvé zavedena 1. června 1973 pro spojení nově vznikajícího sídliště Hornoměcholupská s tramvajovou tratí u náměstí Jana Marata (Hostivařská). V provozu byla celotýdenně v trase Náměstí J. Marata (Hostivařská) – Hornoměcholupská (K Lesoparku) – Sídliště Hornoměcholupská (zaniklé obratiště severně od dnešní zastávky Gercenova). Zrušena byla o rok později z reorganizací linkového vedení s otevřením prvního úseku metra C a zároveň prvního úseku pražského metra – 9. května 1974. Nahrazena byla prodlouženou linkou 136 (Vozovna Kobylisy – Sídliště Hornoměcholupská).
O rok později byla 5. února 1975 zavedena v trase Sídliště Bohnice – Lodžská (Katovická) – Písečná – Kobyliské náměstí (Kobylisy) – Davídkova (Ládví) – Liberecká (Střížkov) – Sídliště Prosek – Prosek – Náměstí Lidových milicí (Vysočanská) – Harfa (Nádraží Libeň) – Tesla Hloubětín (Nademlejnská) – Hloubětín (Kbelská).
S výstavbou nového sídliště Hloubětín namísto původních řadových domů je 16. září 1975 prodloužena na Sídliště Hloubětín a o 4 roky později 3.9. 1979 až k tramvajové smyčce Černý Most (dnes Lehovec).
Po dostavbě sídliště Hloubětín je výstavba směřována o kus dále, a to na projekt Černý Most I. Do nových ulic je linka 177 zavedena 20. července 1981 prodloužením od Sídliště Lehovec na Sídliště Černý Most (Rajská zahrada).
O rok později (30. srpna 1982) je mírně pozměněna trasa v Bohnicích, kdy už nekončí v obratišti Sídliště Bohnice, ale Sídliště Bohnice, jih (Poliklinika Mazurská).
Stosedmdesátsedmička je od 28. ledna 1984 opět prodloužena a částečně změněna trasa v oblasti Černého Mostu. Ze Sídliště Lehovec je vedena přes zastávky Hejtmanská a Bouřilova (Rajská zahrada) na Sídliště Černý Most (zaniklé obratiště u zastávky Ronešova).
S dostavbou druhého úseku metra B z Florence na Českomoravskou došlo od 23. listopadu 1990 k plošné reorganizaci linek v oblasti nového metra. Změn se dotýká i linka 177, která je zkrácena k Tesle Hloubětín (Nademlejská). Úlohu linky 177 přebírají nové autobusové linky, které svážejí cestující z různých částí Černého Mostu k metru B na Českomoravskou. V podobné trase zrušené linky 177 je zavedena o rok později linka 276, která začíná na Visle (Sídliště Bohnice) a odtud jede po původní trase linky 177 přes Střelničnou, Prosek, Harfu a Sídliště Lehovec na Sídliště Černý Most (provozována pouze ve špičkách). Stosedmdesátsedmička je v trase Harfa – Tesla Hloubětín vedena pouze ve špičkách pracovních dnů. Tyto špičkové spoje byly nakonec 3. dubna 1991 zrušeny, tj. jezdí 177 celotýdenně v trase Nisa (Poliklinika Mazurská) – Harfa (Nádraží Libeň).
Velkou změnou prochází 177 v roce 1995, kdy se z ní stává plnohodnotná tangenciální linka. 18. listopadu 1995 je převedena do trasy Nisa (Poliklinika Mazurská) – Zhořelecká – Podhajská pole – Písečná – Střelničná (Kobylisy) – Ládví – Liberecká (Střížkov) – Prosek – Vysočanská radnice (Vysočanská) – Harfa (Nádraží Libeň) – Spojovací – Malešické náměstí – Sídliště Malešice – Skalka – Zahradní Město – Hostivařské náměstí – Přeštická – Donovalská – Opatov – Volha – Chodov.
4. října 1997 se mění název zastávky Kunratický les na Petýrkova a Nisa na Poliklinika Mazurská
Provoz 177 byl skoro po celou dobu spjat s kloubovými vozy. První kloubové vozy se objevily 23. ledna 1978 (první dodané kloubové Ikarusy pro DPP) a od té doby jezdí na lince 177 stále, třebaže novějšího typu.
1. září 2005 se mění název zastávky Pískovna na Čimický háj
1. června 2011 zřízena zastávka Třebenická i ve směru z centra
Od 1. září 2012 klasifikována jako metrobus.
Od 29. října 2012 byla zastávka Na Groši ve směru z centra nahrazena novou zastávkou Obchodní centrum Hostivař.
Od 13. září 2014 byla zastávka Na Groši ve směru do centra nahrazena novou zastávkou Obchodní centrum Hostivař.
15. října 2016 zřízeny vložené posilové spoje v úseku Chodov – Volha
1. září 2022 zřízena zastávka Botanická zahrada Malešice

### 178
Zavedena 6.12.1971 v trase Chodov (Chodovská tvrz) – Spořilov – Spořilov – Severozápadní – Na Rolích – Budějovické náměstí (Budějovická)
16.10.1972 prodloužena o úsek Budějovické náměstí (Budějovická) – Ryšánka
19.3.1973 prodloužena o úsek Ryšánka – Zemanka
24.9.1973 prodloužena o úsek Chodov (cca Opatov) – Na Sádce (Chodovská tvrz)
10.4.1975 upravena do trasy Jižní Město – Betonárka (Háje) – Na Sádce (Chodovská tvrz) – Na pahorku – Hlavní – Sídliště Spořilov – Spořilov – Severozápadní – Na Rolích – Budějovická – Ryšánka – Zemanka
8.11.1980 upravena do trasy Primátora Vacka (Roztyly) – Na pahorku – Hlavní – Sídliště Spořilov – Spořilov – Severozápadní – Na Rolích – Budějovická – Ryšánka – Zemanka – Zelený pruh (U Dobešky)
12.7.1987 do zastávky Sídliště Spořilov jen ve směru Primátora Vacka (Roztyly)
15.5.1990 zkrácena o úsek Zelený Pruh (zastávka v dnešní poloze) – U Dobešky
V listopadu 1993 byla v provozu v trase Roztyly – Na pahorku – Hlavní – Sídliště Spořilov (Z) – Spořilov – Severozápadní – Na Rolích – Budějovická – Krčská – Ryšánka – Zelený pruh
26.5. 1995 byla linka zrušena
V roce 2005, 2013 ani v roce 2022 nebyla v provozu.

### 179
Vznikla 30.4.1972 v trase Motol – Vypich – Petřiny (Sídliště Petřiny) – Libocká – Divoká Šárka – Dědina – Staré Letiště (Terminál 3) – Nové Letiště (Terminál 1)
14.1.1974 prodloužena o úsek Kotlářka – Motol
5.9.1977 prodloužena o úsek Anděl – Kotlářka
8.11.1979 zkrácena o úsek Anděl – Kotlářka
27.10.1988 odkloněna do trasy Dukelská (Nové Butovice) – K Vidouli (Šafránkova) – Motol – Vypich – Větrník – Petřiny – Libocká – Divoká Šárka – Nová Šárka – Dědina – Slánská (K Letišti) – Staré letiště (Terminál 3) – Letiště Ruzyně (Terminál 1)
24.9.2000 namísto přes zastávku Dědina vedena přes Sídliště Na Dědině
V roce 2005 i 2013 jezdila v trase Nové Butovice – Sídliště na Dědině – Letiště Ruzyně.
K 17. lednu 2006 zastávka Letiště Ruzyně přejmenována na Terminál Sever 1 a zřízeny nové zastávky Terminál Sever 2 a Letiště Ruzyně.
9. prosince 2007 byly zastávky Terminál Jih, Terminál Sever 1 a Terminál Sever 2 přejmenovány na Terminál 3, Terminál 1 a Terminál 2.
K 11. prosinci 2011 byly zavedeny vložené spoje ve špičkách pracovních dnů v trase Nové Butovice – Petřiny – Sídliště Na Dědině.
Od 1. září 2012 klasifikována jako standardní linka.
5. října 2012 byla konečná zastávka přejmenována z Letiště Ruzyně na Letiště a nácestná zastávka Letiště Ruzyně na Schengenská.
Od 3. března 2013 byly krátké spoje prodlouženy do zastávky Ciolkovského.[zdroj?]
Od 7. dubna 2015 změněna do trasy: (Třebonice – K Třebonicům – Ve Výrech –) Řeporyjské náměstí – Náměstí U Lva – Slatinová – Raichlova – Amforová – Luka – Kovářova-Kulturní dům Mlejn – Mládí – Nová Kolonie – Nárožní – Bucharova – Šafránkova – Motol – Nemocnice Motol – Šafránecká – Kukulova (Z) – Vypich (T). V úseku Třebonice – Řeporyjské náměstí jezdí celotýdenně pouze vybrané spoje.
1.5.2016 linka zrušena, nahrazena linkou 174.

### 180

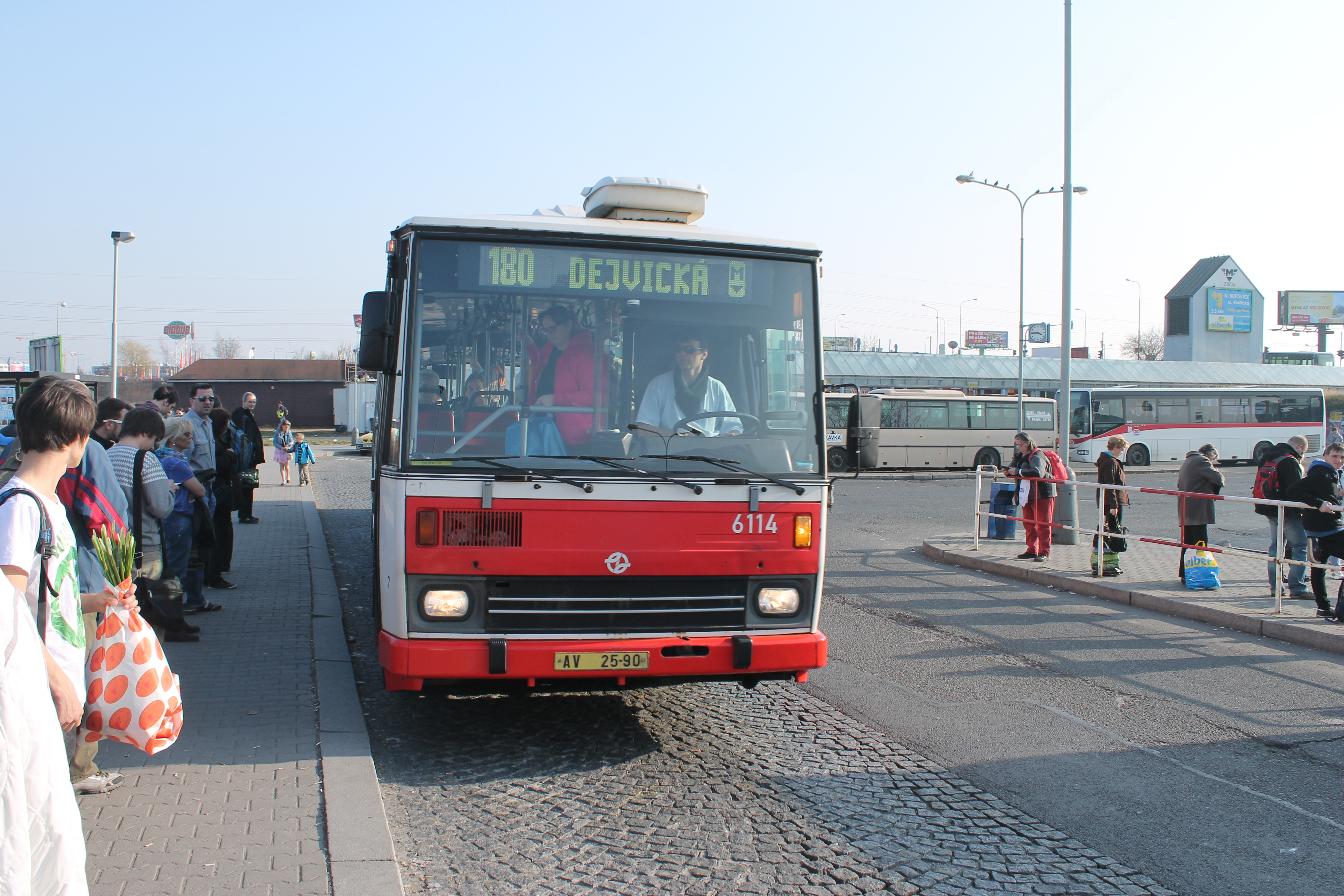
Autobus linky 180 u stanice metra Zličín

Vznikla 16.10.1972 přečíslováním spojů linky X-128 v trase Sídliště Rybníčky (křižovatka Slapská x Štěchovická) – Štěchovická – Pod Rapidem – Orionka – Šumavská – Náměstí Míru – Karlovo náměstí
9. 5.1974 mezi Karlovým náměstím a Náměstím Míru vedena přes I.P.Pavlova
Podle plánku MHD z roku 1975 trasa K rybníčkům (kousek od současné stanice metra Skalka) – Pod Rapidem – Bělocerkevská – Orionka  – Šumavská – Náměstí Míru – I.P.Pavlova – Karlovo náměstí.[zdroj?]
30.8.1976 zkrácena o úsek Pod Rapidem – Sídliště Rybníčky
1.12.1977 odkloněna do trasy Karlovo náměstí – I.P.Pavlova – Náměstí Míru – Šumavská – Orionka – Hollarovo náměstí (Vinohradská u Hollarova náměstí) – Sídliště Malešice
1.7.1978 linka zrušena
28.5.1979 zavedena v trase: Špejchar – Hradčanská – Břevnovská – Vypich -Bílá Hora – Sídliště Řepy (poblíž zastávky Nevanova)
27.10.1988 upravena trasa Bílá Hora – Nevanova – Slánská – Sídliště Řepy
15.5.1989 upravena trasa Kafkova – Břevnovská – Dětská nemocnice (Nemocnice Motol) – Nevanova – Bazovského – Sídliště Řepy (nahradila linku 463)
1.11.1994 namísto přes Nevanovu a Bazovského vedena přes Slánskou
V roce 2005 jezdila v trase Kafkova – Sídliště Řepy.
1. října 2010 byla prodloužena do zastávky Dejvická.
K 11. prosinci 2011 byla prodloužena o úsek Sídliště Řepy – Zličín, v němž jezdí pouze polovina spojů ve špičkách pracovních dnů. V roce 2012 i 2013 jezdila v trase Zličín – Sídliště Řepy – Dejvická.
1. listopadu 2013 byla zřízena zastávka Prašný most.
Od 15. prosince 2013 v zastávce Sídliště Zličín směrem od metra nově zastavují i kloubové autoubusy, tedy i spoje v pracovní dny.
Od 1. února 2014 prodloužena ze zastávky Zličín (v každém směru staví dvakrát, poprvé pro výstup) do zastávky Obchodní centrum Zličín, kde nahrazuje dosavadní bezplatnou nákupní linku. V úseku Zličín – Obchodní centrum Zličín jsou o sobotách a nedělích i v pracovních dnech odpoledne přidány vložené spoje. K obchodnímu centru pokračovaly spoje jen v období od 5:30 do 23 hodin.
Od 7. dubna 2015 přidána zastávka Kukulova ve směru na Zličín. V úseku Zličín – Obchodní centrum Zličín jsou o sobotách a nedělích vložené spoje, v pracovní den ráno naopak do tohoto úseku zajíždí jen každý druhý spoj.
Od 1. září 2012 klasifikována jako metrobus.

### 181
Zavedena 16.10.1972 v trase Sídliště Ďáblice – Prosek – Krocínka – Čakovická – U Pekáren (Ke Klíčovu) – Vysočanská radnice (Vysočanská) – Vysočany, ÚNZ (Poliklinika Vysočany)
3.9.1973 namísto přes Čakovickou vedena přes zastávku Klíčov -
1.4.1974 odkloněna do trasy Sídliště Ďáblice – … – U Pekáren (Ke Klíčovu) – Náměstí Lidových milicí (Vysočanská) – Nový Hloubětín – Hloubětín (Kbelská) – Černý Most (Lehovec) – Kyje – Pávovské náměstí – Za Horou – Perlit – Spalovna Malešice – Štěrboholská (Ústřední) – Sklářská – Autorenova (Továrny Hostivař)
16.12.1974 prodloužena o úsek Vozovna Kobylisy – Sídliště Ďáblice -
14.5.1980 prodloužena o úsek Čimice – Vozovna Kobylisy
8.11.1980 odkloněna do trasy Čimice – … – Sklářská – Nádraží Hostivař
31.1.1984 mezi zastávkami Za Horou a Perlit vedena přes zastávku Spolská
4.11.1984 upravena trasa Sídliště Čimice – Čimice – Přívorská – Vozovna Kobylisy – Sídliště Ďáblice- Prosek – Náměstí Lidových milicí (Vysočanská) – Nový Hloubětín – Hloubětín (Kbelská) – Černý Most (Lehovec) – Kyje – Pávovské náměstí – Za Horou – Spolská – Perlit – Spalovna Malešice – Štěrboholská (Ústřední) – Sklářská – Nádraží Hostivař – Sídliště Horní Měcholupy (Boloňská)
22.11.1985 namísto přes zastávku Štěrboholská (Ústřední) vedena přes zastávku Průmyslová (Radiová)
18.12.1986 namísto přes Spolskou vedena mezi zastávkami Za Horou a Perlit přes Českobrodskou (pouze ve směru tam, zpět přímo)
5.7.1990 zkrácena o úsek Nádraží Hostivař – Sídliště Horní Měcholupy (Boloňská)
23.4.1991 namísto přes zastávku Lehovec vedena přes Sídliště Lehovec
10.10.1991 mezi Prosek a Špitálksou vedena přes Krocínku a U Pekáren (Ke Klíčovu)
18.11.1985 namísto zastávky Markovská vedena přes zastávku Vajgarská
Na lince v letech 1973–1976 vypomáhaly vozy ČSAD.
V roce 2005 jezdila v trase Sídliště Čimice – Nádraží Hostivař.
Od 9. května 2008 zkrácena do trasy Hloubětínská (Bazén Hloubětín) – Hloubětín – Kyje – Spalovna Malešice – Nádraží Hostivař.
K 1. září 2009 byla od Nádraží Hostivař prodloužena přes Hostivařské náměstí a zastávku Nad Košíkem do zastávky Opatov.
Od 12. prosince 2010 je vedena ve směru z Opatova ze zastávky Hejtmanská přes Rajskou zahradu do zastávky Černý Most. V roce 2012 i 2013 jezdila v trase Černý Most – Opatov.
Od 1. září 2012 klasifikována jako standardní linka.
Od 29. června 2013 byly zavedeny vložené posilové spoje v trase Opatov – Barvy a laky v pracovní dny ráno a odpoledne obousměrně a 2 spoje večer ve směru Barvy a laky.
Od 30. srpna 2014 zřízena obousměrně zastávka Selská v někdejších zastávkách linky 122.

### 182
Zřízena 16.10. 1972 v trase Kloboučnická – Michelská – Na Rolích – Budějovické náměstí (Budějovická) – Nemocnice Krč – Tempo
9. 5.1974 namísto přes Budějovickou vedena přes Kačerov
6.10.1975 prodloužena o úsek Tempo – Nové Dvory – Sídliště Lhotka
2.9.2002 prodloužena o úsek Sídliště Lhotka – Labe – Zátišská – Nádraží Braník
V roce 2005 jezdila v trase Kloboučnická – Sídliště Lhotka – Nádraží Braník.
Od 4. října 2008 zkrácena do trasy Kloboučnická – Sídliště Lhotka.
K 1. září 2012 byla zrušena.
Od 15. října 2016 nová linka v trase: POLIKLINIKA PROSEK – Střížkov (Z) – Střížkov – Sídliště Prosek – Prosek – Nad Jetelkou – Vysočanská – Nádraží Libeň – K Žižkovu – Balkán – Spojovací – Pod Táborem – Kolonie – Za Horou (Z) – Perlit – Spalovna Malešice – Zamenhofova (Z) – Radiová – Barvy a laky – Kablo – Sklářská – Nádraží Hostivař – Hostivařská – Na Groši – Hostivařské náměstí – Selská – Nad Košíkem – K Obecním hájovnám – Donovalská – Litochlebské náměstí – OPATOV
Nová linka 182 vzniká ve špičkách pracovních dnů vyčleněním poloviny spojů linky 183 mezi Prosekem a Hostivaří a jejich sloučením se stávajícími voženými spoji linky 181 mezi Hostivaří a Opatovem. Dojde tím ke zlepšení efektivity provozu a vytížení spojů v Hostivaři (vložené spoje linky 181 jsou nevytížené) a zároveň k eliminaci neefektivního překryvu provozu těchto spojů v úseku Nádraží Hostivař – Barvy a laky. Společně s nasazením kloubových vozů v pracovní dny na linku 183 dojde k celkovému posílení provozu v úseku Střížkov – Vysočanská – Spojovací – Nádraží Hostivař ve špičkách pracovních dnů.
1.12.2019 odkloněna do trasy Vinoř – Ctěnický zámek – Kbelský hřbitov – Kbely – Letecké muzeum – Letňany – Prosek – … – Opatov
Od 2. listopadu 2024 zkrácena do zastávky Kbelský hřbitov.

### 183
K 9. květnu 1974 bylo číslo 183 jedno ze dvou neobsazených čísel z řady 101–199.
Od 5. 2. 1975 jezdila v trase dnešní linky 200 Sídliště Bohnice – Ústav (dnes: Katovická) – Ubikace (cca: Řepínská) – Pískovna (dnes: Čimický háj) – Ke Stírce.
4. 11. 1984 byla zrušena
19. 12. 1985 zavedena v trase: Vozovna Kobylisy – Burešova (dnes: Šimůnkova) – Sídliště Ďáblice – Liberecká (dnes: Střížkov) – Sídliště Prosek – Prosek – Náměstí Lidových milicí (dnes: Vysočanská) – ČKD Trakce (dnes: Kolbenova) – Nový Hloubětín – V Chaloupkách – Kyje – Perlit – Spalovna Malešice – Štěrboholská (dnes: Radiová) – Kablo – Sklářská – Nádraží Hostivař. Vznikla jako doplněk k již provozované lince 181.
5. 7. 1990, kdy byla z Nádraží Hostivař prodloužena o úsek Sídliště Horní Měcholupy (Boloňská) – Na Křečku – Sídliště Petrovice.
23. 4. 1991 došlo ke změně trasy v Petrovicích: Vozovna Kobylisy – Sídliště Ďáblice – Prosek – Kolbenova – Kbelská – Spalovna Malešice – Nádraží Hostivař – Sídliště Horní Měcholupy (Boloňská) – Nové Petrovice – Sídliště Petrovice.
V roce 2005 jezdila v trase Vozovna Kobylisy – Sídliště Ďáblice – Prosek – Kolbenova – Kbelská – Nádraží Hostivař – Sídliště Petrovice. 28. května 2006 zřízena zastávka Nad Jetelkou.
Od 9. května 2008 byla za Třebenickou přeložena přes stanice Ládví a Kobylisy a z Vozovny Kobylisy prodloužena do zastávky Sídliště Čimice, tedy vedena v trase Sídliště Čimice – Čimice – Přívorská – Vozovna Kobylisy – Kobylisy – Ládví – Střížkov – Prosek – Kolbenova – Kbelská – Spalovna Malešice – Nádraží Hostivař – Sídliště Petrovice (v úseku Sídliště Čimice – Nádraží Hostivař byl provoz rozšířen na celodenní a celotýdenní).
Od 30. srpna 2008 byla linka přeložena mezi zastávkami Nad Jetelkou a Perlit do trasy Vysočanská – Nádraží Libeň – K Žižkovu – Balkán – Spojovací – Pod Táborem – Kolonie – Za Horou (Z).
1. června 2011 zřízena zastávka Třebenická i ve směru z centra
K 1. září 2012 byla od Nádraží Hostivař odkloněna ze zastávky Boloňská po zrušeném úseku linky 154 přes Nádraží Horní Měcholupy a Sídliště Petrovice a dále prodloužena na Háje. V roce 2013 jezdila v trase Sídliště Čimice – Háje.
Od 1. září 2012 klasifikována jako metrobus.
Od 15. října 2016 změna trasy v oblasti Prahy 8: VOZOVNA KOBYLISY – Vozovna Kobylisy (Z) – Bojasova – Šimůnkova – Sídliště Ďáblice – Třebenická (T) – Třebenická – Střížkov – Prosek – Vysočanská – Nádraží Libeň – K Žižkovu – Balkán – Spojovací – Pod Táborem – Kolonie – Za Horou (Z) – Spalovna Malešice – Nádraží Hostivař – Nádraží Horní Měcholupy – Sídliště Petrovice – HÁJE
Linka 183 je v severní části trasy přesměrována do oblasti Žernosecké ulice, kde zajistí vzhledem k úpravě provozních parametrů kapacitně odpovídající náhradu linky 136. Oslabení provozu v celé délce trasy je v pracovní dny kompenzováno nasazením kloubových vozů a ve špičkách pracovních dnů zavedením souběžné linky 182, což zajistí celkové posílení provozu v průmyslové oblasti
Hostivaře v tomto období (v úseku Střížkov – Vysočanská – Spojovací – Nádraží Hostivař). V úseku Nádraží Hostivař – Háje je oslabení provozu kompenzováno zavedením nové linky 154. V úseku Vysočanská – Střížkov – Ládví – Kobylisy – Čimice je změna trasy linka 183 nahrazena provozem linky 152, v úseku Kobylisy – Sídliště Kobylisy – Vozovna Kobylisy – Čimice je provoz linky 183 nahrazen provozem nové linky 145.

### 184
4.6.1973 zavedena v trase Čakovice – Letňany (Staré Letňany) – Kbely, kulturní dům (Bakovská) – Kbely – Nový Hloubětín – Hloubětín – Kyje
1.4.1974 prodloužena o úsek Kyje – Pávovské náměstí
12.5.1975 zkrácena o úsek Čakovice – Letecké opravny (Sportovní centrum Kbely)
23.1.1978 změněna do trasy Černý Most – Kyje – Pávovské náměstí
11.3.1978 zrušena
1.9.1983 zavedena v trase Kotlářka – Motol – Šostakovičovo náměstí (Stodůlky)
3.9.1984 prodloužena o úsek Šostakovičovo náměstí (Stodůlky) – Lužiny
3.11.1985 odkloněna do trasy Moskevská (Na Knížecí) – Nádraží Jinonice – Mládí – Kovářova – Šostakovičovo náměstí – Stodůlky – Konstruktiva – Lužiny
25.1.1986 zkrácena do trasy Moskevská (Na Knížecí) – Konstruktiva
31.8.1987 vedena přes zastávky ZPA Jinonice (Stará Stodůlecká) a Stavba Butovice (Nové Butovice)
27.10.1988 vedena v trase Dukelská (Nové Butovice) – Malá Ohrada (Archeologická) – Favorského (Amforová) – Luka – Šostakovičovo náměstí (Stodůlky) – Konstruktiva (Bavorská)
12.11.1994 odkloněna do trasy Nové Butovice – Nárožní – Konstruktiva (Bavorská) – Stodůlky – Luka – Nad Malou Ohradou (Malá Ohrada)
30.6.1995 linka zrušena
1. září 1998 zavedena v trase Nové Butovice – Motol – Nemocnice Na Homolce.
4.9.2000 odkloněna do trasy Nové Butovice – Motol – Vypich – Petřiny (Sídliště Petřiny)
V roce 2005 jezdila v trase Nové Butovice – Petřiny.
K 11. prosinci 2011 byla zrušena a nahrazena linkou 179.
7. dubna 2015 zavedena jako nová metrobusová linka v trase: Velká Ohrada – Ohradské náměstí (Z) – Červeňanského – Píškova – Malá Ohrada – Ovčí hájek – Nové Butovice – Nušlova – Šafránkova – Motol – Nemocnice Motol – Šafránecká – Kukulova (Z) – Vypich – Břevnovská – Kajetánka – Na Petynce – Vozovna Střešovice – Prašný most (Z) – Hradčanská.
29.4.2017 zkrácena do trasy Velká Ohrada – Vypich

### 185
4.6.1973 zavedena v trase Sídliště Hloubětín – Hloubětín (Kbelská) – Nový Hloubětín – Kbely – Letecké opravny (Sportovní centrum Kbely)
1.12.1976 zkrácena do trasy Nový Hloubětín – Letecké opravny (Sportovní centrum Kbely)
22.3.1977 odkloněna do trasy U Kříže (Kundratka) – Prosek – Kbely – Letecké opravny (Sportovní centrum Kbely)
23.1.1978 odkloněna do trasy Vysočany, ÚNZ (Poliklinika Vysočany) – Vysočany (Vysočanská) – Nový Hloubětín – Kbely – Letecké opravny (Sportovní centrum Kbely)
3.5.1978 namísto přes Nový Hloubětín vedena přes Prosek
23.11.1990 odkloněna do trasy Českomoravská – Vysočanská radnice (Vysočanská) – Prosek – Kbely – Letecké opravny (Sportovní centrum Kbely)
Od 28. června 2003 končila na Palmovce místo na Českomoravské. 26. února 2006 zřízena zastávka U Kříže. V roce 2005 jezdila v trase Palmovka – Letecké opravny.
Od 9. května 2008 byla nově vedena přes terminál Letňany, byla zrušena zastávka Na Klíčově, začala zastavovat též v zastávkách Kelerka a Prosecká, které předtím projížděla; v úseku Palmovka – Letňany jezdil ve špičkách pracovních dnů jen každý druhý spoj.
Od 28. června 2008 vedena mezi zastávkami Prosek a U vodojemu tam přes zastávky Nový Prosek, Letňanská a Letňany, zpět přes zastávky Čakovická a Na Klíčově, všechny spoje začaly být vedeny v celé trase.
Od 1. září 2012 vedena obousměrně přes terminál Letňany, klasifikována jako standardní linka.
Začátkem roku 2013 jezdila v trase Palmovka – Letňany – Bakovská.
Od 3. března 2013 je ze zastávky Bakovská vedena nově přes zastávky Sovenická, Zamašská, Kbelský hřbitov, Ctěnice, Rousínovská, Brozánská do zastávky Vinořský hřbitov; v úseku Bakovská – Vinořský hřbitov je vedena pouze část spojů.
Od 31. srpna 2014 zastávka Brozánská přejmenována na Bukovinská, zároveň zřízena zastávka Bukovinská i v opačném směru.
Od prosince 2019 je linka zkrácena o úsek Letňany – Palmovka a nahrazena zde kapacitnějšími linkami.  
Od 2. března 2020 prodloužena do trasy LETŇANY – … – Vinořský hřbitov – Lohenická – VINOŘ
31. srpna 2020 zkrácena do trasy Letňany – Kbelský hřbitov
Od 2. listopadu 2024 prodloužena o úsek Kbelský hřbitov - Čakovice - Třeboradice jako náhrada za zkrácení linky 158 z Třeboradic na Sídliště Letňany. 

### 186
27.8.1973 zavedena v trase Nový Hloubětín – Hloubětín (Kbelská) – Slévačská (Sídliště Hloubětín) – Sídliště Hloubětín (dnes Sídliště Lehovec) – Černý Most (Lehovec) – Lipnická (T) – Hutě, Světská (v ulici Jamská mezi křižovatkami s ulicemi Za Černým Mostem a Světská)
11.2.1974 upravena trasa Nový Hloubětín – Hloubětín (Kbelská) – Slévačská (Sídliště Hloubětín) – Sídliště Hloubětín (dnes Sídliště Lehovec) – Černý Most (Lehovec) – Světská (v ulici Jamská mezi křižovatkami s ulicemi Za Černým Mostem a Světská) – Jordánská – Lipnická
5.8.1975 změněna trasa Nový Hloubětín – Hloubětín (Kbelská) – Slévačská (Sídliště Hloubětín) – Sídliště Hloubětín (dnes Sídliště Lehovec) – Černý Most (Lehovec) – Vodňanská (v ulici Svatojánská u křižovatky s Vodňanskou) – Jordánská – Lipnická
10.1.1977 prodloužena o úsek Lipnická – Světská (v ulici Jamská mezi křižovatkami s ulicemi Za Černým Mostem a Světská) – Jordánská – Lipnická
15.2.1978 upravena trasa Černý Most – Vodňanská (v ulici Svatojánská u křižovatky s Vodňanskou) – Jordánská – Lipnická – Světská (v ulici Jamská mezi křižovatkami s ulicemi Za Černým Mostem a Světská) – Satalice (Sportareál Satalice)
27.2.1980 změna trasy Hloubětín, lázně (Bazén Hloubětín) – Slévačská (Sídliště Hloubětín) – Sídliště Hloubětín (dnes Sídliště Lehovec) – Černý Most – Hutě – Jordánská – Lipnická – Satalice (Sportareál Satalice)
31. 8. 1981 prodloužena o úsek Plynárna Satalice – Trabantská (Satalice) – Satalice (Satalická obora).
Od 3. května 1990 se mění název zastávky Černý Most na Lehovec, Slévačská na Sídliště Hloubětín a Sídliště Hloubětín na Sídliště Lehovec
23.11.1990 prodloužena do trasy Českomoravská – Harfa (Nádraží Libeň) – Kbelská – Sídliště Hloubětín – Sídliště Lehovec – Lehovec – Hutě – Jordánská – Lipnická – Satalice (Satalická obora)
9.11.1998 odkloněna do trasy Černý Most – Rajská zahrada – Lehovec – Hutě – Jordánská – Lipnická – Satalice
24. září 2000 prodloužena do trasy Černý Most – Rajská zahrada – Lehovec – Satalická obora – Kbely – Jilemnická (Bakovská) – Letecké opravny – Letňany (Staré Letňany) – Krausova – Tupolevova – Na Hranici – Průjezdní (Letňanská) – Prosek – Liberecká (Střížkov) – Ládví – Střelničná (Kobylisy) – Kobyliské náměstí (Služská) – Dunajecká – Na Pazderce (Z) – Krakov – Sídliště Bohnice (v souvislosti se zrušením linky 201).
Od 29. července 2001 v provozu pouze ve špičkách pracovních dnů, současně zavedena linka 146.
od 20. května 2003 je zastávka Na Hranici zrušena – linka je vedena nově vybudovanými prodlouženími ul. Prosecká a Tupolevova. Náhradou za zrušenou zastávku je zřízena zastávka Výstaviště Letňany.
26. června 2004 byla posílena v souvislosti s rušením linky 146, zároveň byly zrušeny zastávky Nový Prosek – Prosek – Sídliště Prosek – Liberecká a nahrazeny zastávkami Českolipská – Poliklinika Prosek.
1. září 2005 se mění název zastávky Pískovna na Čimický háj
29. dubna 2006 je zřízena zastávka Na Pazderce ve směru z centra
Od 9. května 2008 vedena v trase Nádraží Holešovice – Bulovka – Madlina – Střížkov – Poliklinika Prosek – Letňanská – Letňany – Výstaviště Letňany – Tupolevova – Krausova – Staré Letňany – Kbely – Satalice – Hutě – Lehovec – Rajská zahrada – Černý Most.
K 1. září 2012 byla zkrácena a odkloněna do nové trasy Hloubětínská (Bazén Hloubětín) – Hloubětín – Lehovec – Hutě – Satalická obora, ve zrušených úsecích nahrazena linkami 201 a 202. V roce 2013 jezdila v trase Hloubětínská – Satalická obora.
Od 1. září 2012 klasifikována jako standardní linka.
Od 15. října 2016 zrušena. Zrušenou linku 186 nahrazuje po kapacitní stránce prodloužení linky 201 na Černý Most a po stránce směrového spojení linka 396, která zajišťuje propojení Satalic s tramvajemi na Lehovci a školami v oblasti Sídliště Lehovec a Sídliště Hloubětín.
6.1.2020 obnovena v trase Bazén Hloubětín – Hloubětín – Lehovec – Hutě – Satalice – Satalická obora
4.1.2021 v trase Černý Most – Rajská zahrada – Lehovec – Hutě – Nádraží Satalice – Satalice – Vinoř, v úseku Nádraží Satalice – Vinoř jen část spojů, které dále pokračují jako linka 396 do Přezletic

### 187
16.4.1973 zavedena v trase Chodov, u školy (Mokrá) – Háje, MNV (Háje) – Petrovice, MNV (křižovatka Edisonova x Hertzova) – Horní Měcholupy (Na Vartě) – Náměstí J. Marata (Hostivařská) – Hostivař, Autorenova (Továrny Hostivař)
24.9.1973 odkloněna do trasy Chodov (ve Starochovské ulici) – Na Sádce (Chodovská tvrz) – Háje,MNV (Háje) – … – Hostivař, Autorenova (Továrny Hostivař)
4.5.1975 prodloužena o úsek Hostivař, Autorenova (Továrny Hostivař) – Dolní Měcholupy (obratiště poblíž křižovatky Kutnohorská x Pod Lesíkem)
28.3.1978 odkloněna do trasy Chodov (ve Starochodovské ulici) – … – Náměstí J. Marata (Hostivařská) – Nádraží Hostivař – Kablo – Prefa Malešice (Tiskařská)
21.6.1979 konečná přemístěna ze zastávky Malešice, Prefa (Tiskařská) do zastávky Perlit
8.11.1980 upravena do trasy Budovatelů (Chodov) – Na Sádce (Chodovská tvrz) – … – Perlit
20.12.1980 mezi zastávkami Řepčická a Náměstí J. Marata (Hostivařská) vedena ve směru Perlit přes Sídliště Hornoměcholupská (Gercenova), zpět přes zastávku Hornoměcholupská (K Lesoparku)
6.4.1981 linka zrušena
5.2.1983 obnovena přečíslováním linky 197 v trase Staroměstská – Dopravní podniky (Vltavská) – Vychovatelna – Prosek – Průjezdní (Letňanská)
8.1.1984 zkrácena do trasy Fučíkova (Nádraží Holešovice) – Vychovatelna – … – Průjezdní (Letňanská)
23.11.1990 změna trasy Nádraží Holešovice – Vychovatelna – Liberecká – Prosek – Palmovka
26. června 2004 byla linka zkrácena o úsek Liberecká – Nádraží Holešovice a odkloněna přes zastávky Třebenická (Z) a Štěpničná do zastávky Ládví, tedy do trasy Ládví – Palmovka.
Od 6. března 2005 byla v pracovní dny ráno prodloužena o úsek Ládví – Sídliště Bohnice s novými zastávkami: Kobylisy – Písečná – Pískovna – Podhajská pole – Katovická – Odra – Zhořelecká – Sídliště Bohnice.
1. září 2005 se mění název zastávky Pískovna na Čimický háj
V roce 2005 jezdila v trase Sídliště Bohnice – Ládví – Palmovka.
Od 9. května 2008 byla zrušena a částečně nahrazena linkou 200.
31.8.2020 ve zkušebním provozu v trase Nádraží Holešovice – Pelc-Tyrolka
1. 9. 2021 upravená a do trvalého stavu převedená v trase NÁDRAŽÍ HOLEŠOVICE – Jankovcova – Pelc Tyrolka – Parkoviště Trojský most – Nádraží Holešovice – NÁDRAŽÍ HOLEŠOVICE

### 188
7.1.1974 zavedena v trase Podolí, Pekařka (Kavčí Hory) – Pankrác -Kloboučnická – Michelská – Chodovská – Sídliště Zahradní město, západ (Jesenická) – Nádraží Strašnice – Dobročovická – Limuzská – Plaňanská
12.7.1987 upravena trasa Československá televize (Kavčí Hory) – … – Nádraží Strašnice – Strašnická – Dobročovická – Limuzská – Plaňanská – Želivského
V roce 2005 i 2013 jezdila v trase Kavčí hory – Želivského.
K 1. září 2012 byla zřízena zastávka Pod Jezerkou.
Od 1. září 2012 klasifikována jako metrobus.
Od 30. srpna 2014 zřízena obousměrně zastávka Na Hroudě.

### 189
Zavedena 12.5.1974 v trase Kačerov – Nemocnice Krč – Tempo
17.1.1977 prodloužena o úsek Tempo – Nové Dvory – Sídliště Lhotka
V roce 2005 i 2013 jezdila v trase Kačerov – Sídliště Lhotka.
Od 1. září 2012 klasifikována jako metrobus.

### 190
Zavedena 12.5.1974 v trase Ryšánka – Budějovická – Na Rolích – Michelská – Kloboučnická
7.2.1976 zrušena
1.12.1977 zavedena v trase Budějovická – Bartůňkova (ve Starochodovské ulici) – Zupkova (Ke Kateřinkám) – Sídliště Jižní Město (Háje)
Od 16. ledna 1978 byla první linkou, na kterou byly nasazeny kloubové autobusy Ikarus 280. V té době jezdila na Jižním Městě.
8.11.1980 v okružní trase Jižní Město – Kosmonautů (Háje) – Zupkova (Ke Kateřinkám) – Družby (Opatov) – Brechtova – Kosmonautů (Háje) – Jižní Město
2.2.1981 zkrácena do trasy Kosmonautů (Háje) – Zupkova – … – Jižní Město
27.11.1982 zrušena
3.9.1984 zavedena v trase Budějovická – Nemocnice Krč – Sídliště Lhotka – Sídliště Modřany (Poliklinika Modřany) – U Otočky (Sídliště Modřany)
26.5.1995 zrušena
9.11.1998 zavedena v trase Černý Most – Rajská zahrada – Kyje – Jahodnice – Dolní Počernice
17.10.1999 odkloněna do trasy Hloubětínská (Bazén Hloubětín) – Hloubětín – Sídliště Lehovec – Kyje – Jahodnice – Dolní Počernice
Zrušena 24. září 2000.
V roce 2005 nebyla v provozu.
9. prosince 2007 zřízena nová linka v trase Černý Most – Breitcetlova – Kapitána Stránského – Doležalova – Generála Janouška – Vajgarská – Kyje – Jiráskova čtvrť – Pávovské náměstí – Za Horou – Českobrodská (T) – Perlit – Tiskařská – Teplárna Malešice – Polygrafická – Depo Hostivař. Dopravce Connex Praha s. r. o.
K 12. prosinci 2010 byla zrušena a nahrazena linkou 223.
Od 29. 4. 2017 zavedena přečíslováním z linky 253 v trase Smíchovské nádraží – Nádraží Braník – Zátišská – Poliklinika Modřany – Na Beránku.

### 191
Zavedena 3.12.1973 v trase Náměstí Sovětských tankistů (Švandovo divadlo) – Hřebenka – Stadion Jih (Stadion Strahov) – U Ladronky – Vypich
28.9.1978 prodloužena o úsek Vypich – Větrník – Petřiny (Sídliště Petřiny)
3.11.1985 odkloněna do trasy Moskevská (Na Knížecí) – Klamovka – Podbělohorská – Spiritka – U Ladronky – ...- Petřiny (Sídliště Petřiny)
V roce 2005 i 2013 jezdila v trase Na Knížecí – Petřiny.
K 1. září 2012 byla v úseku Podbělohorská – Televizní věž odkloněna přes Stadion Strahov, v úseku Na Knížecí – Stadion Strahov byly zavedeny vložené spoje, obsluha Spiritky byla nahrazena linkou číslo 176.
29. června 2013 byl zrušen pásmový provoz v pracovní dny večer a v sobotu a neděli celodenně.
Od 1. září 2012 klasifikována jako metrobus.
Od 30. srpna 2014 zřízena obousměrně zastávka Diskařská.
7. dubna 2015 prodloužena (náhradou za zrušené linky 179 a 218) do trasy: Na Knížecí – Anděl – Klamovka – Nad Klamovkou – Pod Lipkami (T) – Podbělohorská – Hybšmanska – Stadion Strahov – Diskařská – Televizní věž – Rozýnova – U Ladronky – Štefkova – Vypich – Vypich – Nad Markétou – Koleje Větrník (T) – Větrník – Petřiny – Sídliště Petřiny – Libocká – Litovický potok – Divoká Šárka – Vlastina – Sídliště Na Dědině (– Ciolkovského – Dlouhá míle – Obchodní centrum Šestka (– K Letišti – Terminál 3 – Na Padesátníku – U Hangáru – Schengenská (Z) – Terminál 1 (T) – Terminál 2 – Terminál 1 (Z) – Letiště (T))). V úseku Obchodní centrum Šestka – Letiště a Ciolkovského – Letiště celotýdenně v provozu pouze vybrané spoje. Místo kloubových autobusů nasazeny standardní, ale ROPID nezmiňuje zda je linka i nadále metrobusem.
od 10. května 2021 ve směru Na Knížecí se ruší první zastávka Vypich (v ulici Ankarská – od Petřin první v pořadí), autobusy nově ušetří čas levým odbočením na křižovatce Vypich a do zastávky TRAM Vypich nově projíždí přes autobusové obratiště.
1. července 2021 se mění název zastávky Obchodní centrum Šestka na Obchodní centrum Ruzyně.

### 192
Zavedena 9. 5.1974 v trase Kačerov – Nad Havlem – Nádraží Krč – Pod Ryšánkou – Přístaviště
30.4.1981 odkloněna do trasy Budějovická – Ryšánka – Vlnitá – Přístaviště, v úseku Kačerov – Nad Havlem – Nádraží Krč zavedena linka X192
27.10.1982 odkloněna do trasy Budějovická – Nad Rybníky – Pod Ryšánkou – Přístaviště
15.12.1983 odkloněna do trasy Budějovická – … – Pod Ryšánkou – Ke Krči (Branické náměstí) – Modřanská (Pobřežní cesta, poblíž bývalé křižovatky Modřanská x Jiskrova) – Lihovar
3.11.1985 prodloužena o úsek Lihovar – Smíchovské nádraží
1.9.1988 část spojů vedena v trase Budějovická – … – Ke Krči (Branické náměstí) – Modřanská (Pobřežní cesta, parkoviště v ulici Na Mlejnku), část spojů v trase Budějovická – … – Ke Krči (Branické náměstí) – Přístaviště – Geologická
3.4.1989 upravena trasa Budějovická – … – Ke Krči (Branické náměstí) – Modřanská (Pobřežní cesta, parkoviště v ulici Na Mlejnku) – Přístaviště – Geologická – Filmové ateliéry – Chaplinovo náměstí
V roce 1991 prodloužena o úsek Chaplinovo náměstí – Sídliště Barrandov (Poliklinika Barrandov)
V průběhu roku 1995 získal na tuto linku licenci dopravce ČSAD Praha západ s. p.
1. června 2002 linku přebírá Dopravní podnik hl. m. Prahy a. s., státní podnik ČSAD Praha-západ t. č. v konkursu končí svoji činnost v PID. Zrušeno zajíždění do zastávky Pobřežní cesta
29. listopadu 2003 prodloužena z konečné Poliklinika Barrandov do trasy Budějovická – Pražská čtvrť. K 1. září 2012 byla zrušena, nahrazena linkami 121 a 170.
7. dubna 2015 zavedena jako nová midibusová linka (částečně nahrazující zrušenou linku 294), a to v jednosměrné polookružní trase: Nemocnice pod Petřínem – Malostranské náměstí – Nerudova – Šporkova – Nemocnice pod Petřínem. V provozu je denně od cca 5:30 do cca 20 hodin, dopravcem je Dopravní podnik hl. m. Prahy.
1.12.2019 linka zrušena, nahrazena prodloužením linky 194

### 193
Zavedena 9. 5.1974 Pražského povstání – Sídliště Pankrác I. (Sídliště Pankrác) – Krčský hřbitov – Krčská – Budějovická – Nemocnice Krč – Krč, MBÚ (Ústavy Akademie věd)
2.9.1974 prodloužena o úsek Náměstí Bratří Synků – Nuselská radnice – Pražského povstání
11.5.1983 namísto přes Krčskou vedena přes Antala Staška
V roce 2005 jezdila v trase Náměstí bratří Synků – Mikrobiologický ústav.
K 1. září 2011 prodloužena o úsek Náměstí bratří Synků – Nádraží Vršovice.
K 1. září 2012 byla ze zastávky IKEM, respektive Ústavy Akademie věd prodloužena o úsek Kunratice – Šeberák. V roce 2013 jezdila v trase Nádraží Vršovice – Šeberák.
Od 1. září 2012 klasifikována jako metrobus.
Od 29. června 2013 byla linka prodloužena o úsek Šeberák – Na Proutcích – Koleje Jižní Město – Volha – U Kunratického lesa – Petýrkova – Chodov. V úseku Šeberák – Chodov v provozu pouze vybrané spoje v pracovní dny od cca 5:30 do 22 hodin a v sobotu a neděli od 9 do 19 hodin. V úseku Chodov – Volha v provozu vložené spoje v pracovní dny celodenně. Od 29. června 2013 byla zastávka Michelský les přejmenována na U Labutě.
Od 4. ledna 2015 byly v neděli zavedeny obousměrně vložené posilové spoje v úseku Chodov – Volha v neděli od cca 18 do 23 hodin.
Od 15. října 2016 je ve směru od Nádraží Vršovice zkrácena do zastávky Šeberák. Vybrané kloubové spoje, které dosud pokračovaly ve směru Chodov, jsou nahrazeny provozem midibusové linky 203. O víkendech a svátcích jsou nově na linku 193 nasazeny kloubové autobusy.
Od 5. června 2021 vybrané spoje zkráceny do zastávky Pražského povstání. Zřízena zastávka Kotorská.

### 194
Zavedena 7.1.1974 v trase Černokostelecká – Štěrboholská (Ústřední) – Kablo – V Chotejně – Autorenova (Továrny Hostivař)
20.12. 1980 prodloužena o úsek Skalka, Hájecká (Královická) – Štěchovická – Dobročovická – Černokostelecká
22.1.1985 místo přes zastávku Štěrboholská vedena přes zastávku Průmyslová (Radiová)
13.1.1987 odkloněna do trasy Želivského – Sídliště Malešice – Černokostelecká – … – TOS Hostivař (Továrny Hostivař)
8.7.1990 změna trasy Koleje Jižní Město – Chodov – Benkova – Na Košíku – Hostivařské náměstí – Zahradní Město – Skalka – Mokřanská – Kablo -Léčiva (Zentiva)
19.11.1995 zkrácena o úsek Koleje Jižní Město – Skalka
V roce 2005 jezdila v trase Skalka – Léčiva.
K 1. září 2009 byla zrušena a nahrazena odkloněnou linkou 122.
7. dubna 2015 zavedena jako nová minibusová linka (částečně nahrazující zrušenou linku 294), a to v jednosměrné polookružní trase: Florenc – Bílá labuť – Petrské náměstí – Hradební – Haštalské náměstí – U Staré školy – Pařížská – Staroměstská – Mariánské náměstí – Staroměstské náměstí – Masná – Hradební – Truhlářská – Petrské náměstí – Bílá labuť – Florenc. V provozu je denně od cca 7 do cca 20:30 hodin, dopravcem je About Me.
Od 16.7.2016 linka obsluhuje oblast Malostranské, trasa je změna Florenc – Bílá labuť – Petrské náměstí – Hradební – Haštalské náměstí – U Staré školy – Pařížská – Mariánské náměstí – Staroměstská – Malostranská – Staroměstská – Mariánské náměstí – Staroměstské náměstí – Masná – Hradební – Truhlářská – Petrské náměstí – Bílá labuť – Florenc.
1. prosince 2019 změněna trasa Florenc – Bílá labuť – Petrské náměstí – Truhlářská (Z) – Hradební – Haštalské náměstí(T) – Masná (Z) – U Staré školy(T) – Pařížská (T) – Staroměstské náměstí (Z) – Mariánské náměstí – Staroměstská – Malostranská (T) – Valdštejnské náměstí (T) – Malostranské náměstí – Nerudova (T) – Šporkova (T) – Nemocnice Pod Petřínem
15.1.2020 zrušena zastávka Nerudova

### 195
Zavedena 9. 5. 1974 v trase Nádraží Čakovice (Za Avií) – Letňany (Staré Letňany) – Prosek – Vysočanská radnice (Vysočanská) – Spojovací – Sídliště Malešice – Velkoprodejna Skalka (Skalka) – Zahradní město – Cíl (Centrum zahradní Město) – Sídliště Zahradní Město západ (Jesenická)
9. 1. 1986 v oblasti Skalky vedena přes zastávku Sídliště Skalka namísto přes Velkoprodejna Skalka (Skalka)
1. 2. 1988 zkrácena do trasy Jesenická – Avia Letňany
5. 7. 1990 namísto přes Sídliště Skalka vedena přes zastávku Skalka
30. září 2001 v rámci optimalizace dopravy v oblasti Letňan prodloužena do trasy Jesenická – … – Prosek- Tupolevova – Nádraží Čakovice (Za Avií) – Ke Stadionu – Čakovice .
30. srpna 2003 zrušena v úseku Fryčovická – Čakovice a ze zastávky Fryčovická odkloněna do trasy Jesenická – … – Tupolevova – Avia Letňany
Od 9. května 2008 vedena přes terminál Letňany.
K 30. srpnu 2008 byla prodloužena do trasy Jesenická – … – Tupolevova – Nádraží Čakovice – Sídliště Čakovice.
1. listopadu 2010 byla v souvislosti s nasazením kloubových autobusů zrušena zastávka Nad Jetelkou a nástupní zastávka v otočce Jesenická.
Od 1. září 2012 klasifikována jako metrobus.
Od 15. října 2016 změna trasy v oblasti Letňan a Čakovic. V severní části trasy je linka přesměrována z Tupolevovy ulice do oblasti zastávky Staré Letňany pro celkové posílení kapacity v úseku Letňany – Avia Letňany. Ve směru Sídliště Čakovice je nahrazena linkou 136. Z důvodu provozních možností odstavů vozidel je linka 195 ukončena v rámci dne střídavě v zastávkách Avia Letňany a Krausova (dnes Sídliště Letňany): KRAUSOVA – AVIA LETŇANY – Staré Letňany – Rychnovská – Boletická – Výstaviště Letňany – … – JESENICKÁ
Od 1. prosince 2019 všechny spoje vedeny v trase Sídliště Letňany – Jesenická (díky prodloužení zastávkových zálivů umožňujících odstavení autobusů, spoje s delší přestávkou vykonají spoj na lince 158 a přestávku čerpají v terminálu Letňany, odkud se poté jako linka 158 vrátí na Sídliště Letňany a pokračují výkon na lince 195).
1. září 2022 zřízena zastávka Botanická zahrada Malešice

### 196
Zavedena 12. 5. 1974 v trase Kačerov – Nemocnice Krč – Novodvorská – Výzkumný ústav A.S. Popova (Jílovská)
28. 3. 1978 prodloužena o úsek Výzkumný ústav A.S. Popova (Jílovská) – Ke Krči (Branické náměstí) – Přístaviště
17. 5. 1983 namísto přes Nemocnici Krč vedena přes Nad Havlem
15. 12. 1983 v oblasti Braníka ukončena blokovým objezdem Ke Krči (Branické náměstí) – Přístaviště (Z) – Modřanská (Pobřežní cesta, u bývalé křižovatky Jiskrova x Modřanská)
8. 6. 1987 v oblasti Braníka ukončena v zastávce Modřanská (Pobřežní cesta, parkoviště v ulici Na Mlejnku), do zastávky Přístaviště nezajíždí
1.9.1988 prodloužena do trasy Kačerov – … – Ke Krči (Branické náměstí) – Přístaviště – Lihovar – Smíchovské nádraží
27.5.1995 namísto přes zastávku Nad Havlem vedena přes Nemocnici Krč
V roce 2005 jezdila v trase Kačerov – Smíchovské nádraží.
K 1. září 2012 byla prodloužena o úsek Kačerov – Pod Dálnicí – Jemnická – Hadovitá – Ohradní (T) – Michelská – Plynárna Michle – Chodovská – Bohdalecká – Záběhlice – Pod Vinicí – V Korytech – Jesenická – Želivecká – Korytná – Nádraží Strašnice – Strašnická (T) – Strašnická, mezi Jesenickou a Strašnickou nahradila část zrušené linky 224. V roce 2013 jezdila v trase Strašnická – Smíchovské nádraží.
Od 1. září 2012 klasifikována jako metrobus.
Od 29. června 2013 jezdí v pracovní dny ráno a odpoledne každý druhý spoj pouze v úseku Smíchovské nádraží – Kačerov. Zastávka Michelský les byla přejmenována na U Labutě.
Od 30. srpna 2014 zřízena obousměrně zastávka Na Hroudě.
Od 15. října 2016 je linka zkrácena ze zastávky Michelská do zastávky Kloboučnická (večer a o víkendech pouze na Kačerov). Úprava je provedena kvůli nižšímu využití linky 196 v úseku Michelská – V Korytech – Jesenická. V oblasti Zahradního Města zrušení linky 196 kompenzováno provozem linek 138 (zajišťuje nově spojení Zahradního Města s Nemocnicí Krč) a 154 (zajišťuje spojení Strašnická – Jesenická) a rovněž zavedením celodenního provozu na lince 150 až do zastávky Želivského.

### 197
S otevřením prvního úseku metra C ze Sokolovské (dnes: Florenc) na Kačerov se 9. května 1974 do sítě městských autobusových linek dostala i linka 197 v trase: Prosek –Vychovatelna – Dopravní podniky (dnes: Vltavská) – Revoluční (poloha zastávky) – Náměstí Krasnoarmějců (dnes: Staroměstská) – Národní divadlo – Palackého náměstí – Podolská vodárna – Ve Studeném – VÚ A. S. Popova (dnes: Jílovská) – Novodvorská. V severní části trasy představuje zbrusu novou obsluhu, ale v oblasti sídliště Novodvorská nahrazuje překryvnou linku 244, předtím 144.
Od 10. ledna 1977 pokračovala z Liberecké do obratiště Průjezdní (dnes:Letňanská).
24.4.1982 prodloužena o úsek Sídliště Lhotka – Novodvorská
15. prosince 1982 se zřítila část opěrné zdi Smetanova nábřeží, bohužel bylo posléze téměř na rok pro veškerou dopravu neprůjezdné. Severní část linky byla zkrácena na Staroměstskou . Pro jižní část byla zavedena pod číslem X197 v polookružní trase: Novodvorská – … – Palackého náměstí – Jiráskovo náměstí – Karlovo náměstí – Palackého náměstí – … – Novodvorská. Od 5. února 1983 je severní část trasy přečíslována na 187 a jižní nese číslo 197.
Přesně rok od předešlé změny je otevřen most Antonína Zápotockého (dnes: Barrandovský most). Linka 197 je od 15. prosince 1983 upravena do trasy: Anděl – Ženské domovy – Konvářka (dnes: Pod Konvářkou) –Lihovar – Ve Studeném – VÚ A. S. Popova – Novodvorská – Sídliště Lhotka – Nové Dvory –Přírodní – Sídliště Libuš. Na Smíchově nahradila linku 211 (Anděl – Ženské domovy – Konvářka – Lihovar).
Od 2. července 1984 neodbočovala část spojů z Pavlíkovy do obratiště Sídliště Libuš, ale zamířila do staré Libuše, kde byla ukončena u Masokombinátu Libuš (dnes: Sídliště Písnice).
K 4. listopadu 1984 byla prodloužena z Masokombinátu Libuš (dnes: Sídliště Písnice) přes zastávky Na Proutcích, Na Jelenách, Budovatelů (dnes: Chodov), Na Sádce (dnes: Chodovská tvrz), Litochlebské náměstí, Protivova (dnes: Hněvkovského) do zastávky Kosmonautů (dnes: Háje), kde byla ukončena. Jižní Město bylo již 4 roky obslouženo metrem a návaznými kapacitními linkami, kterým nemohla a neměla konkurovat.
S otevřením prvního úseku metra B ze Sokolovské (dnes: Florenc) na Smíchovské nádraží byla 3. listopadu 1985 zkrácena do terminálu Moskevská (dnes: Na Knížecí).
V období 11. února 1986 – 1. září 1988 je z důvodu přestavby komunikační sítě vedena v úseku Na Knížecí – Lihovar namísto přes Křížovou přes Smíchovské nádraží
22. února 1990 se mění název zastávek Družby na Opatov, Kosmonautů na Háje
1995 se mění název zastávky Protivova na Hněvkovského 
1. srpna 1997 zřízena zastávka Bachova
23. ledna 1999 se mění název zastávky Masokombinát Písnice na Sídliště Písnice 
Od května 1999 je výchozí namísto terminálu Na Knížecí z terminálu Smíchovské nádraží, v červnu téhož roku je ale navrácena do původní trasy z terminálu Na Knížecí
V  této trase vydržela až do 1. září 2009, kdy byla upravena do trasy: Smíchovské nádraží –Lihovar – … – Pavlíkova – Libuš – U Tří svatých – Kunratice – Šeberák – Volha – Petýrkova –Chodov. Trasu Na Knížecí – Lihovar – Nádraží Braník převzala linka 121. Ta ale byla přesně za 3 roky zkrácena na Nádraží Braník a jako náhradou byla z Dvorců prodloužena linka 118, ta však již nejela přes Správu sociálního zabezpečení na terminál Na Knížecí, ale byla ukončena na Smíchovském nádraží. Vedení linky 197 přes Kunratice umožnilo zkrácení linky 114 na Ústavy Akademie věd, postupně byla omezována a k 3. září 2017 byla linka 114 nahrazena midibusovou linkou 138. U Kolejí Jižní Město nahradila linku 122, jež byla 29. června 2013 nahrazena 101 a 181.
Od tohoto data jsou na lince vedeny čtyři varianty spojů. Plnou trasu obsluhují kloubové autobusy pouze v pracovní dny od 5:00 do 21:30. Mezi Novými Dvory a Smíchovským nádražím jezdí v ranní špičce vložené spoje v uvedeném směru, provozované standardními vozy. Mezi Volhou a Chodovem jsou zřízeny „vysokoškolské spoje“ v úseku Chodov – Volha, na které jsou vypravovány standardní autobusy, tyto spoje jezdí pouze v pracovní dny v období 5 – 23 hod. Víkendový provoz v sobotu od 8 – 21 hod. a v neděli 13 – 21 hod. je veden mezi Smíchovským nádražím a Sídlištěm Lhotka, na tyto spoje jsou vypravovány ve standardní autobusy, v sobotu cca 8 do 21:30 hod., v neděli 14 do 21:30 hod.
S rekonstrukcí ulice K Šeberáku v Kunraticích jela od 16. února 2010 dočasně přes Kunratickou spojku. Původně se počítalo, že se do Kunratic vrátí. Po skončení výluky byla 7. března 2010 zřízena linka 293 (Háje – Modrá škola – Hněvkovského – Mikulova – Bachova – Litochlebské náměstí – Chodovská tvrz – Pod Chodovem – Petýrkova – U Kunratického lesa – U Tří svatých – Kunratická škola – Kunratice – Šeberák), nadále linka 197 Kunratice objížděla, trvalý odklon byl prohlášen až 9. května 2010.
Se spuštěním tzv. metropolitní sítě linek byla 1. září 2012 zrušena souběžná linka 198 (Smíchovské nádraží – Sídliště Písnice, její spoje převzala 197. Nově byla provozována celodenně a celotýdenně, většina spojů jela mezi Sídlištěm Písnice a Smíchovským nádražím. V úseku Sídliště Písnice – Volha jela jen polovina spojů od 5:00 do 21:30. Na lince zůstaly vložené spoje mezi Volhou a Chodovem (od konce 29. června 2013 jsou součástí linky 193).
S doladěním tzv. metropolitní sítě linek byla 29. června 2013 linka 197 ve směru od Smíchova prodloužena ze zastávky Na Proutcích přes zastávky Na Jelenách, Chodov, Benkova, Donovalská, Brechtova, Modrá škola na Háje. V úseku Háje – Na Jelenách byly zřízeny vložené spoje, na těchto spojích byly standardní vozy.
S celkovou reorganizací autobusového provozu na levém břehu Vltavy byly 15. října 2016 zrušeny vložené spoje Háje – Na Jelenách.
V roce 2023 linka  nejezdí z Chodova na Háje ale z Chodova na Roztyly.
Také v roce 2023 zastávka Pavlíkova přejmenovaná na Libuš.

### 198
Zavedena 12.5.1974 v trase Sokolovská (Florenc) – Palmovka – Náměstí Lidových milicí (Vysočanská) – Nový Hloubětín
23.1.1975 odkloněna do trasy Sokolovská (Florenc) – Palmovka – Harfa (Nádraží Libeň) – Hloubětín (Kbelská)
16.9.1975 prodloužena o úsek Hloubětín (Kbelská) – Sídliště Hloubětín
1.7.1976 linka zrušena. Na lince v letech 1974–1976 vypomáhaly vozy ČSAD.
29.8.1977 zavedena v trase Kačerov – Nemocnice Krč – Tempo – Jalodvorská – Masokombinát Libuš (Sídliště Písnice)
13.10.1980 v úseku Tempo – Masokombinát Libuš (Sídliště Písnice) vedena namísto přes Jalodvorskou přes Pavlíkovu
1.7.1987 linka zrušena
1.9.1988 zavedena v trase Smíchovské nádraží – Lihovar – Přístaviště – Novodvorská – Sídliště Lhotka – Nové Dvory – Pavlíkova – Masokombinát Písnice (Sídliště Písnice)
23. ledna 1999 se mění název zastávky Masokombinát Písnice na Sídliště Písnice
V roce 2005 jezdila v trase Smíchovské nádraží – Lihovar – Přístaviště – Novodvorská – Sídliště Lhotka – Nové Dvory – Pavlíkova – Sídliště Písnice.
K 1. září 2012 byla zrušena, nahrazena linkou 197.

### 199
Zavedena 9. 5.1974 v trase Budějovická – Dvorce – Výtoň – Větrov – I.P.Pavlova – Náměstí Míru
12.2.1980 prodloužena o úsek Náměstí Míru – Kodaňská – Čechovo náměstí
6.4.1981 odkloněna do trasy Budějovická – … – Náměstí Míru – Tolstého (T) – Kodaňská (Z) – Bělocerkevská
23.3.1982 zkrácena do trasy Budějovická – … – Výtoň – Vyšehrad (Albertov)
4.9.1982 zrušena
Zavedena 4.11.1984 v trase Anděl – Křížová – Lihovar – Modřanská (Pobřežní cesta, u bývalé křižovatky Jiskrova x Modřanská) – Novodvorská – Sídliště Lhotka
3.11.1985 zkrácena o úsek Anděl – Moskevská (Na Knížecí)
Od 11.2.1986 z důvodu přestavby komunikace vedena mezi Moskevskou (Na Knížecí) a Lihovarem namísto přes Křížovou přes Smíchovské nádraží
1.9.1988 zkrácena do trasy Smíchovské nádraží – Sídliště Lhotka
Od 27. února 1993 v trase Smíchovské nádraží – Přístaviště – Novodvorská – Sídliště Lhotka – Nové Dvory.
V květnu 1995 byla nově vedena v trase v trase Smíchovské nádraží – Přístaviště – Novodvorská – Nové Dvory – Sídliště Lhotka – Novodvorská – Přístaviště– Smíchovské nádraží.
K 1. září 2009 zrušena, nahrazena linkou 197.
K 1. září 2018 obnovena v trase Želivského – Na Palouku – Plaňanská – Sídliště Malešice jako náhrada za zkrácenou linku 163 na Depo Hostivař. V budoucnu linku 199 nahradí tramvaje.

## Linky řady 200 a 300 se zvýšeným jízdným
Linky překryvné sítě, noční linky a rekreační linky s dvojnásobným a trojnásobným jízdným (před rokem 1974).

### Noční linky
- 201 (Václavské náměstí – Průběžná) a 202 (Václavské náměstí – Hotel International)[84] byly od konce 50. let 20. století noční autobusové linky, zavedené v podobných trasách jako předválečné noční linky A a B (A a D[84]), částečně v souběhu s tramvajemi. Pro malé vytížení byly obě zrušeny v roce 1966.[53]
- Roku 1967 byla zavedena překryvná noční linka 244 v trase Václavské náměstí – Novodvorská.[53][84]
- Roku 1970 byla zavedena noční linka 256 pro obsluhu sídliště Prosek.[53][84]

Od roku 1971 bylo na nočních linkách zavedeno jízdné 3 Kčs a všechny noční linky, s přestupním (například 357) i nepřestupním (například 344) tarifem, byly přečíslovány do řady 300. Čísla nočních a polonočních linek obvykle odpovídaly číslům obdobných denních linek, zvýšenému o 200, například linky 117 a 317 měly zcela shodnou trasu a lišily se jen tarifem.
K 9. květnu 1974, když byly noční linky přečíslovány do řady 501–512, z toho 6 celonočních a 2 polonoční, zůstala neobsazená čísla 505, 507 a 511.
Od 29. 4. 2017 došlo z důvodu integrace středočeské hromadné dopravy k přečíslování stávajících nočních linek změnou prvního čísla z 5 na 9 (nově 901–915 a 951–960).

### Rekreační a účelové linky
V létě 1959 vznikly první účelové rekreační linky:
- 222 do Komořan zanikla již po několika týdnech[53]
- 224 k hostivařské přehradě, pod různými označeními jezdila až do roku 1992[53] Byla jedinou účelovou linkou, která se dožila roku 1964.[53]
- 225 náměstí Republiky – Letiště Ruzyně, později změněna na pravidelnou linku 119[53]

Od roku 1964 do roku 1967 počet účelových linek narostl na 8 (XA, XB, XC, XD, 200, 224, 225, 226). Ty zajišťovaly přepravu k některým pražským nádražím, do zoo, na chuchelské závodiště, k hostivařské přehradě a linka 200 spojovala Staroměstské a Hradčanské náměstí. Se zavedením volných sobot a rozvojem individuálního motorismu se pak tlak na jejich zřizování snížil. V roce 1970 byly účelové linky přeznačeny na písmena z řady A až H a v roce 1974 do souvislé číselné řady od 51 do 57.
V roce 1974 jezdily 2 celoroční účelové linky a další 4 jen v letní sezoně. Do Braníka jezdily rekreační autobusy 51 a 52 již jen v roce 1974, rekreační linky k hostivařské přehradě byly zrušeny v roce 1981, do zoo v roce 1984. Linka 453 (předtím 53, F, 224) k závodišti ve Velké Chuchli jezdila do roku 1992, linka 461 do zastávky Malá říčka u tenisových kurtů ve Stromovce do roku 1994. Postupně se místo označení „rekreační linky“ začalo používat označení „účelové linky“ a do této kategorie spadaly též například linky ke zdravotnickým zařízením, pro přepravu pracovníků některých podniků, dočasné linky, linky s atypickým rozsahem provozu atd. Některé z nich zanikly, jiné byly přečíslováním zařazeny mezi běžné linky. V roce 1983 byly účelové linky přečíslovány z řady 50 do řady 450, téhož roku byly poprvé očíslovány školní linky, a to od čísla 401 výše.
Na lince 225 byl 3. října 1960 (současně s linkami 126 a 127) zaveden jednoslužný provoz s nepřestupným tarifem a řidič prodával zvláštní nepřestupné jízdenky.

### Překryvné linky
1. února 1971 v rámci zvýšení jízdného na překryvných linkách z 1 Kčs na 2 Kčs bylo zvýšením čísla o jedno sto vytvořeno 15 linek: 219, 220, 225, 226, 227, 232, 233, 234, 235, 236, 244, 245, 249, 255 a 256. Na lince 256 v letech 1973–1976 vypomáhaly vozy ČSAD.
K 9. květnu 1974 byly linky překryvné sítě přečíslovány zpět do stovkové řady.

## Linky 200–299 (po roce 1974)

### 200
V období 8. května 1967 – 2. května 1970 byla pod tímto číslem vedena sezónní turistická linka v trase Staroměstské náměstí – Hradčanské náměstí. 2. května 1970 obdržela označení E, a na konci sezóny 28. září 1970 byla zrušena.
12. května 1975 zahájen provoz v rychlíkové trase Sokolovská (Florenc) – Štvanice – Podhajská pole – Ubikace (Katovická) – Bohnická (Zhořelecká) – Sídliště Bohnice.
Od 4. listopadu1984 zkrácena ke stanici Fučíkova (Nádraží Holešovice).
26. června 2004 byla linka zkrácena o úsek Podhajská pole – Nádraží Holešovice a ukončena v zastávce Kobylisy, tedy do trasy Kobylisy – Sídliště Bohnice; zároveň ztratila rychlíkový charakter a byly na ní zřízeny zastávky Písečná a Pískovna, které dosud projížděla.
1. září 2005 se mění název zastávky Pískovna na Čimický háj
Od 1. září 2012 klasifikována jako metrobus.

### 201
31. ledna 1959 byla zavedena linka 201 v trase Václavské náměstí – Tylovo náměstí (I.P.Pavlova) – Náměstí Míru – Ruská třída (Ruská) – Stalingradská (dnes: Tolstého) – Zdravotní ústav (dnes: Volyňská) – Průběžná. Byla provozována v celotýdenním nočním provozu v rozsahu cca 2300 – 0330
4. května 1966 byla zrušena.
12. května 1975 opět zavedena v trase Sídliště Bohnice – Podhajská pole – Písečná – Střelničná (Kobylisy) – Sídliště Prosek – Prosek – Letňanské strojírny (Rychnovská) – Letňany (Staré Letňany) – Kulturní dům Kbely (Bakovská) – Kbely – Důstojnické domy. Zpočátku je provozována pouze v přepravních špičkách pracovních dnů, již k 12. lednu 1976 je ale její provoz rozšířen do klasického celodenního a celotýdenního režimu.
22. března 1977 všechny spoje se prodlužují přes zastávky U vodojemu a Čakovická přes Mladoboleslavskou ulici až do terminálu Nový Hloubětín
1. března 1978 upravila podobu linky v její východní části trasy, nadále nebyla ukončena v obratišti Sídliště Bohnice, ale na paralelní konečné Sídliště Bohnice, jih (Poliklinika Mazurská).
K 3. květnu 1978 je její provoz omezen pouze na pracovní dny, od 1. září 1980 dokonce jen na přepravní špičky pracovních dnů, roli pouhé špičkové posily si následně zachovává na více než dalších dvacet let.
30. srpna 1982 znovu upraveno bohnické ukončení společně s linkou 177 prohazují konečné zastávky. Nově vedena v trase Sídliště Bohnice – Zhořelecká – Mazurská (Krakov) – Dunajecká – Písečná – Střelničná (Kobylisy) – Sídliště Prosek – Prosek – Letňanské strojírny (Rychnovská) – Letňany (Staré Letňany) – Kulturní dům Kbely (Bakovská) – Kbely – Důstojnické domy – Nový Hloubětín.
23. listopadu 1990 zkrácena do trasy Visla (Sídliště Bohnice) – Zhořelecká – Mazurská (Krakov) – Dunajecká – Písečná – Střelničná (Kobylisy) – Sídliště Prosek – Prosek – Důstojnické domy – Hůlkova (v Hůlkově ulici před vjezdem do areálu dnešní Staré Aerovky). Linkové vedení v celé východní oblasti města ovlivněno souběžným předáním hned dvou nových dopravních staveb – úseku metra II.B (Florenc – Českomoravská) a nové tramvajové trati Ohrada – Palmovka. Dochází tak k významnému omezení autobusového provozu v okolí vysočanské průmyslové zóny.
Zrušena 24. září 2000.
6. listopadu 2004 zřízena nová linka v trase Nádraží Holešovice – Jankovcova – Kuchyňka – Rokoska – Vychovatelna – Bulovka – Čertův vršek – Madlina – Teplická – Poliklinika Prosek, provozovaná o přepravních špičkách pracovních dní jako posila linky 210.
Od 9. května 2008 v souvislosti s otevřením trasy metra C do Letňany byla zrušena a nahrazena odklonem linky 186.
K 1. září 2012 zřízena v trase Nádraží Holešovice – Madlina – Střížkov – Letňany – Tupolevova – Bakovská.
22. září 2014 byly zavedeny v pracovní dny mezi 8 a 9 hod. vložené posilové spoje v trase a směru Rokoska – Nádraží Holešovice.
2. listopadu 2013 byla zrušena zastávka Jankovcova ve směru z centra.
Od 1. září 2012 klasifikována jako standardní linka.
Od 15. října 2016 prodloužena ze Kbel po trase stávající linky 202 na Černý Most. Zároveň je na ní zkrácen interval ve špičkách pracovních dnů na 6, resp. 7–8 minut. Dojde tím k posílení přepravního vztahu od Satalic a z okolí zastávky Sicherova ke stanici metra Rajská zahrada, sjednocení nástupu ve směru do Satalic od jedné stanice metra a také bude posílena oblast okolo ulic Českolipské (nová bytová výstavba) a V Holešovičkách, resp. zastávky Kuchyňka (vysokoškolské koleje): NÁDRAŽÍ HOLEŠOVICE – Madlina – Střížkov – Letňany – Tupolevova – Bakovská – Kbely – Kbely – Nymburská – Dřevařská – Satalice – Satalická obora – Satalice – Nádraží Satalice (Z) – Sportareál Satalice – Plynárna Satalice – Sicherova – Lipnická – Jordánská (Z) – Hutě – Rajská zahrada – Ronešova – Poliklinika Černý Most – ČERNÝ MOST

### 202
Zavedena jako noční linka 31. ledna 1959 v trase Václavské náměstí – Náměstí Republiky – Letenské náměstí – Náměstí Svobody (poblíž dnešní Radnice Praha 6) – Náměstí Interbrigády (v Terronské ulici) – Hotel International (Čínská)
4. května 1966 linka zrušena
5. února 1975 zavedena v trase Sídliště Bohnice – Bohnická (Zhořelecká) – Čimice – Dolní Chabry, MNV (Osecká) – Kostelecká (Ďáblice) – Čakovice, ZJD (později Avia, sever a Za Avií na křižovatce ulic Za Aviií a K Avii)
1. března 1978 v oblasti Bohnic přesměrována do obratiště Sídliště Bohnice, jih (dnes Poliklinika Mazurská)
4. listopadu 1984 zřízena zastávka Sídliště Čimice v souvislosti se zprovozněním obratiště
4. října 1997 se mění název zastávky Nisa na Poliklinika Mazurská
10. dubna 1999 změna trasy v oblasti Ďáblic v souvislosti se zřízením zastávky Kokořínská
1. září 2001 prodloužena v pracovní dny ve špičách a v sedle do trasy Poliklinika Mazurská – Zhořelecká – Čimice – Sídliště Čimice – Osecká – Kokořínská – Ďáblice – Červený Mlýn – Nádraží Čakovice – U Pošty (Čakovický zámek) – Čakovice – Miškovice – Kbelský hřbitov – Sovenická – Jilemnická (Bakovská) – Kbely – Mladějovská – Vinoř. V ostatních obdobích je vedena do zastávky Za Avií (na křižovatce ulic Za Aviií a K Avii). Opatření zavedeno v souvislosti se zřízením městských částí s rozšířenou působností státní správy.
V roce 2005 jezdila v trase Poliklinika Mazurská – Zhořelecká – Čimice – Sídliště Čimice – Osecká – Kokořínská – Ďáblice – Obchodní centrum Čakovice – Za Avií / Nádraží Čakovice – Čakovický zámek – Čakovice – Miškovice – Kbelský hřbitov – Sovenická – Jilemnická (Bakovská) – Kbely – Mladějovská – Vinoř.
11. září 2007 zřízena zastávka Zamašská
K 30. 8. 2008 byla zkrácena o úsek Jilemnická (Bakovská) – Kbely – Mladějovská – Vinoř.
K 1. září 2012 ve směru odkloněna ze zastávky Obchodní centrum Čakovice přes zastávky Avia Letňany – Staré Letňany – Kbely – Satalice – Hutě – Rajská zahrada na Černý Most.
Od 1. září 2012 klasifikována jako standardní linka.
Od 29. června 2013 pokračují v pracovní dny večer a v sobotu a v neděli celodenně vybrané spoje ze zastávky Poliklinika Mazurská jako linka 144 ve směru Kobylisy bez nutnosti přestupu.
Zastávka Na Lukách byla k 7. dubnu 2015 přejmenována na Na Pramenech.
Od 15. října 2016 odkloněna ze zastávky OC Čakovice přes Nádraží Čakovice (Za Avií) – Čakovice – Miškovice do Kbel. V úseku Sídliště Bohnice – OC Čakovice zůstává provoz obecně beze změn, s korekcí jízdního řádu se zaměřením více na zdravotnická a školní zařízení. V úseku Černý Most – Kbely je linka nahrazena prodloužením linky 201. V úseku Kbely – OC Čakovice je linka z důvodu
velmi nízkého využití přesměrována přes Čakovice a Miškovice pro vytvoření přímého přepravního směru Bohnice – Čakovice, který dnes není zajištěn, a dále nová trasa linky 202 vybranými spoji nahrazuje linku 159 k Nádraží Kbely, za účelem zachování spojení MČ Kbely k OC Čakovice a návazné dopravy k železniční trati: POLIKLINIKA MAZURSKÁ – Zhořelecká – Čimice – Sídliště Čimice – Osecká – Kokořínská – Ďáblice – Obchodní centrum Čakovice – Nádraží Čakovice (Za Avií) – Cukrovar Čakovice – Ke Stadionu – Náměstí Jiřího Berana – ČAKOVICE – Radonická – Miškovice – Kbelský hřbitov – Zamašská – Sovenická – Bakovská – NÁDRAŽÍ KBELY
31. srpna 2020 namísto Nádraží Kbely ukončena v zastávce Kbelský pivovar

### 203
Zavedena 17. prosince 1975 v trase Sídliště Jižní Město (Jižní Město) – Betonárka (Háje) – Chodov (Ve Starochodovské ulici) – Na Sádce (Chodovská tvrz) – Spořilov – Severozápadní – Kačerov – Nemocnice Krč – Tempo
8. listopadu 1980 změna trasy v oblasti Jižního Města. Jezdí v trase Jižní Město – Kosmonautů (Háje) – Brechtova – Chodov, MNV (Mokrá) – Na Sádce (Chodovská tvrz) – Spořilov – Severozápadní – Kačerov – Nemocnice Krč – Tempo
20. března 1984 odkloněna do trasy Jižní Město – Kosmonautů (Háje) – Brechtova – Chodov, MNV (Mokrá) – Na Sádce (Chodovská tvrz) – Na pahorku – Hlavní – Spořilov – Severozápadní – Kačerov – Nemonice Krč – Novodvorská – Výzkumný ústav A.S. Popova (Jílovská)
1. října 1988 prodloužena o úsek Výzkumný ústav A.S. Popova (Jílovská) – Vavřenova (bývalé obratiště v ulici Vavřenova u křižovatky s ulicí Na Výspě
13. ledna 1992 vedena namísto ze zastávky Jižní Město ze zastávky Jakobiho
30. srpna 1993 namísto ze zastávky Jakobiho vedena opět ze zastávky Jižní Město
27. května 1995 namísto přes Nemocnici Krč vedena přes zastávku Nad Havlem
V roce 2005 jezdila v trase Jižní Město – Háje – Brechtova – Mokrá – Chodovská tvrz – Spořilov – Severozápadní – Kačerov – Nemonice Krč – Novodvorská – Jílovská – Vavřenova.
K 1. září 2012 byla zrušena, nahrazena linkami 106, 170 a 293.
Od 15. října 2016 nová midibusová linka POLIKLINIKA BUDĚJOVICKÁ – Lísek – Rosečská – Nad Rybníky – Nádraží Krč – Nad Havlem – Nemocnice Krč – Klárův ústav (T) – Ústav mateřství – IKEM – V Lískách (Z) – Ústav Akademie věd – Zelené domky – U Tří svatých – Kunratická škola – Kunratice – Šeberák – Na Proutcích – Koleje Jižní Město – Volha – U Kunratického lesa – Petýrkova – Dědinova – Roztyly – Chodovec – Chodovská tvrz – Mokrá – Šperlova – Brechtova – Wagnerova - Stachova – Poliklinika Háje – Modrá škola (Z) – Háje (Z) – Milíčov – HÁJE.
V úseku Milíčov – Chodovec nová linka 203 nahrazuje původní linku 293. Vzhledem k protestům sdružení SOS Spořilov, které požaduje trvale snižovat počet autobusových spojů na Spořilově, linka z Chodovce pokračuje na Roztyly a dále zajišťuje spojení oblasti metra C a zastávky Petýrkova s Kunraticemi, kde nahrazuje provoz v tomto úseku zrušené linky 193. Linka dále pokračuje okolo
IKEMu a Ústavu mateřství k Nemocnici Krč a dále přes zastávky Nad Havlem a nad rybníky k Poliklinice Budějovická. V této oblasti opět nahrazuje spolu s novou linkou 117 provoz původní linky 293, tuto linku obsluhuje dopravce About Me.

### 204
Zavedena 4. května 1975 v trase Chodov (v ulici Starochodovská) – Brechtova – Betonárka (Háje) – Petrovice, most (Newtonova) – Dieselova (v Edisonově ulici u křižovatky s Dieselovou) – Horní Měcholupy (Na Vartě) – Hornoměcholupská (K Lesoparku) – Náměstí J. Marata (Hostivařská) – Sklářská – Léčiva (Zentiva)
17. červenec 1976 zřízena zastávka Kablo
6. prosince 1976 vedena přes zastávku V Chotejně
1. prosince 1977 namísto přes Brechtovu vedena v trase Chodov (ve Starochodovské) – Zupkova (Ke Kateřinkám) – Betonárka (Háje) – … – Léčiva (Zentiva)
8. listopadu 1980 v oblasti Chodova vedena v trase Primátora Vacka (Roztyly) – Na Sádce (Chodovská tvrz) – MNV Chodov (Mokrá) – Brechtova – Kosmonautů (Háje) – … – Léčiva (Zentiva)
20. prosince 1980 ve směru Léčiva vedena namísto přes zastávku Hornoměcholupská (K Lesoparku) přes zastávku Sídliště Hornoměcholupská (Gercenova)
7. září 1982 obousměrně vedena přes zastávku Sídliště Hornoměcholupská (Gercenova) namísto přes Hornoměcholupská (K Lesoparku) a Náměstí J.Marata (Hostivařská)
6. ledna 1984 zřízena zastávka Sídliště Horní Měcholupy (Boloňská)
10. června 1986 v oblasti Petrovic vedena namísto přes zastávku Dieselova přes zastávku Mikojanova (v ulici Janovská)
5. července 1990 změna trasy v oblasti Petrovic do trasy ...- Horčičkova – Jakobiho – Sídliště Petrovice – Janovská (v Janovské ulici) – Na Vartě-...
23. dubna 1991 v oblasti Petrovic do trasy ...- Sídliště Petrovice – Nové Petrovice – Na Vartě -...
1. září 1994 obsluhuje navíc zastávku Hotel Košík (Městský archiv)
18. listopadu 1995 v oblasti Jižního Města vedena v trase Chodov – Broského – Donovalská – Opatov – Ke Kateřinkám – Háje -... – Léčiva (Zentiva)
14. února 1998 zkrácena o úsek Chodov – Opatov, v provozu jen dva spoje ráno ve směru Léčiva (Zentiva) a dva odpoledne zpět
25. ledna 2002 zrušena
1. září 2004 zavedena nová jednosměrná linka v trase Smíchovské nádraží – Lihovar – Malá Chuchle – Dostihová – Radotínská – Závodiště Chuchle – Zahradnictví – Vrážská – U Jankovky – Nádraží Radotín – Otínská – Na Viničkách – Sídliště Radotín.
Od 1. září 2007 byla trasa zobousměrněna a upravena díky zprovoznění ulice Mezichuchelská: Smíchovské nádraží – Lihovar – Malá Chuchle – Starolázeňská – Radotínská – Závodiště Chuchle (T) – Zahradnictví – Vrážská – U Jankovky – Nádraží Radotín – Otínská – Na Viničkách (T) – Sídliště Radotín.
K 8. březnu 2009 byla linka zrušena a nahrazena linkami 172 a 244.
Obnovena byla 1.12.2019 v trase OC Černý Most – Nádraží Horní Počernice – Ratibořická (Sídliště Horní Počernice) – Svépravice – Na Svěcence – Škola Dolní Počernice – Štěrboholy – OC Štěrboholy – Nádraží Horní Měcholupy – Boloňská – Sídliště Petrovice, dopravce Arriva City.  
1. března 2021 odklon do trasy Stavební zóna Horní Počernice – Vlastibořská – Do Čertous – Nádraží Horní Počernice  – Sídliště Horní Počernice – Krahulčí – Svépravice – ...- Sídliště Petrovice  

### 205
Zavedena 29. září 1975 v trase Budějovická – Nemocnice Krč – Zálesí – Obecní domy (bývalá křižovatka Jordana Jovkova a Plevenská) – Modřany (Obchodní náměstí) – Komořany
23. prosince 1975 odkloněna do trasy Budějovická – Nemocnice Krč – Zálesí – Lhotka – Rozvodna (Družná) – Modřany (Obchodní náměstí) – Komořany
26. července 1979 změna trasy v oblasti Modřan ...- Sídliště Lhotka – Tyršova čtvrť – Šárkova (Darwinova) – Baumanské náměstí (křižovatka Darwinova a Modřanská) – Modřany (Obchodní náměstí) -...
30. srpna 1982 změna trasy v oblasti Modřan ...- Sídliště Lhotka – Rozvodna (Družná) – Tylova čtvrť – Sídliště Modřany (Poliklinika Modřany) – K Vystrkovu – Cukrovar (Cukrovar Modřany) – Komořany
1. prosince 1982 změněna trasa v oblasti Modřan ...- Sídliště Lhotka – Rozvodna (Družná) – Sovětské armády (Tylova čtvrť) – Na Havránce – Obchodní náměstí – Cukrovar (Cukrovar Modřany) – Komořany
1. dubna 1989 namísto přes Nemocnic Krč vedena přes zastávky Nádraží Krč
28. dubna 1990 v úseku Budějovická – Nádraží Krč místo přes Lísek vedena přes Ryšánku
27. května 1995 upravena trasa do podoby Zelený Pruh – Ryšánka – Antala Staška – Budějovická (Poliklinika Budějovická) – Nemocnice Krč – Zálesí – … – Komořany
červen 1996 v oblasti Krče ve směru Komořany namísto přes Antala Staška vedena přes Krčskou
1. listopadu 2003 zřízena nová zastávka Nádraží Modřany a stávající přejmenována na Obchodní náměstí.
9. prosince 2007 byla zastávka U Statku přejmenována na název Na Planině.
Od úterý 31. března 2009 zkrácena do polookružní trasy Komořany – …  – Zálesí – Nemocnice Krč – Kačerov – Na Návrší – Na Rolích – Brumlovka – Budějovická – Krčská – Na Strži – Ryšánka – Poliklinika Budějovická – Brumlovka – … – Komořany. Důvodem byl majetkový spor o pozemek okolo obratiště Zelený pruh.
Od 14. dubna 2009 však opět prodloužena přes Zelený pruh do zastávky Zemanka. V úseku Zemanka – Kačerov jezdí jen v omezeném časovém rozsahu, vzhledem k tomu, že obratiště Zemanka (fyzicky až u zastávky Dobeška) se nachází v rezidenční čtvrti.
K 1. září 2012 byla zkrácena do trasy Zelený pruh – Ryšánka – Antala Staška(T) – Krčská (Z) – Budějovická(Z) / Poliklinika Budějovická (T), ve zrušeném úseku nahrazena linkou 139.
od 1. září 2012 byl dopravcem ČSAD Střední Čechy a. s.
Od 1. září 2012 klasifikována jako standardní linka. V provozu celotýdenně s večerním omezením.
V roce 2013 jezdila v trase Budějovická – Zelený pruh. Dopravcem byl ČSAD Střední Čechy a. s.
Od 5. ledna 2015 byla zřízena nástupní zastávka Poliklinika Budějovická.
Od 7. dubna 2015 je dopravcem Stenbus.
Od 15. října 2016 je linka zrušena a plně nahrazena spoji linky 134.

### 206
30. srpna 1976 zavedena v trase Budějovická – Na Sádce (Chodovská tvrz) – Protivova (Hněvkovského) – Betonárka (Háje) – Sídliště Jižní Město (Jižní Město)
8. listopadu 1980 zrušena
20. prosince 1980 zavedena v trase Želivského – Pod Rapidem – Nádraží Strašnice – Sídliště Zahradní město západ (Jesenická)
12.7.1987 odkloněna do trasy Strašnická – Nádraží Strašnice – Sídliště Zahradní město západ (Jesenická)
17. listopadu 1995 zrušena
V roce 2005 nebyla v provozu.
Od pondělí 1. listopadu 2010 byla zřízena v trase Dejvická – Horoměřická (tam) – Sídliště Červený Vrch (zpět) – Divoká Šárka – Vlastina – Sídliště Na Dědině – Ciolkovského – Dlouhá míle – Obchodní centrum Ruzyně. Nahradila dosavadní neintegrovanou linku 103122 firmy Exprescar. V provozu v období provozu obchodního centra, tj. cca 8–21 hodin. Dopravcem se stal Stenbus.
K 1. září 2012 byla zřízena zastávka Nad Džbánem.
Od 1. září 2012 klasifikována jako standardní linka, v provozu celotýdenně s večerním omezením.
Od 9. prosince 2012 byla zrušena, resp. přečíslována na linku 218.
21. května 2016 zavedena z důvodu rekonstrukce tramvajové tratě na Spořilov a odklonu linek 188 a 196 v trase Strašnická – Nádraží Strašnice – Jesenická – Centrum Zahradní Město – Záběhlická škola – Jesenická – Nádraží Strašnice – Strašnická
15. října 2016 je linka zrušena

### 207
Zavedena 15. února 1978 v trase Sokolovská – Tachovské náměstí – Ohrada
19. září 1978 prodloužena o úsek Černínova – Pražačka (mezi Ohradou a Vozovnou Žižkov) – Jarov (mezi Kněžská luka a Chmelnice) – Spojovací – Pod Šancemi, Pražské komunikace
4. listopadu 1984upravena do trasy Staroměstská – Řásnovka (Nemocnice Na Františku) – Sokolovská (Florenc) – Tachovské náměstí – Pražačka (mezi Ohradou a Vozovnou Žižkov) – Jarov (mezi Kněžská luka a Chmelnice)
3. listopadu 1985 zkrácena o úsek Ohrada – Jarov
1. března 1988 prodloužena o úsek Černínova – Pražačka (mezi Ohradou a Vozovnou Žižkov) – Jarov (mezi Kněžská luka a Chmelnice) – Spojovací
23. listopadu 1990 zkrácena do trasy Staroměstská – Ohrada
V roce 2005 jezdila v trase Staroměstská – Ohrada.
1. října 2005 byla zkrácena o úsek zkrácena o úsek Florenc – Staroměstská, do trasy Florenc – Ohrada, v úseku Staroměstská – Florenc nahrazena prodlouženou linkou 133.
K 30. srpnu 2008 byla zrušena a nahrazena linkami 133 a 175.
Od 1. října 2011 byla v trase Staroměstská – Ohrada obnovena.
Od 1. září 2012 klasifikována jako metrobus.

### 208
Zavedena 3. března 1975 v trase Hostýnská – Sídliště Malešice – Černokostelecká – Hutní základna (Depo Hostivař) – Na Homoli – Perlit
1. prosince 1975 zkrácena do trasy Sídliště Malešice – Perlit
13. ledna 1977 prodloužena do zastákvy Prefa (Tiskařská) – jen pro výstup
21. června 1979 zastávka Prefa (Tiskařská) zrušena, ukončena obousměrně v zastávce Perlit
20. prosince 1980 změna trasy Želivského – Sídliště Malešice – Černokostelecká – Hutní základna (Depo Hostivař) – Polygrafická – Perlit – Spolská – Jahodnice – Dolní Počernice
31. ledna 1984 ze zastávky Perlit vedena ulicí Objízdní přímo do zastávky Laktos (Sídliště Jahodnice) z důvodu přestavby silniční sítě
18. prosince 1986 návrat do trasy přes zastávku Spolská
listopad 1995 namísto přes zastávku Spolská vedena přes Jiráskovu čtvrť
10. června 2001 se mění název zastávky Laktos na Sídliště Jahodnice
V roce 2005 jezdila v trase Želivského – Dolní Počernice.
28. května 2006 zřízeno zajíždění do nově otevřeného terminálu Depo Hostivař.
Od 9. května 2008 byla zkrácena do trasy Depo Hostivař – Dolní Počernice.
K 12. prosinci 2010 byl provoz omezen na špičky pracovních dnů, v ostatních obdobích ji nahrazovaly linky 223 a 296.
K 11. prosinci 2011 byla zrušena a nahrazena linkami 263, 109 a 223.
Od 29. 4. 2017 zavedena přečíslováním z linky 263 v trase Depo Hostivař – Průmyslová – Obchodní centrum Štěrboholy – Štěrboholy – U Radiály – Jahodnice – Dolní Počernice – Bezděkovská (Vinice Dolní Počernice), dopravcem je Arriva City.

### 209
Zavedena 5. dubna 1976 v trase Ke Stírce – Podhajská pole – Odra – Sídliště Bohnice, jih (Poliklinika Mazurská)
30. srpna 1982 zrušena
3. ledna 1983 zavedena v trase OÚNZ Vysočany (Poliklinika Vysočany) – Náměstí Lidových milicí (Vysočanská) – Prosek – Letňany (Staré Letňany) – Nádraží Čakovice (Za Avií) – Čakovice, ZPA (Čakovice)
1. února 1988 v Letňanech odkloněna do trasy ...- Avia Letňany – Masokombinát Čakovice (OC Čakovice) – Nádraží Čakovice (Za Avií)
23. listopadu 1990 namísto z OÚNZ Vysočany výchozí z terminálu Českomoravská
30. září 2001 zrušena v rámci optimalizace dopravy v oblasti Letňan.
Od 29. 4. 2017 zavedena přečíslováním z linky 269 v trase Obchodní centrum Čakovice – Tupolevova – Letňany – Kbely – Satalice – Stavební zóna Horní Počernice – Nádraží Horní Počernice – Komárovská – Ve Žlíbku – Xaverov – Výzkumné ústavy Běchovice – Běchovice – Újezd nad Lesy – Kvasinská – Pod Oborou – Netluky – Uhříněves – Nádraží Uhříněves, dopravcem je Arriva City.
4.1.2021 zkrácena o úsek Obchodní centrum Čakovice – Letňany

### 210
Zavedena 27. září 1975 vedena v trase Sokolovská (Florenc) – Štvanice – Liberecká (Střížkov) – Prosek.
10. ledna 1977 prodloužena o úsek Prosek – Průjezdní (Letňanská)
4. listopadu 1984 linka zrušena v souvislosti s prodloužením linky metra C do stanice Fučíkova (Nádraží Holešovice)
18. února 1986 zavedena v trase Smíchovské nádraží – Nádraží Braník – Obchodní náměstí – U Otočky (Levského)
3. června 1986 vedena v úseku Obchodní náměstí – U Otočky (Levského) přes zastávku Sídliště Modřany (Poliklinika Modřany)
27. května 1995 zrušena v souvislosti s otevřením tramvajové tratě do Sídliště Modřany
2. září 1995 zavedena v trase Nádraží Holešovice – Bulovka – Madlina – Lovosická (Poliklinika Prosek) – Letňanská – Tupolevova – Masokombinát Čakovice (OC Čakovice) – Ke Stadionu – ZPA Čakovice (Čakovice)
26. června 2004 byly na lince v trase Nádraží Holešovice – Čakovice zrušeny zastávky Poliklinika Prosek – Českolipská a místo toho začala jezdit přes zastávky Liberecká (Střížkov) – Sídliště Prosek – Prosek – Nový Prosek, navíc byla ve směru do Čakovic zřízena zastávka Vychovatelna.
1. září 2004 byla zřízena zastávka Čertův vršek. V roce 2005 jezdila v trase Nádraží Holešovice – Obchodní centrum Čakovice – Čakovice.
Od 9. května 2008 byla vedena v trase Nádraží Holešovice – Bulovka – Střížkov – Poliklinika Prosek – Letňany – Tupolevova – OC Čakovice – Nám. J. Berana – Čakovice – Miškovice (tedy odkloněna kolem Polikliniky Prosek a přes terminál Letňany a prodloužena z Čakovic do Miškovic) a provoz byl rozšířen na celodenní a celotýdenní.
K 30. srpnu 2008 byla zrušena, nahrazena linkami 186, 134 a 151.
Od 29. 4. 2017 zavedena přečíslováním z linky 260 v trase Nádraží Klánovice – Hulická – Polesná (T) – Netušilská, dopravcem je Stenbus.

### 211
Zavedena 30. srpna 1976 v trase Na Knížecí – Křížová – Úřad důchodového zabezpečení (Správa sociálního zabezpečení) – Lihovar
8. listopadu 1979 namísto z Na Knížecí výchozí ze zastávky Anděl
15. prosince 1983 linka zrušena (nahrazena odkloněním linky 197)
9. prosince 1986 zavedena v trase Moskevská (Na Knížecí) – Vidoule – Kovářova – Stodůlky (Sídliště Stodůlky)
12. května 1987 linka zrušena
31. srpna 1987 zavedena v trase Moskevská (Na Knížecí) – ZPA Jinonice (T) (Stará Stodůlecká) – Malá Ohrada (Archeologická) – Favorského (Z) (Amforová) – Lužiny (mezi dnešními zastávkami Amforový a Luka)
1. dubna 1988 ve směru do centra vedena přes zastávku Sídliště Jinonice
27. října 1988 zkrácena do trasy Dukelská (Nové Butovice) – Malá Ohrada (Archeologická) – Lužiny (mezi dnešními zastávkami Amforový a Luka)
12. listopadu 1994 změna trasy Nové Butovice – Malá Ohrada (Archeologická) – Velká Ohrada v souvislosti s prodloužením trasy metra B na Zličín
V roce 2005 jezdila v trase Nové Butovice – Velká Ohrada.
K 11. prosinci 2011 byla zrušena a nahrazena linkou 235.
Od 29. dubna 2017 zavedena přečíslováním z linky 251 v trase Nádraží Klánovice – Hulická – Sídliště Rohožník,
jezdí na ní autobusy od dopravce Arriva City.

### 212
23. února 1976 zavedena v trase Náměstí Krasnoarmějců (Staroměstská) – Dopravní podniky (Vltavská) – Vozovna Kobylisy – Burešova (Šimůnkova)
6. května 1977 linka zrušena
29. října 1979 Chodov (ve Starochodovské ulici) – Zupkova (Ke Kateřinkám) – Sídliště Jižní Město (Jižní Město) – V Horkách (K Obecním hájovnám) – Náměstí J.Marata (Hostivařská) – Nádraží Hostivař – Kablo – Štěrboholská (Ústřední) – Technoplyn (Spalovna Malešice) – Teplárna Malešice
8. listopadu 1980 v oblasti Jižního města vedena po trase Jižní Město – Kosmonautů (Háje) – Zupkova (Ke Kateřinkám) – Družby (Opatov) – K Obecním hájovnám – Náměstí J.Marata – Nádraží Hostivař – Kablo – Štěrboholská – Malešická továrna – Polygrafická – Teplárna Malešice
4. května 1981 v oblasti hostivařsko-malešické zóny změna trasy Jižní Město – Kosmonautů (Háje) – Zupkova (Ke Kateřinkám) – Družby (Opatov) – K Obecním hájovnám – Náměstí J.Marata – Nádraží Hostivař – Kablo – Štěrboholská – Malešická továrna – Polygrafická – Teplárna Malešice – Perlit
7. prosince 1981 namísto přes zastávku K Obecním hájovnám vedena přes Na Košíku
22. ledna 1985 v souvislosti s úpravou komunikační sítě převedena ze zastávky Štěrboholská (Ústřední) přes zastávku Průmyslová (Radiová)
4. říjen 1997 převedena do polookružní trasy Jižní Město – Háje – Ke Kateřinkám – Opatov – Na Košíku – Hostivařská – Nádraží Hostivař – Kablo – Průmyslová – Malešická továrna – Polygrafická – Teplárna Malešice – Stavební závody (Tiskařská) – Radiová – Kablo – Nádraží Hostivař – Hostivařská – Na Košíku – Opatov – Ke Kateřinkám – Háje – Jižní Město
V roce 2005 jezdila v trase Jižní Město – Tiskařská.
28. května 2006 zřízeno zajíždění do terminálu Depo Hostivař.
K 1. září 2009 byla zrušena, nahrazena odkloněnou linkou 122.
Od 29. 4. 2017 zavedena přečíslováním z linky 262 v trase Nádraží Klánovice-sever – Nepasické náměstí.
Dopravcem je Stenbus.

### 213

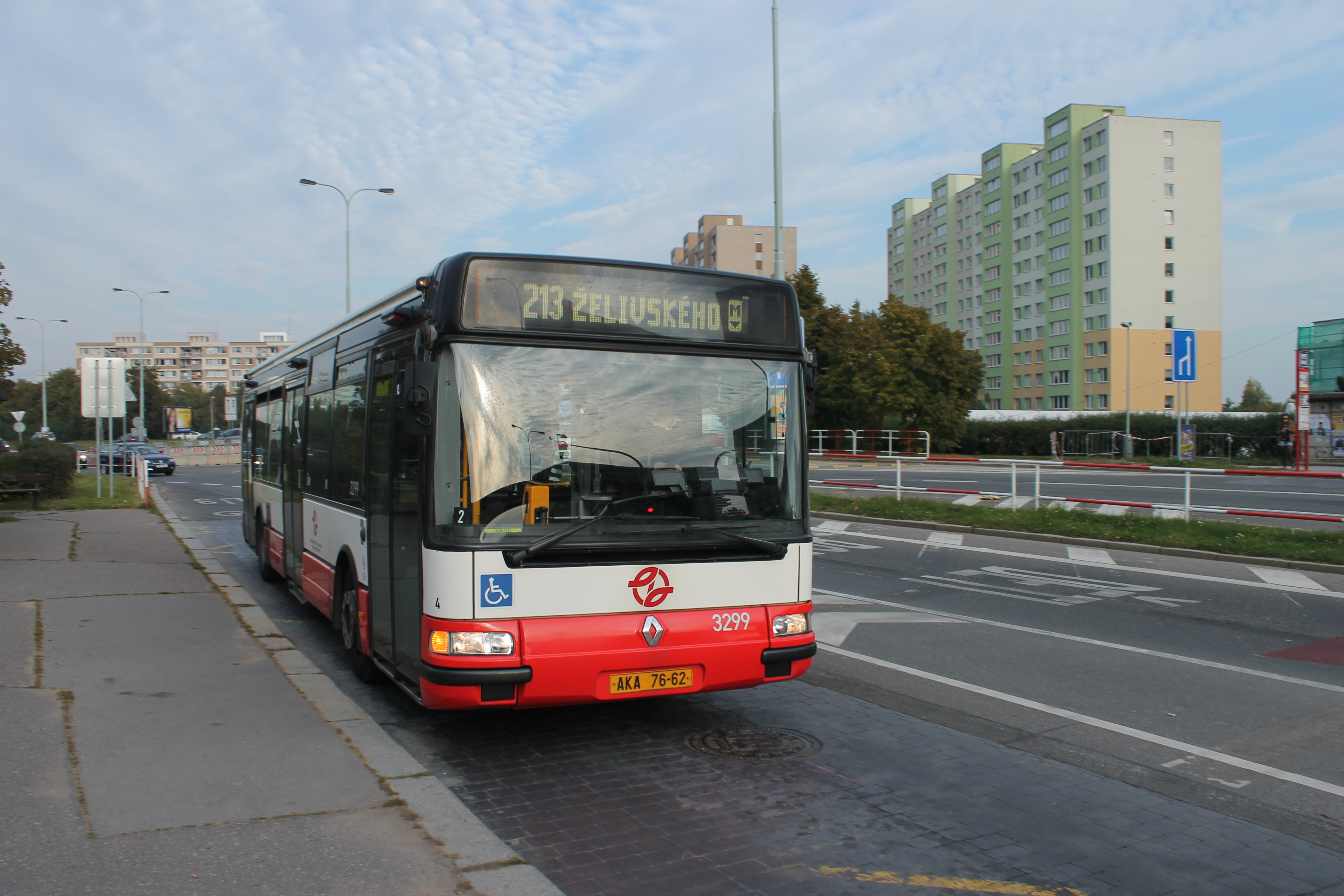
Autobus linky 213 na zastávce Metodějova

Zavedena 16. března 1977 v trase Čechovo náměstí – Slavia – Bohdalec – Spořilov – Hlavní – Na pahorku – Chodovec – Na Sádce (Chodovská tvrz) – Betonárka (Háje) – Sídliště Jižní Město (Jižní Město)
12. února 1980 v oblasti Vršovic vedena v trase Čechovo náměstí – Kodaňská(Z) – Investa (Z) (Kavkazská) – Koh-i-noor – Svahová (Vršovický hřbitov) – Bohdalec – … – Sídliště Jižní Město (Jižní Město)
8. listopadu 1980 v oblasti Chodova vedena přes zastávku Družby (Opatov) a Zupkova (Ke Kateřinkám)
20. prosince 1980 prodloužena do trasy Želivského – Kodaňská – Koh-i-noor – Bohdalec – Spořilov – Hlavní – Na pahorku – Chodovec – Chodovská tvrz – Kosmonautů (Háje) – Jižní Město
12. července 1987 změna trasy v oblasti Vršovic ve směru Želivského vedena přes zastávku Kodaňská, v opačném směru přes zastávku Chemapol (Kavkazská) a v Oblasti Spořilova ve směru Jižní Město vedena přes zastávky Lešanská a Na pahorku
19. dubna 2005 byly zrušeny zastávky Svahová – Koh-i-noor – Kavkazská – Kodaňská – Na Míčánkách a místo nich zřízena zastávka Slavia.
Od 1. září 2012 klasifikována jako metrobus.
1. září 2013 byla zřízena zastávka Teplárna Michle mezi zastávkami Spořilov a Chodovská.
Od 29. března 2017 linka prodlužena do trasy: ŽELIVSKÉHO – Želivského (T) – Bělocerkevská – Bohdalec – Chodovská – Teplárna Michle – Spořilov – Lešanská (T) – Nad Pahorkem (T) – Hlavní (Z) – Choceradská (Z) – Chodovec – Chodovská tvrz – Litochlebské náměstí – Opatov – Ke Kateřinkám – Metodějova – Háje – Horčičkova – JIŽNÍ MĚSTO / (Dolnokřeslická – Křeslice – Hříbková – Nové Pitkovice – K Pitkovičkám – Ke Kříži – Nové náměstí – Picassova (T) – NÁDRAŽÍ UHŘÍNĚVES). Do zastávky Nádraží Uhříněves jede každý druhý spoj bez zajiždění do obratiště Jižní Město. Tato linka v plném rozsahu nahrazuje stávající linku 232. Tato linka také nově nabídne přímé spojení z Křeslic a Pitkovic do centrální části Prahy 10 s vazbou na tramvaj v oblasti Spořilova, Vršovic a stanice metra Želivského. Tato linka byla také součástí reorganizace a posílení spojů v oblasti Uhříněveska, které byly provedeny na základě několikaměsíčního jednání se zástupci městských částí v okolí Uhříněvsi.
Od 5. prosince 2020 o víkendech a svátcích využíváno 32. a 33. pořadí k retroprovozu.

### 214
Zavedena 14. srpna 1978 v trase Petřiny (Sídliště Petřiny) – Vypich – Bílá Hora – Karlovarská silnice (Jiviny) – Uhelné sklady (zastávka v prostorech dnešního logistického arálu poblíž zastávky Na Hůrce)
1. července 1996 zrušena
V roce 2005 nebyla v provozu.
K 11. prosinci 2011 byla zavedena v trase Nové Butovice – Malá Ohrada (Archeologická) – Nad Malou Ohradou (Malá Ohrada) – Luka – Stodůlky – Slánská – Bazovského – Reinerova – Bílá Hora, v prokladu s linkou 225.
Od 1. září 2012 klasifikována jako standardní linka.
Od 7. dubna 2015 je linka zrušena.
Od 3. ledna 2024 je linka opět zavedena v trase Sobín – Starý Zličín – Sídliště Řepy – Radnice Řepy – Bílá Hora

### 215
Zavedena 13. října 1980 v trase Kačerov – Nemocnice Krč – Tempo – Přírodní – Sídliště Libuš
V roce 2005 i 2013 jezdila v trase Kačerov – Sídliště Libuš.
Od 1. září 2012 klasifikována jako metrobus.
Od roku 2023 je zastávka Pavlíková přejmenována na zastávku Libuš a dřívější zastávka, která nesla jméno Libuš byla přejmenována na Starou Libuš (Stará Libuš)

### 216
Zavedena 13. srpna 1978 v trase Hradčanská – Vozovna Střešovice – Náměstí Na Ořechovce (Macharovo náměstí) – Starodejvická – Horoměřická (Bořislavka) – Nádraží Veleslavín – Aritma Vokovice (Nové Vokovice)
19. března 1979 prodloužena o úsek Špejchar – Hradčanská
8. listopadu 1980 část spojů vedena v trase Špejchar – … – Starodejvická – Bořislavka (Na Pískách), ostatní spoje ve stávající trasy bez zajíždění do zastávky Bořislavka (Na Pískách)
30. června 1986 spoje vedené v trase Špejchar – Aritma Vokovice rovněž zajíždí do zastávky Bořislavka (Na Pískách)
17. prosince 1986 spoje vedené v trase Špejchar – Aritma Vokovice nezajíždí do zastávky Bořislavka (Na Pískách)
3. dubna 1995 spoje vedené v trase Špejchar – Aritma Vokovice zajíždí do zastávky Bořislavka (Na Pískách)
V roce 2005 jezdila v trase Špejchar – Bořislavka – Nové Vokovice.
Od 1. září 2011 provozována v nové trase Poliklinika Petřiny – Vojenská nemocnice – U Vojenské nemocnice – Norbertov – Vozovna Střešovice – Macharovo náměstí – Starodejvická – Bořislavka – Nádraží Veleslavín – Nové Vokovice .
K 1. září 2012 byla zkrácena o úsek Bořislavka – Nové Vokovice, v němž byla nahrazena linkou 218. V roce 2013 jezdí v trase Bořislavka – Poliklinika Petřiny.
Od 1. září 2012 klasifikována jako midibusová linka.
Od 7. dubna 2015 je linka zrušena.
3. dubna 2018 zavedena na zkušební dobu 3 měsíců v trase Bořislavka – Hanspaulka – Sídliště Baba
30. června 2018 prodloužena do trasy Poliklinika Petřiny – Vojenská nemocnice – U Vojenské nemocnice – Norbertov – Vozovna Střešovice – Macharovo náměstí – Starodejvická – Bořislavka – Hanspaulka – Sídliště Baba

### 217
Zavedena 13. srpna 1978 v trase Vysoké školy (poblíž křižovatky Zikova a Thákurova) – Leninova (Dejvická) – Malovanka – Stadion Jih (Stadion Strahov) – Podbělohorská – Klamovka – Anděl
8. ledna 1979 zajíždí do zastávky Pod Královkou
5. května 1985 zkrácena do trasy Leninova (Dejvická) – Anděl (neobsluhuje zastávku Vysoké školy)
3. listopadu 1985 prodloužena do terminálu Moskevská (Na Knížecí)
V roce 2005 jezdila v trase Dejvická – Na Knížecí.
K 1. září 2012 byla zrušena, nahrazena linkami 143 a 191.

### 218
Zavedena 1. září 1982 v trase Leninova (Dejvická) – Koospol (Nad Džbánem) – Divoká Šárka – Potraviny (Ruzyňský velkoobchod) – Sklady POD (U Prioru) – Ciolkovského – Sídliště Na Dědině
V roce 2005 jezdila v trase Dejvická – Sídliště Na Dědině.
K 1. září 2012 byla zkrácena o úsek Nádraží Veleslavín – Dejvická kvůli souběhu s tramvajovými linkami, vybrané spoje ve špičkách pracovních dnů byly prodlouženy do zastávky Nové Vokovice.
Od 9. prosince 2012 byla ve stávající trase provozované Dopravním podnikem hl. m. Prahy zrušena a nahrazena prodloužením linky 108. Zároveň byla znovu zavedena v trase Dejvická – Divoká Šárka – Sídliště Na Dědině – Obchodní centrum Šestka přečíslováním linky 206 na 218, provozovatelem je Stenbus s. r. o. V provozu celotýdenně s večerním omezením.
Od 1. září 2012 klasifikována jako standardní linka, stejně jako tehdejší linka 206.
Od 7. dubna 2015 je linka zrušena po prodloužení metra A do Motola
V prosinci roku 2024 obnovena na trase NÁDRAŽÍ VELESLAVÍN - Na Pastvinách - NOVÉ VOKOVICE.

### 219
Vznikla 1. února 1971 přečíslováním tehdejší linky 119 v souvislosti se vznikem překryvné autobusové sítě, její trasa byla Náměstí Republiky – Náměstí Říjnové revoluce (Dejvická) – Staré letiště (Terminál 3) – Nové letiště (terminál 1)
9. května 1974 přečíslována opět na 119
Nově zavedena 29. května 1978 pro obsluhu Stodůlek v trase Kotlářka – Bílý Beránek – Zličín, nádraží (Lidečská) – Konstruktiva (Bavorská) – Stodůlky, u hřbitova (Lýskova) – Stodůlky, MNV (historické jádro obce Stodůlky v dnešní Kovářově ulici) – Náměstí Lužina (Mládí) – Stodůlky,cihelna (Nárožní) – Jinonice, ZPA (Stará Stodůlecká) – Vidoule – Motorlet (U Waltrovky).
1. září 1983 namísto přes Stodůlky,MNV (historické jádro obce Stodůlky v dnešní Kovářově ulici) vedena přes zastávku Šostakovičovo náměstí (cca na náměstí téhož jména)
5. března 1985 v oblasti Stodůlek upravena trasa Kotlářka – … – Náměstí Na Lužinách (Mládí) – Nová kolonie – Stodůlky, cihelna (Nárožní) – Jinonice, ZPA – … – Motorlet (U Waltrovky)
27. října 1988 linka zrušena
4. září 1989 zavedena v trase Dukelská (Nové Butovice) – Cvetkovova (Nárožní) – Mládí – Stodůlky (Sídliště Stodůlky)
16. prosince 1989 navíc vedena přes zastávku Nová kolonie
12. listopadu 1994 odkloněna do trasy Nové Butovice – Mototechna
červenec 1995 prodloužena o úsek Mototechna – Konstruktiva (Bavorská)
9. listopadu 1998 se mění název zastávky Konstruktiva na Bavorská
V roce 2005 jezdila v trase Nové Butovice – Bavorská.
K 11. prosinci 2011 byla zrušena a nahrazena linkou 164.
28. června 2025 opět zavedena v trase Jinonice - Nové Butovice - Šafránkova - Ordovická - Za Mototechnou - Nová kolonie - KD Mlejn - Luka - Malá Ohrada. V úseku Jinonice - Malá Ohrada v trase Jinonice- Malá Ohrada nahradí linku 137, která byla kvůli rekonstrukci ulice Peroutkova zkrácena do zastávky Jinonice.

### 220
Vznikla 1. února 1971 přečíslováním linky 120 v souvislosti se vznikem překryvné autobusové sítě. Tehdejší trasa byla Petřiny – Motol – Anděl – Šumavská – Nákladové nádraží Žižkov – Jarov
9. května 1975 přečíslována zpět na 120.
Nově zavedena od 28. března 1978 v trase Křeslice – Petrovice,.most (Newtonova)- Dieselova (v Edisonově ulici u křižovatky s Dieselovou) – Horní Měcholupy (Na Vartě) – Hornoměcholupská (K Lesoparku) – Náměstí J. Marata (Hostivařská) – Sklářská – U Továren – Dolní Měcholupy (bývalé obratiště v ulici Pod Lesíkem), původně jezdila pod číslem 51.
Jako 220 vedena od 28. srpna 1978
19. prosince 1978 prodloužena o úsek Pitkovice – Křeslice
20. prosince 1980 vedena ve směru Dolní Měcholupy namísto přes zastávku Hornoměcholupská (K Lesoparku) přes zastávku Sídliště Hornoměcholupská (Gercenova)
7. září 1982 obousměrně vedena přes zastávku Sídliště Hornoměcholupská (Gercenova) namísto přes Hornoměcholupská (K Lesoparku) a Náměstí J.Marata (Hostivařská)
6. ledna 1984 zřízena zastávka Sídliště Horní Měcholupy (Boloňská)
10. června 1986 v oblasti Petrovic vedena namísto přes zastávku Dieselova přes zastávku Mikojanova (v ulici Janovská)
5. července 1990 změna trasy v oblasti Petrovic do trasy ...- Arovo náměstí (Dolnokřeslická) – Jakobiho – Sídliště Petrovice – Janovská (v Janovské ulici) – Na Vartě-...
23. dubna 1991 v oblasti Petrovic do trasy ...- Sídliště Petrovice – Nové Petrovice – Na Vartě -...
18. listopadu 1995 změna trasy Pitkovice – … – Na Vartě – Dolní Měcholupy (bývalé obratiště v ulici Pod Lesíkem) – U Továren – V Chotejně – Kablo – Mokřanská – Skalka
Zrušena 28. ledna 2001 sloučením do linky 111.
V roce 2005 nebyla v provozu.
9. prosince 2007 zavedena z přečíslované linky 701 v trase Černý Most – Černý Most (Z) – Chvaly – Stavební zóna Horní Počernice.
K 30. srpnu 2008 byla zjednosměrněna a prodloužena do trasy Černý Most – Chvaly – U Tabulky – Stavební zóna Horní Počernice – Do Čertous – Sezemická – Františka Veselého – Paceřická – Stavební zóna Horní Počernice – U Tabulky – Chvaly – Černý Most – Černý Most.
1. července 2009 zřízena zastávka Vlastibořská
3. března 2013 byla ve směru na Černý Most zřízena za zastávkou Sezemická zastávka K Zelenči.
Od 1. září 2012 klasifikována jako standardní linka. Dopravcem byla Arriva Praha s. r. o. a dnes to je Arriva City s. r. o.

### 221
Zavedena 29. května 1978 pro obsluhu Horních Počernic v trase Černý Most (Lehovec) – Rajská zahrada – Chvaly – Nádraží Horní Počernice – Na Kovárně.
23. listopadu 1990 prodloužena do trasy Českomoravská – Harfa (Nádraží Libeň) – Tesla Hloubětín (Nademlejnská) – Sídliště Hloubětín – Lehovec – … – Na Kovárně
3. ledna 1995 prodloužena o úsek Na Kovárně – Čertousy
9. listopadu 1998 zkrácena do trasy Černý Most – Chvaly – … – Čertousy
28. ledna 2017 zrušena (nahrazena posílením provozu linky 353)
1. června 2002 linku přebírá od Dopravního podniku hl. m. Prahy a. s. dopravce Hotliner.
V roce 2005 i 2013 jezdila v trase Černý Most – Čertousy. 1. ledna 2007 byla linka převedena z dopravce Hotliner s. r. o. na dopravce Connex Praha s. r. o.
Od 1. září 2012 klasifikována jako standardní linka. V provozu celotýdenně s večerním omezením. Dopravcem byla Arriva Praha s. r. o. a dnes to je Stenbus. 
Od 29. 4. 2017 zavedena přečíslováním z linky 261 v trase Černý Most – Chvaly – Svépravice – Nad Běchovicemi – Běchovice – Hulická – Nádraží Klánovice,sever – Klánovice.

### 222
Zavedena 17. května 1959 jako rekreační víkendová linka v trase Jiráskovo náměstí – Výtoň – Podolí (Podolská vodárna) – Na Srážce (Nádraží Modřany) – Komořany, v provozu jen v neděli
29. června 1959 zrušena
Zavedena 29. května 1978 pro obsluhu Horních Počernic v trase Černý Most (Lehovec) – Rajská zahrada – Chvaly, náměstí (Chvaly) – Chvaly, hřbitov (křižovatka Náchodská a Bystrá) – Na Vyhlídce (Krahulčí) – Svépravice – Xaverov.
3. listopadu 1980 namísto přes Chvaly, hřbitov vedena přes Na Chvalce (Libošovická)
23. listopadu 1990 prodloužena do trasy Českomoravská – Harfa (Nádraží Libeň) – Tesla Hloubětín (Nademlejnská) – Sídliště Hloubětín – Lehovec – … – Xaverov
16. září 1991 prodloužena o úsek Xaverov – Závod PSVS (Nad Běchovicemi)
9. listopadu 1998 upravena do trasy Černý Most – Chvaly – … – Nad Běchovicemi – Výzkumné ústavy Běchovice
V roce 2005 jezdila v trase Černý Most – Výzkumné ústavy Běchovice. 1. prosince 2005 byla převedena na dopravce Hotliner. 1. ledna 2007 byla linka převedena z dopravce Hotliner s. r. o. na dopravce Connex Praha s. r. o.
K 12. prosinci 2010 byla zrušena, nahrazena posílením linky 261.
Od 15. října 2016 obnovena v trase: ČERNÝ MOST – Černý Most (Z) – Chvaly – Libošovická – Krahulčí – Svépravice – Xaverovský háj – Ke Xaverovu – Xaverov – Nad Běchovicemi – Podnikatelská – VÚ BĚCHOVICE. Dopravcem je Stenbus.

### 223
Zavedena 29. května 1978 pro obsluhu Horních Počernic v trase Černý Most (Lehovec) – Rajská zahrada – Chvaly, náměstí (Chvaly) – Chvaly, hřbitov (křižovatka Náchodská a Bystrá) – Khodlova – Jeřická – Běluňská (Ratibořická) – Komárovská
3. listopadu 1980 namísto přes Chvaly, hřbitov vedena přes Na Chvalce (Libošovická)
23. listopadu 1990 prodloužena do trasy Českomoravská – Harfa (Nádraží Libeň) – Lehovec – … – Komárovská
1. července 1991 upravena trasa Českomoravská – Špitálská – Nový Hloubětín – Svatojánská (Rajská zahrada) – Chvaly – Vojická – Sekeřická – Jeřická
1. června 1992 v oblasti Horních Počernic úprava trasy ... – Chvaly – Na Chvalce (Libošovická) – Khodlova – Jeřická – Běluňská (Ratibořická)
9. listopadu 1998 zkrácena do trasy Černý Most – … – Běluňská (Ratibořická, později Sídliště Horní Počernice)
10. června 2001 se mění název zastávky Běluňská na Horní Počernice
V roce 2005 jezdila v trase Černý Most – Horní Počernice.
1. prosince 2005 byla převedena na dopravce Hotliner.
K 12. prosinci 2010 byla prodloužena do trasy Depo Hostivař – Tiskařská – Perlit – Pávovské náměstí – Kyje – Kapitána Stránského – Černý Most – Chvaly – Libošovická – Khodlova – Jeřická – Ratibořická náhradou za linky 190 a 208.
V roce 2012 i 2013 jezdí v trase Depo Hostivař – Ratibořická.
Od 1. září 2012 klasifikována jako standardní linka. Dopravcem je Arriva Praha s. r. o., dříve pod názvy Connex s. r. o. a Veolia Transport Praha s. r. o., poté Arriva City.
1. prosince 2019 zkrácena do trasy Ratibořická (Sídliště Horní Počernice) – Černý Most – Breitcetlova (v úseku Černý Most – Breitcetlova jen vybrané spoje)
22. srpna 2022 přejmenována konečná zastávka Ratibořická na Sídliště Horní Počernice
22. srpna 2022 prodloužena do trasy  Sídliště Horní Počernice – Černý Most – Breitcetlova – Bryksova – Sídliště Černý Most

### 224
Poprvé zavedena 5. dubna 1959 jako rekreační linka v trase Jiráskovo náměstí – Velká Chuchle, státní závodiště (Závodiště Chuchle)
5. dubna 1970 přečíslována na linku F
Zavedena 20. prosince 1980 v trase Želivského – Pod Rapidem – Strašnická škola (Strašnická) – Štěchovická – Skalka – Zahradní Město – Zahradní Město, Cíl (Centrum Zahradní Město)
4. listopadu 1984 namísto přes zastávku Strašnická škola (Strašnická) vedena přes Nádraží Strašnice
12. července 1987 namísto přes Nádraží Strašnice navrácena do trasy přes zastávku Strašnická v souvislosti s otevřením stanice metra
5. července 1990 změna trasy Strašnická – Štěchovická (Z) – Nádraží Strašnice – Jesenická – U Lípy – Cíl (centrum Zahradní Město) – Zahradní Město – Skalka – Černokostelecká
1991 zkrácena o úsek Skalka – Černokostelecká
V roce 2005 jezdila v trase Strašnická – Štěchovická (Z) – Nádraží Strašnice – Jesenická – U Lípy – Centrum Zahradní Město) – Zahradní Město – Skalka.
28. května 2006 zřízena zastávka Na Padesátém.
K 30. srpnu 2008 byla ze zastávky Skalka část spojů prodloužena o zastávky Michelangelova – Rembrandtova – Královická – Sídliště Skalka.
K 12. prosinci 2010 byla zkrácena o úsek Skalka – Sídliště Skalka, v němž byla nahrazena linkou 296.
K 1. září 2012 byla zrušena, nahrazena linkami 138 a 196.
Od 15. října 2016 nová linka vzniká změnou čísla linky 296 na 224, trasa linky 296 (nově 224) se mírně mění: NÁDRAŽÍ HORNÍ POČERNICE – Sekeřická (T) – Ratibořická (Sídliště Horní Počernice) – Svépravice – Chvaly – Slatiňanská – OBCHODNÍ CENTRUM ČERNÝ MOST – Černý Most – Bryksova – Kapitána Stránského VAJGARSKÁ – Tálínská – NÁDRAŽÍ KYJE – Jahodnice – Hostavice – Novozámecká – Škola Dolní Počernice (Z) – Ke Hrázi (T) – Dolní Počernice (Z) – Štěrboholy – Obchodní centrum Štěrboholy – Dolní Měcholupy – Nádraží Horní Měcholupy – Boloňská – Poliklinika Petrovice – SÍDLIŠTĚ PETROVICE. Tato změna vychází ze snahy postupně připravit řadu čísel linek mezi 270 a 299 pro použití pro školní linky. Linka 224 (původní 296) je v jižní části své trasy zkrácena o úsek Háje – Sídliště Petrovice, kde je nahrazena prodlouženou linkou 175. V severní části trasy jsou upraveny vložené spoje linky 224 (dříve 296) do trasy Nádraží Kyje – OC Černý Most pro lepší návaznost k vlaku a v oblasti Horních Počernic je linka 224 (dříve 296) nově vedena přes zastávku Svépravice, aby bylo zajištěno přímé spojení z této lokality k Nádraží Horní Počernice.
4. března 2018 vložené spoje zkráceny do trasy OC Černý Most – Bryksova v souvislosti s personálními problémy dopravce, od 10. června z téhož důvodu došlo k prodloužení intervalů ve vybraných obdobích a zrušení vložených spojů, k jejich obnovení dochází po stabilizaci situace k 1. říjnu 2018
1. prosince 2019 změna trasy Ve Žlíbku – Chodovická – Sídliště Horní Počernice – Jeřická – Libošovická – Chvaly – Slatiňanská – OC Černý Most – Černý Most – Bryksova – Kapitána Stránského – Vajgarská – Tálínská – Nádraží Kyje – Jahodnice – Hostavice – Novozámecká – Dolní Počernice – Škola Dolní Počernice – Dolnopočernický hřbitov, vložené spoje v úseku OC Černý Most – Bryksova zachovány
1. března 2021 v oblasti Horních Počernic namísto přes zastávky Jeřická a Libošovická vedena přes Svépravice, Dopravcem je Arriva City.
22. srpna 2022 zrušeny vložené spoje OC Černý Most – Bryksova, nahrazeny linkou 223
Od 3. ledna 2024 nově zajíždí do zastávky Sídliště Černý Most.

### 225
Zavedena 15. května 1959 jako předchůdce linky 119 v trase Náměstí Republiky – Náměstí Říjnové revoluce (Dejvická) – Ruzyně,letiště (Terminál 3)
3. ledna 1966 přečíslována na 119
10. července 1966 zavedena jako rekreační linka v trase Náměstí J. Marata (Hostivařská) – Hostivař, přehrada (v ulici K Jezeru v obratišti poblíž parkoviště)
27. června 1970 označena jako G, od 5. července 1975 označena jako 56, a pod tímto číslem k 31. srpnu 1981 zrušena
1. února 1971 vznikla přečíslováním linky 125 v souvislosti se vznikem linek překryvné sítě v trase Bořislavka (Na Pískách) – Hanspaulka – Dyrinka – Špitálka – U Matěje – Juliska – Na Santince – Zelená – Ždanova (v Terronské ulici) – J. M. Sverdlova (Rooseveltova) – Sibiřské náměstí – Wolkerova (ve Wolkerově ulici poblíž křižovatky s K Starému Bubenči) – Revoluční (mezi Dlouhá třída a Řásnovka)
9. května 1974 přečíslována opět na 125
8. listopadu 1979 zavedena v trase Kotlářka – Motol – Sídliště Řepy (Nevanova)
8. října 1983 zrušena
16. dubna 1985 obnovena v trase Kotlářka – Motol – Sídliště Řepy (Nevanova) – Sídliště Řepy II (Bazovského)
27. října 1988 zrušena
23. listopadu 1990 zavedena v trase Nové Butovice – Malá Ohrada (Archeologická) – Luka – Šostakovicčovo náměstí (Stodůlky) – Konstruktiva (Bavorská) – Slánská – Bazovského – Žalanského (Reinerova) – Drnovská (Jiviny) – Staré náměstí – Sídliště Na Dědině – Divoká Šárka
12. listopadu 1994 zavedeny vložené spoje v trase Nové Butovice – Malá Ohrada (Archeologická) – Luka – Stodůlky – Konstruktiva (Bavorská) – Slánská – Bazovského – Žalanského (Reinerova) – Garáže Řepy (ostatní spoje zůstávají v původní trase a zastávku Garáže Řepy neobsluhují)
1. července 1995 zřízena obsluha zastávky Nad Malou Ohradou (Malá Ohrada)
2. prosince 1995 mezi zastávkami Bazovského a Žalanského (Reinerova) vedena přes Za Slánskou silnicí
28. února 1998 změna trasy Nové Butovice – Malá Ohrada (Archeologická) – Luka – Stodůlky – Konstruktiva (Bavorská) – Slánská – Bazovského – Reinerova – Bílá Hora (jen vybrané spoje) – Jiviny – Staré náměstí – Ruzyňská – Divoká Šárka – Sídliště Na Dědině – K Letišti (Terminál 3) – Letiště Ruzyně, v úseku Sídliště Na Dědině – Letiště Ruzyně jen v přepravních špičkách
9. listopadu 1998 se mění název zastávky Konstruktiva na Bavorská
1. července 2004 byly mimošpičkové spoje prodlouženy ze zastávky Sídliště na Dědině do zastávky Ciolkovského.
V roce 2005 jezdila v trase Nové Butovice – Ciolkovského – Letiště Ruzyně.
K 17. lednu 2006 zastávka Letiště Ruzyně přejmenována na Terminál Sever 1 a zřízeny nové zastávky Terminál Sever 2 a Letiště Ruzyně.
9. prosince 2007 byly zastávky Terminál Jih, Terminál Sever 1 a Terminál Sever 2 přejmenovány na Terminál 3, Terminál 1 a Terminál 2.
K 11. prosinci 2011 byla zkrácena o úsek Ciolkovského – Letiště Ruzyně, v němž byla nahrazena linkou 179, současně byla v úseku Nové Butovice – Bílá Hora posílena novou linkou 214.
Od 1. září 2012 klasifikována jako standardní linka.
V roce 2013 jezdí v trase Nové Butovice – Ciolkovského.
Od 7. dubna 2015 je linka zrušena a nahrazena linkou 142
1. července 2017 zavedena v trase Velká Ohrada – Luka – Stodůlky – Bavorská – Slánská – Bazovského – Za Slánskou silnicí – Reinerova – Jiviny – Staré náměstí – Sídliště Na Dědině – Divoká Šárka – Nádraží Veleslavín – Nové Vokovice
23. října 2023 zkrácena do úseku Velká Ohrada - Sídliště Na Dědině 

### 226
Zavedena jako rekreační linka 13. června 1964 v trase Náměstí Míru – Hostivař, přehrada (v ulici K Jezeru v obratišti poblíž parkoviště)
27. června 1970 označena písmenem H, od 19. července 1975 jako 54, zrušena 6. září 1976
1. února 1971 vznikla přečíslováním linky 126 v souvislosti se zahájením provozu překryvné sítě v trase Prosek, Lovosická (Poliklinika Prosek) – Prosek – Vysočanská radnice (Vysočanská) – Harfa – Nákladové nádraží Žižkov – Čechovo nám. – Kloboučnická
26. dubna 1971 namísto z Lovosické výchozí ze zastávky Sídliště Ďáblice
Od 19. listopadu 1973 vedena přes zastávku K Žižkovu
9. května 1974 přečíslována na 126
Od 19. července 1976 jezdila do Šeberova provizorní linka X v trase Chodov, Na Sádce (Chodovská tvrz) – Chodov (ve Starochodovské ulici) – Šeberov Hrnčíře
27. května 1979 získala označení 226.
8. listopadu 1980 prodloužena do trasy Kosmonautů (Háje) – Horčičkova – K Jezeru   (křižovatka Výstavní x K jezeru) – Wagnerova – Ke Stáčírně (křižovatka Mírového hnutí x Ke Stáčírně) – Družby (Opatov) – Šeberov – Hrnčířský hřbitov – Hrnčíře
1. září 1986 místo přes Horčičkovu vedena přes Polikliniku Háje
17. ledna 1992 zkrácena do trasy Opatov – Šeberov – Hrnčířský hřbitov – Hrnčíře
6. března 2005 zrušena a nahrazena posílením linek 326 a 327.
Od 29. března 2017 zavedena nová linka v trase: HÁJE – Horčičkova – Jakobiho – Sídliště Petrovice – Betonárka – Na Blanici – Na Vrchách – Nádraží Uhříněves (T) – Picassova (Z) – Nové náměstí – Nové náměstí (T) – Uhříněves – Venušina – Kolovraty – Těhovičky – Škola Kolovraty – Do Lipan – LIPANY – BENICE. V úseku Lipany – Benice jezdí ve špičkách pracovních dnů každý druhý spoj. V úseku Háje – Škola Kolovraty spolu s 227 částečně nahrazuje 267, v úseku Kolovraty – Benice 265. Účelem této linky je spojit Lipany s metrem v Hájích. Tato linka byla součástí reorganizace a posílení spojů v oblasti Uhříněveska, které byly provedeny na základě několikaměsíčního jednání se zástupci městských částí v okolí Uhříněvsi, tuto linku obsluhuje dopravce ČSAD Polkost spol. s r. o.

### 227
Vznikla 1. ledna 1971 přečíslováním linky 127 v souvislosti se vznikem překryvné sítě v trase Nový Hloubětín – Vysočanská radnice (Z) (Vysočanská) – Harfa (Nádraží Libeň) – Nákladové nádraží Žižkov – Čechovo náměstí – Nusle, Kloboučnická. Byl zde zaveden jednoslužný provoz s nepřestupným tarifem a placením do pokladničky bez výdeje jízdenek.
K 19. listopadu 1973 nastal odklon trasy linky číslo 227, kdy z Vysočan nově vedla přes zastávku K Žižkovu, pokračovala Koněvovou ulicí na Ohradu a Nákladové nádraží Žižkov a dále jela po své pravidelné trase až na Kloboučnickou. Při zprovoznění prvního úseku pražského metra I. C (Kačerov – Sokolovská, nyní Florenc).
9. května 1974 přečíslována na 127
Zavedena 27. května 1979 pro obsluhu Újezda v trase Chodov, Na Sádce (Chodovská tvrz) – Chodov (ve Starochodovské ulici) – Kateřinky – Újezd, Ke Mlýnu (K Sukovu)
8. listopadu 1980 odkloněna do trasy Budovatelů (Chodov) – Brodského – Donovalská – Družby (Opatov) – Kateřinky – Újezd, Ke Mlýnu (K Sukovu)
27. listopadu 1982 odkloněna do trasy Kosmonautů (Háje) – Horčičkova – K Jezeru   (křižovatka Výstavní x K jezeru) – Wagnerova – Ke Stáčírně (křižovatka Mírového hnutí x Ke Stáčírně) – Družby (Opatov) – … – Újezd, Ke Mlýnu (K Sukovu)
1. září 1986 místo přes Horčičkovu vedena přes Polikliniku Háje
17. ledna 1992 upravena do trasy Opatov – Mikulova – Poliklinika Háje – Wagnerova – Ke Stáčírně (křižovatka Mírového hnutí x Ke Stáčírně) – Opatov – Kateřinky – Ke Mlýnu (K Sukovu)
18. listopadu 1995 upravena do trasy Jižní Město – Poliklinika Háje – Mikulova – Opatov – Kateřinky – Místní úřad Újezd (K Sukovu)
1. srpna 1997 zřízena zastávka Bachova
25.1.2002 zrušena
17. března 2003 obnovena v trase Opatov – Formanská z důvodu výluky
26. června 2004 byl zastaven provoz dočasné dlouhodobé výlukové linky v trase Opatov – Formanská, která nesla číslo již dříve zaniklé pravidelné linky do Újezda.
Linka byla zavedena opět jako výluková v trase Opatov – Ke Kateřinkám – Zdiměřická – Kateřinky – Ke Smrčině – Ve Vilkách během rekonstrukce silnic v Újezdě od 14. května do 1. listopadu 2013. Konečná linky Ve Vilkách byla zřízena na hranici zástavby Újezda na ploše provizorní panelové obratiště. Linka nahrazovala linku 363, která do konce června jezdila z Opatova do Průhonic přes Šeberov, Hrnčíře a Rozkoš, od léta pak z Hájů přes Křeslice. Linka 227 byla zřízena celodenně, celotýdenně, interval byl ve špičce 30 minut a v sedle 60 minut. V rámci další výluky v období 11. června – 19. října 2018 byla v trase Opatov – K Sukovu vedena linka X363.
Od 29. března 2017 zavedena nová linka, která částečně kopíruje trasu zrušené 267. Trasa: HÁJE – Horčičkova – Jakobiho – Sídliště Petrovice – Betonárka – Na Blanici – Na Vrchách – Nádraží Uhříněves (T) – Picassova (Z) – Nové náměstí – Nové náměstí (T) – Uhříněves – Venušina – Kolovraty – Těhovičky – Škola Kolovraty – Nad Dvorem – Nad Parkánem – K Říčanům – U Rozcestí – Pánkova – Hájová – NEDVĚZÍ. Na rozdíl od 267 do zastávky Nádraží Uhříněves zajíždí jen ve směru do Nedvězí. Tato linka byla součástí reorganizace a posílení spojů v oblasti Uhříněveska, které byly provedeny na základě několikaměsíčního jednání se zástupci městských částí v okolí Uhříněvsi,tuto linku obsluhuje dopravce ČSAD Polkost spol. s r. o.

### 228
Zavedena 27. května 1979 pro obsluhu Dubče v trase Černokostelecká – Štěrboholská (Ústřední) – Dolní Měcholupy, OÚNZ (Dolnoměcholupská) – Dubeček – Dubeč
20. prosince 1980 prodloužena o úsek Želivského – Černokostelecká
11. března 1991 namísto ze Želivského výchozí ze Skalky
V roce 2005 jezdila v trase Skalka – Dubeč.
28. května 2006 ukončena v terminálu Depo Hostivař.
K 1. září 2007 v trase Depo Hostivař – Dubeč zrušena, nahrazena linkami 229 a 111.
Od 29. března 2017 zavedena nová linka, která vznikla rozdělením 265. Trasa: NÁDRAŽÍ UHŘÍNĚVES – Picassova (Z) – Nové náměstí (- Uhříněves (Z) – Nové náměstí (Z)) – Ke Kříži – Lnářská – Rájecká – K lipanům – BENICE. Do zastávky Uhříněves ve směru do Benic jede v pracovní dny pouze jeden ranní spoj. Tato linka byla součástí reorganizace a posílení spojů v oblasti Uhříněveska, které byly provedeny na základě několikaměsíčního jednání se zástupci městských částí v okolí Uhříněvsi.
1. září 2018 prodloužena do trasy Poliklinika Malešice – Sídliště Malešice (T) – Černická (Z) – Černokostelecká – Depo Hostivař – Ústřední – OC Štěrboholy – Štěrboholy – Dubeček – Dubečský hřbitov – Nádraží Uhříněves – … – Benice
Dopravcem je Arriva City.

### 229
Zavedena 27. května 1979 pro obsluhu Dubče a Kolodějí v trase Černokostelecká – Štěrboholská (Ústřední) – Dolní Měcholupy, OÚNZ (Dolnoměcholupská) – Dubeček – Dubeč – Koloděje
20. prosince 1980 prodloužena o úsek Želivského – Černokostelecká
17. srpna 1987 z důvodu opravy komunikace mezi Dubčí a Kolodějemi vedena přes Běchovice
31. října 1989 mezi Dubčí a Kolodějemi po pravidelné trase
11. března 1991 namísto ze Želivského výchozí ze Skalky
V roce 2005 jezdila v trase Skalka – Koloděje. 28. května 2006 zkrácena do terminálu Depo Hostivař.
14. prosince 2008 linka zrušena a nahrazena prodloužením linky 111.
Od 29. března 2017 zavedena nová linka, která nahrazuje 266. Trasa: DEPO HOSTIVAŘ – Malešická továrna – Na Homoli – Průmyslová – Ústřední – Kutnohorská – Dolnoměcholupská – Dolní Měcholupy – Průmstav – Fruta – Na Vrchách – Picassova – Nové náměstí – Nové náměstí (T) – UHŘÍNĚVES – K Netlukám – Netluky – U Mezníku – Hájek – KRÁLOVICE. Na rozdíl od 266 však bude na základě požadavku MČ Praha-Královice na zlepšení dopravní obsluhy bude v přepravních špičkách pracovního dne část krátkých spojů linky 266, které byly ukončovány v zastávce Uhříněves, prodloužena po trase linky přes Hájek do Královic. Tato linka byla také součástí reorganizace a posílení spojů v oblasti Uhříněveska, které byly provedeny na základě několikaměsíčního jednání se zástupci městských částí v okolí Uhříněvsi.
1. září 2018 Vybrané spoje ukončené v zastávce Uhříněves jsou prodlouženy do nově zřízené zastávky Sídliště Uhříněves.

### 230
Zavedena 22. prosince 1979 pro obsluhu Řeporyj v trase Kotlářka – Motol – Bílý Bertánek – Zličín, nádraží (Lidečská) – Konstruktiva (Bavorská) Stodůlky, MNV (v dnešní Kovářově ulici v centru starých Stodůlek) – Řeporyjské náměstí – Frolíkovo náměstí (Náměstí U Lva) – Malá Ohrada (Archeologická) – Jinonice, ZPA (Stará Stodůlecká) – Vidoule – Motorlet (U Waltrovky)
29. září.1982 nezajíždí do zastávky Zličín,nádraží
1. září.1983 namísto přes Kovářovu vedena přes Šostakovičovo náměstí (cca v místě stejnojmenného náměstí)
3. listopadu 1985 zrušena
27. října 1988 obnovena v trase Stodůlky (Sídliště Stodůlky) – Mládí – Cvetkovova (Nárožní) – Dukelská (Nové Butovice) – Malá Ohrada (Archeologická) – Frolíkovo náměstí (Náměstí U Lva) – Řeporyjské náměstí
16. prosince 1989 mezi zastávkami Mládí a Cvetkovova (Nárožní) vedena přes zastávku Nová kolonie
1. července 1995 zkrácena do trasy Nové Butovice – Řeporyjské náměstí
Od 26. září 1999 ukončena v obratišti Sídliště Stodůlky místo obratiště Nové Butovice, vedena v trase Sídliště Stodůlky – Luka – Náměstí U Lva – Řeporyjské náměstí
V roce 2005 jezdila v trase Sídliště Stodůlky – Řeporyjské náměstí.
2. září 2006 prodloužena o úsek Řeporyjské náměstí – Chaplinovo se zastávkami: Zahrádky – Za Farou – Slivenec – K Holyni – Smaragdová (Z) – Opálová (T) – V Remízku (Z) – Nový Slivenec – Štěpařská – Poliklinika Barrandov – Chaplinovo náměstí; do nové trasy Sídliště Stodůlky – Chaplinovo náměstí.
K 1. září 2012 byla prodloužena o úsek Chaplinovo náměstí – Filmové ateliéry, nově začala zajíždět do Holyně a do Klukovic (v úseku Klukovice – Holyně jede pouze část spojů, v úseku Holyně – Sídliště Stodůlky pouze vybrané spoje ve špičkách pracovních dnů). Vložené spoje Sídliště Stodůlky – Řeporyjské náměstí byly převedeny na linku 256. V roce 2013 jezdí v trase Sídliště Stodůlky – Filmové ateliéry.
Od 1. září 2012 klasifikována jako standardní linka.
Od 15. prosince 2013 zřízena ve směru na Sídliště Stodůlky zastávka K Austisu.
Od 7. dubna 2015 je mezi zastávkami Amforová a Řeporyjské náměstí vedena oběma směry přes zastávku Hlávkova. Zároveň byla linka změněna na midibusovou. V úseku Sídliště Stodůlky – Holyně jezdí pouze v pracovní dny ráno a odpoledne.
Od 28. srpna 2016 je linka zkrácena do trasy Filmové ateliéry – Chaplinovo náměstí – Klukovice – Slivenec – Holyně. Rychlé spojení z Barrandova a Slivence na Jihozápadní Město a do Zličína zajišťuje ve špičkách pracovních dnů nová linka 130.
V roce 2023 je linka zrušena a nahrazena linkami 104 a 130.

### 231
Zavedena 26. března 1979 v jedosměrné polookružní trase Ženské domovy – Křížová – Úřad důchodového zabezpečení (Správa sociálního zabezepčení) – Konvářka – Dívčí hrady – Kesnerka – Křížová – Ženské domovy
8. listopadu 1979 prodloužena o úsek Anděl – Ženské domovy
3. listopadu 1985 přesměrována z oblasti Anděla do terminálu Moskevská (Na Knížecí)
Mezi 11. únorem – 21. listopadem 1986 vedena odklonem přes Lihovar
V roce 2005 i 2013 jezdila v trase Na Knížecí – Dívčí hrady – Na Knížecí.
Od 1. září 2012 klasifikována jako standardní linka.
Od 1. září 2013 na lince jezdí standardní 12metrové vozy.

### 232
Vznikla 1. února 1971 přečíslováním linky 132 v trase Bořislavka (Na Pískách) – Náměstí Na Ořechovce (Macharovo náměstí) – Malovanka – Stadion Jih (Stadion Strahov) Klamovka – Anděl – Karlovo náměstí – Výtoň – Na Strži – Sídliště Pankrác I (Sídliště Pankrác)
9. května 1974 přečíslována zpět na 132
Tangenciální linka zavedená 16. listopadu 1981 v trase Kosmonautů (Háje) – Křeslice, MNV (Křeslice) – Pitkovice – Lidový dům (Nové náměstí) – Nádraží Uhříněves
31. července 1982 ve špičkách pracovního dne vedena ze zastávky Lidový dům (Nové náměstí) namísto do zastávky Nádraží Uhříněves v trase Fruta – Dolnoměcholupská (Dolní Měcholupy) – Štěrboholská (Ústřední) – Průmyslová – Malešická továrna – Černokostelecká. V ostatních obdobích vedena jen k zastávce Nádraží Uhříněves.
1. září 1986 v oblasti Jižního Města vedena místo přes Horčičkovu přes zastávku Poliklinika Háje
5. července 1990 zkrácena do trasy Háje – Nádraží Uhříněves
V průběhu roku 1995 získal na tuto linku licenci dopravce Milan Bado.
V roce 2005 jezdila v trase Háje – Nádraží Uhříněves.
1. prosince 2005 změněna trasa ze stávající Háje – Modrá škola – Poliklinika Háje – K Jezeru – Dolnokřeslická – Křeslice – Hříbková – Nové Pitkovice – K Pitkovičkám– Nádraží Uhříněves na novou Jižní Město – K Jezeru – Poliklinika Háje – Modrá škola – Háje – Horčičkova – Dolnokřeslická– Křeslice – Hříbková – Nové Pitkovice – K Pitkovičkám – Lnářská (Uhříněves) – Nové náměstí – Nádraží Uhříněves.
14. prosince 2008 byla zkrácena o úsek Jižní Město – Háje. Byly zrušeny zastávky Jižní Město, K Jezeru, Poliklinika Háje a Modrá škola a také zastávky Pitkovice a Lnářská.
12. června 2011 zrušeno zajíždění vybraných spojů do zastávky Uhříněves
K 1. září 2012 byla linka ze zastávky Háje prodloužena do nové zastávky Milíčov. V roce 2013 jezdí v trase Milíčov – Háje – Nádraží Uhříněves.
Od 1. září 2012 klasifikována jako standardní linka. Dopravcem byl po dlouhá léta Milan Bado později Bado bus, který byl koupen společnosti ČSAD Polkost (v jízdních řádech byl údaj o dopravci změněn k 1. srpnu 2010).
Od 29. června 2013 byla linka zkrácena o úsek Milíčov – Háje do trasy Háje – Nádraží Uhříněves. V úseku Milíčov – Háje byla nahrazena linkou 293.
Od 30. srpna 2014 zřízena ve směru k Novému náměstí zastávka Ke Kříži.
28. dubna 2017 byla linka zrušena (nahrazena linkou 213).
Od 16. října 2023 byla linka 232 zavedena jako náhrada za uzavřenou lávku přes nádraží Praha-Smíchov v trase Smíchovské nádraží – Správa sociálního zabezpečení – Na Knížecí. Linka je v provozu v pracovní dny mezi 5.30 a 20.30. Dopravcem je DPP, autobusy jsou provozovány standardní.

### 233
Vznikla 1. února 1971 přečíslováním linky 133 v trase Náměstí Krasnoarmějců (Staroměstská) – Nádraží Těšnov – Prokopovo náměstí – Ostromečská – Želivského (Biskupcova) – Třebešín – Na Palouku- Počernická – Sídliště Malešice
9. května 1974 přečíslována zpět na 133
26. února 1979 zavedena v trase Sokolovská (Florenc) – Prosek – Tupolevova.
3. září 1979 prodloužena o úsek Tupolevova – Trutnovská
27. října 1981 prodloužena o úsek Trutnovská – Masokombinát Čakovice (Obchodní centrum Čakovice)
4. listopadu 1984 odkloněna do trasy Fučíkova (Nádraží Holešovice) – Vychovatelna – Liberecká (Střížkov) – Prosek – Letňanská – Na Hranici – Tupolevova – Masokombuinát Čakovice (Obchodní centrum Čakovice).
23. listopadu 1990 odkloněna do trasy Palmovka – Prosek – Letňanská – Na Hranici – Tupolevova – Masokombinát Čakovice
30. srpna 2003 změněna trasa v oblasti Letňan, namísto přes zastávku Na Hranici vedena přes Výstaviště Letňany.
V roce 2005 jezdila v trase Palmovka – Prosek – Letňanská – Výstaviště Letňany – Tupolevova – Obchodní centrum Čakovice.
Od 1. září 2007 prodloužena o úsek Obchodní centrum Čakovice Nádraží Čakovice – Čakovický zámek – Krystalová – Sídliště Čakovice.
Od 9. května 2008 byla zkrácena do trasy Letňany – Výstaviště Letňany – Tupolevova – OC Čakovice – Sídliště Čakovice.
K 30. srpnu 2008 byla linka zrušena v souvislosti s prodloužením linky 195.

### 234
Zavedena 1. února 1971 přečíslováním linky 134 v trase Petřiny (Sídliště Petřiny) – Vypich – Letenské náměstí – Na Františku (Nemocnice Na Františku) – Náměstí Krasnoarmějců (Staroměstská) – Národní divadlo – Ostrčilovo náměstí – Náměstí Hrdinů (Pražského povstání) – Budějovické náměstí (Budějovická) – Sídliště Antala Staška (Antala Staška) – Ryšánka
9. května 1974 přečíslována zpět na 134
20. prosince 1980 zavedena v trase Jiřího z Poděbrad – Olšanské náměstí – Mezi Hřbitovy – Třebešín – Vackov – Habrová
6. dubna 1981 změna trasy Flora – Želivského (jen ve směru tam) – Olšanské náměstí (jen ve směru zpět) – Mezi Hřbitovy – Třebešín – Vackov – Habrová
4. listopadu 1984 navrácena do původní trasy Jiřího z Poděbrad – Olšanské náměstí – Mezi Hřbitovy – Třebešín – Vackov – Habrová
12. července 1987 odkloněna do trasy Sídliště Skalka (Královická) – V Rybníčkách – Strašnická – Murmaňská – Želivského – Mezi Hřbitovy – Třebešín – Vackov – Habrová
27. června 1997 prodloužena o úsek Královická – Sídliště Skalka
V roce 2005 jezdila v trase Sídliště Skalka – Královická – V Rybníčkách – Strašnická – Murmaňská – Želivského – Mezi Hřbitovy – Třebešín – Vackov – Habrová.
1. prosince 2005 zřízena zastávka Michelangelova.
K 30. srpnu 2008 byla zkrácena do trasy Želivského – Mezi Hřbitovy – Třebešín – Vackov – Habrová.
K 1. září 2009 byla zrušena, nahrazena prodloužením části spojů linky 124.
28. září 2022 obnovena v trase Nádraží Holešovice – Nádraží Holešovice (T) – Parkoviště Trojský most – Povltavská (T) – Trojská – Kazanka – Čechova škola – Kovárna – ZOO Praha-Troja – Botanická zahrada Troja – ZOO Praha-Sklenářka – Podhoří
Od 22. listopadu do 14. prosince 2023 vedena v odklonové polookružní trase z důvodu výluky z důvodu opravy části vozovky v ulici Trojské Nádraží Holešovice – Nádraží Holešovice (T) – Parkoviště Trojský most – Povltavská (T) – Trojská – Kazanka – Čechova škola – Kovárna – ZOO Praha-Troja – Botanická zahrada Troja – ZOO Praha-Sklenářka – Podhoří – ZOO Praha-Sklenářka – Botanická zahrada Troja – Na Pazderce – Čimický háj – Kobylisy – Okrouhlická – Kuchyňka – Nádraží Holešovice

### 235
Vznikla 1. února 1971 přečíslováním linky 135 v trase Nádraží Veleslavín – Náměstí Říjnové revoluce (Dejvická) – Letenské náměstí – Veletržní palác – Dopravní podnik (Vtavská) – Florenc – Rajská zahrada (Náměstí Winstona Churchilla) – Náměstí Míru – Kodaňská – Stadion dr. Vacka (Slavia) – Bohdalec – Spořilov – Sídliště Spořilov
4. října 1971 prodloužena o úsek Aritma Vokovice (Nové Vokovice) – Nádraží Veleslavín
9. května 1974 přečíslována zpět na 135
19. března 1979 zavedena v trase Špejchar – Hradčanská – Vozovna Střešovice – Hládkov – Břevnovská
26. února 1993 zrušena
18. prosince 1993 zavedena v polookružní trase Nové Butovice – Ovčí Hájek – Malá Ohrada (Archeologická) – Píškova – Červeňanského – Velká Ohrada – Červeňanského – Nad Malou Ohradou (Malá Ohrada) – Píškova – Malá Ohrada (Archeologická) – Ovčí Hájek – Nové Butovice
V roce 2005 i 2013 jezdila v trase Nové Butovice – Ovčí Hájek – Malá Ohrada – Píškova – Nad Malou Ohradou – Červeňanského – Velká Ohrada.
K 11. prosinci 2011 bylo zrušeno zajíždění do zastávek Nad Malou Ohradou a Bašteckého, v nichž byla nahrazena linkami 214 a 225. Linka již nemá polookružní charakter
Od 1. září 2012 klasifikována jako metrobus.
Od 7. dubna 2015 je linka zrušena.
6. listopadu 2021 zavedena v trase Nemocnice Bohnice – Nemocnice Bohnice-Divadlo Za Plotem (Z) – Nemocnice Bohnice-interna – Nemocnice Bohnice-ředitelství – Nemocnice Bohnice-centrální terapie (Z) – Nemocnice Bohnice-hlavní vrátnice – Řepínská – Katovická – Odra – Zhořelecká – Krakov – Botanická zahrada Troja – Zoologická zahrada – Botanická zahrada Troja – Sklenářka – Podhoří
28. září 2022 se mění název zastávky Sklenářka na ZOO Praha-Sklenářka, nově nezajíždí do zastávky Zoologická zahrada

### 236
1. února 1971 byla linka 236 poprvé zavedena jako s tzv. překryvná linka přečíslováním z linky 136 v trase Kobylisy (Vozovna Kobylisy) – Kobyliské náměstí (Kobylisy) – Vychovatelna – Dělnická (dnes Argentinská) – Štvanice – Florenc – Prokopovo náměstí – Orionka – Murmanská – Nádraží Strašnice – Zahradní Město – Na Groši – Náměstí J. Marata (dnes Hostivařská).

9. května 1974 při zrušení překryvných linek dostala zpět číslo 136.

Linka 236 v zastávce Leninova (dnes Dejvická)

5. března 1979 znovu zavedena v trase: Leninova (dnes Dejvická) – Horoměřická – Divoká Šárka – Dědina – Staré letiště – Ruzyně, Nové letiště (dnes Terminál 1). Provozována byla ve špičkách pracovních dnů.
3. května 1983 byla linka zrušena.
5. listopadu 1984 zavedena v trase: Bohnice, Visla (dnes Sídliště Bohnice) – Staré Bohnice – Zámky
5. dubna 1994 prodloužena do trasy Zámky – Bohnické údolí – U Drahaně – Staré Bohnice – Zhořelecká – Krakov – Na Pazderce (T) – Písečná – Ke Stírce – Rokoska – Jankovcova – Nádraží Holešovice
4. října 1997 se mění název zastávky Bohnice na Staré Bohnice a Visla na Sídliště Bohnice
Zrušena 28. ledna 2001 sloučením s linkou 102.
V roce 2005 nebyla v provozu.
1. dubna 2009 zřízena v trase Zámky – Bohnické údolí – U Drahaně – Staré Bohnice – Zhořelecká – Krakov – Botanická zahrada Troja (T) – Zoologická zahrada – Botanická zahrada Troja – Podhoří.
Od 26. března 2011 zajíždí navíc do zastávky Sídliště Bohnice
Od 1. září 2012 klasifikována jako midibusová linka. V provozu celotýdenně s večerním omezením.
1. srpna.2016 zřízena zastávka Botanická zahrada Troja ve směru Zámky
1. listopadu 2016 zřízena zastávka Sklenářka
28. září 2022 se mění název zastávky Sklenářka na ZOO Praha-Sklenářka, nově nezajíždí do zastávky Zoologická zahrada

### 237
Zavedena 14. srpna 1978 pod označením 57 v trase Břevnovská – Vypich – Větrník – Petřiny (Sídliště Petřiny)
19. března 1979 označena 237 a prodloužena do trasy Leninova (Dejvická) – Vozovna Střešovice – Hládkov – Břevnovská – Vypich – Větrník – Petřiny
30. června 1990 zrušena
12. března 1991 zavedena v trase Želivského – Sídliště Malešice – Černokostelecká – Průmyslová – Kablo – V Chotejně – TOS Hostivař (Továrny Hostivař)
17. listopadu 1995 zrušena
1. října 1996 zavedena v trase Skalka – Černokostelecká – Průmyslová – Ústřední – Dolnoměcholupská (Dolní Měcholupy) – Lidový dům (Nové náměstí) – Uhříněves.
Zrušena 24. ledna 1998.
Od té doby nebyla v provozu.

### 238
Zavedena 22. prosince 1980 v trase Želivského – Černokostelecká – Štěrboholská (Ustřední) – Kablo – Léčiva (Zentiva)
7. listopadu 1983 v úseku Želivského – Černokostelecká vedena přes Sídliště Malešice
4. listopadu 1984 prodloužena do trasy Skalka, Hájecká (Královická) – V Rybníčkách – Štěchovická – Nádraží Strašnice – Pod Rapidem – Želivského – Sídliště Malešice – Černokostelecká – Štěrboholská (Ustřední) – Kablo – Léčiva (Zentiva)
22. ledna 1985 namísto přes zastávku Štěrboholská (Ústřední) vedena přes zastávku Průmyslová (Radiová)
13. července 1987 zkrácena do trasy Želivského – Léčiva (Zentiva)
V roce 2005 jezdila v trase Želivského – Léčiva.
28. května 2006 zřízeno zajíždění do terminálu Depo Hostivař.
Od 9. května 2008 byla zkrácena do trasy Depo Hostivař – Zentiva.
K 1. září 2009 byla zrušena, nahrazena linkou 122.
V prosinci roku 2024 obnovena na trase Depo Hostivař - Fashion Arena Štěrboholy. Nahrazuje autobusovou linku do Fashion Areny.

### 239
Zavedena 10. listopadu 1980 v trase Jižní Město – K Jezeru (křižovatka Výstavní x K Jezeru) – Protivova (Hněvkovského) – Družby (Opatov) – Na Jelenách – Šeberák – U Tří svatých – Libuš – Masokombinát Libuš (Sídliště Písnice)
27. listopadu 1982 přesměrována do trasy Kosmonautů (Háje) – Protivova (Hněvkovského) – Družby (Opatov) – Na Jelenách – Šeberák – U Tří svatých – Libuš – Masokombinát Libuš (Sídliště Písnice)
16. dubna 1985 zrušena
13. ledna 1987 zavedena v trase Želivského – Sídliště Malešice – Rektorská
V roce 2005 jezdila v trase Želivského – Rektorská.
Od 9. května 2008 byla zrušena a nahrazena prodlouženou linkou 155.
3. září 2017 zavedena v trase Palmovka – Novovysočanská – Spojovací – Pod Táborem – Spolská – Jahodnice – Dolní Počernice – Nádraží Běchovice – Běchovice – Újezd nad Lesy – Sídliště Rohožník
3. ledna 2018 linka zrušena

### 240
Tangenciální linka zavedená 29. prosince 1979 v trase Nádraží Braník – Modřany (Obchodní náměstí) – Komořany – Nádraží Zbraslav – Zbraslavské náměstí – Sídliště Zbraslav – Lipence
1. května 1986 zrušena
1. dubna 1987 obnovena v trase Nádraží Braník – Obchodní náměstí – Sídliště Modřany (Poliíklinika Modřany) – Násirovo náměstí
17. října 1989 zrušena
15. října 1991 zavedena v trase Skalka – Mokřanská – Radiová (Z) – Kablo – Léčiva (Zentiva) – Radiová (T) – V Chotejně – TOS Hostivař (Továrny Hostivař) – Dolní Měcholupy (bývalé obratiště v ulici Pod Lesíkem)
říjen 1997 zrušeno zajíždění do zastávek Radiová
14. února 1998 zrušena.
3. září 2001 zavedena v trase Sídliště Petrovice – Sídliště Horní Měcholupy (Boloňská) – K Dubečku – Dubeček – Dubeč
31. ledna 2002 zrušena
1. prosince 2005 zřízena v trase Háje – Horčičkova – Jakobiho – Sídliště Petrovice – Rezlerova – Poliklinika Petrovice – Nové Petrovice – Bolevecká – Na Vartě – Sídliště Horní Měcholupy – Sídliště Horní Měcholupy (Z) – K Dubečku – Dubeček – Lázeňka – Za Pavilonem – Škola Dubeč – Nádraží Běchovice – Černý Most; původní dopravce Hotliner. 2. září 2006 byl zaveden víkendový provoz. 1. ledna 2007 byla linka převedena z dopravce Hotliner s. r. o. na dopravce Connex Praha s. r. o. 4. března 2007 byly zřízeny zastávky Nádraží Horní Měcholupy, Otakara Vrby, Hasičská.
30. srpna 2008 zřízena zastávka Obchodní centrum Černý Most
K 1. prosinci 2012 byla v úseku Wattova – Horčičkova odkloněna přes zastávky Morseova a Newtonova jako náhrada zrušeného úseku linky 154. 29. června 2013 zavedeny vložené posilové spoje v pracovní den dopoledne v úseku Morseova – Háje v uvedeném směru.
Od 1. září 2012 klasifikována jako standardní linka. Dopravcem je Arriva Praha s. r. o., dříve pod názvem Veolia Transport Praha s. r. o., od 1. prosince 2019 Stenbus, s.r.o.
Od 2. března 2014 je zastávka Za Pavilonem obousměrná.

### 241
Zavedena 29. prosince 1979 pro obsluhu Zbraslavi a Lipenců v trase Lihovar – Malá Chuchle – Lahovice – Zbraslavské náměstí – Kostrounek – Lipence (Škola Lipence)
3. listopadu 1985 prodloužena o úsek Smíchovské nádraží – Lihovar
1. června 2010 prodloužena o úsek Škola Lipence – Lipence
V roce 2005 i 2013 jezdila v trase Smíchovské nádraží – Lipence.
Od 1. září 2012 klasifikována jako standardní linka.

### 242
Zavedena 8. listopadu 1980 v trase Jižní Město – Kosmonautů (Háje) – Zupkova (Metodějova) – Družby (Opatov) – Litochlebské náměstí – K Obecním hájovnám – Náměstí J.Marata (Hostivařská) – Nádraží Hostivař – TOS Hostivař (Továrny Hostivař)
7. prosince 1981 namísto přes zastávku K Obecním hájovnám vedena přes zastávku Na Košíku
27. listopadu 1982 zkrácena do trasy Kosmonautů (Háje) – TOS Hostivař (Továrny Hostivař)
4. října 1997 se mění název zastávky TOS Hostivař na Továrny Hostivař
V roce 2005 jezdila v trase Háje – Továrny Hostivař.
K 7. dubnu 2007 linka zrušena.
1. prosince 2020 zavedena v trase Zbraslavské náměstí – Žabovřesky – K Chatám – Ke Štěrkovně – Lipence – Dolní Černošice, obsluhuje dopravce About Me.

### 243
Zavedena 29. prosince 1979 pro obsluhu Zbraslavi v trase Lihovar – Malá Chuchle – Lahovice – Zbraslavské náměstí – Sídliště Zbraslav
3. listopadu 1985 prodloužena o úsek Smíchovské nádraží – Lihovar
V roce 2005 jezdila v trase Smíchovské nádraží – Sídliště Zbraslav.
K 1. září 2012 byla zrušena, nahrazena linkami 129, 241 a 318.
20. června 2016 zavedena v trase Dolní Černošice – Lipence – Kazín
1. prosince 2019 zkrácena do trasy Lipence – Kazín, obsluhuje dopravce About Me.

### 244
3. června 1967 zavedena jako noční linka v trase Václavské náměstí – Výtoň – Výzkumný ústav A.S.Popova (Jílovská) – Novodvorská (T)
6. ledna 1969 prodloužena o úsek Výzkumný ústav A.S.Popova (Jílovská) – Novodvorská – Nemocnice Krč – Kačerov
19. října 1970 odkloněna z Nemocnice Krč namísto Kačerov na Budějovické náměstí (Budějovická)
1. února 1971 noční linka přečíslována na 344, pod číslem 244 nově označena dosavadní linka 144 v trase Václavské náměstí – Výtoň – Novodvorská.
9. května 1974 zrušena
Zavedena 29. prosince 1979 pro obsluhu Radotína v trase Lihovar – Malá Chuchle – Lahovičky – Technometra (U Jankovky) – Nádraží Radotín – Sídliště Radotín
3. listopadu 1985 prodloužena o úsek Smíchovské nádraží – Lihovar
V roce 2005 i 2013 jezdila v trase Smíchovské nádraží – Sídliště Radotín.
K 11. prosinci 2011 bylo zavedeno zajíždění do zastávek Strarochuchelská, Velké Chuchle, Závodiště Chuchle v souvislosti se zrušením linky 172.
Od 1. září 2012 klasifikována jako standardní linka.
Od 15. prosince 2013 zřízena ve směru z centra zastávka Nádraží Radotín též před nádražní budovou.

### 245
Vznikla 1. února 1971 přečíslováním linky 145 v trase Nový Hloubětín – Vysočanská radnice (Vysočanská) – Harfa (Nádraží Libeň) – Spojovací – Limuzská – Skalka (Na Padesátém) – Zahradní Město
13. listopadu.1972 prodloužena o úsek Zahradní Město – Cíl (Centrum Zahradní Město)
9. května 1974 přečíslována opět na 145
Zavedená 29. prosince 1979 v tangenciální trase Nádraží Radotín – Modřany (Obchodní náměstí) – Komořany – Nádraží Zbraslav – Zbraslavské náměstí – Lahovice – Benátky (v ulici Výpadová u křižovatky s Věštínskou) – Nádraží Radotín – Cementárna Radotín
1. prosince.1982 ve směru Cementárna Radotín vedena přes zastávku Technometra (U Jankovky) namísto přes zastávku Benátky
1. října 1986 vedena obousměrně přes zastávku Technometra (U Jankovky)
9. května 1995 linka zrušena
1. září 2001 zavedena v trase Nádraží Radotín – Pod Říhákem – Lahovská – Otěšínská – K Višňovce (cca dnešní obratiště Otěšínská) – Solná – Lahovská – Pod Říhákem – Nádraží Radotín
8.12.2001 upravena do trasy Nádraží Radotín – Ametystová – Lahovská – Pod Říhákem – Nádraží Radotín
11. května 2004 prodloužena do nových zastávek Otěšínská – Solná – Plánická v osadě Lahovská. V roce 2005 i 2013 jezdila v trase Nádraží Radotín – Ametytová – Lahovská – Otěšínská – Pod Říhákem – Nádraží Radotín.
Od 1. září 2012 klasifikována jako midibusová linka. V provozu celotýdenně s večerním omezením.

### 246
Zavedena 29. prosince 1979 pro obsluhu Radotína, Lochkova a Slivence v trase Hlubočepy – Serpentina – Filmové ateliéry – Nový Slivenec – Opálová – Náměstí Devítiletky (Slivenec) – Lochkov – Cementárna Radotín – Nádraží Radotín
4. února 1984 prodloužena o úsek Lihovar – Hlubočepy
11. července 1984 v úseku Hlubočepy – Filmové ateliéry odkloněna přes zastávky Hlubočepská a Slivenecká
4. června 1985 zkrácena do trasy Hlubočepy – Nádraží Radotín
3. listopadu 1985 v trase Smíchovské nádraží – Lihovar – Serpentina – Filmové ateliéry – Nový Slivenec – Smaragdová – Náměstí Devítiletky (Slivenec) – Lochkov – Cementárna Radotín – Nádraží Radotín
1. září 1988 přes zastávku Smaragdová vedena jen ve směru Nádraží Radotín, v opačném směru vedena přes zastávku Opálová
Od 29. listopadu 2003 vedena přes barranovské sídliště, zrušena zastávka Lamačova, nové zastávky Lipského – Chaplinovo náměstí – Poliklinika Barrandov – Štěpařská.
K 1. září 2012 byla zrušena, nahrazena linkami 105, 120, 230.
Od 15. srpna 2017 obnovena přečíslováním z linky 255 v trase: Sídliště Stodůlky – Luka – Amforová – Hlávkova – Řeporyjské náměstí – Zahrádky – Zmrzlík – Zadní Kopanina – Maškův mlýn – Cikánka – Lomy – U Lomů – Cementárna Radotín – V Sudech – Safírová – Prvomájová – Nádraží Radotín – Safírová – Přístav Radotín – Zbraslavské náměstí. V úseku Nádraží Radotín – Zbraslavské náměstí jsou celotýdenně v provozu vložené spoje. Dopravcem se stává Dopravní podnik hl. m. Prahy.
1. září 2018 vložené spoje v úseku Nádraží Radotín – Zbraslavské náměstí jsou převedeny na linku 247 a prodlouženy na Sídliště Zbraslav.
29. června 2019 nově vedena v trase: ZLIČÍN – OBCHODNÍ CENTRUM SÁRSKÁ– Bavorská – Lýskova – Stodůlky – Holýšovská – Hlávkova – Řeporyjské náměstí – Zahrádky – Zmrzlík – Zadní Kopanina – Maškův mlýn – Cikánka – Lomy – U Lomů – Cementárna Radotín – V Sudech – Safírová – Prvomájová – Nádraží Radotín – Safírová – Přístav Radotín – ZBRASLAVSKÉ NÁMĚSTÍ v úseku Zličín – Obchodní centrum Sárská celotýdenně vložené spoje, nahrazují zrušenou linku GLOBUS
Na jaře roku 2023 prodloužena do úseku ZLIČÍN -…- Zbraslavské náměstí - Most Závodu míru - Nádraží Zbraslav - Nad Závistí (Z)
- Závist - Na Šabatce - Komořany - Cukrovar Modřany - Nádraží Modřany - Obchodní náměstí - Na Havránce - POLIKLINIKA MODŘANY a nahrazuje stávající linku 165.

### 247
Zavedena 29. prosince 1979 pro obsluhu Slivence v trase Hlubočepy – Serpentina – Filmové ateliéry – Nový Slivenec – Opálová – Náměstí Devítiletky (Slivenec) – Lochkov
4. února 1984 prodloužena o úsek Lihovar – Hlubočepy
11. července 1984 v úseku Hlubočepy – Filmové ateliéry odkloněna přes zastávky Hlubočepská a Slivenecká
4. června 1985 zkrácena do trasy Hlubočepy – Lochkov
3. listopadu 1985 v trase Smíchovské nádraží – Lihovar – Serpentina – Filmové ateliéry – Nový Slivenec – Smaragdová – Náměstí Devítiletky (Slivenec) – Lochkov
1. září 1988 přes zastávku Smaragdová vedena jen ve směru Lochkov, v opačném směru vedena přes zastávku Opálová
29. listopadu 2003 linka zkrácena o úsek Nový Slivenec – Smíchovské nádraží do trasy Chaplinovo náměstí – Lochkov, nově vedena přes zastávky Štěpařská – Poliklinika Barrandov – Chaplinovo náměstí. V roce 2005 jezdila v trase Chaplinovo náměstí – Lochkov,
16. listopadu 2005 byla prodloužena do zastávky Pod Lochkovem.
K 1. září 2012 byla zrušena, nahrazena linkou 120.
1. září 2018 obnovena v trase Nádraží Radotín – Přeštínská – Lahovice – Zbraslavské náměstí – Sídliště Zbraslav.
Od roku 2023 došlo k přejmenování zastávky Na Drahách na nový název Zbraslav

### 248
Zavedena 29. prosince 1979 pro obsluhu Slivence v trase Hlubočepy – Serpentina – Filmové ateliéry – Nový Slivenec – Opálová – Náměstí Devítiletky (Slivenec)
10. března 1980 z Opálové odkloněna do zastávky Holyně
4. února 1984 prodloužena o úsek Lihovar – Hlubočepy
11. července 1984 v úseku Hlubočepy – Filmové ateliéry odkloněna přes zastávky Hlubočepská a Slivenecká
4. června 1985 zkrácena do trasy Hlubočepy – Holyně
3. listopadu 1985 v trase Smíchovské nádraží – Lihovar – Serpentina – Filmové ateliéry – Nový Slivenec – Smaragdová – Náměstí Devítiletky (Slivenec) – Za Farou – Holyně
1. září 1988 přes zastávku Smaragdová vedena jen ve směru Lochkov, v opačném směru vedena přes zastávku Opálová
3. července 1995 v úseku Filmové ateliéry – Nový Slivenec vedena přes barrandovské sídliště (zastávky Högerova – Chaplinovo náměstí – Sídliště Barrandov (Poliklinika Barrandov) – Štěpařská)
V roce 2003 i 2005 jezdila v trase Smíchovské nádraží – Holyně.
K 1. září 2012 byla zrušena, nahrazena linkami 105 a 230.
1. září 2018 obnovena v trase Nádraží Radotín – Otínská – Na Viničkách – Kolová – Viničky – Příbramská – Dehtínská – Vojetická – Zdická – Sídliště Radotín – Otínská – Nádraží Radotín (každý druhý spoj je v provozu pouze v trase Nádraží Radotín – Sídliště Radotín).

### 249
1. února 1971 vznikla linka 249 přečíslováním linky 149 v trase Náměstí Říjnové revoluce (Dejvická) – Vozovna Střešovice – Malovanka – Stadion Jih (Stadion Strahov) – Klamovka – Jinonice, Motorlet (U Waltrovky) – Vidoule – Jinonice, ZPA (Stará Stodůlecká)
9. května1974 přečíslována opět na 149
Zavedena 22. prosince 1979 pro obsluhu Řeporyj a Třebonic. v trase Kotlářka – Motol – Bílý Beránek – Zličín, nádraží (Lidečská) – Konstruktiva (Bavorská) – Stodůlky, MNV (historické jádro obce Stodůlky v dnešní Kovářově ulici) – Řeporyjské náměstí – Třebonice
29. září 1982 vedena mimo zastávku Zličín, nádraží (Lidečská)
1. září 1983 namísto přes Stodůlky,MNV (historické jádro obce Stodůlky v dnešní Kovářově ulici) vedena přes zastávku Šostakovičovo náměstí (cca na náměstí téhož jména)
3. listopadu 1985 odkloněna do trasy Kotlářka – Vozovna Motol – K Vidouli (Šafránkova) – Konstruktiva (Bavorská) – Šostakovičovo náměstí (cca na náměstí téhož jména) – Řeporyjské náměstí – Třebonice
27. října 1988 odkloněna do trasy Stodůlky (Sídliště Stodlky) – Mládí – Cvetkovova (Nárožní) – Dukelská (Nové Butovice) – Malá Ohrada (Archeologická) – Řeporyjské náměstí – Třebonice
16. prosince 1989 vedena přes zastávku Nová kolonie
1. července 1995 zkrácena do trasy Nové Butovice – Třebonice
Od 26. září 1999 ukončena v obratišti Sídliště Stodůlky místo obratiště Nové Butovice a vedena v trase Sídliště Stodlůlky – Luka – Řeporyjské náměstí – Třebonice
V roce 2005 i 2013 jezdila v trase Sídliště Stodůlky – Třebonice.
Od 1. září 2012 klasifikována jako standardní linka.
Od 7. dubna 2015 je linka zrušena.
Od 2. března 2020 zavedena linka 249 na trase ZLIČÍN – NOVÝ ZLIČÍN. 
V současnosti[kdy?] jde o nejkratší autobusovou linku nejen v Evropě,[zdroj⁠?!] ale i na světě[zdroj⁠?!] – měří 650 metrů.[zdroj⁠?!]

### 250
Zavedena 29. prosince 1979 pro obsluhu Běchovic a Újezda nad Lesy v trase Spojovací – Pod Táborem – Jahodnice – Dolní Počernice – Nádraží Běchovice – Běchovice – (VÚ Běchovice) – Újezd nad Lesy – Rohožnická
11. června 1986 prodloužena o úsek Rohožnická – Sídliště Rohožník
23. listopadu 1990 prodloužena o úsek Palmovka – Novovysočanská – Spojovací, zrušeno zajíždění k VÚ Běchovice
9. listopadu 1998 odkloněna do trasy Černý Most – Nádraží Běchovice -....- Sídliště Rohožník
30. srpna 2008 vedena přes zastávku OC Černý Most
V roce 2012 i 2013 jezdila v trase Černý Most – Sídliště Rohožník.
Od 1. září 2012 klasifikována jako standardní linka.

### 251
Linka zavedená 29. prosince 1979 v trase Nádraží Klánovice – Újezd nad Lesy (Hulická) – Koloděje
29. května 1983 v trase Nádraží Klánovice – Hulická – Rohožnická – Koloděje
19. listopadu 1984 vybraný spoj výchozí již ze zastávky Smržovská
11. června 1986 linka zajíždí do zastávky Sídliště Rohožník
28. června 1996 definitivně zrušen vybraný spoj výchozí ze zastávky Smržovská
28. května 2000 zkrácena do trasy Nádraží Klánovice – Hulická – Sídliště Rohožník
V průběhu roku 1995 získal na tuto linku licenci dopravce Milan Koch. 4. ledna 1999 linku převzal zpět dopravní podnik.
V roce 2005 i 2013 jezdila v trase Nádraží Klánovice – Sídliště Rohožník. 1. prosince 2005 byla převedena na dopravce Hotliner. 1. ledna 2007 byla linka převedena z dopravce Hotliner s. r. o. na dopravce Connex Praha s. r. o.
Od 1. září 2012 klasifikována jako standardní linka. Dopravcem je Arriva Praha s. r. o., dříve pod názvem Veolia Transport Praha s. r. o.
Od 29. 4. 2017 uvolnění pozice přečíslováním stávající linky na linku 211.

### 252
Vznikla přečíslováním účelové linky 52 dne 8. listopadu 1979 v trase Kotlářka – Motol – Krematorium Motol
26. listopadu 1985 zrušena
12. července 1987 byla zavedena v trase Primátora Vacka (Roztyly) – Dědinova – Budovatelů (Chodov) – Kunratický les – U Kunratického lesa – Volha – U dálnice – Družby (Opatov) – Mikulova – Protivova (Hněvkovského) – Modrá škola – Kosmonautů (Kosmonautů).
15. října 1987 zkrácena do trasy Budovatelů – Kunratický les – U Kunratického lesa – Volha – U dálnice – Družby – Mikulova – Protivova – Modrá škola –  Kosmonautů
1. prosince 1987 upravena do polookružní trasy Budovatelů (Chodov) – Jarníkova – Volha – U Kunratického lesa – Budovatelů (Chodov)
17. listopadu 1995 byla linka zrušena
V roce 2005 i 2013 nebyla v provozu.

### 253
Zavedena v trase 8. listopadu 1980 v trase Jižní Město – Kosmonautů (Háje) – Zupkova (Metodějova) – Družby (Opatov) – Protivova (Hněvkovského) – Kosmonautů (Háje) – Jižní Město
od 2. února 1981 upravena trasa Kosmonautů (Háje) – Zupkova (Metodějova) – Družby (Opatov) – Protivova (Hněvkovského) – Kosmonautů (Háje) – Jižní Město
27. listopadu 1982 zrušena
V 80. letech 20. století z oblasti Modřan ke Smíchovskému nádraží.
Zavedena 31. srpna 1987 v trase Smíchovské nádraží – Lihovar – Nádraží Braník – Zátišská – Družná – Sídliště Modřany (Poliklinika Modřany) – Na Beránku
V roce 2005 i 2013 jezdila v trase Smíchovské nádraží – Na Beránku.
Od 1. září 2012 klasifikována jako metrobus.
Od 29. června 2013 je zastávka Nádraží Braník zřízena i pro směr do Hodkoviček.
Od 29. dubna. 2017 uvolnění pozice přečíslováním stávající linky na linku 190.

### 254
Zavedena 18. února 1980 pro obsluhu Přední Kopaniny v trase Leninova (Dejvická) – Horoměřická (Bořislavka) – Jenerálka – Nebušice, MNV (Nebušice) – Přední Kopanina – Nové letiště (Terminál 1)
V roce 2005 jezdila v trase Dejvická – Přední Kopanina – Letiště Ruzyně. K 17. lednu 2006 zastávka Letiště Ruzyně přejmenována na Terminál Sever 1 a zřízeny nové zastávky Terminál Sever 2 a Letiště Ruzyně. 9. prosince 2007 byly zastávky Terminál Sever 1 a Terminál Sever 2 přejmenovány na Terminál 1 a Terminál 2.
K 1. září 2012 byla zrušena, v úseku mezi Dejvickou a Přední Kopaninou nahrazena prodloužením linky 161.

### 255
Vznikla 1. února 1971 přečíslováním linky 155 v trase Krč, Mikrobiologické ústavy (Ústavy Akademie věd) – Nemocnice Krč – Budějovické náměstí (Budějovická) – Náměstí Hrdinů (Pražského povstání) – Botanická zahrada – Náměstí Míru – Flora – Židovské hřbitovy (Želivského) – Sídliště Malešice
16.10.1972 v úseku Mikrobiologické ústavy (Ústavy akademie věd) – Nemocnice Krč odkloněna přes zastávky Tempo a Sídliště Krč
9. 5.1974 označena opět 155
Zavedena 23. listopadu 1981 v trase Lihovar – Malá Chuchle – Zbraslavské náměstí – Na Plácku – Strnady
15. dubna 1982 prodloužena o úsek Osada Strnady (Strnady) – Strnady (obratiště za zastávkami Jíloviště, výzkumný ústav)
1. srpna 1984 zkrácena do trasy Lihovar – Strnady (dnešní zastávka Strnady)
16. dubna 1985 prodloužena o úsek Osada Strnady (Strnady) – Strnady (obratiště za zastávkami Jíloviště, výzkumný ústav)
3. listopadu 1985 prodloužena o úsek Smíchovské nádraží – Lihovar
V průběhu roku 1995 získal na tuto linku licenci dopravce Martin Uher.
V roce 2005 jezdila v trase Smíchovské nádraží – Přívoz Strnady.
26. února 2006 byla zrušena a všechny spoje převedeny na linku 314, současně byly přejmenovány její zastávky za hranicemi Prahy. Dopravcem byl Martin Uher.
K 1. září 2012 byla zřízena v jednosměrné polookružní trase Nádraží Radotín – Přeštínská – Lahovice – Most Závodu míru – Zbraslavské náměstí – Lahovice – Přeštínská – Nádraží Radotín, dopravcem byl Dopravní podnik hl. m. Prahy.
Od 1. září 2012 klasifikována jako standardní linka.
Od 29. června 2013 je dopravcem Arriva Praha, spol. s r. o.
Od 7. dubna 2015 je linka prodloužena (náhradou za zrušenou linku 256) do trasy: Sídliště Stodůlky – Luka – Amforová – Hlávkova – Řeporyjské náměstí – Zahrádky – Zmrzlík – Zadní Kopanina – Maškův mlýn – Cikánka – Lomy – U Lomů – Cementárna Radotín – V Sudech – Safírová – Prvomájová – Nádraží Radotín – Přeštínská – Lahovice – Most Závodu míru (T) – Zbraslavské náměstí. V úseku Nádraží Radotín – Zbraslavské náměstí jsou celotýdenně v provozu vložené spoje. Dopravcem se stává Dopravní podnik hl. m. Prahy.
Od 29. 4. 2017 uvolnění pozice přečíslováním stávající linky na linku 246.

### 256
1. února 1971 linka zavedena přečíslováním linky 156 v trase Revoluční (mezi Dlouhá třída a Nemocnice na Františku) -Dopravní podnik (Vltavská) – Vychovatelna – Prosek
5. března1973 část spojů prodloužena o úsek Prosek – DP Klíčov (před garážemi DP v Letňanské ulici)
9. května1974 přečíslována zpět na 156
Zavedena 23. listopadu 1981 pro obsluhu Zadní Kopaniny v trase Jinonice (Butovická) – Jinonice, ZPA (Stará Stodůlecká) – Velká Ohrada (Píškova) – Řeporyjské náměstí – Zadní Kopanina – Cikánka – Cementárna Radotín – Nádraží Radotín
30. srpna 1980, část spojů vedena v trase Motorlet (U Waltrovky) – Vidoule – Jinonice, ZPA – … – Nádraží Radotín, ostatní spoje nadále v trase Jinonice (Butovická) – Jinonice, ZPA – … – Nádraží Radotín
3. listopadu 1985 všechny spojhe vedeny v trase Motorlet – … – Nádraží Radotín
25. ledna 1986 v úseku Jinonice, ZPA – Řeporyjské náměstí odkloněna přes zastávky Mládí a Kovářova
27. října 1988 odkloněna do trasy Stodůlky (Sídliště Stodůlky) – Mládí – Cvetkovova (Nárožní) – Dukelská (Nové Butovice) – Píškova – Řeporyjské náměstí – … – Nádraží Radotín
16. prosince 1989 mezi zastávkami Mládí a Cvetkovova (Nárožní) vedena přes zastávku Nová kolonie
16. května 1991 zřízen ve směru Stodůlky jednosměrný závlek do zastávek Ametystová, Lahovská a Pod Říhákem
12. listopadu 1994 zkrácena do trasy Nové Butovice – Nádraží Radotín
1. září 2001 zrušen závlek do zastávky Lahovská
V roce 2005 jezdila v trase Nové Butovice – Nádraží Radotín.
K 11. prosinci 2011 byla přesměrována do trasy Sídliště Stodůlky – Luka – Řeporyjské náměstí – … – Nádraží Radotín.
K 1. září 2012 byly zavedeny vložené spoje v trase Sídliště Stodůlky – Řeporyjské náměstí jako náhrada za zrušenou linku 230.
V roce 2013 jezdila v trase Sídliště Stodůlky – Řeporyjské náměstí – Nádraží Radotín.
Od 1. září 2012 klasifikována jako standardní linka.
Od 7. dubna 2015 je linka zrušena.

### 257
Zavedena jako noční linka 20. dubna 1970 v trase Vychovatelna – Sídliště Prosek – Prosek
1. února 1971 pžečíslována na 357
Zavedena 30. listopadu 1981 pro obsluhu Sobína v trase Bílá Hora – Škola Řepy – Stavební stroje (Strojírenská) – Zličín (Halenkovská) – Sobín
27. října 1988 mezi zastávky Škola Řepy závlek do zastávky Sídliště Řepy
15. května 1989 v úseku MNV Řepy (Úřad Řepy) – Ke Kaménce část spojů vedena přes zastávky Nevanova – Slánská – Bazovského
12. listopadu 1994 v trase Sídliště Řepy – Slánská – Nádraží Zličín (Lidečská) – Zličín – Sídliště Zličín – Sobín
1. července 1995 zkrácena do trasy Zličín – Sobín
V roce 2005 i 2013 jezdila v trase Zličín – Sobín.
Od 1. září 2012 klasifikována jako standardní linka.
3. září 2017 linka zrušena

### 258
Zavedena 2. listopadu 1981 pro obsluhu Březiněvsi v trase Sídliště Ďáblice – Ďáblický hřbitov – Kostelecká (Ďáblice) – Březiněves
1. dubna 1995 upravena do trasy Palmovka – Sídliště Ďáblice – Ďáblický hřbitov – Květnová – Na Štamberku – Kostelecká (Ďáblice) – Březiněves
Zrušena 28. ledna 2001 sloučením do linky 103.
V roce 2005 i 2013 není v provozu.
Linku začíná provozovat od záři 2024 Dopravní podnik hlavního města Prahy v nové trase Poliklinika Barrandov – Nádraží Hlubočepy – Zlíchov – Pod Žvahovem

### 259
Zavedena 23. listopadu 1981 pro obsluhu Vinoře v trase Vysočany, ÚNZ – Prosek – Čakovická – Kbely – Chaltická (Vinořský hřbitov) – Vinoř
23. listopadu 1990 v trase Českomoravská – Vysočanská radnice (Vysočanská) – Prosek – … – Vinoř
V roce 2005 jezdila v trase Českomoravská – Vinoř.
Od 9. května 2008 byla zkrácena do trasy Letňany – Kbely – Vinoř.
Od 1. září 2012 klasifikována jako standardní linka.
Od 7. dubna 2015 je linka zrušena.

### 260
Linka 260 byla poprvé zavedena 28. března 1983 v trase: Sokolovská (dnes Florenc) – Dopravní podniky – Podhajská pole – Čimice. Provoz v této trase trval jen asi rok a půl, linka navíc jezdila pouze ve špičkách pracovních dnů.
4. listopadu 1984 byla linka v této trase zrušena.
Podruhé byla linka zavedena o dva roky později, 1. září 1986, v trase nahrazující linku 456: Špejchar – Hradčanská – Stavební stroje Zličín – Sídliště Zličín. Linka byla provozována opět pouze ve špičkách pracovních dnů; jezdila však znovu velmi krátce, jen do 27. října 1988, kdy byla zrušena.
Po krátké době začala linka 260 jezdit opět na jiné trase, 2. června 1989 vyjela na trasu Horčičkova – Družby (Opatov) – Spořilov – Koh-i-noor. Autobusy však byly vypravovány pouze v ranní špičce a to jen směrem do centra.
2. září 1991 byla linka postupně prodloužena na Slavii a 18. listopadu 1995 na Kavkazskou, zároveň na opačném konci linky končila až na Jižním Městě. Nově začala jezdit obousměrně v ranní i odpolední špičce. 
Od 18. ledna 1997 byla však zkrácena zpět na Koh-i-noor a vedena opět jen jednosměrně v ranní špičce. 
Původně jednosměrná trasa Jižní Město – Koh-i-noor byla 19. dubna 2005 změněna na polookružní, obracející se ve sledu zastávek Bohdalec – Svahová (později Vršovický hřbitov) – Koh-i-noor – Slavia – Bohdalec, přičemž část spojů absolvovala pouze jízdu směr Koh-i-noor. Linka byla navíc provozována i v odpolední špičce.
2. září 2006 prodloužena do zastávek Kavkazská (T) – Na Míčánkách (T) – Bělocerkevská (T). Zároveň byl zaveden i provoz mimo špičky pracovních dnů, linka jezdila až do 21.30.
K 1. září 2009 byla v trase Jižní Město – Na Míčánkách – Jižní Město zrušena a nahrazena prodloužením linky 135.
K 11. prosinci 2011 byla linka 260 počtvrté zavedena, a to v trase Nádraží Klánovice – Hulická – Netušilská. Linka byla zpočátku provozována o pracovních dnech od 5.30 do 20.30 a o víkendech a svátcích od 8.00 do 20.00. Dopravce je od začátku provozu Stenbus s. r. o. Víkendový provoz byl zrušen 30. června 2012. Od 1. září 2012 je linka klasifikována jako midibusová, do té doby byly na linku nasazovány standardní vozy.[zdroj⁠?!] V provozu je pouze v pracovní dny. Ve špičkách a večer do 20.30 je provozována s intervalem 30 minut, v sedle jezdí autobusy každou hodinu. 29. června 2013 byla obousměrně zřízena zastávka Podlužanská.
Od 29. 4. 2017 uvolnění pozice přečíslováním stávající linky na linku 210.

### 261
Zavedena 28. prosince 1981 pro obsluhu Klánovic v trase Spojovací – Pod Táborem – Jahodnice – Dolní Počernice – Běchovice – Hulická – Smiřická – Klánovice (Přimské náměstí)
1. října 1982 prodloužena o úsek Přimské náměstí – Klánovice
23. listopadu 1990 prodloužena o úsek Palmovka – Spojovací.
9. listopadu 1998 odkloněna do trasy Černý Most – Chvaly – Svépravice – Nad Běchovicemi – Běchovice – Hulická – Smiřická – Klánovice
V roce 2005 i 2013 jezdila v trase Černý Most – Klánovice.
K 12. prosinci 2010 v souvislosti se zrušením linky 222 byla zřízena zastávka Výzkumné ústavy Běchovice.
K 11. prosinci 2011 zřízena zastávka Nádraží Klánovice-sever ve směru Klánovice a pro vybrané spoje obousměrně zřízena zastávka Xaverov.
Od 14. prosince 2014 bylo omezeno zajíždění do zastávek Xaverov a VÚ Běchovice jen na pracovní dny ráno.
Od 1. září 2012 klasifikována jako standardní linka.
10. listopadu 2014 zastávka Nádraží Klánovice-sever obsluhována i ve směru Černý Most
15. října 2016 zrušeno zajíždění do zastávek Xaverov a VÚ Běchovice
Od 29. 4. 2017 uvolnění pozice přečíslováním stávající linky na linku 221.

### 262
Tangenciální linka zavedená 28. prosince 1981 v trase Nádraží Čakovice (Za Avií) – Avia, odbyt (Avia Letňany) – Kbely – Trabantská (Satalice) – Nádraží Horní Počernice – Xaverov – Běchovice – Hulická – Smiřická – Klánovice (Přimské náměstí).
1. října 1982 prodloužena o úsek  Přimské náměstí – Klánovice
1. února 1988 zkrácena o úsek Nádraží Čakovice (Za Avií) – Avia Letňany
16. října 1995 vedena přes zastávku Komárovská
Linka Avia Letňany – Klánovice (o rozsahu jednoho páru spojů v pracovní den) byla 12. prosince 2004 zrušena a nahrazena linkou 269.
K 11. prosinci 2011 zavedena v trase Nádraží Klánovice-sever – Nepasické náměstí.
1. září 2012 byly zřízeny nové zastávky Sendražická (směr Nepasické náměstí) a Všestarská (směr Nádraží Klánovice-sever).
3. března 2013 byla zřízena zastávka Krňovická.
Midibusová linka, dopravce Okresní autobusová doprava Kolín s. r. o. Od 1. září 2012 klasifikována jako midibusová linka. V provozu pouze v pracovní dny.
Od 29. 4. 2017 uvolnění pozice přečíslováním stávající linky na linku 212.
Od 2018 obnovení jako "ŠKOLNÍ" autobusová linka na trase Sídliště Horní Počernice - Čertousy - Ve Žlíbku - Sídliště Rohožník

### 263
Tangenciální linka zavedená 28. prosince 1981 v trase Nádraží Čakovice (Za Avií) – Avia, odbyt (Avia Letňany) – Kbely – Trabantská (Satalice) – Nádraží Horní Počernice – Xaverov – Výzkumné ústavy Běchovice
1. února 1988 zkrácena o úsek Nádraží Čakovice (Za Avií) – Avia Letňany
16. října 1995 vedena přes zastávku Komárovská
Linka Avia Letňany – Výzkumné ústavy Běchovice (o rozsahu tří párů spojů v pracovní den) byla 12. prosince 2004 zrušena a nahrazena linkou 269.
1. května 2009 zavedena v trase Depo Hostivař – Malešická továrna – Na Homoli – Průmyslová – Ústřední – Obchodní centrum Štěrboholy.
K 12. prosinci 2010 byla část spojů prodloužena o úsek Obchodní centrum Štěrboholy – Dolní Počernice – Bezděkovská. K 11. prosinci 2011 je v úseku U Samoobsluhy – Dolní Počernice vedena nově přes zastávky U Radiály, Sídliště Jahodnice, Jahodnice, Lomnická a Nádraží Dolní Počernice; ve směru Depo Hostivař byla zrušena zastávka Dolní Počernice.
V roce 2012 i 2013 jezdí v trase Depo Hostivař – Bezděkovská. Dopravcem je Stenbus s. r. o.
Od 1. září 2012 klasifikována jako standardní linka.
28. června 2014 zřízena zastávka Nad Rybníkem i ve směru k Bezděkovské.
Od 29. 4. 2017 uvolnění pozice přečíslováním stávající linky na linku 208.

### 264
Zavedena 16. listopadu 1981 pro obsluhu Uhříněvsi a Královic  v trase Černokostelecká – Průmyslová – Dolnoměcholupská (Dolní Měcholupy) – Lidový dům (Nové náměstí) – Uhříněves – Královice ve špičkách prac. dnů, v ostatních obdobích v trase Nádraží Uhříněves – Lidový dům (Nové náměstí) – Uhříněves – Královice
5. července 1990 prodloužena o úsek Skalka – Černokostelecká
24. ledna 1998 prodloužena o úsek Královice – Hájek
27. května 2000 zkrácena o úsek Královice – Hájek
V roce 2005 jezdila v trase Skalka – Nádraží Uhříněves – Královice.
28. května 2006 zkrácena do terminálu Depo Hostivař.
K 10. prosinci 2006 zřízeny pro část spojů nové zastávky Netluky a Hájek.
14. prosince 2008 zrušeny spoje v trase Nádraží Uhříneves – Královice, všechny spoje vedeny na Depo Hostivař, zavedeny jednosměrné posilové spoje Uhříneves – Depo Hostivař
K 14. červnu 2009 byla zrušena a nahrazena prodlouženou linkou 266 a novou linkou 366. Dopravcem byl Dopravní podnik hl. m. Prahy.
K 11. prosinci 2011 byla nově zavedena v trase Zličín – Sídliště Zličín – Sídliště Řepy – Škola Řepy – Slánská – Selských baterií – Bílá Hora. Midibusová linka, dopravce Bosák bus spol. s r. o., v roce 2015 zfúzoval do společnosti Arriva Střední Čechy.
Od 1. září 2012 klasifikována jako midibusová linka.
Od 7. dubna 2015 je linka prodloužena do trasy (Zličín – … –) Sídliště Řepy – … – Bílá Hora (– Malý Břevnov – Obora Hvězda – Vypich – Nad Markétou – Koleje Větrník (T) – Větrník – Petřiny). V úsecích Zličín – Sídliště Řepy a Bílá Hora – Petřiny v provozu pouze v pracovních dnech od cca 6 do cca 18 hodin.
Od 31. října 2015 přečíslována na 164
Od 29.4.2017 Zavedena jako přečíslována linka 564 V Trase Sudějovická - Sídl. Rohožník - Polesná - Hulická

### 265
Zavedena 16. listopadu 1981 pro obsluhu Uhříněvsi, Benic a Lipan  v trase Černokostelecká – Průmyslová – Dolnoměcholupská (Dolní Měcholupy) – Lidový dům (Nové náměstí) – U Mlejna – Benice (K Lipanům) – Lipany ve špičkách prac. dnů, v ostatních obdobích v trase Nádraží Uhříněves – Lidový dům (Nové náměstí) – Benice (K Lipanům) – Lipany.
31. července 1982 zřízeno zajíždění do zastávky Benice,MNV (Benice)
5. července 1990 prodloužena o úsek Skalka – Černokostelecká, zrušeny spoje v trase Nádraží Uhřínevěs – Lipany
15. prosince 2002 prodloužena o úsek Lipany – Kolovraty (Škola Kolovraty) – Tehovičky (Kolovraty)
V roce 2005 jezdila v trase Skalka – Lipany – Kolovraty.
28. května 2006 zkrácena do terminálu Depo Hostivař.
1. července 2006 zkrácena o úsek zkracuje o úsek Benice – Lipany – Kolovraty do trasy Depo Hostivař – Benice, ruší se zastávky Lipany – Do Lipan – Škola Kolovraty – Tehovičky – Kolovraty.
Od 14. prosince 2008 zřízena zastávka Lnářská zrušena zastávka U Mlejna a ze zastávky Lipany je linka prodloužena do zastávek Do Lipan – Škola Kolovraty – Tehovičky – Kolovraty.
Od 14. června 2009 část spojů ukončena v zastávce Nádraží Uhříněves, k Depu Hostivař byla linka v provozu pouze ve špičkách pracovních dnů.
K 1. září 2012 byla zkrácena o úsek Nádraží Uhříněves – Depo Hostivař.
V roce 2013 jezdí v trase Nádraží Uhříněves – Kolovraty, vybraný školní spoj veden přes zastávku Uhříněves.
Od 1. září 2012 klasifikována jako midibusová linka.
Od 30. srpna 2014 zřízena zastávka ve směru k Novému náměstí zastávka Ke Kříži.
29. dubna 2017 linka zrušena (nahrazena linkami 228 a 226)

### 266
Zavedena 16. listopadu 1981 pro obsluhu Uhříněvsi a Hájku  v trase Černokostelecká – Průmyslová – Dolnoměcholupská (Dolní Měcholupy) – Lidový dům (Nové náměstí) – Uhříněves – Netluky – Hájek ve špičkách prac. dnů, v ostatních obdobích v trase Nádraží Uhříněves – Lidový dům (Nové náměstí) – Uhříněves – Netluky – Hájek.
5. července 1990 prodloužena o úsek Skalka – Černokostelecká.
24. ledna 1998 v úseku Uhříněves – Netluky vedena přes Královice
27. října 1999 zrušena zastávka Královice
V roce 2005 jezdila v trase Skalka – Nádraží Uhříněves – Hájek.
28. května 2006 zkrácena do terminálu Depo Hostivař.
10. prosince 2006 zrušena zastávka Nádraží Uhříněves,v provozu jen v přpravních špičkách.
Od 14. června 2009 zřízena zastávka K Netlukám a z Hájku linka prodloužena do Královic, zřízeny posilové spoje Depo Hostivař – Uhříněves, celodenní provoz.
V roce 2013 jezdí v trase Depo Hostivař – Královice.
K 1. září 2012 byla ve směru z centra zřízena druhá zastávka Nové náměstí.
1. listopadu 2013 byla zřízena zastávka U Mezníku.
Od 1. září 2012 klasifikována jako standardní linka.
29. dubna 2017 linka přečíslována na 229

### 267
Zavedena 16. listopadu 1981 pro obsluhu Uhříněvsi  v trase Kosmonautů (Háje) – Bellova (Sídliště Petrovice) – Na Vrchách – Lidový dům (Nové náměstí) – Uhříněves
27. listopadu 1982 prodloužena o úsek Družby (Opatov) – Protivova (Hněvkovského) – Kosmonautů (Háje)
12. července 1987 zkrácena do trasy Kosmonautů (Háje) -...- Uhříněves
V roce 2005 jezdila v trase Háje – Uhříněves.
1. července 2006 prodloužena o úsek Uhříněves – Lipany se zastávkami:
Venušina – Kolovraty – Tehovičky – Škola Kolovraty – Do Lipan – Lipany.
Od 14. prosince 2008 ze zastávky Škola Kolovraty prodloužena po trase Nad Dvorem – Nad Parkánem – K Říčanům – U Rozcestí – Pánkova (x) – Hájová – Nedvězí.
V roce 2013 jezdí v trase Háje – Nedvězí.
K 1. září 2012 byly zřízeny zastávky Nádraží Uhříněves v obou směrech a Nové náměstí ve směru Nedvězí.
Od 1. září 2012 klasifikována jako standardní linka.
29. dubna 2017 přečíslována na 227

### 268
Zavedena 16. listopadu 1981 pro obsluhu Uhříněvsi, Kolovrat a Nedvězí  v trase Černokostelecká – Průmyslová – Dolnoměcholupská (Dolní Měcholupy) – Lidový dům (Nové náměstí) – Uhříněves – Svažitá – Kolovraty – Nedvězí.
5. července 1990 prodloužena o úsek Skalka – Černokostelecká
Od 1. května 2003 zastavovala v zastávce K Říčanům.
V roce 2005 jezdila v trase Skalka – Nedvězí. 28. května 2006 zkrácena do terminálu Depo Hostivař.
K 14. prosinci 2008 zrušena, nahrazena linkou 267.

### 269
Tangenciální linka zavedená 28. prosince 1981  v trase Nádraží Čakovice (Za Avií) – Avia Letňany – Kbely – Trabantská (Satalice) – Nádraží Horní Počernice – Xaverov – VÚ Běchovice – Běchovice – Újezd nad Lesy – Rohožnická
27. srpna 1982 nezajíždí do zastávky VÚ Běchovice
11. června 1986 prodloužena o úsek Rohožnická – Sídliště Rohožník
1. února 1988 zkrácena o úsek Nádraží Čakovice (Za Avií) – Avia Letňany
16. října 1995 vedena přes zastávku Komárovská
12. prosince 2004 na lince Avia Letňany – Sídliště Rohožník byla zřízena zastávka Lukavecká a zpravidelněn interval, do linky byly začleněny spoje z rušených linek 262 a 263. Od 9. května 2008 jezdila přes zastávku Výzkumné ústavy Běchovice.
1. prosince 2005 byla převedena na dopravce Hotliner.
1. ledna 2007 byla linka převedena z dopravce Hotliner s. r. o. na dopravce Connex Praha s. r. o.
Od 8. března 2009 jezdí v trase Letňany – Letňany (T) – U Vodojemu – Důstojnické domy – Letecké muzeum – Huntířovská – Kbely – Nymburská – Dřevařská – Satalice – Vojická – Nádraží Horní Počernice – (…) – Sídliště Rohožník. Dosavadního dopravce (Connex Praha s. r. o.) nahradil Stenbus.
Od 13. prosince 2009 prodloužena do trasy: Teplárna Třeboradice – Za Tratí – K Teplárně – Třeboradice – Králova – U Bílého mlýnku (T) – Čakovice – Čakovický zámek – Nádraží Čakovice – Obchodní centrum Čakovice – Trutnovská – Krausova – Avia Letňany – Staré Letňany – Rychnovská – Boletická – Výstaviště Letňany – Letňany – (…) – Satalice – Stavební zóna Horní Počernice – U Tabulky – Vojická – Nádraží Horní Počernice –(…)– Ve Žlíbku –(…)– Sídliště Rohožník.
Od 1. září 2010 odkloněna ze zastávky Výstaviště Letňany přes zastávky Dobratická, Tupolevova, Fryčovická, Trutnovská do zastávky Obchodní centrum Čakovice a tam ukončena. Na opačném konci prodloužena ze zastávky Újezd nad Lesy po trase Druhanická – Ježovická – Kvasinská – Pod Oborou – Hájek – Netluky – K Netlukám – Uhříněves – Nové náměstí – Picassova (T) – Nádraží Uhříněves.
K 1. září 2012 byla zřízena druhá zastávka Nové náměstí a zastávka K Cihelně.
Od 1. září 2012 klasifikována jako standardní linka. V provozu celotýdenně s večerním omezením.
V roce 2013 jezdí v trase Obchodní centrum Čakovice – Nádraží Uhříněves.
Od 29. června 2013 jede mezi zastávkami ve směru od Horních Počernic nově přes zastávku Satalická obora a zastávka K Cihelně je nově obousměrná.
Od 1. listopadu 2013 bylo zrušeno zajíždění do zastávky Hájek a náhradou byla zřízena zastávka U Mezníku. Do zastávky Hájek zůstal zajíždět pouze jeden ranní spoj. Pro ten bylo zajíždění zrušeno od 15. prosince 2013.
Od 14. prosince 2014 do zastávek U Tabulky a Stavební zóna Horní Počernice nově zajíždějí spoje pouze v přepravních špičkách pracovních dnů.
Od 7. dubna 2015 se zřizují v pracovní dny ráno vložené spoje v úseku Satalice – Letňany pouze v uvedeném směru. Ve směru k Obchodnímu centru Čakovice byla zrušena zastávka Satalická obora.
Od 29. dubna 2017 uvolnění pozice přečíslováním stávající linky na linku 209.

### 270
1. dubna 1988 zavedena v trase Koh-i-noor – Bohdalec – Spořilov – Dědinova – Budovatelů (Chodov) – Jarníkova – Koleje Jižní Město
27. října 1988 zajíždí do zastávky Primátora Vacka (Roztyly)
17. listopadu 1989 polookružní trasa  Koh-i-noor – Bohdalec – Spořilov – Primátora Vacka (Roztyly) – Dědinova – Budovatelů (Chodov) – Jarníkova – Volha – Primátora Vacka (Roztyly) – Dědinova – Spořilov – Bohdalec – Koh-i-noor
15. května 1995 prodloužena o úsek Kavkazská – Koh-i-noor
17. listopadu 1995 zrušena
V roce 2005 i 2013 nebyla v provozu.

### 271
Zavedena 5. dubna 1971 v trase Mikrobiologický ústav (Ústavy Akademie věd) – Nemocnice Krč – Budějovické náměstí (Budějovická) – Náměstí Hrdinů (Pražského povstání) – Botanická zahrada – Náměstí Míru
16. října 1972 odkloněna do trasy Tempo Nemocnice Krč -...- Náměstí Míru
9. května 1974 zrušena
12. července 1987 zavedena v trase Strašnická – Zahradní Město – Nádraží Hostivař – Taškent (Gercenova) – Sídliště Horní Měcholupy (Boloňská) – Na Vartě – Sídliště Petrovice
5. července 1990 odkloněna do trasy Skalka – Kablo – Nádraží Hostivař -...- Sídliště Petrovice
30. srpna 1993 prodloužena o úsek Sídliště Petrovice – Jakobiho – Háje
V roce 2005 jezdila v trase Skalka – Háje. 1. prosince 2005 byla zřízena zastávka Michelangelova.
K 1. září 2012 byla zrušena, nahrazena prodloužením linky 125.

### 272
Zavedena 12. července 1987 v trase Karlov (v ulici Boženy Němcové mezi Sokolskou a Legerovou) – I.P.Pavlova – Náměstí Míru – Kodaňská – Bělocerkevská – Želivského
1. prosince 1987 polookružní trasa Karlov – I.P.Pavlova – Náměstí Míru – Tolstého – Bělocerkevská – Kodaňská – Náměstí Míru – I.P.Pavlova – Karlov
27. února 1993 zrušena
2. září 1996 vznikla přečíslováním linky 455 v trase Kačerov – Nemocnice Krč – Zelené domky – Dobronická – Masokombinát Písnice (Sídliště Písnice)
23. ledna 1999 se mění název zastávky Masokombinát Písnice na Sídliště Písnice
V roce 2005 jezdila v trase Kačerov – Sídliště Písnice.
1. září 2005 zřízeny zastávky Klárův ústav – Libuš – U Libušské sokolovny.
K 1. září 2009 byla zrušena, nahrazena částečně linkou 113.

### 273
Zavedena 23. listopadu 1990 v trase Palmovka – Novovysočanská – Pod Šancemi
3. dubna 1991 zrušena
1. července 1991 zavedena v trase Českomoravská – Vysočanská radnice (Vysočanská) – ČKD (Kolbenova) – Nový Hloubětín – Chlumecká (Černý Most) – Chvaly – Nádraží Horní Počernice – Votuzská (Divadlo Horní Počernice) – Ve Žlíbku
16. října 1995 vedena přes zastávku Komárovská namísto Votuzská
9. listopadu 1998 upravena trasa Lehovec – Hejtmanská – Generála Janouška – Černý Most – Chvaly – Nádraží Horní Počernice – Votuzská- Ve Žlíbku
18. října 1999 Hloubětínská (Bazén Hloubětín) – Hloubětín – Sídliště Lehovec – Hejtmanská – Generála Janouška – Černý Most – Chvaly – Nádraží Horní Počernice – Votuzská – Ve Žlíbku
V roce 2005 i 2013 jezdila v trase Hloubětínská – Hloubětín – Sídliště Lehovec – Hejtmanská – Generála Janouška – Černý Most – Chvaly – Nádraží Horní Počernice – Votuzská – Ve Žlíbku.
Od 1. září 2012 klasifikována jako standardní linka.
Od 15. října 2016 linka přečíslována na 141, trasa a parametry linky se nemění. Tato změna vychází ze snahy postupně připravit řadu čísel linek mezi 270 a 299 pro použití pro školní linky.

### 274
Zavedena 2. ledna 1973 v trase Náměstí Říjnové revoluce (Dejvická) – Dopravní podniky (Vltavská) – Florenc – Rajská zahrada (Náměstí Winstona Churchilla) – Náměstí Míru – Kodaňská – Stadion dr. Vacka (Slavia) – Spořilov – Sídliště Spořilov
9. května 1974 přečíslována na 174
Zavedena 23. listopadu 1990 Palmovka – Prosek – Průjezdní (Letňanská)
2. března 1998 v polookružní trase Palmovka – Prosek – Průjezdní (Letňanská) – Letňany (Staré Letňany) – Avia Letňany – Tupolevova – Průjezdní (Letňanská) – Prosek – Palmovka
V roce 2005 jezdila v trase Palmovka – Avia Letňany – Palmovka.
Od 9. května 2008 byla zrušena.

### 275
Zavedena 31. ledna 1972 v trase Zahradní Město, Cíl (Centrum Zahradní Město) – Zahradní Město – Nádraží Strašnice – Murmanská – Orionka – Prokopovo náměstí  – Florenc – Štvanice – Dopravní podniky (Vltavská) – Na Ovčinách (Strossmayerovo náměstí)
1. dubna 1974 zavedena navíc víkendová varianta linky v trase Zahradní Město, Cíl (Centrum Zahradní Město) -...- Štvanice – Dělnická (Argentinská) – Pelc-Tyrolka- Zoologická zahrada
27. srpna 1973 převedena do trasy Zahradní Město, Cíl (Centrum Zahradní Město) -...- Štvanice – Dělnická (Argentinská) – Vychovatelna – Kobyliské náměstí – Vozovna Kobylisy
9. května 1974 přečíslována na linku 175
Zavedena 23. listopadu 1990 v trase Palmovka – Prosek – Liberecká (Střížkov) – Lovosická (Poliklinika Prosek)
2. dubna 1991 linka zrušena
31. srpna 1992 zavedena v trase Kačerov – Nemocnice Krč – Zelené domky – U Tří svatých – Betáň
1. dubna 1997 linka zrušena (v trase Kačerov – Betáň).
V roce 2005 i 2013 nebyla v provozu.

### 276
Zavedena 3. dubna 1991 v trase Visla (Sídliště Bohnice) – Krakov – Na Pazderce (T) – Dunajecká – Pískovan (Čimický Háj) – Písečná  – Kobyliské náměstí (Služská) – Střelničná (Kobylisy) – Ládví – Liberecká (Střížkov) – Prosek – Vysočanská radnice (Vysočanská) – Harfa (Nádraží Libeň) – Spalovna (Nademlejnská) – Kbelská – Sídliště Hloubětín – Sídliště Lehovec – Žárská (Z) – Hejtmanská (Rajská zahrada) (T) – Bouřilova (Rajská zahrada) – Sídliště Černý Most (Ronešova)
1. června 1995 prodloužena o úsek Sídliště černý Most I. (Ronešova) – Sídliště Černý Most II (Poliklinika Černý Most)
4. října 1997 zrušena, současně posílena souběžná linka 177.
V roce 2005 i 2013 nebyla v provozu.

### 277
Zavedena 23. listopadu 1990 v trase Českomoravská – Harfa (Nádraží Libeň) – Spalovna (Nademlejnská) – Kbelská – Sídliště Lehovec – Hejtmanská (Rajská zahrada) – Sídliště Černý Most (Ronešova)
1. června 1995 prodloužena o úsek Sídliště černý Most I. (Ronešova) – Sídliště Černý Most II (Poliklinika Černý Most)
9. listopadu 1998 přejmenovány zastávky Bouřilova (zastávka ve směru Ronešova zrušena) a Hejtmanská (zastávka ve směru Hloubětín zrušena) na Rajská Zahrada, Sídliště Černý Most na Ronešova a Sídliště Černý Most II na Poliklinika Černý Most
9. listopadu 1998 upravena trasa Hloubětín – Sídliště Lehovec – Rajská zahrada – Černý Most
únor 1999 prodloužena o úsek Hloubětínská (Bazén Hloubětín) – Hloubětín
Od 17. října 1999 zrušena v souvislosti s otevřením stanice metra Hloubětín.
Zavedena 3. září 2001 v jednosměrné posilové trase Přeštická – Na Košíku – Hostivařské náměstí – Zahradní Město – Skalka
V roce 2005 jezdila jednosměrně jako posilové spoje v trase Přeštická – Skalka.
K 30. srpnu 2008 byla linka zobousměrněna a prodloužena do trasy Skalka – Opatov.
K 1. září 2009 byla zrušena, nahrazena prodloužením linky 175.

### 278
Zavedena 2. ledna 1992 v trase Českomoravská – Vysočanská radnice (Vysočanská) – Prosek – Čakovická – Kbely – MÚ Satalice (Satalice) – Vinoř
Zrušena 24. září 2000.
V roce 2005 i 2013 nebyla v provozu.

### 279
Zavedena 19. prosince 1992 v trase Palmovka – Prosecká – Sídliště Ďáblice – Květnová – Na Štamberku – Kostelecká (Ďáblice) – Březiněves
31. března 1995 zkrácena o úsek Kostelecká (Ďáblice) – Březiněves
1. listopadu 1997 v trase do Ďáblic zrušena, současně posílena souběžná linka 103.
V roce 2005 i 2013 nebyla v provozu.

### 280
Zavedena 3. května 1993 v trase Českomoravská – Vysočanská radnice (Vysočanská) – Prosek – Čakovická – Kbely – Sovenická – Ctěnice – Vinoř
V roce 2005 jezdila v trase Českomoravská – Vinoř.
Od 9. května 2008 byla zkrácena do trasy Letňany – Kbely – Ctěnice – Vinoř.
K 30. srpnu 2008 byla zrušena, nahrazena odkloněnou linkou 302.
Znovu byla zavedena jako školní linka v září roku 2024 v trase: Divoká Šárka – Vlastina – Sídliště Na Dědině – Ciolkovského – Dědina – Nádraží Ruzyně – Stochovská – Ruzyně – Ruzyňská škola – Litovický potok – Libocká – Sídliště Petřiny – Petřiny

### 281
Od 29. dubna 2017 281 bývá v databázích využívaná u linek zřízených při výlukách
13. srpna 2018 zavedena z důvodu rekonstrukce ulice Štychovy v Křeslicích trasa HÁJE – Horčičkova – Dolnokřeslická – Horčičkova – HÁJE
15. září 2018 je linka zrušena
Od 8. srpna 2023 interní označení linky X201 zavedené v rámci výluky z důvodu opravy komunikace v ulici Beranových (úsek Rychnovská – Toužimská) Letňany – Výstaviště Letňany – Tupolevova – Fryčovická – Sídliště Letňany – Ivančická (T) – Avia Letňany – Staré Letňany – Toužimská
2. října je linka zrušena

### 282
Od 29. dubna 2017 čísla bývají v databázích využívaná u linek zřízených při výlukách
Od 4. září 2023 interní označení linky X282 zavedené v rámci výluky z důvodu havárie plynovodu v ulici Budovatelská Satalické rozcestí – Sicherova  – Černý Most – Poliklinika Černý Most – Ronešova – Rajská zahrada – Lehovec – Hutě – Jordánská (T) – Lipnická – Sicherova
2. září 2023 je linka zrušena

### 283
Od 29. dubna 2017 čísla bývají v databázích využívaná u linek zřízených při výlukách

### 284
Od 29. dubna 2017 čísla bývají v databázích využívaná u linek zřízených při výlukách
Od 22. listopadu 2023 interní označení linky X112 zavedené v rámci výluky z důvodu opravy části vozovky v ulici Trojské Nádraží Holešovice – Nádraží Holešovice – Povltavská – Trojská – Kazanka – Čechova škola – Kovárna – Kovárna – Čechova škola – Kazanka – Trojská – Nádraží Holešovice
Od 30. června 2025 interní označení linky X164 v rámci tramvajové výluky Vypich – Bílá Hora v trase: Sídliště Řepy – Sportovní centrum Řepy – Škola Řepy – Ke Kaménce – Za Slánskou silnicí – Bazovského – Slánská – Nevanova – K Trninám – Šedivého – Selských baterií – Bílá Hora

### 285
Od 29. dubna 2017 285 bývá v databázích využívaná u linek zřízených při výlukách
Od 8. srpna 2023 interní označení linky X158 zavedené v rámci výluky z důvodu opravy komunikace v ulici Beranových (úsek Rychnovská – Toužimská) Letňany – Letňany
Výstaviště Letňany – Dobratická – Tupolevova – Šumperská – Rychnovská – Boletická – Letňany

### 286
Od 29. dubna 2017 čísla bývají v databázích využívaná u linek zřízených při výlukách
V prosinci 2018 byla provozovávána v trase Nádraží Satalice – Sovákova.
Od 10. února 2025 interní označení linky X131 zavedené v rámci výluky důvodu rekonstrukce kanalizace a vodovodu v Šárecké ulici v úseku Na Špitálce – U Matěje v trase: Bořislavka – Sušická – Hanspaulka – Dyrinka – Špitálka

### 287
Od 29. dubna 2017 čísla bývají v databázích využívaná u linek zřízených při výlukách
1. října 2023 interní označení linky X177 zavedené v rámci výluky z důvodu úplné uzávěry mostu v ulici K Horkám (3. etapa) Nad Košíkem – Hostivařský hřbitov – Toulcův dvůr – Na Košíku – Přeštická – Donovalská – Litochlebské náměstí – Opatov – U Dálnice – Volha – U Kunratického lesa – Petýrkova – Chodov – Petýrkova – U Kunratického lesa – Volha – U Dálnice – Opatov – Litochlebské náměstí – Donovalská – K Obecním hájovnám
Od 17. února 2025 interní označení linky X137 zavedené v rámci výluky z důvodu rekonstrukce ulice Peroutkovy v úseku Náměstí Na Farkáně - Česká a v oblasti Malvazinek v trase: Farkáň – U Waltrovky – U Waltrovky – Nádraží Jinonice – U Trezorky – Farkáň – Jinonice

#### 288
Od 29. dubna 2017 čísla bývají v databázích využívaná u linek zřízených při výlukách
Od 4. září 2023 interní označení linky X180 zavedené v rámci výluky z důvodu opravy ulice Hrozenkovské Sídliště Řepy – Strojírenská – Halenkovská – Starý Zličín – Blatnická – Valtická – Sobín
21. listopadu 2023 byla linka X180 zrušena
od 2. dubna 2024 interní označení linky X188 zavedené v rámci výluky z důvodu stavebních úprav (2. etapa) v ulici V Korytech v trase Kloboučnická – Jezerka – Sdružení – Pankrác

### 289
Od 29. dubna 2017 číslo využito v databázi linky H1 jako kódové označení místo čísla 799
Od 27. července 2024 čísla bývají v databázích využívaná u linek zřízených při výlukách

### 290
Od 29. dubna 2017 číslo využito v databázi linky AE jako kódové označení místo čísla 790

### 291
Zavedena 18. dubna 2003 v trase I. P. Pavlova – Apolinářská – Karlovo náměstí jako první midibusová linka MHD v Praze.
30. srpna 2003 zřízena zastávka Na Bojišti ve směru na I. P. Pavlova.
V roce 2005 i 2013 jezdila v trase I. P. Pavlova – Karlovo náměstí – I. P. Pavlova, midibusová linka.
Od 1. září 2012 klasifikována jako midibusová linka. V provozu celotýdenně s večerním omezením. Dopravcem je Dopravní podnik hl. m. Prahy.
Od 15. října 2016 linka mění číslo na 148, trasa a parametry linky se nemění. Tato změna vychází ze snahy postupně připravit řadu čísel linek mezi 270 a 299 pro použití pro školní linky.
Od 29. dubna 2017 291 bývá v databázích využívaná u linek zřízených při výlukách
Od 9. srpna 2022 interní označení linky X161 zavedené v rámci výluky z důvodu opravu povrchu komunikace v ulici Tuchoměřická Přední Kopanina – Přední Kopanina (T) – K Juliáně – Pučálka – Nad Habrovkou – Průhonský háj – Na Parcelách – Škola Nebušice – K Noskovně – Nebušice
Od 24. července 2023 interní označení linky X161 zavedené v rámci výluky z důvodu opravy komunikace na náměstí Padlých v Nebušicích Bořislavka — Jenerálka — Juliáně — Přední Kopanina

### 292
13. ledna 2010 zavedena v polookružní trase Nemocnice pod Petřínem – Malostranské náměstí – Nerudova – Šporkova – Nemocnice pod Petřínem. Midibusová linka, původně s provozem elektrobusů.
Od 1. září 2012 klasifikována jako midibusová linka. V provozu celotýdenně s večerním omezením. Dopravcem je Dopravní podnik hl. m. Prahy.
6. října 2014 linka zrušena a nahrazena novou linkou 294.
Od 29. dubna 2017 292 bývá v databázích využívaná u linek zřízených při výlukách
od 28. září 2022 interní označení linky X172 zavedené v rámci výluky z důvodu uzavření železničního přejezdu ve Velké Chuchli Chaplinovo náměstí – Poliklinika Barrandov – Štěpařská – Nový Slivenec – V Remízku (T) – Opálová (Z) – Smaragdová (T) – Návětrná (T) – K Holyni – Slivenec – Velká Chuchle (T) – Škola Velká Chuchle (Z) – Starochuchelská (T) – Kazínská (Z) – Novochuchelská – Mrkosova – Na Hvězdárně

### 293

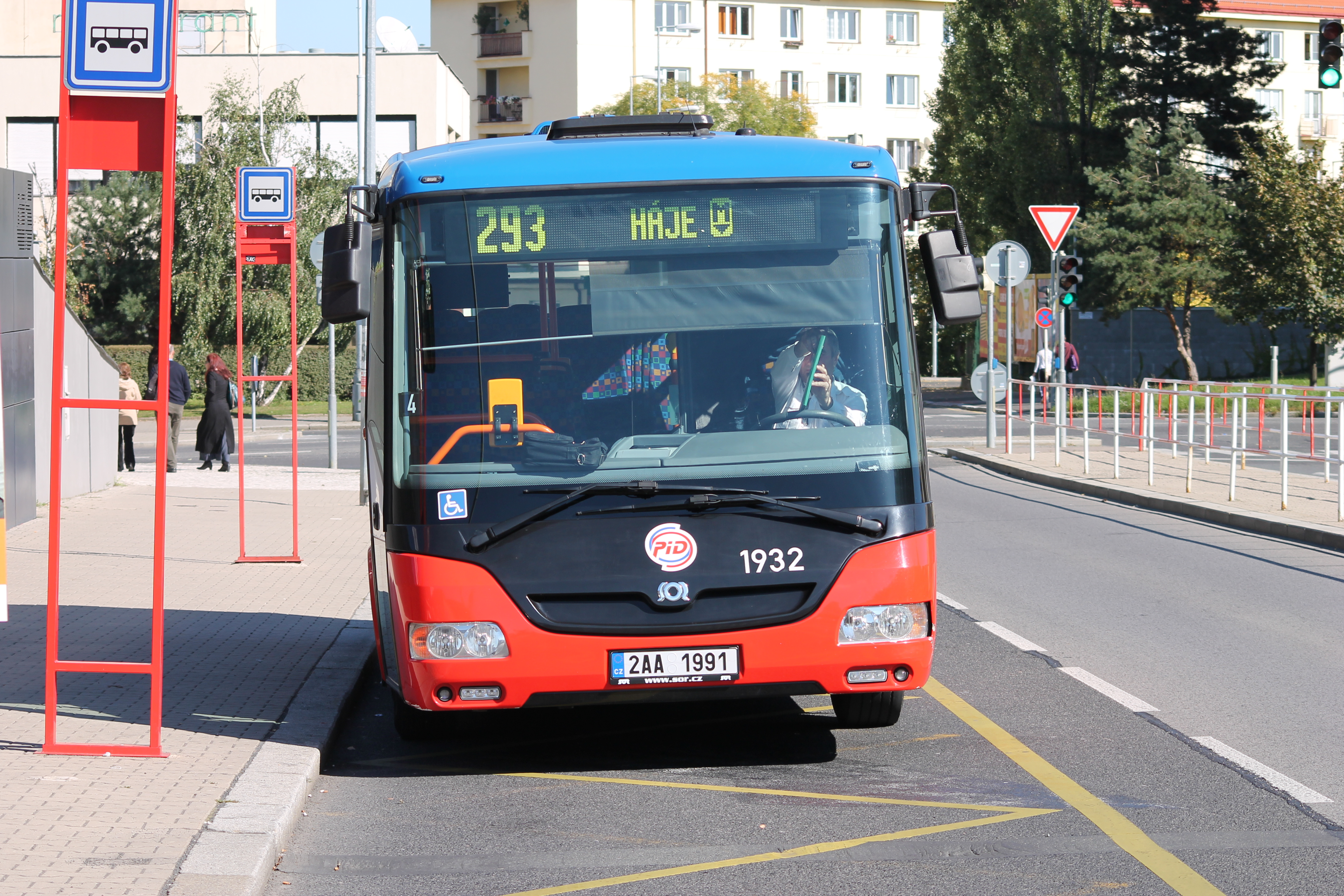
Autobus linky 293 v obratišti zastávky Poliklinika Budějovická

7. března 2010 zavedena v trase Háje – Modrá škola – Hněvkovského – Mikulova – Bachova – Litochlebské náměstí – Chodovská tvrz – Pod Chodovem – Petýrkova – U Kunratického lesa – U Tří svatých – Kunratická škola – Kunratice – Šeberák. Přehled historie PID na stránkách ROPID uvádí zavedení linky k datu 7. března 2010.
Od 1. července 2010 prodloužena ve směru od Hájů za zastávkou U Kunratického lesa do zastávek U Kunratického lesa – Šeberák – Kunratice – Kunratická škola – U Tří svatých – Zelené domky – Ústavy Akademie věd (T) – V Lískách (T) – IKEM.
Od 1. září 2010 prodloužena ve směru od Hájů do zastávek IKEM – Ústav mateřství – Nemocnice Krč – Nad Havlem – Nádraží Krč – Na Staré cestě – Ryšánka (T) – Krčská (T) – Antala Staška (Z) – Budějovická (T) – Poliklinika Budějovická.
K 1. září 2012 byla zkrácena o úsek Litochlebské náměstí – Háje, kde byla nahrazena linkou 125.
Od 1. září 2012 klasifikována jako midibusová linka. V provozu pouze v pracovní dny. Dopravcem byla Veolia Transport Praha s. r. o.
V roce 2013 jezdí v trase Poliklinika Budějovická – Litochlebské náměstí.
Od 29. června 2013 je vedena v úplně nové trase: Milíčov – Háje – Modrá škola – Poliklinika Háje – Wagnerova – Brechtova – Šperlova – Mokrá – Chodovská tvrz – Chodovec – Nad Pahorkem – Lešanská (Z) – Hlavní – Sídliště Spořilov – Měchenická – Spořilov – Spořilov (Z) – Lešanská – Roztylské náměstí – Starý Spořilov – Depo Kačerov – V Zápolí – Pod Dálnicí (T) – Kačerov – U Labutě – Nemocnice Krč (T) – Nemocnice Krč – Zálesí (Z) – Višňová (Z) – Nad Havlem – U Labutě (Z) – Rosečská (Z) – Nádraží Krč (T) – Nad Rybníky – Rosečská (T) – Lísek (T) – Na Staré cestě (Z) – Antala Staška (Z) – Poliklinika Budějovická. Novým dopravcem se stala About Me, spol. s r. o.
Od 15. října 2016 je linka zrušena a nahrazena spoji linek 117, 138 a 203. V úseku Poliklinika Budějovická – Nemocnice Krč je linka 293 nahrazena provozem linek 117 a 203, v úseku Nemocnice Krč – Spořilov je linka 293 nahrazena provozem linky 138 a v úseku Chodovec – Milíčov je linka 293 nahrazena provozem linky 203.
Od 29. dubna 2017 293 bývá v databázích využívaná u linek zřízených při výlukách
Od 17. října 2022 interní označení linky X140 zavedené v rámci výluky z důvodu uzavírky části ulice Prosecké Palmovka – Kundratka – Kelerka
21. listopadu byla linka X140 zrušena.
Od 2. srpna 2025 interní označení linky X177 zařízené v rámci výluky metra C Nádraží Holešovice – Chodov v trase: Háje – Metodějova – Ke Kateřinkám – Opatov – Litochlebské náměstí – Donovalská – K Obecním hájovnám – Nad Košíkem – Hostivařský hřbitov – Hostivařské náměstí – Obchodní centrum Hostivař – Sídliště Zahradní Město – Zahradní Město – Nádraží Zahradní Město – Na Padesátém – Skalka

### 294
6. října 2010 zřízena jako nová midibusová linka, nahrazující zároveň linku 292. Trasa: Florenc – Bílá labuť – Petrské náměstí – Truhlářská (Z) – Hradební – Haštalské náměstí (T) – U Staré školy (T) – Pařížská (T) – Masná (Z) – Staroměstské náměstí (Z) – Mariánské náměstí – Staroměstská – Malostranské náměstí – Šporkova (T) – Nemocnice pod Petřínem. V provozu celotýdenně od 6 do 20 hodin.
Od 5. ledna 2015 byla ve směru na Florenc zřízena zastávka Náměstí Republiky a zrušena zastávka Truhlářská.
Od 7. dubna 2015 byla linka zrušena, k témuž dni ji nahradily linky 192 a 194.
Od 29. dubna 2017 294 bývá v databázích využívaná u linek zřízených při výlukách

### 295
Zavedena 10. října 2010 v polookružní trase Třeboradice – Králova – U Bílého mlýnku – Čakovice – Náměstí Jiřího Berana – Ke Stadionu – Cukrovar Čakovice – Nádraží Čakovice – Obchodní centrum Čakovice – Trutnovská – Fryčovická – Poliklinika Frýdecká – Šumperská – Třinecká – Příborská – Výstaviště Letňany – Letňanská – Českolipská – Poliklinika Prosek – Střížkov – Sídliště Prosek – Prosek – Starý Prosek – U Kundratky – Nový Střížkov – Čertův vršek – Bulovka – Nemocnice Bulovka – Vychovatelna – Bulovka – Čertův vršek – Nový Střížkov – U Kundratky – Starý Prosek – Prosek – Sídliště Prosek – Střížkov – Střížkov – Poliklinika Prosek – Českolipská – Letňanská – Výstaviště Letňany – Příborská – Třinecká – Šumperská – Poliklinika Frýdecká – Fryčovická – Trutnovská – Obchodní centrum Čakovice – Nádraží Čakovice – Cukrovar Čakovice – Ke Stadionu – Náměstí Jiřího Berana – Čakovice – Králova – Třeboradice.
Od 1. července 2011 byly zrušeny zastávky U Kundratky a Nový Střížkov, zřízena zastávka Madlina a zřízeny zastávky Nemocnice Bulovka-gynekologie a Nemocnice Bulovka-onkologie uvnitř nemocnice.
Od 30. června 2012 byla prodloužena do trasy TŘEBORADICE – … – Čertův vršek – Bulovka – Vychovatelna (Z) – Nemocnice Bulovka-onkologie (Z) – Nemocnice Bulovka-gynekologie (Z) – NEMOCNICE BULOVKA – Nemocnice Bulovka-gynekologie (T) – Nemocnice Bulovka-onkologie (T) – Vychovatelna (T) – Bulovka (T) – BULOVKA – Vinopalnická – Na Slovance – Ládví – Štíbrova – Kobyliská střelnice – Bojasova – Šimůnkova – DOMOV SENIORŮ ĎÁBLICE.
V roce 2012 i 2013 jezdí v trase Třeboradice – Domov seniorů Ďáblice.
Od 1. září 2012 klasifikována jako midibusová linka. Dopravcem je About Me s. r. o.
Od 15. října 2016 linka mění číslo na 166, trasa a parametry linky se nemění. Tato změna vychází ze snahy postupně připravit řadu čísel linek mezi 270 a 299 pro použití pro školní linky.
Od 29. dubna 2017 295 bývá v databázích využívaná u linek zřízených při výlukách
Od 2. května 2022 interní označení linky X125 zavedené v rámci výluky z důvodu rekonstrukce Barrandovského mostu Smíchovské nádraží – Chodovec – Bachova – Háje – Jižní Město
16. října 2022 byla linka zrušena.
Od 15. května 2023 interní označení linky X125 zavedené v rámci výluky z důvodu rekonstrukce Barrandovského mostu Smíchovské nádraží – Chodovec – Bachova – Háje – Jižní Město

### 296
K 12. prosinci 2010 byla linka zavedena v trase Nádraží Horní Počernice – Ratibořická – Chvaly – Slatiňanská – Černý Most – Bryksova – Vajgarská – Nádraží Kyje – Jahodnice – Hostavice – Novozámecká – Dolní Počernice – Štěrboholy – OC Štěrboholy – Dolní Měcholupy – Boloňská – K Lesoparku – Sídliště Na Groši – Skalka – Sídliště Skalka.
K 11. prosinci 2011 došlo ke zkrácení i prodloužení intervalů v některých dílčích úsecích, zřízení zastávky Svatoňovická a zrušení zastávky Dolní Počernice ve směru Sídliště Skalka.
K 1. září 2012 byla zkrácena o úsek Skalka – Sídliště Skalka, kde byla nahrazena linkou 138.
Od 20. listopadu 2012 byla zrušena v úseku Boloňská – Skalka (v němž byla nahrazena prodlouženou linkou 175) a ze zastávky Boloňská prodloužena přes zastávky Boloňská, Na Vartě, Bolevecká, Livornská, Nové Petrovice, Veronské náměstí (Z), Poliklinika Petrovice, Wattova, Morseova, Newtonova, Poliklinika Háje, Modrá škola do zastávky Háje (takže jezdí v trase Nádraží Horní Počernice – Ratibořická – Černý Most – Bryksova – Obchodní centrum Štěrboholy – Háje).
Od 1. září 2012 klasifikována jako midibusová linka. Dopravcem je About Me s. r. o.
Od 29. června 2013 je linka odkloněna ze zastávky Háje přes zastávky Horčičkova – Newtonova, dále je odkloněna ze zastávky Rtyňská přes zastávky Škola Dolní Počernice (T) – Stará obec (T) – Studenecká (T) – Svatoňovická (Z) – Ke Hrázi (Z) – Novozámecká.
Od 15. prosince 2013 zřízena ve směru na Horčičkovu druhá zastávka Háje.
Od 13. prosince 2015 zřízeny zastávky Škola Dolní Počernice a Stará obec
Od 15. října 2016 linka mění číslo na 224. Tato změna vychází ze snahy postupně připravit řadu čísel linek mezi 270 a 299 pro použití pro školní linky.
Od 29. dubna 2017 296 bývá v databázích využívaná u linek zřízených při výlukách
25. října 2018 zavedena v rámci výluky tramvají v úseku Strossmayerovo náměstí – Dělnická a Vltavská – Bílá Labuť trasa PRAŽSKÁ TRŽNICE – Jateční – U Průhonu – Dělnická – Tusarova – PRAŽSKÁ TRŽNICE
1. listopadu 2018 je linka zrušena
10. února 2025 školní linka zavedena v rámci výluky z důvodu rekonstrukce kanalizace a vodovodu v Šárecké ulici v úseku Na Špitálce – U Matěje v trase Sídliště Baba – Matějská – U Matěje – Dukla-Juliska – Šárecká – Špitálka

### 297
Zavedena 10. října 2010 v polookružní trase: Želivského – Pod Třebešínem – Třebešín – Malešická – Vackov – Malešická stráň – Rektorská – Malešické náměstí – Sídliště Malešice – Černická – Poliklinika Malešice – Sídliště Malešice – Sídliště Malešice – Malešické náměstí – Rektorská – Malešická stráň – Vackov – Malešická – Třebešín – Pod Třebešínem – Želivského – Želivského.
K 12. prosinci 2010 byla prodloužena ze zastávky Želivského do zastávky Nemocnice Vinohrady.
Od 1. září 2012 klasifikována jako midibusová linka. Dopravcem byla About Me s. r. o.
V roce 2012 i 2013 jezdí v trase Nemocnice Vinohrady – Poliklinika Malešice – Nemocnice Vinohrady.
Od 29. června 2013 je ve směru Želivského zřízena druhá zastávka Malešické náměstí.
Od 29. června 2013 je dopravcem Arriva Praha, spol. s r. o.
Od 15. října 2016 linka mění číslo na 155, trasa a parametry linky se nemění. Tato změna vychází ze snahy postupně připravit řadu čísel linek mezi 270 a 299 pro použití pro školní linky.
Od 29. dubna 2017 297 bývá v databázích využívaná u linek zřízených při výlukách
Od 31. srpna 2024 do prosince 2024 v souvislosti s výlukou v Peroutkově ulici zavedena v trase: Farkáň – Urbanova – Malvazinky – Radlická – U Trezorky – Sídliště Jinonice (pouze v tomto směru).

### 298
Od 29. dubna 2017 298 bývá v databázích využívaná u linek zřízených při výlukách
Od 28. listopadu 2022 interní označení linky X355 zavedené v rámci výluky z důvodu havarijní opravy povrchu části silnice v úseku Horoměřice – Lysolaje trasa Horoměřice – Horoměřice,V lipkách – Horoměřice,Lidl – Lysolaje – Žákovská

### 299
299 bylo zpočátku v databázích interní označení pro linku 100, protože číslo 100 bylo v té době v software vyhrazeno pro speciální účely; z téhož důvodu byla linka v tištěných výstupech označována 1OO místo 100 (písmeno O místo číslice 0).
Od 29. dubna 2017 299 bývá v databázích využívaná u linek zřízených při výlukách

## Školní spoje

### 14
16. listopadu 1978 zaveden v trase Malý Břevnov – Vypich – Větrník – Petřiny
11. prosince 1978 prodloužen do trasy Bílá Hora – Malý Břevnov – Vypich – Větrník – Petřiny
1. září 1982 přečíslovan na standardní linku 414

### 18 (školní spoj linky 249)
22. prosince 1979 zaveden v trase Jinonice, Motorlet – Vidoule – Jinonice, ZPA – Velká Ohrada – Řeporyjské náměstí – Třebonice
1. září 1982 přečíslovan na standardní linku 418

## Školní linky

### 401 / 551 / 251
1. září 1982 zavedena v trase Opatov – Litochlebské náměstí – Brechtova
4. září 2000 přečíslovaná na linku 551
1. září 2007 je linka zrušena
9. května 2008 zavedena v trase Sídliště Čimice – Čimice – Přívorská – Vozovna Kobylisy – Bojasova – Šimůnkova
Od 3. září 2017 uvolnění pozice přečíslováním stávající linky na linku 251.

### 402
1. září 1982 zavedena v trase Rokoska – Kuchyňka – Kuchyňka – Rokoska – Vychovatelna – Střelničná – Kobyliské náměstí 
3. ledna 2000 je linka zrušena 

### 403 / 552 / 252
8. března 1993 zavedena v trase Karlov –  I.P.Pavlova – Náměstí Míru – Tolstého – Bělocerkevská – Kodaňská – Náměstí Míru – I.P.Pavlova – Karlov
1. září 1999 Náměstí Míru – I.P.Pavlova – Karlov
4. září 2000 přečíslovaná na linku 552
1. září 2011 změna trasy Náměstí Míru – I. P. Pavlova (T) – Vratislavova
1. července 2015 je linka zrušena
2. října 2016 zavedena v trase Ústřední – Kutnohorská – Dolnoměcholupská – Dolní Měcholupy – Nádraží Horní Měcholupy – Boloňská – Boloňská – Na Vartě – Bolevecká – Livornská – Nové Petrovice – Poliklinika Petrovice – Wattova – Morseova
Od 3. září 2017 uvolnění pozice přečíslováním stávající linky na linku 252.
2. května 2022 mezi zastávkami Ústřední a Kutnohorská se zřizuje nová zastávka Kardausova

### 404 / 553 / 253
1. září 1982 zavedena v trase Hostivařská – Hostivařské náměstí
1. července 1998 je linka zrušena
1. září 1998 zavedena v trase Hostivařská – Na Groši – Topolová – Záběhlická škola
4. září 2000 přečíslovaná na linku 553
10. září 2002 je linka zrušena
5. ledna 2004 zavedena v trase Háje – Modrá škola – Poliklinika Háje – K Jezeru – Dolnokřeslická – Křeslice – Hříbková – Nové Pitkovice – K Pitkovičkám – Uhříněves
1. prosince 2005 je linka zrušena
9. května 2006 zavedena v trase U Slunce – Škola Dubeč
4. října 2008 prodloužena do trasy U Slunce – Škola Dubeč – Na Návsi
8. března 2009 zkrácena do trasy U Slunce – Škola Dubeč
Od 29. dubna 2017 uvolnění pozice přečíslováním stávající linky na linku 253.
1. září 2018 je linka zrušena
1. září 2022 zavedena v trase Šmukýřka – Průchova – Naskové – U Lesíka – Nádraží Cibulka – Na Sklonku – Schodová – Pod Školou – Kavalírka – Škola Poštovka

### 405
1. září 1982 zavedena v trase Nad Havlem – Budějovická 
4. září 2000 je linka zrušena

### 406 / 554 / 254
1. září 1982 zavedena v trase Sedlecký přívoz – Náměstí Interbrigády (poblíž zastávky Zelená)
1. července 1998 je linka zrušena
3. ledna 2000 zavedena v trase Ronešova – Rajská Zahrada – Žárská – Sídliště Lehovec
4. září 2000 přečíslovaná na linku 554
1. září 2007 je linka zrušena
30. srpna 2008 zavedena v trase Vinoř – Lohenická – Vinořský hřbitov – Satalice – Satalická obora – Satalice – Vinořský hřbitov – Lohenická – Vinoř
7. dubna 2015 je linka zrušena
4. března 2018 zavedena v trase Přeštická – Na Košíku – Toulcův Dvůr – Selská – Hostivařské náměstí – Na Groši – Hostivařská – K Lesoparku – Řepčická – Boloňská – Na Vartě – Bolevecká – Livornská – Nové Petrovice – Poliklinika Petrovice – Wattova – Morseova

### 407
1. září 1982 zavedena v trase Lehovec – Svatojánská – Hejtmanská (T) – Beluňská
9. listopadu 1998 zrušena zastávka Svatojánská a Hejtmanská směr Beluňská
1. září 1999 je linka zrušena

### 408 / 555 / 255
1. září 1982 zavedena v trase Jenerálka – Korek –  Kuliška – Kalinův mlýn – Na Mlýnku – Mateřská škola – Šatovka – Žežulka – Břetislavka – Mrazírny – Žákovská
30. srpna 1997 se mění název zastávky Mateřská škola na Dolní Šárka a Mrazírny na Pod hájem
4. září 2000 přečíslovaná na linku 555
7. dubna 2015 změna trasy Nebušice – K Noskovně – Škola Nebušice – Na Parcelách – Průhonský háj – Nad Habrovkou – Jenerálka – … – Břetislavka – V Podbabě – Hydrologický ústav – Nádraží Podbaba – Zelená – Na Santince – Dejvická
Od 3. září 2017 uvolnění pozice přečíslováním stávající linky na linku 255.

### 409 / 556 / 256
1. září 1982 zavedena v trase Za horou – Pávovské náměstí – Jiráskova čtvrť – Škola Kyje
4. září 2000 přečíslovaná na linku 556
1. září 2006 je linka zrušena
1. září 2007 zavedena v trase Knovízská – Městský archiv – Blažimská – Brodského
30. srpna 2008 změna trasy Knovízská – Benkova – Brodského – Donovalská
Od 3. září 2017 uvolnění pozice přečíslováním stávající linky na linku 256.

### 410 / 557 / 257
1. září 1982 zavedena v trase Hostavice – Jahodnice II – Laktos – Jiráskova čtvrť – Škola Kyje
4. září 2000 přečíslovaná na linku 557
1. září 2005 prodloužena do trasy Dolní Počernice – U Váhy – Hostavice – Lomnická – Jahodnice II – Spolská – Za Horou – Pávovské náměstí – Škola Kyje – Generála Janouška – Doležalova – Kapitána Stránského – Breitcetlova – Černý Most
18. ledna 2016 zavedena v trase TŘEBORADICE – Králova – U Bílého mlýnku – NÁMĚSTÍ JIŘÍHO BERANA
7. listopadu 2016 odkoněna do trasy Miškovice – Radonická – Čakovice – Náměstí Jiřího Berana
Od 3. září 2017 uvolnění pozice přečíslováním stávající linky na linku 257.

### 411 / 558 / 258
1. září 1982 zavedena v trase Bazovského – Slánská – Břevnovská – Kajetánka –  Horoměřická – Červený vrch – Nádraží Veleslavín
4. září 2000 přečíslovaná na linku 558
1. září 2011 zavedena v trase Žvahov – Hlubočepy – Chaplinovo náměstí
11. prosince 2011 prodloužena do trasy Žvahov – Hlubočepy – Chaplinovo náměstí – Poliklinika Barrandov – Štěpařská
Od 29. dubna 2017 uvolnění pozice přečíslováním stávající linky na linku 258.
22. října 2018 zkrácena do trasy Hlubočepy – Michnovka – Slivenecká – Chaplinovo náměstí – Poliklinika Barrandov – Štěpařská – Slivenecká – Michnovka – Hlubočepy
31. srpna 2024 nově vedena v trase Pod Žvahovem – Zlíchov – Michnovka – V Bokách –Poliklinika Barrandov

### 412 / 559 / 259
3. ledna 1983 zavedena v trase Náměstí Interbrigády (poblíž zastávky Zelená) – Sedlecký přívoz; jednalo se o odpolední spoj školní linky číslo 406
1. července 1983 je linka zrušena
1. září 1983: Chabská (dnes Sídliště Zličín) – Obchodní dům Petřiny (dnes Petřiny)
18. října 1983 je linka zrušena
31. října 1983 zavedena v trase Náměstí Interbrigády (poblíž zastávky Zelená) – Sedlecký přívoz; jednalo se o odpolední spoj školní linky číslo 406
1. července 1988 je linka zrušena
Od 1. září 1988: Jahodnice II – Laktos – Jiráskova čtvrť – Škola Kyje
od 27. září 1988 prodloužena do trasy Sídliště Rohožník – Hostavice – Jahodnice II – Laktos – Jiráskova čtvrť – Škola Kyje
v průběhu 90. let opět zkrácena na Jahodnici II
1. září 1997 prodloužena do trasy Bezdrevská – Hostavice – Jahodnice II – Laktos – Jiráskova čtvrť – Škola Kyje – Hejtmanská
4. září 2000 přečíslovaná na linku 559
29. ledna 2001 je v úseku Laktos – Škola Kyje nově vedena ulicemi Českobrodská a Rožmberská a prodloužena do trasy Bezdrevská – Hostavice – Jahodnice II – Laktos – Spolská – Za Horou – Pávovské náměstí – Jiráskova čtvrť – Škola Kyje – Hejtmanská – Žárská
10. června 2001 se mění název zastávky Laktos na Sídliště Jahodnice
18. listopadu 2006 zrušena zastávka Škola Kyje, zřízena zastávka Kyje
1. září 2011 prodloužena do trasy Jahodnice II – Sídliště Jahodnice – Spolská – Za Horou – Pávovské náměstí – Jiráskova čtvrť – Kyje – Hejtmanská – Žárská – Sídliště Lehovec – Sídliště Hloubětín – Hloubětín – Hloubětínská
22. května 2017 prodloužena o úsek Hostavice – Jahodnice II
Od 3. září 2017 uvolnění pozice přečíslováním stávající linky na linku 259.

### 413
1. září 1982 zavedena v trase 

### 414 / 560 / 260
1. září 1982 zavedena v trase Bílá Hora – Malý Břevnov – Vypich – Větrník – Petřiny
5. května 1994 změna trasy Bílá hora – Malý Břevnov – Vypich – Větrník – Na Okraji
4. září 2000 přečíslovaná na linku 560
Od 3. září 2017 uvolnění pozice přečíslováním stávající linky na linku 260.
31. srpna 2024 zřízena zastávka na Vypichu ve směru Na Okraji

### 415 / 561 / 261
1. září 1982 zavedena v trase Sídliště Zbraslav – U Včely – Elišky Přemyslovny – Zbraslavské náměstí – Lahovice – Lahovický most – Přeštínská – Zahradnictví – Kazínská – Velká Chuchle 
4. září 2000 přečíslovaná na linku 561
Od 3. září 2017 uvolnění pozice přečíslováním stávající linky na linku 261.

### 416
18. května 1998 zavedena v trase Komořany –  Komořany (Z) –  Cukrovar Modřany –  K Vystrkovu (Z) –  Na dolech
25. ledna 1999 je linka zrušena

### 417 / 562 / 262
1. září 1982 zavedena v trase Sídliště Rohožník – Rohožnická – Zbyslavská – Sudějovická – Hulická – Smiřická –  Smržovská – Blatov –  Na Vaňhově –  Běchovice – Na kovárně – Čertousy – Bártlova – Na kovárně – Votuzská – Běluňská
24. září 1997 zřízena zastávka Třebešovská
4. září 2000 přečíslovaná na linku 562
29. ledna 2001 zřízena zastávka Ve Žlíbku
10. června 2001 se mění název zastávky Běluňská na Horní Počernice
30. srpna 2003 ve směru Horní Počernice zřízena zastávka Újezd nad Lesy
Od 8. března 2009 je dopravcem Stenbus.
1. září 2011 nově nezajíždí do zastávek Hulická, Smiřická a Smržovská
Od 3. září 2017 uvolnění pozice přečíslováním stávající linky na linku 262.
31. srpna 2024 zřízena zastávka Nádraží Běchovice střed

### 418 / 563 / 263
1. září 1982 zavedena v trase Jinonice, Motorlet – Vidoule – Jinonice, ZPA – Velká Ohrada – Řeporyjské náměstí – Třebonice
1. listopadu 1985 je linka zrušena
1. září 1986 zavedena v trase Sídliště Písnice – Pankrác
1. září 1987 je linka zrušena
1. září 1988 zavedena v trase Jahodnice II – Za Horou – Pod Táborem
1. září 1995 je linka zrušena
2. května 1997 zavedena v trase Divoká Šárka – Nad Džbánem – Červený Vrch
4. září 2000 přečíslovaná na linku 563
1. září 2007 je linka zrušena
1. září 2011 zavedena v trase Lhotka – V zátiší – Filosofská – Zatáčka (T) – Psohlavců (T) – Klánova (Z) – Korandova (Z) – Jitřní
Od 13. února 2012 byl jeden z ranních spojů zrušen a druhý zajistil kloubový autobus.
31. října 2013 je linka zrušena a nahrazena školním spojem linky 121 v trase Sulická – Nádraží Braník, který zajišťuje kloubové vozidlo.

### 419 / 564 / 264
1. září 1982 zavedena v trase Rohožnická – Zbyslavská – Sudějovická – Polesná (T) – Hulická – Polesná (Z)
11. června 1986 prodloužena o úsek Rohožnická – Sídliště Rohožník
4. září 2000 přečíslovaná na linku 564
Od 8. března 2009 je dopravcem Stenbus.
2. října 2016 prodloužena do trasy SUDĚJOVICKÁ – Zbyslavská – Rohožnická – Sídliště Rohožník – Rohožnická – Zbyslavská – Sudějovická – HULICKÁ/POLESNÁ
Od 29. dubna 2017 uvolnění pozice přečíslováním stávající linky na linku 264.

### 420
1. září 1982 zavedena v trase Malvazinky – Jinonice
28. června 1997 je linka zrušena

### 421 / 565 / 265
1. září 1982 zavedena v trase Stadion Strahov – Hybšmanka – Podbělohorská – Nad Klamovkou – Klamovka – Košířské náměstí – Weberova
4. září 2000 přečíslovaná na linku 565
28. května 2006 se mění název zastávky Košířské náměstí na Kavalírka
Od 29. dubna 2017 uvolnění pozice přečíslováním stávající linky na linku 265.

### 422
1980 zavedena v trase Sídliště Bohnice – Lodžská – Podhajská Pole – Pískovna – Střeličná – Ládví – Štěpničná – Prosek
1982 je linka zrušena
1. září 1983 zavedena v trase Motol – Kovářova – Stodůlky – Lužiny

### 423
1. září 1982 Sídliště Zličín – Weberova
1. července 1998 je linka zrušena

### 426
15. dubna 1998 Hrnčíře – Hrnčířský hřbitov – Místní úřad Šeberov – Hrnčířský hřbitov – Předškolní

### 427
1. února 1996 Místní úřad Újezd – Horčíčkova – Háje – Modrá škola – Prašná – K jezeru – Poliklinika Háje – Hněvkovského – Mikulova – Bachova – Opatov – Ke Kateřinkám
28. června 1997 změna trasy Místní úřad Újezd – Ke Kateřinkám / Opatov –  Místní úřad Újezd
1. září 1997 Místní úřad Újezd – Horčíčkova – Háje – Modrá škola – Prašná – K jezeru – Poliklinika Háje – Hněvkovského – Mikulova – Bachova – Opatov – Ke Kateřinkám

### 431
6. října 1986 zavedena v podobě jednoho spoje v trase Bohdalec – Slavia
5. ledna 1987 zavedení druhého spoje v trase Bohdalec – Garáže Vršovice
1. července 1989 je linka zrušena

### 432 / 566 / 266
1. září 1982 Uhříněves – Lidový dům – Picassova – Nedvězí
Kolovraty – Svažitá – Na skále – Uhříněves – Lidový dům – Picassova – Nedvězí
1. září 1999 Kolovraty – Svažitá – Na skále – Uhříněves – Lidový dům – Picassova
4. září 2000 přečíslovaná na linku 566
Škola Kolovraty – Picassova
1. září 2006 je linka zrušena
11. prosince 2011 zavedena v trase Řeporyjské náměstí – Náměstí U Lva – Slatinová – Raichlova – Píškova – Malá Ohrada – Ovčí Hájek 
2. května 2012 prodloužena na Nové Butovice trasa Řeporyjské náměstí – Náměstí U Lva – Slatinová – Raichlova – Píškova – Malá Ohrada – Ovčí Hájek – Nové Butovice
1. září 2016 prodloužena a sloučena s linkou 576 trasa Zadní Kopanina – Zmrzlík – Zahrádky – Řeporyjské náměstí – Náměstí U Lva – Slatinová – Raichlova – Píškova – Malá Ohrada – Ovčí Hájek – Nové Butovice
Od 3. září 2017 uvolnění pozice přečíslováním stávající linky na linku 266.
1. září 2019 změna trasy Zadní Kopanina – Zmrzlík – Zahrádky – Řeporyjské náměstí – Náměstí U Lva – Slatinová – Raichlova – Amforová – Luka – Kovářova-KD Mlejn – Mládí – Nová Kolonie – Hůrka – Poliklinika Lípa – Nové Butovice – Ovčí Hájek

### 433
1. září 1982 Petřiny – Ruzyňská škola
4. září 2000 je linka zrušena

### 434 / 567 / 267
1. září 1982 Habrová – Vackov – Basilejské náměstí – Nákladové nádraží Žižkov – Olšanské náměstí
1. září 1998 zrušena zastávka Nákladové nádraží Žižkov
4. září 2000 přečíslovaná na linku 567
Od 3. září 2017 uvolnění pozice přečíslováním stávající linky na linku 267.

### 435
4. listopadu 1997 Lipany – Místní úřad Benice – Benice – Lnářská – K Pitkovičkám – Žampiónová – Hříbková – Pitkovice – Uhříněves – Lidový dům – Picassova

### 437 / 568 / 268
1. září 1982 Sídliště Zličín – Bazovského
25. září 1997 prodloužena do trasy Sobín – Sídliště Zličín –  ...  – Bazovského
13. prosiince 1997 zkrácena do trasy Sídliště Zličín – Bazovského
19. února 1998 prodloužena do trasy Sobín – Valtická – Blatnická – Starý Zličínn – Místní úřad Zličín – Sídliště Zličín – ... – Bazovského
7. dubna 1998 zkrácena do trasy Sídliště Zličín – Bazovského
1. září 1998 prodloužena do trasy Sídliště Zličín – Místní úřad Zličín – Stavební stroje – Škola Řepy – Ke Kaménce – Za slánskou silnicí
21. ledna 2000 se mění název zastávky Stavební stroje na Strojírenská
10. června 2001 mění název zastávky Místní úřad Zličín na Halenkovská
4. září 2000 přečíslovaná na linku 568
1. září 2013 je linka zrušena
6. ledna 2020 zavedena v trase Na Pískách – Macharovo náměstí – Vozovna Střešovice – Norbertov – Vojenská nemocnice
2. března 2020 je linka zrušena
1. září 2022 zavedena v trase Želivského – Olšanské hřbitovy

### 569 / 269
4. září 2000 zavedena v trase Klikovka – Doliny – Nedvědovo náměstí – Nad přívozem – Podolská vodárna
9. listopadu 2005 zavedena v trase Benice – K Lipanům – U Mlejna – Nové náměstí – Picassova
14. prosince 2008 prodloužena do trasy Lipany – Benice – K Lipanům – U Mlejna – Nové náměstí – Picassova
1. září 2012 je linka zrušena a v úseku Lipany – Picassova nahrazena linkou číslo 265.
3. března 2013 zavedena v trase Otěšínská – Plánická – U Kestřánků – Nádraží Radotín – Škola Radotín
Od 3. září 2017 uvolnění pozice přečíslováním stávající linky na linku 269.
1. října 2022 zkrácena do trasy Nádraží Radotín – Škola Radotín a zavedení druhého spoje v ranní špičce pracovního dne
31. srpna 2024 prodloužena do trasy Ametystová – Pod Lahovskou –  U Kestřánků – Nádraží Radotín – Škola Radotín

### 570 / 270
4. září 2000 zavedena v trase Sídliště Petrovice – Rezlerova – Lessnerova – Nové Petrovice – Bolevecká – Na vartě – Sídliště Horní Měcholupy – Nádraží Horní Měcholupy – Na křečku – Janovská – Picassova
1. listopadu 2005 byla prodloužena do trasy Pitkovice – Picassova a zaveden na ní odpolední spoj v trase Sídliště Petrovice – Pitkovice
28. května 2006 se mění název zastávky Sídliště Horní Měcholupy na Boloňská, Poliklinika Petrovice (jen směr „Na Vartě“) na Veronské náměstí a Rezlerova (jen směr „Na Vartě“) na Poliklinika Petrovice
1. září 2013 zkrácena do trasy Na Vartě – Pitkovice
Od 3. září 2017 uvolnění pozice přečíslováním stávající linky na linku 270.

### 571 / 271
1. září 2001 zavedena v trase Správa sociálního zabezpečení – Pod Konvářkou – Konvářka – Dívčí hrady – Kesnerka – Pod Kesnerkou – Franty Kocourka – Škola Radlice
28. ledna 2016 prodloužena do trasy Správa sociálního zabezpečení – Pod Konvářkou – Konvářka – Dívčí hrady – Kesnerka – Pod Kesnerkou – Franty Kocourka – Škola Radlice – Radlická – Nové Butovice
Od 3. září 2017 uvolnění pozice přečíslováním stávající linky na linku 271. zkrácena do trasy Správa sociálního zabezpečení – Pod Konvářkou – Konvářka – Dívčí hrady – Kesnerka – Pod Kesnerkou – Franty Kocourka – Škola Radlice
1. září 2019 prodloužena o úsek Škola Radlice – Radlická

### 572 / 272
1. října 2002 zavedena v trase Lyčkovo náměstí – Lindnerova – Na Korábě – Šimůnkova – Třebenická
14. února 2004 je linka zrušena
27. září 2011 zavedena v trase Čimický háj – Písečná – Služská – Bulovka
21. listopadu 2011 je linka zrušena
29. dubna 2017 zavedena v trase Dolnokřeslická – Křeslice – Hříbková – Nové Pitkovice – K Pitkovičkám – Ke Kříži – Nové náměstí – Uhříněves – Nové náměstí – Picassova – Nádraží Uhříněves
Od 3. září 2017 uvolnění pozice přečíslováním stávající linky na linku 272.

### 573 / 273
7. října 2002 zavedena v trase Molákova – Na Korábě
29. října 2003 je linka zrušena
4. září 2006 zavedena v trase Žežulka – Žákovská
31. října 2006 je linka zrušena
27. září 2011 zavedena v trase Služská – Písečná – Čimický háj – Čimice
21. listopadu 2011 je linka zrušena
6. ledna 2020 zavedena v trase Depo Hostivař – Donatellova – Sídliště Skalka

### 574 / 274
4. října 2011 zavedena v trase Služská – Písečná – Čimický háj – Dunajecká
21. listopadu 2011 je linka zrušena
27. května 2023 zavedena v trase Poliklinika Modřany – Poliklinika Modřany – U Libušského potoka – Modřanská rokle – Sídliště Modřany – Levského

### 575 / 275
5. října 2011 zavedena v trase Služská – Kobylisy – Štěpničná
21. listopadu 2011 je linka zrušena
1. září 2013 zavedena v trase Náměstí Jiřího Berana – Čakovický zámek – Krystalová – Sídliště Čakovice
Od 3. září 2017 uvolnění pozice přečíslováním stávající linky na linku 275.

### 576 / 276
31. října 2013 zavedena v trase Zadní Kopanina – Zmrzlík – Zahrádky – Řeporyjské náměstí
1. září 2016 je linka zrušena a sloučena s linkou 566
30. května 2022 zavedena v trase Hrnčíře – Hrnčířský hřbitov – Šeberov – V Ladech – Pod Vsí – V Ladech – Šeberov (T) – Kunratická škola (T)
1. září 2022 je linka zrušena
21. listopadu 2022 obnovena v trase Hrnčíře – Hrnčířský hřbitov – Pod Vsí – V Ladech – Šeberov  – Opatov
4. září 2023 je linka zrušena

### 277
1. září 2022 zavedena v trase Cholupický hřbitov – Cholupické náměstí – Zálužická – Cholupický vrch – Na Beránku – Pavelkova

### 278
31. srpna 2024 zavedena v trase Avia Letňany – Nové Letňany – Staré Letňany – Bludovická – Poliklinika Frýdecká

### 279
3. ledna 2024 zavedena v trase Sobín – Valtická – Blatnická – Starý Zličín – Halenkovská – Strojírenská – Sídliště Řepy

### 280
17. května 2022 zavedena v trase Satalické rozcestí – Sicherova – Lipnická – Hutě – Lehovec – Rajská zahrada – Ronešova – Poliklinika Černý Most – Černý Most
16. srpna 2022 je linka zrušena
22. listopadu 2023 zavedena v jednosměrné trase Podhoří — Zoo Praha - Sklenářka — Botanická zahrada Troja — Zoo Praha - Troja — Kovárna — Čechova škola — Kazanka — Trojská — Nádraží Holešovice — Zoo Praha – Sklenářka — Botanická zahrada Troja — Zoo Praha – Troja — Kovárna — Čechova škola — Kazanka — Trojská — Nádraží Holešovice
15. prosince 2023 je linka zrušena
31. srpna 2024 zavedena v trase Divoká Šárka – Vlastina – Sídliště Na Dědině – Ciolkovského – Dědina – Nádraží Ruzyně – Stochovská – Ruzyně – Ruzyňská škola – Litovický potok – Libocká – Sídliště Petřiny – Petřiny

### 581
30. srpna 2008 zavedena v trase Jitřní – Korandova – Klánova – Frýbortova
3. listopadu 2008 prodloužena do trasy Jitřní – Korandova – Klánova – Frýbortova – Novodvorská – Na Planině
2. ledna 2010 je linka zrušena

### 296
10. února 2025 školní linka zavedena v rámci výluky z důvodu rekonstrukce kanalizace a vodovodu v Šárecké ulici v úseku Na Špitálce – U Matěje v trase Sídliště Baba – Matějská – U Matěje – Dukla-Juliska – Šárecká – Špitálka

## Účelové linky

### 51 / 451
9. května 1974 Nádraží Braník – Výtoň – Štěpánská – Václavské náměstí
1975 odkloněna do trasy Kačerov – Nádraží Krč
30. prosince 1975 je linka zrušena
28. března 1978 zavedena v trase Křeslice – Petrovice, most (dnes: Newtonova) – Petrovice, MNV (dnes: Morseova)  – Horní Měcholupy  (dnes: Na Vartě) – Řepčická – Náměstí J. Marata (dnes: Hostivařská) – Nádraží Hostivař – U Továren – Dolní Měcholupy
28. srpna 1978 přečíslena na linku 220
1980 zavedena v trase Petřiny – Motol
1. ledna 1983 přečíslena na linku 451
7. března 1983 je linka zrušena
4. října 1983 zavedena v trase Budovatelů – Petýrkova – Volha – Koleje Jižní Město
1987 je zavedena polookružní trasa Budovatelů – Jarníkova – Volha – Petýrkova – Budovatelů
červen 1987 je linka zrušena
23. listopadu 1990 v trase: Palmovka – Pod Šancemi – Spojovací – Spolská – Dolní Počernice – Nádraží Běchovice – Výzkumné ústavy Běchovice – Újezd nad Lesy – Sídliště Rohožník
4. září 1995 přečíslena na linku 168
27. – 29. června a 2. července 2000 spoje všesokolského sletu od nádraží.
31. srpna 2000 jako smluvní doprava z Výstaviště do několika hotelů.

### 52 / 452
9. května 1974 Nádraží Braník – Dvorce – Mládežnická – Pražského povstání – Náměstí bratří Synků – Čechovo náměstí
1978 Smíchov, Anděl – Motol, krematorium
7. února 1979 je linka zrušena
31. srpna 1987 Hlavní nádraží – Dům rekreace Dlabačov
23. listopad 1990 Kačerov – Vavřenova

### 53 / 453
9. května 1974 Jiráskovo náměstí – S. M. Kirova – Lahovičky – Velká Chuchle, závodiště
7. února 1979 prodloužena do trasy Karlovo náměstí – Jiráskovo náměstí – S. M. Kirova – Lahovičky – Velká Chuchle, státní závodiště
1. ledna 1983 přečíslena na linku 453
31. srpna 1987 Smíchovské nádraží – Velká Chuchle, státní závodiště
1992 je linka zrušena

### 54 / 454
9. května 1974 Náměstí Míru – Ruská – Bělocerkevská – Hostivař, přehrada
1978 Hutě, Světská – Hloubětín, lázně
Od 30. 8. 1982 linka po číslem 54 zavedena v trase Kobylisy (Čimická) – Kolonie – Bohnice V provozu ve středu a v neděli.
1. ledna 1983 přečíslena na linku 454
30. srpna 1987 je linka zrušena
1993 je linka zrušena

### 55 / 455
9. května 1974 Orionka – Řípská – Náměstí Míru – Rajská zahrada – Sokolovská – Štvanice – Dopravní podniky – Park kultury a oddechu Julia Fučíka – Troja, zoo
7. února 1979 zkrácena do trasy Sokolovská – Štvanice – Troja, zoo
1. ledna 1983 přečíslena na linku 455
1984 zrušena
5. listopadu 1984 zavedena v trase: Kačerov – Zelené domky – Dobronická – Masokombinát Písnice
2. září 1996 přečíslovaná na linku 272

### 56 / 456
9. května 1974 Hostivař, nám. J. Marata – Hostivař, přehrada
1981 zrušena
1. ledna 1983 přečíslena na linku 456
3. listopadu 1985 zavedena v trase Špejchar – Hradčanská – Stavební stroje Zličín – Sídliště Zličín
1. září 1986 zrušena

### 57 / 457
1978 Petřiny – Vypich – Břevnovská
1. ledna 1983 přečíslena na linku 457
13. května 1985 v trase: OÚNZ VYSOČANY (u dnešní zastávky Poliklinika Vysočany v ulici K Moravině) – Nádraží Vysočany (Z) – Náměstí Lidových milicí (neexistující zastávka na dnešním náměstí OSN) – Klíčov – Prosek – Nový Střížkov – Madlina – PROSEK, LOVOSICKÁ (dnes Poliklinika Prosek)
23. listopad 1990 prodloužena do terminálu Českomoravská
duben 1994 je linka zrušena
11. dubna 1994 zavedena v trase: NOVÉ BUTOVICE – Mototechna – Konstruktiva (Bavorská) – Luka – Malá Ohrada – NOVÉ BUTOVICE.
11. listopadu 1994 je linka zrušena
19. dubna 2000 v trase: ŠPEJCHAR – VÝSTAVIŠTĚ HOLEŠOVICE
21. dubna 2000 je linka zrušena

### 58 / 458
7. února 1979 zavedena v trase Holešovice, mladé gardy – Dopravní podniky – Strossmayerovo náměstí – Dopravní podniky – Park kultury a oddechu Julia Fučíka – Elektrárna Holešovice – Osadní – Dělnická – Holešovice, mladé gardy
1. ledna 1983 přečíslena na linku 458
22. září 1998 zavedena v trase: Českomoravská – Vysočanská – Prosek – Výstaviště Letňany
12. října 2000 přečíslovaná na linku 758.

### 459
20. prosince 1993 zavedena v trase Nové Butovice – Malá Ohrada – Velká Ohrada
11. listopadu 1994 je linka zrušena
14. dubna 2000 Dejvická – Kněževes
15. dubna 2000 Kněževes – Špejchar

### 460
24. září 1990 zavedena v trase Nové Butovice – Malá Ohrada – Nad Malou Ohradou
12. listopadu 1994 je přečíslena na linku 142

### 61 / 461
1980 zavedena v trase Náměstí Sovětských tankistů – Hřebenka – Spartakiádní (dnes U Palaty) – Strahov, Stadion jih
1. ledna 1983 přečíslena na linku 461
30. června 1985 zavedena v trase Náměstí Sovětských tankistů – Hřebenka – Spartakiádní (dnes U Palaty) – Strahov, Stadion jih 
31. srpna 1987 Nádraží Holešovice – Sportovní hala – Malá říčka
září 1994 je linka zrušena

### 62 / 462
1980 zavedena v trase I. P. Pavlova – Štěpánská – Karlovo náměstí – Jiráskovo náměstí – Náměstí Sovětských tankistů – Hřebenka – Spartakiádní (dnes U Palaty) – Strahov, Stadion jih
1. ledna 1983 přečíslena na linku 462
30. června 1985 zavedena v trase I. P. Pavlova – Štěpánská – Karlovo náměstí – Jiráskovo náměstí – Náměstí Sovětských tankistů – Hřebenka – Spartakiádní (dnes U Palaty) – Strahov, Stadion jih

### 463
1. května 1985 zavedena v trase Špejchar – Hradčanská – Motol – K Vidouli (Šafránkova) – Cvetkovova (Nárožní) – Náměstí Na Lužinách (Mládí) – Kovářova – Stodůlky (Sídliště Stodůlky)
2. května 1989 je linka zrušena
27. října 1988 zavedena v trase Kafkova – Břevnovská – Dětská nemocnice (dnes Nemocnice Motol) – Slánská – Blatiny – Sídliště Řepy
15. května 1989 je linka zrušena a nahrazena linkou 180
1991 zavedena jak náhraní doprava v trase Dejvická – Jenerálka

## Jiné pravidelné denní linky

### 465
10. května 1995 zavedena jakou dočasná linka při výluce v Komořanské ulici v trase Komořany – Závist – Nádraží Zbraslav – Zbraslavské náměstí – Lahovice – Vrážská – Nádraží Radotín
15. července 1995 zrušena

### 466
17. března 1997 zavedena v rámci výluky z důvodu opravy mostu Závodu míru Jižní Město – Hněvkovského – Opatov – Mikulova – Hrnčířský hřbitov – Šeberov – Šeberák – Observatoř Libuš – Levského – Sídliště Modřany – Poliklinika Modřany – Na Havránce – Obchodní náměstí – Cukrovar Modřany – Komořany – Nádraží Zbraslav
1. srpna 1997 zřízena zastávka Bachova
1. listopadu 1997 je linka zrušena

### 470
22. září 1998 Na Knížecí – Stadion Strahov
12. října 2000 přečíslovaná na linku 770.

### 482
8. října 1997 zaveden v rámci výluky z důvodu výstavby kanalizace v Českobrodské ulici mezi ulicí Národních hrdinů a obratištěm Dolní Počernice trasa Palmovka – Balabenka – Novovysočanská – Pod Šancemi  (jen vybrané spoje) – Balkán – Spojovací – Pod Táborem – Kolonie – Za horou – Spolská – Laktos – Jahodnice – Lomnická (T) – Hostavice (Z) – U váhy – Dolní Počernice
15. listopadu 1997 je linka zrušena

### 485
1. července 1999 Českomoravská – Vysočanská – Prosek – Na Klíčově – Čakovická – U vodojemu – Důstojnické domy – Hůlkova

### 486
1. července 1999 Lochkov (jih) – K Cikánce – Cementárna Radotín – V sudech – Safírová – Prvomájová – Nádraží Radotín

### 701
Zavedena 2. září 2002 v trase Černý Most – Doležalova – Nádraží Kyje v rámci povodňových opatření (návoz cestujících na vlak po dobu přerušení provozu metra).
V roce 2005 jezdila v trase Černý Most – Doležalova – Nádraží Kyje, jako pozůstatek po povodňových opatřeních z roku 2002.
16. května 2005 byla prodloužena na obou koncích do trasy Dolní Počernice – U Váhy – Lomnická (T) – Hostavice – Lomnická (Z) – Jahodnice – Sídliště Jahodnice – (po dobu výluky Spolská – Za Horou – Pávovské náměstí) – Jiráskova čtvrť – Nádraží Kyje – Tálínská (T) – Kyje (Z) – Vajgarská – Generála Janouška – Doležalova – Kapitána Stránského – Breitcetlova – Černý Most – Černý Most – Chvaly – Stavební zóna Horní Počernice; byla v provozu v pracovní dny do 20 hodin. V úseku Černý Most – Nádraží Kyje jela ve špičkách cca polovina spojů a dopoledne a večer všechny spoje, v úseku Nádraží Kyje – Dolní Počernice jede pouze 5 párů spojů dopoledne.
1. ledna 2007 byla linka převedena z dopravce Hotliner s. r. o. na dopravce Connex Praha s. r. o.
9. prosince 2007 byla linka 701 zrušena. Zčásti byla nahrazena linkami 190 a 220; trasa k železniční zastávce Kyje a přes Aloisov za rybníkem byla na čas opuštěna, vrátila se na ni až linka 296 k 12. prosinci 2010.

### 702
Zavedena 7. října 2002 v rámci povodňových opatření (návoz cestujících na vlak po dobu přerušení provozu metra) v trase Černý Most – Poliklinika Černý Most – Ronešova – Rajská zahrada – Hejtmanská – Kyje(T) – Tálínská(Z) – Nádraží Kyje. Jezdila v celotýdenním intervalu 30 minut.
22. března 2003 linka byla zrušena.

### 703
2. září 2006 Zavedena v rámci výluky v Broumarské ulici v trase  Černý Most – Nádraží Kyje – Žárská
18. listopadu 2006 linka byla zrušena.

### 721
14. března 2006 Zavedena v rámci výluky v Broumarské ulici v trase Černý Most – Generála Janouška – Vajgarská – Sídliště Lehovec – Kbelská – Za horou – Jiráskova čtvrť – Spolská – Kbelská – Sídliště Lehovec – Vajgarská – Generála Janouška – Černý Most
18. listopadu 2006 linka byla zrušena.

### 722
20. března 2003 Zavedena v rámci výluky z důvodu rekonstrukce Bohnické ulice a obratiště Staré Bohnice v trase Sídliště Bohnice – Zhořelecká – Krakov – Poliklinika Mazurská
14. května 2003 linka byla zrušena.
9. září 2006 Zavedena v rámci výluky Dostihová – Velká Chuchle v trase Chaplinovo náměstí – Velká Chuchle

### 723
14. října 2006 Zavedena v rámci výluky z důvodu výstavby Vysočanské radiály v trase Černý Most – Rajská zahrada – Lehovec – Hutě – Jordánská – Lipnická

### 724
1. července 2005 zavedena v rámci výluky z důvodu opravy ulice Formanské mezi Kateřinky a Újezdem u Průhonic v trase Kateřinské náměstí – K Sukovu
1. září 2005 byla linka zrušena
1. července 2006 zavedena v rámci výluky z důvodu opravy ulice Formanské v Újezdě u Průhonic v trase Opatov – K Sukovu
1. září 2006 byla linka zrušena

### 725
1. června Zavedena v rámci výluky z důvodu rekonstrukce tramvajové tratě Motol – Sídliště Řepy v trase Sídliště Řepy – Bílý Beránek – Stodůlky
1. července 2010 je linka zrušena

### 727
17. srpna 2002 Zavedena v trase Kačerov – Sídliště Zbraslav – (Baně / Lipence)
28. srpna 2002 linka byla zrušena.
10. listopadu 2002 Zavedena v rámci výluky z důvodu rekonstrukce výhybky na křižovatce ulic Na poříčí a Havlíčkova v trase Staroměstská – Florenc – Staroměstská
14. listopadu 2002 linka byla zrušena.

### 728
2002 Smíchovské nádraží – Štěpařská – Smíchovské nádraží
2003 linka byla zrušena.

### 730
17. srpna 2002 Zavedena v trase Výhledy – V Sedlci
18. srpna 2002 linka byla zrušena.
3. března 2014 Zavedena v rámci výluky z důvodu rekonstrukce kanalizace v ulici Smíchovská v trase Sídliště Stodůlky – Luka – Náměstí U Lva – Slatinová – Raichlova – Luka – Sídliště Stodůlky
18. května 2014 linka byla zrušena

### 731
3. března 2014 Zavedena v rámci výluky z důvodu rekonstrukce kanalizace v ulici Smíchovská v trase Chýnice – Řeporyjské náměstí – Píškova – Nové Butovice (ráno) a Nové Butovice – Luka – Stodůlky – Řeporyjské náměstí – Chýnice (odpoledne)
18. května 2014 linka byla zrušena.

### 732
3. března 2014 Zavedena v rámci výluky z důvodu rekonstrukce kanalizace v ulici Smíchovská v trase Jinočany, náměstí – Řeporyjské náměstí – Luka – Sídliště Stodůlky (ráno) a Amforová – Luka – Stodůlky – Řeporyjské náměstí – Jinočany, náměstí (odpoledne)
18. května 2014 linka byla zrušena

### 751 / 871
14. října 2000 Kačerov – Garáže Kačerov – Depo Kačerov – Kačerov
31. října 2002 Zavedena v trase Palmovka – Karlínské náměstí – Florenc – Bílá labuť – Náměstí Republiky – Dlouhá třída – Florenc – Karlínské náměstí – Palmovka
27. února 2003 linka byla zrušena.
21. října 2004 Zavedena v trase: Nádraží Holešovice – Výstaviště Holešovice
29. dubna 2017 přečíslována na 871

### 754 / 874
1. prosince 2005 zřízena v trase Háje – Jakobiho – Dolnokřeslická – Křeslice – Pitkovice, zpočátku pro 3 páry spojů v pracovní den.
2. prosince 2006 byla zřízena zastávka Horčičkova.
10. prosince 2006 zrušena zastávka Jakobiho, linka v provozu o víkendech a svátcích v intervalu 60 minut mezi 10–17 hodinou (v prokladu s linkou 232)
Linku dotovala městská část Praha-Křeslice a pro cestující byla přeprava zdarma. Městská část tak reagovala na zrušení linky 111, která nějaký čas do Křeslic jezdila, ale ROPID ji pro nevytíženost zkrátil navzdory nesouhlasu městské části a občanské petici.
V listopadu 2010 křeslická radní komise pro rozvoj a životní prostředí označila návrh na změny v MHD k 12. 12. 2010 za výrazné zlepšení dopravy do Křeslic. Proto komise souhlasila, aby k datu realizace těchto změn byla zrušena linka 754, hrazená z prostředků městské části cca 50 000 Kč měsíčně, s tím, že na posílenou linku 232 měla přispívat 20 000 Kč měsíčně po dobu jednoho roku.
15. července 2017 pod označením 874 Florenc – Ohrada

### 755
3. srpna 2001 jezdila v trase: Letiště Ruzyně – ČZU, ČZU – Nádraží Dejvice
5. srpna 2001 jezdila v trase: ČZU – Pařížská ulice

### 757
10. a 12. dubna 2001 jezdila v trase Sparta – Výstaviště

### 758 / 872
12. října 2000 přečíslovaná z linky 458 trasa Českomoravská – Vysočanská – Prosek – Výstaviště Letňany
9. května 2008 zkrácena do trasy Letňany – Výstaviště Letňany
29. dubna 2017 přečíslována na 872

### 873
1. května 2017 Nádraží Holešovice – Výstaviště Holešovice – Císařský ostrov – Císařský mlýn
22. září 2018 Zličín – Zličín

### 874
14. září 2018 Želivského – Ohrada
Od 22. dubna 2023 interní označení historické linky K Stadion Strahov – Koleje Strahov – Malovanka – Park Maxe van der Stoela – Vozovna Střešovice – Prašný most – Vítězné náměstí – Lotyšská – Na Santince – Dukla, Juliska – U Matěje – Špitálka – Dyrinka – Hanspaulka – Sušická – Na Pískách – Starodejvická – Pod Vyhlídkou – Macharovo náměstí – Vozovna Střešovice – Park Maxe van der Stoela – Pohořelec – Malovanka – Koleje Strahov – Stadion Strahov

### 759
7. a 8. května 2001 (Hradčanská –) Dejvická – Divoká Šárka – Kněževes, do zast. Hradčanská jen mimo období provozu metra (Maasive Party)

### 770 / 890
12. října 2000 přečíslovaná z linky 470 trasa Na Knížecí – Stadion Strahov
29. dubna 2017 přečíslována na 890

### 771
květen 2001 Hradčanská – Vozovna Střešovice – Malovanka – Stadion Strahov

### 772
29. března 2001 Smíchovské nádraží – Lihovar – Závodiště Chuchle
18. června 2001 je linka zrušena

### 773
24. a  27. května 2001 Anděl – Dětský ostrov – Střelecký ostrov – Anděl	

### 774
12. listopadu 2000 Kačerov – Nemocnice Krč – Kunratice
4. ledna 2010 Pitkovice – Háje
15. listopadu 2020 vedena v trase mimo Prahu (Zdiby, Brnky - Zdiby, Holosmetky) Později 3. září 2023 zrušena

### 800
4. července 2016 zavedena z důvodu výluky metra C Pankrác – Roztyly v trase Pražského povstání – Chodovská tvrz – Mikulova – Modrá škola – Háje (Z)
10. července 2016 je linka zrušena
29. června 2024 do 3. července 2024 zavedena z důvodu výluky metra C v úseku Háje - Pražského Povstání
Zastávky linky 800:
Směr Jižní Město: Vyšehrad – Pražského povstání – Na Veselí – Chodovec – Chodovská tvrz – Litochlebské náměstí – Bachova – Mikulova – Hněvkovského – Modrá škola – Háje – Horčičkova – Jižní Město. 
Směr Vyšehrad: Jižní Město – Horčičkova – Háje – Modrá škola – Hněvkovského – Mikulova – Bachova – Litochlebské náměstí – Chodovská tvrz – Chodovec – Na Veselí – Pražského povstání – Vyšehrad. 
Linka 800 byla nasazena pouze v denním provozu a sloužila jako náhrada za výluku metra C.  Po skončení výluky byl provoz linky 800 ukončen

### AE
Zvláštní expresní linka Airport Express (AE) byla zavedena 11. prosince 2005 v trase Nádraží Holešovice – Letiště Ruzyně.
17. ledna 2006 prodloužena do trasy Nádraží Holešovice – Terminál Sever 1 – Terminál Sever 2 – Letiště Ruzyně
28. května 2006 zřízena zastávka Dejvická
9. prosince 2007 byly zastávky Terminál Sever 1 a Terminál Sever 2 přejmenovány na Terminál 1 a Terminál 2. 5. října 2012 byla konečná zastávka přejmenována z Letiště Ruzyně na Letiště a nácestná zastávka Letiště Ruzyně na Schengenská.
9. května 2008 došlo k přemístění nástupní/konečné zastávky Nádraží Holešovice do autobusového nádraží u železniční stanice Praha-Holešovice.
14. prosince 2008 byla trasa změněna na: Hlavní nádraží – Masarykovo nádraží (Z, jen výstup) – Dejvická – Terminál 1 (T) – Terminál 2 – Terminál 1 (Z) – Letiště Ruzyně (T)
Od 11. prosince 2011 byla ve směru na Hlavní nádraží zřízena zastávka Náměstí Republiky, určená jen pro výstup.
14. prosince 2014 byla na lince zrušena zastávka Dejvická.
11. března 2020 byla linka z důvodu pandemie koronaviru a s tím sníženého počtu cestujících dočasně zrušena.
Od začátku roku 2021 opět v provozu.